# Breiter Weg (Magdeburg)

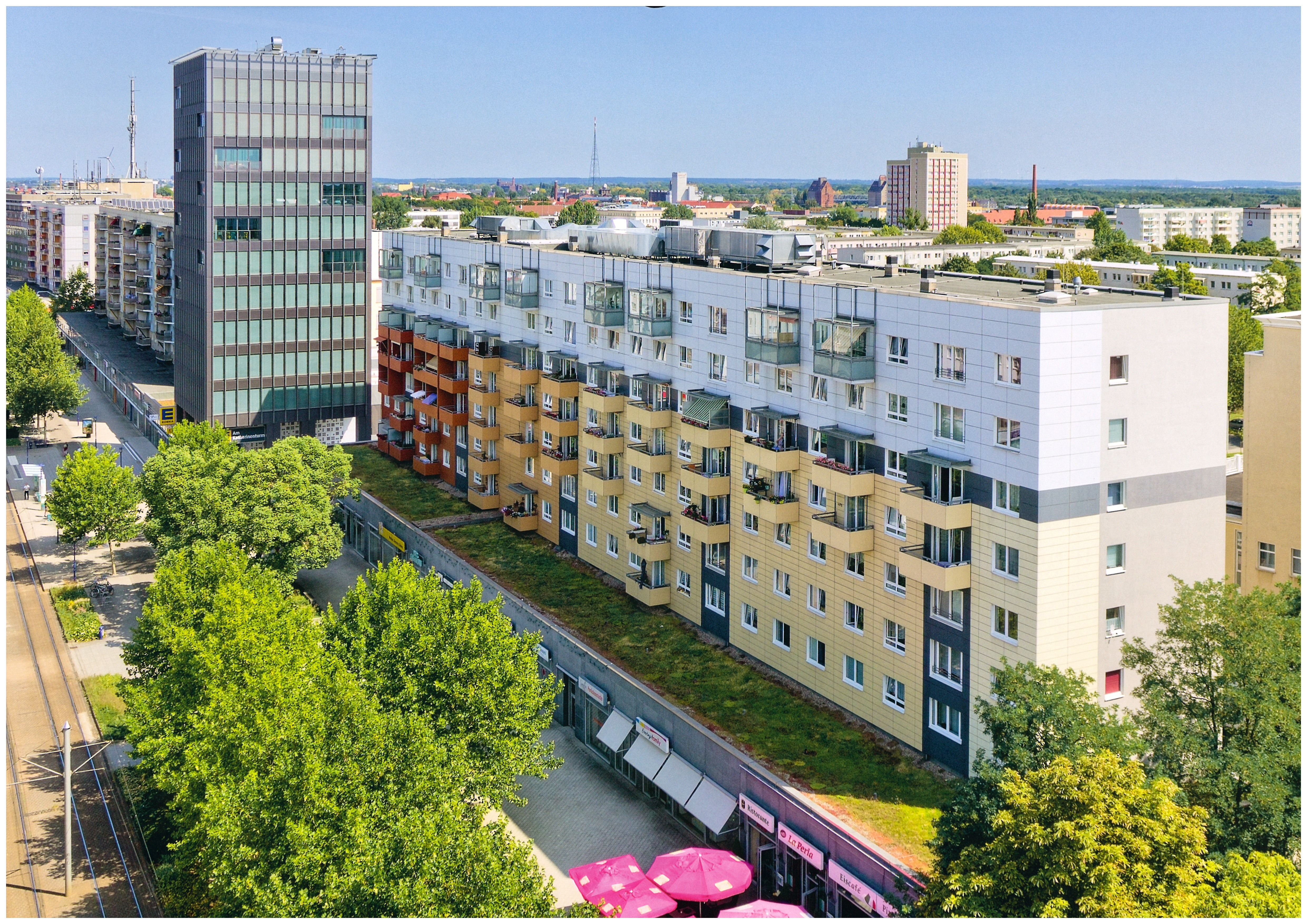
Nordabschnitt mit Katharinenturm, 2016

Der Breite Weg ist die Hauptgeschäftsstraße in der Altstadt von Magdeburg. Aufgrund großzügiger Palaisbauten und Bürgerhäuser im Stil des Barock galt er zeitweise als schönste Barockstraße Deutschlands. Im Zweiten Weltkrieg wurden bis dahin noch erhaltene barocke und historische Gebäude weitgehend zerstört.

## Lage
Der Breite Weg verläuft als Hauptgeschäftsstraße der Stadt Magdeburg in Nord-Süd-Richtung über etwa 2,1 Kilometer zwischen dem Universitätsplatz im Norden und dem Hasselbachplatz im Süden, auf kompletter Länge durch die Magdeburger Altstadt. Einst verband er so das Krökentor, als ein nördliches Stadttor, mit dem Alten Sudenburger Tor im Süden.

## Geschichte

Breiter Weg 174–180, um 1930

### Mittelalter
Der Breite Weg war die wichtigste und breiteste Verkehrsstraße der Stadt Magdeburg und wurde erstmals wegen des Stadtbrandes von 1207 in der Schöppenchronik als brede weg erwähnt, 1225 wird er lateinisch als lata platea bezeichnet. Ursprünglich führte er als Heerstraße an den mittelalterlichen Siedlungskernen um den Magdeburger Dom und den Johannisberg vorbei, die sich östlich der Straße befanden. Die älteste Stadtmauer Magdeburgs stand so östlich der Straße, zwischen Breitem Weg und Schwertfegerstraße/Schuhbrücke. Der Breite Weg führte so außen an der Stadtmauer vorbei.
Im 12. Jahrhundert erfolgte unter Erzbischof Wichmann von Seeburg eine Stadterweiterung, bei der der Breite Weg Teil der Stadt Magdeburg wurde. Im Süden reichte der Breite Weg nun bis zum Sudenburger Tor. Diese südliche Ausdehnung blieb so bis 1872 bestehen. Die nördliche Stadtgrenze lag bei der Scharrnstraße, etwas nördlich des Ratswageplatzes. In der ersten Hälfte des 13. Jahrhunderts gab es eine weitere Stadterweiterung nach Norden. Das Krökentor als nördliches Tor und Nordende des Breiten Wegs befand sich nun auf Höhe der Großen Steinernentischstraße. Ein kleine weitere Stadterweiterung folgte dann im 15. Jahrhundert. Das Krökentor entstand dann an der Stelle, die es bis ins 19. Jahrhundert einnahm. Der Breite Weg erhielt so sein noch heute bestehendes nördliches Ende und hatte nun eine Länge von etwa 1,5 Kilometern erreicht. Die Bebauung bestand aus diversen Patrizierhäusern, aber auch Kirchen und Klöstern. Der südlichste Teil, bis zu den Nummern 8 bzw. 196, etwa Höhe Leiterstraße, gehörte zur Stiftsfreiheit, der übrige Verlauf war Teil der Altstadt. Noch bis in die Zeit um 1700 befand sich auf dem Breiten Weg ein Schlagbaum, der die beiden Teile der Stadt trennte. In diesem Bereich befanden sich die Kurien der Domherren.

### Zerstörung im Dreißigjährigen Krieg und Wiederaufbau
Im Dreißigjährigen Krieg wurde die Straße 1631 weitgehend zerstört. Beim Wiederaufbau entstanden zumeist völlig neue Gebäude. Lediglich die Heideckerei (Nummer 148) und das Rochsche Haus (Nummer 203) sowie Katharinen- und Nikolaikirche wurden als Gebäude wieder aufgebaut. Der Wiederaufbau vollzog sich zunächst völlig ungeordnet. Zum Teil wurden Häuser nur notdürftig mit Materialien anderer Grundstücke oder der Stadtbefestigung nutzbar gemacht. Auffällig war ein reger, wohl spekulativer Handel mit Grundstücken unter wohlhabenden Magdeburger, an dem vor allem Ratsfamilien beteiligt waren. Ende des 17. Jahrhunderts ergab sich so ein sehr uneinheitliches Bild. Zwischen prächtigen Bauten standen notdürftige Behelfsbauten und lagen wüste Grundstücke.

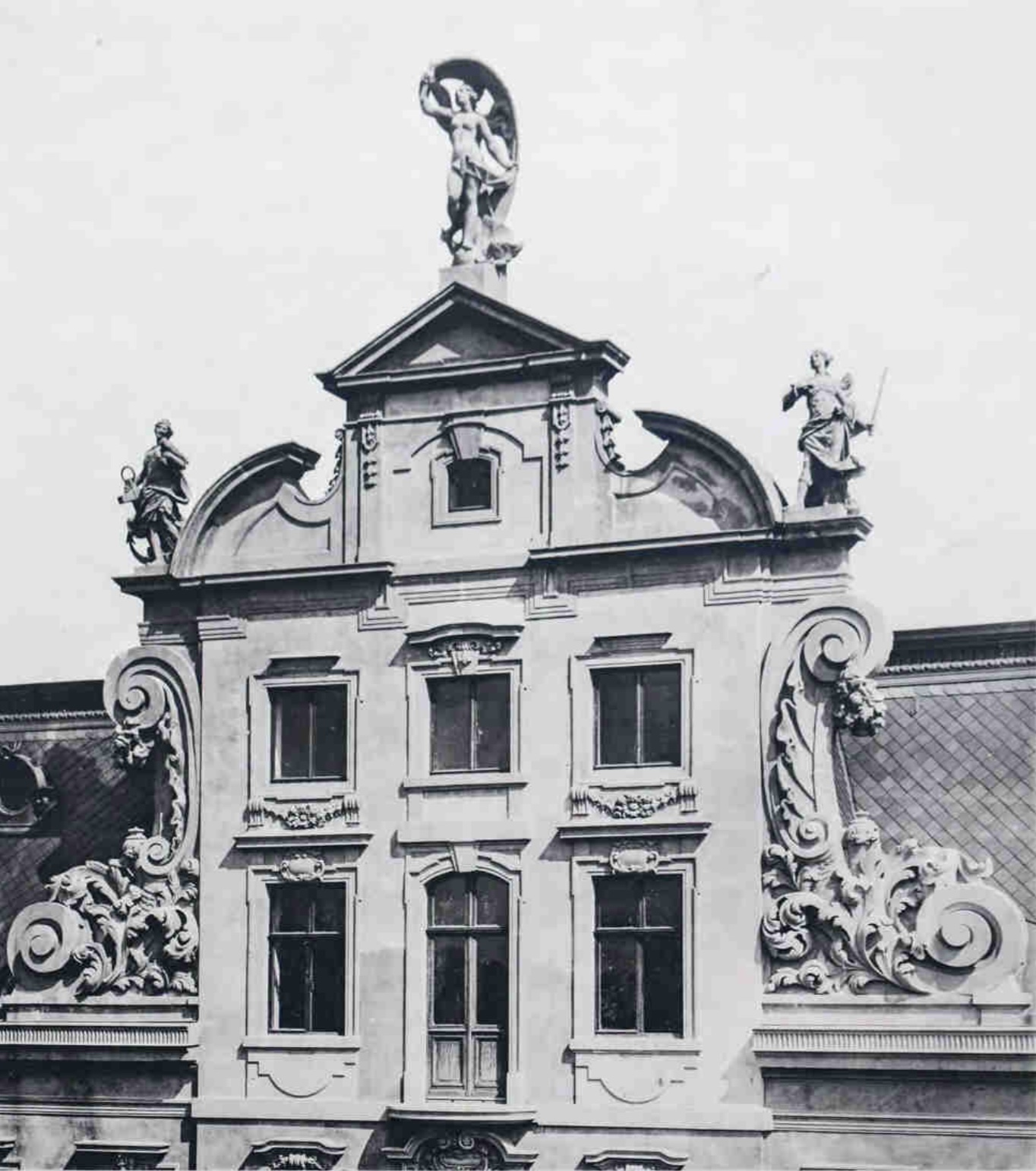
Zwerchhaus des Hauses Zum Turm (Breiter Weg 12)

1692 wurde eine Baukommission eingesetzt. Sie erließ, wie auch der ab 1702 als Gouverneur eingesetzte Fürst Leopold von Anhalt-Dessau, neue Bauvorschriften. So wurde das Anbringen von Erkern grundsätzlich verboten. Zum Teil mussten vorhandene Erker entfernt werden. Die Farbgebung wurde vereinheitlicht. Die Gebäude wurden nun gelb gestrichen, die Gewände von Türen und Fenstern sowie Verzierungen konnten weiß abgesetzt werden. Für Neubauten wurden Entwürfe, Zahl der Geschosse und Traufhöhen vorgegeben. In dieser brandenburg-preußischen Ausbauphase entstanden so vor allem zwischen 1720 und 1740 viele Gebäude mit aufwendigen Barockfassaden. Die Fassade waren häufig durch Gesimsbänder, Säulen und Pilaster geprägt. Besonders markant waren mehrgeschossige Giebel an den Zwerchhäusern der Gebäude. Sie waren mit Voluten versehen, die bis etwa 1739 zum Einsatz kamen. An den Ecken der Gesimse wurden Obelisken, Knöpfe und ähnliche Zierelemente positioniert. Oben auf den Giebeln befand sich häufig eine Statue oder ein ähnlich dekoratives Element. Es ergab sich auch eine besondere Konzentration auf die Umrahmung und Verdachung der Fensteröffnungen. Ornamente wurden hingegen nur wenig eingesetzt. Dies wurde später auch als „Magdeburger Barock“ bezeichnet. Hausvorsprünge wurden entfernt, zum Teil sogar vorstehende Bauteile abgesprengt.
Der Einfluss des Rokoko ist ab etwa 1740 feststellbar. Bei Bauten aus dieser Zeit verzichtete man auf die hohen Giebel, die ihre ursprüngliche Funktion als Speicher verloren hatten. Es dominierten nun niedrigere Sattel- oder Mansarddächer. Als oberer Abschluss der Fassade fand sich nun häufiger eine mit Figuren gezierte Attika.
Der Breite Weg galt als schönste Barockstraße Deutschlands. Er beherbergte hochwertige Geschäfte und Gaststätten und war die elegante Flaniermeile Magdeburgs und damit der gesamten Region.

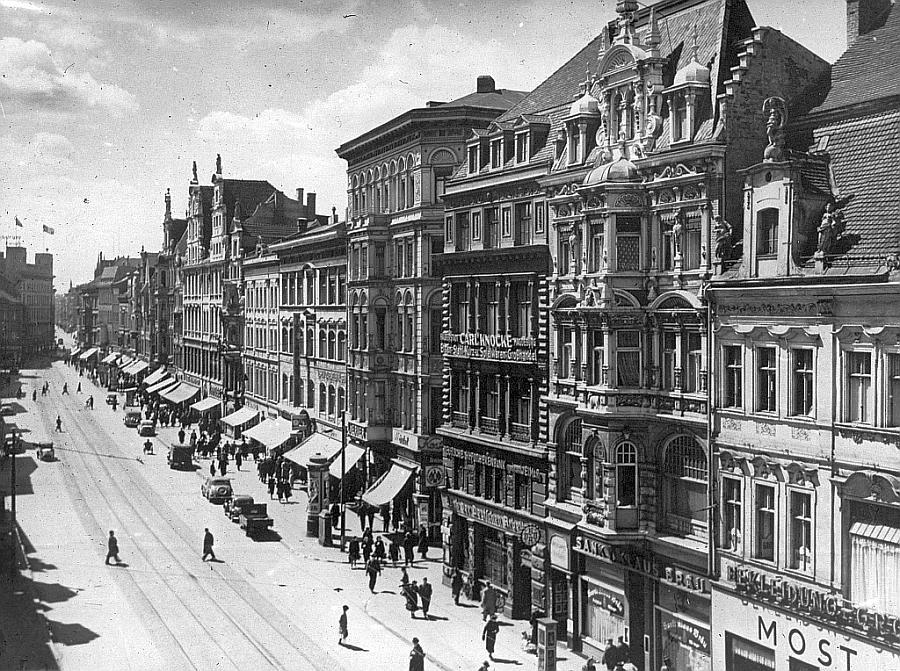
Breiter Weg, Westseite im südlichen Teil, Foto um 1930

Der südliche Anfang des Breiten Wegs befand sich dann am Alten Sudenburger Tor, dem südlichen Haupttor der Magdeburger Stadtbefestigung. Dies entspricht heute der Kreuzung mit der Danzstraße und somit fast der Mitte des Straßenverlaufs. Noch heute beginnt die Nummerierung des Breiten Wegs dort. Den nördlichen Abschluss bildete das Krökentor. Für den Bereich südlich der Bärstraße, bis zur ehemaligen Steinstraße, wurde zeitweise auch der Name Kornmarkt genutzt. Tatsächlich wurde hier noch bis zum Ende des 19. Jahrhunderts der Kornmarkt abgehalten. Bis zum 17. Jahrhundert befanden sich in diesem Bereich Häuser mit Kornspeichern. Der nördlichste Teil des Breiten Wegs, zwischen ehemaliger Zschokkestraße/Kleiner Steinernetischstraße und Krökentor wurde im 17. Jahrhundert häufig nicht mit zum Breiten Weg gezählt, sondern mit Vor dem Krökentor bezeichnet. Der Abschnitt war bis zur Verbreiterung um 1900 deutlich schmaler. Sowohl im nördlich Abschnitt als auch im Bereich südlich der Leiterstraße orientierte sich der Breite Weg an historischen Gegebenheiten, so dass ein recht unregelmäßiger Verlauf bestand.

### Veränderungen im 19. und 20. Jahrhundert

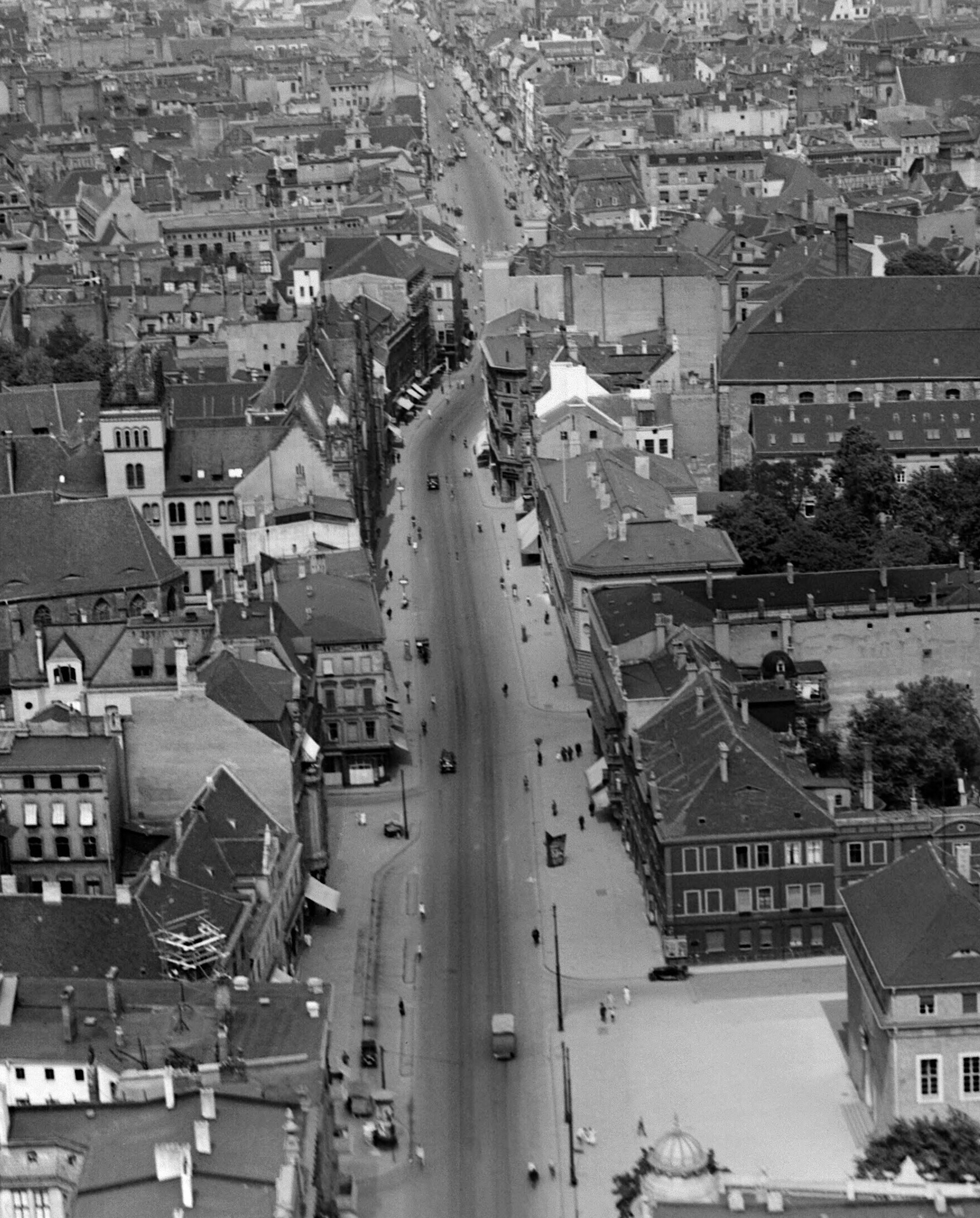
Blick von Süden auf den Engpass, 1929

Das Erscheinungsbild als Barockstraße ging bereits in der Mitte des 19. Jahrhunderts durch bauliche Veränderungen verloren. Gebäude wurden aufgestockt, Läden eingebaut und Erker hinzugefügt. Neubauten wurden in einem historisierenden Stil ausgeführt. Weitere Veränderungen ergaben sich aufgrund des zunehmenden Verkehrs. Der auf den mittelalterlichen Grundstücksgrenzen beruhende unregelmäßig Straßenverlauf inklusive von Engpässen und die angrenzenden sehr engen Nebenstraßen stellten nun Verkehrshindernisse dar. Auf Basis des Fluchtliniengesetzes von 1875 erfolgten an mehreren Punkten Straßenverbreiterungen. Ab 1877 verkehrte eine Pferdebahn, die später in der Straßenbahn Magdeburg aufging und heute den Breiten Weg auf voller Länge befährt.
Ab der Wende zum 20. Jahrhundert entstanden an der größten Straße der Stadt vermehrt Warenhäuser, was den Charakter der Straße hin zu einer Einkaufsstraße veränderte. Zuvor nur auf Ladengeschäfte im Erdgeschoss beschränkte Läden wurden auch auf die oberen Geschosse ausgeweitet. Auch Büronutzungen nahmen zu. Dem Trend zu Warenhäuser wurden diverse erhaltene und für das Straßenbild prägende Bauten abgerissen, so die Heideckerei (Breiter Weg 148) und das Haus Zur goldenen Krone (Breiter Weg 154).
In den 1870er Jahren erfolgte eine Stadterweiterung, wobei der Breite Weg nach Süden verlängert wurde. Er umfasste auch den Hasselbachplatz und führte dann nach Südwesten über die heutige Hallische Straße bis zum Neuen Sudenburger Tor. Die Gesamtlänge betrug damit 2,5 Kilometer. 1934 wurde die Hallische Straße aus dem Breiten Weg herausgelöst und selbst benannt. Vermutlich wurden zugleich auch die Häuser am Hasselbachplatz neu adressiert und gehörten nun auch nicht mehr zum Breiten Weg. Seitdem hat der Breite Weg seine heutige Ausdehnung.
In den 1920er Jahren wurden im Zuge der Bewegung des Neuen Bauens diverse Fassaden von Häusern am Breiten Weg in auffallend bunten Farben gestaltet. Ab Mitte der 1920er Jahre wurden häufig Warenhäuser umgebaut, wobei Glasfassaden entstanden, so am Textilkaufhaus Brenninkmeyer, und den Häusern Breiter Weg 141, 142/143 und 148 bis 150. Es wurden auch Büroneubauten im Bereich des Domplatzes, des Staatsbürgerplatzes und im Breiten Weg 199/200 geplant, jedoch aufgrund der Weltwirtschaftskrise dann nicht mehr umgesetzt.

### Zerstörung im Zweiten Weltkrieg

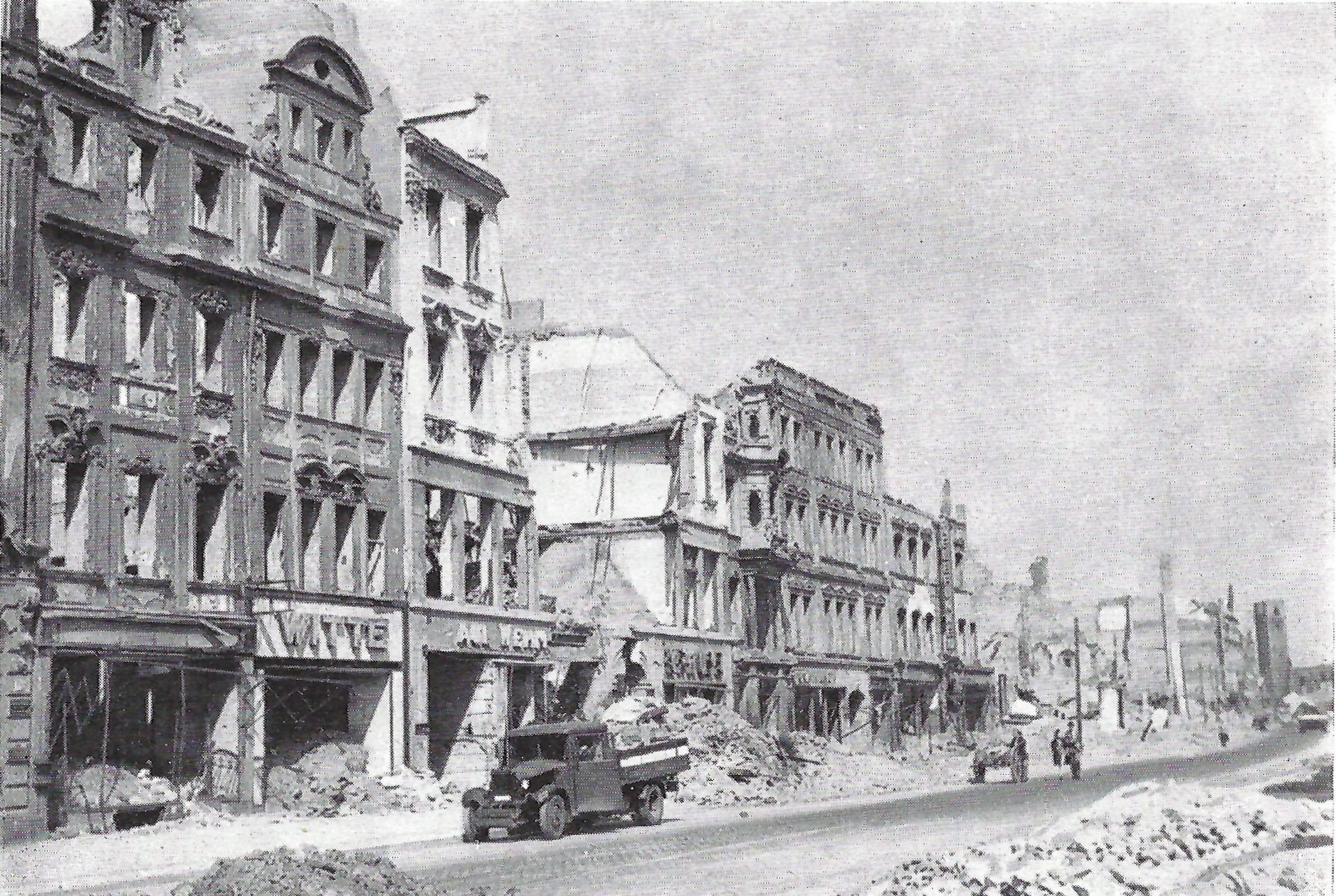
Ruinen am Breiten Weg

Im Zweiten Weltkrieg traf ein erster Luftangriff den Breiten Weg in der Nacht vom 17. zum 18. April 1941 und führte zu Schäden am Gebäude Breiter Weg 82, die jedoch bald beseitigt wurden. Ein größerer Angriff erfolgte am 28. September 1944 mit Schäden vor allem am Zentraltheater, der Katharinenkirche, das Gebiet zwischen Ratswaageplatz und Altem Markt sowie der Engpass. Verheerend war der Luftangriff auf Magdeburg am 16. Januar 1945, in dessen Folge ein Feuersturm entstand und schwerste Zerstörungen und viele Tote verursachte. Weitere Luftangriffe erfolgten Anfang Februar 1945, mit Schäden im Bereich des Hasselbachplatzes sowie Mitte Februar, mit Schäden an der Hauptpost. Auch am 3. April 1945 wurde bei einem Luftangriff das Gebiet um den Hasselbachplatz getroffen. Die Zerstörungen waren umfangreich. Erhalten geblieben war auf der Ostseite die Staatsbank (heute Breiter Weg 1), mehrere Häuser südlich des Ratswaageplatzes sowie die Ruine der Katharinenkirche. Auf der Westseite war insbesondere die Hauptpost, wenn auch beschädigt, und Gebäude im Umfeld der Einmündung der Leiterstraße erhalten geblieben. Bestehen blieben auch zwei Häuser südlich der Hauptpost (Breiter Weg 212 und 212a) sowie das Viertel am Hasselbachplatz. Viele weitere Gebäude bestanden als Ruinen. Die bis zum Zweiten Weltkrieg noch erhalten Barockbauten wurden im Krieg weitgehend zerstört. Lediglich zwei Barockhäuser (Breiter Weg 178 und 179) sind erhalten.

### Wiederaufbau und sozialistische Umgestaltung
Im Zuge des Wiederaufbaus wurden einige beschädigte Gebäude wiederhergestellt. Dies betraf insbesondere den Block zwischen heutigem Universitätsplatz und der Straße Am Krökentor. Auch die Hauptpost, sowie die drei Gebäude nördlich der Himmelreichstraße wurden wieder instandgesetzt. Die Ruinen zwischen Ratswaageplatz und späterer Wilhelm-Pieck-Allee wurden soweit hergerichtet, dass sie wieder als Verkaufsstellen dienten. Bauanträge von Eigentümern beschädigter Häuser zum Wiederaufbau oder zumindest zur teilweisen Wiederherrichtung wurden teilweise nicht oder nur zögerlich bewilligt. Planungsideen von 1945/1946 sahen den Erhalt beschädigter Gebäude und der Infrastruktur vor, zugleich sollten nun bisherige städtebauliche Probleme beseitigt werden. So wurde der seit der Zeit Otto von Guerickes bestehende Plan zur Anlage einer Ost-Westverbindung durch die Altstadt wieder aufgegriffen. 1947 wurden weite Teile der Altstadt, darunter auch des Breiten Wegs zum Bausperrgebiet erklärt. Ungeplante, wilde Entwicklungen der Bebauung sollten so verhindert werden. Ein erster Bebauungsplan für die Altstadt entstand 1948. 1950 wurde ein Aufbauplan, beruhend auf Wettbewerbsergebnissen von 1946 und 1949, erarbeitet. Der Aufbauplan wurde zwar von der Stadtverordnetenversammlung beschlossen, jedoch vom Ministerium für Aufbau abgelehnt. Der Plan sollte den 16 Grundsätzen des Städtebaus entsprechen. Gefordert wurde insbesondere eine Gestaltung des neuen Zentralen Platzes als zentraler Aufmarschplatz, an dem innerhalb von zwei bis drei Stunden 150.000 Menschen an einer Tribüne vorbeiziehen können. Die Pläne sahen insgesamt einschneidende Veränderungen in der Bebauung und Anlage der Altstadt vor, der Breite Weg in seinem Verlauf wurde allerdings nicht angetastet. Seine Engpässe und auch die engen Seitenstraßen wurden jedoch beseitigt.

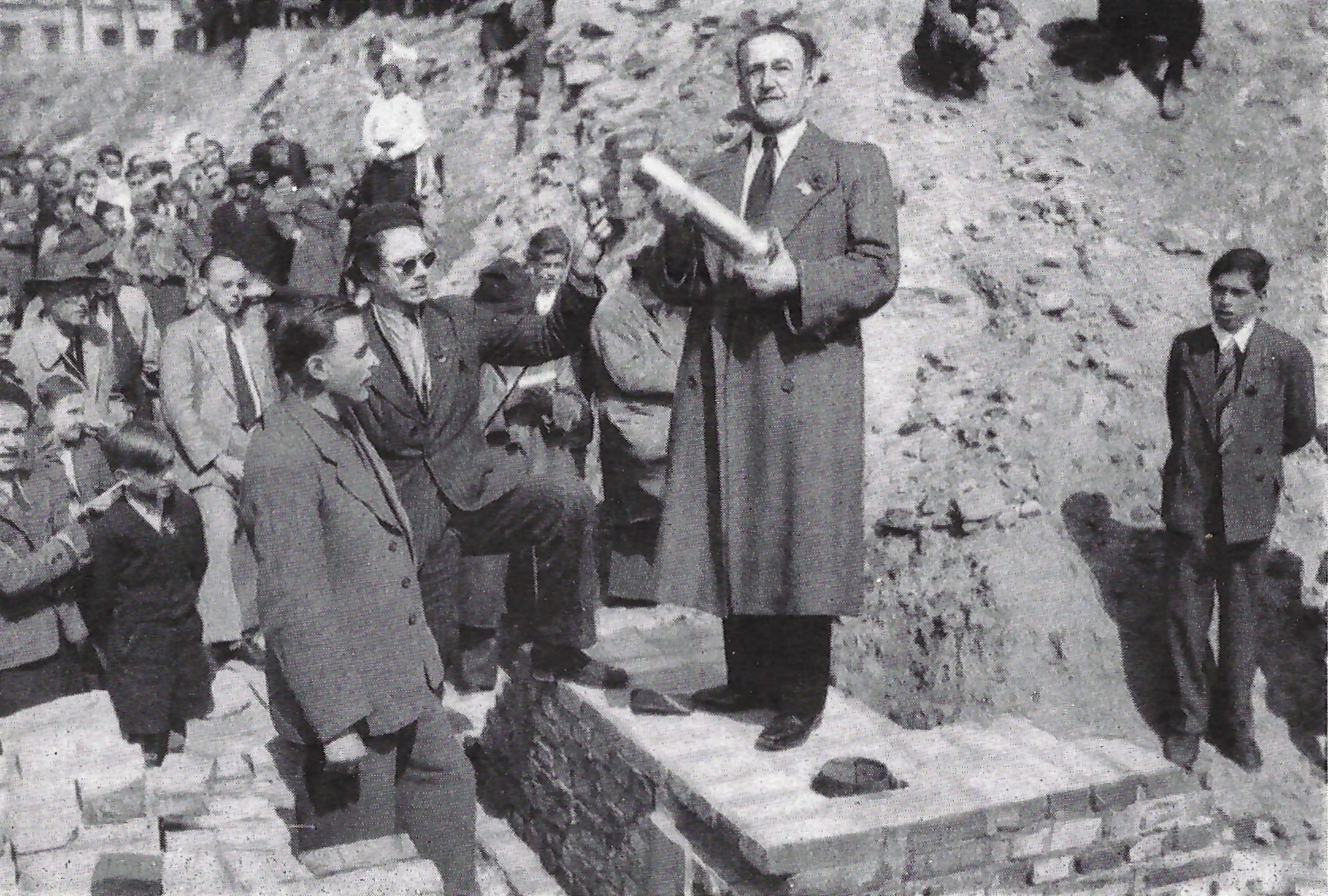
Grundsteinlegung für die Ladenstraße am 1. Mai 1951

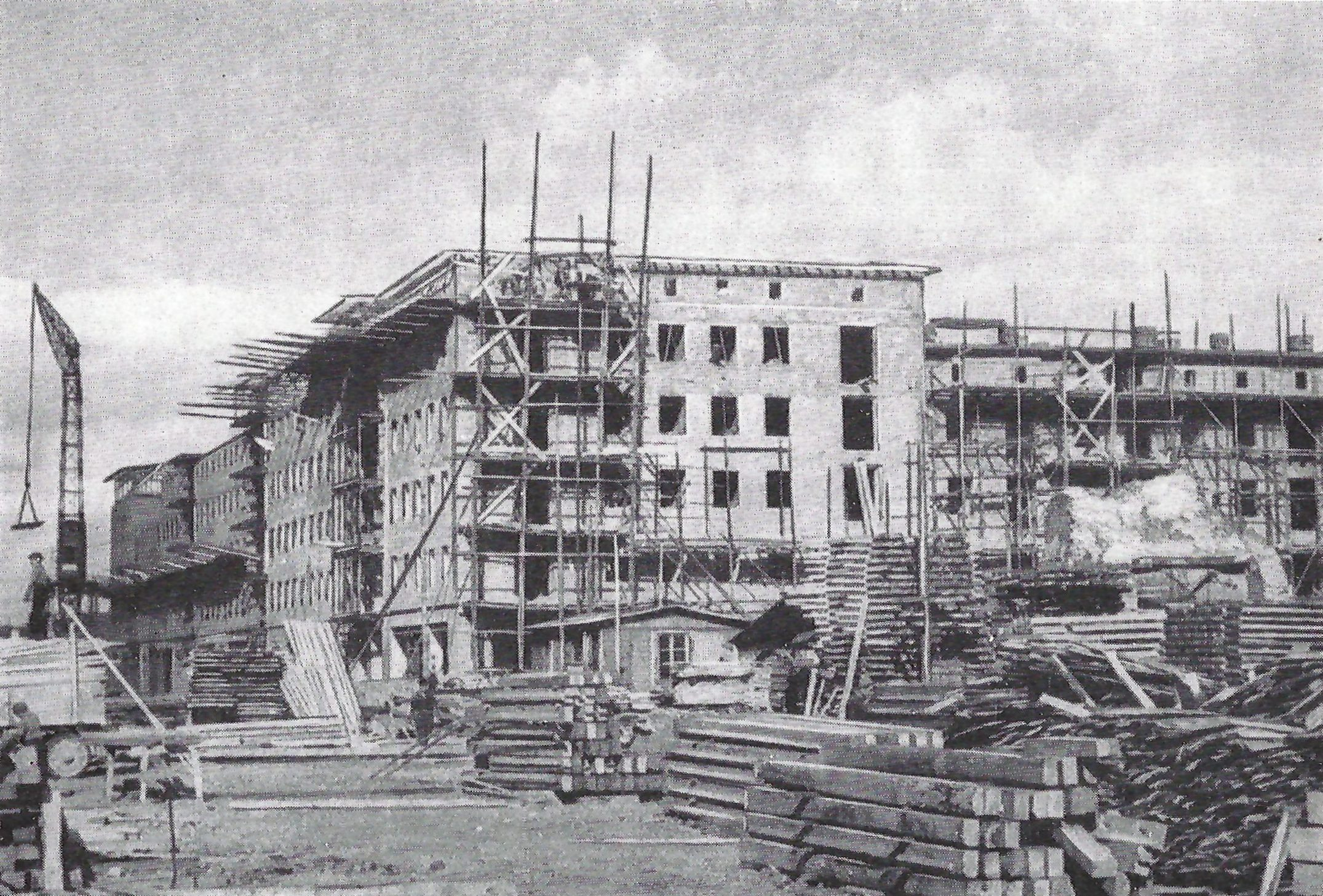
Bauarbeiten im Südabschnitt, 1951

Im südlichen Abschnitt blieb zum Teil Gründerzeitarchitektur erhalten bzw. wurden in den 1950er Jahren neue Wohn- und Geschäftshäuser errichtet, darunter von 1951 bis 1953 der Komplex Ladenstraße. Mit der Nikolaikirche wurde jedoch auch hier ein Kirchenbau abgerissen. Aufbauwürdige Ruinen wurden für die moderne Neugestaltung abgerissen. Auch erhaltene Altbauten wurden zum Teil beseitigt. So wurde das erhaltene Haus Breiter Weg 266 auf der Ostseite des Südabschnitts in den 1960er Jahren, die Gebäude im Umfeld der Einmündung der Leiterstraße in den 1970er Jahren abgerissen. Am 11. Mai 1953 wurde der Grundstein für das Stadt Prag gelegt.

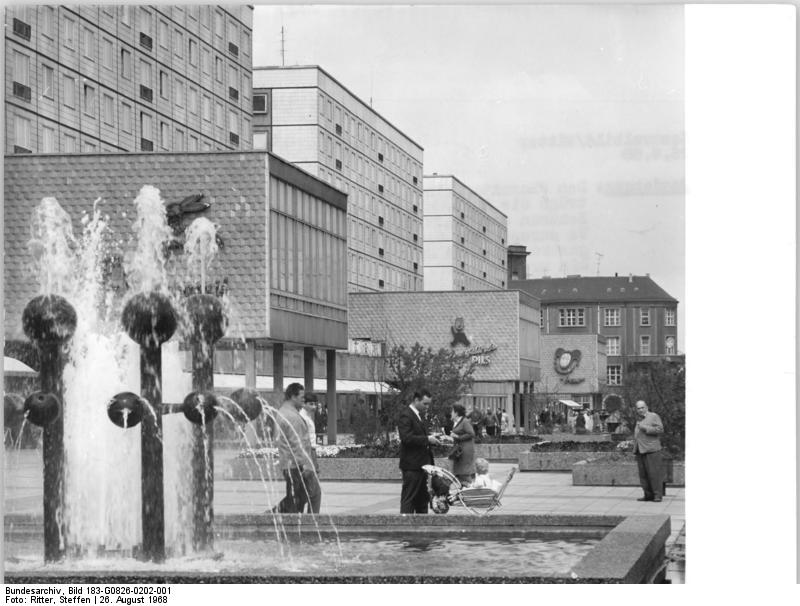
Nordabschnitt, 1968

In der Zeit der DDR wurde der Breite Weg am 5. Mai 1953, anlässlich des 135. Geburtstages des Philosophen Karl Marx in Karl-Marx-Straße umbenannt. Der nördliche Abschnitt wurde zu einer Fußgängerzone umgestaltet und im Stil einer sozialistischen Großstadt, mit einem deutlichen Bruch mit der historischen Struktur des Bereichs, neu bebaut. Die Planungen hierfür begannen 1960. Der 800 Meter lange Abschnitt sollte im Sinne von Weite und Großzügigkeit als 70 Meter breiter Fußgängerbereich gestaltet werden. Es wurde dabei an westeuropäische Vorbilder angeknüpft. Es entstanden achtgeschossige Plattenbauten in deren Erdgeschoss Läden eingefügt wurden. Auf der Westseite wurden zwischen den Blöcken vorgeschobene Zwischenbauten errichtet. In dem Bereich zum Teil bis dahin noch erhalten gebliebene Vorkriegsbebauung wurde dafür Anfang der 1960er Jahre abgerissen. Die Bauarbeiten begannen 1962. Zunächst war in ersten Entwürfen noch ein Erhalt der Katharinenkirche vorgesehen. Stadtbaudirektor Ungewitter begründete dann im Januar 1964 ausführlich, wieso dann doch ein Abriss der historischen Kirche vorgesehen und im Februar 1964 durch Sprengung vollzogen wurde. Von 1968 bis 1970 wurde an dieser Stelle dann das Haus der Lehrer errichtet. Von 1970 bis 1973 entstand auch das Centrum-Warenhaus. Das zum Zentralen Platz gehörende Areal zwischen Wilhelm-Pieck-Allee, heutiger Ernst-Reuter-Allee im Norden und heutiger Goldschmiedebrücke im Süden, blieb bis in die 1990er Jahre unbebaut.
Im südlichen Abschnitt zwischen Leiterstraße und Keplerstraße blieb auf der Ostseite nur das alte Reichsbankgebäude erhalten. Es entstanden ab 1962 drei achtgeschossige Wohnhäuser in Plattenbauweise vom Typ M8. Später wurde eine noch vorhandene große Lücke parallel zum Domplatz, nördlich des Reichsbankgebäudes, mit einem fünfgeschossigen Appartementhaus mit einer Länge von 150 Metern geschlossen. Auf der Westseite blieb die Lücke zwischen Hauptpost und Max-Josef-Metzger-Straße (ursprünglich Prälatenstraße) unbebaut und wurde zur Grünfläche umgestaltet. Verbliebene Baulücken an der Danzstraße und nahe des Hasselbachplatzes (Breiter Weg 249) wurden in den 1980er Jahren mit Wohnhäusern in Plattenbauweisen geschlossen.

### Veränderungen ab 1990

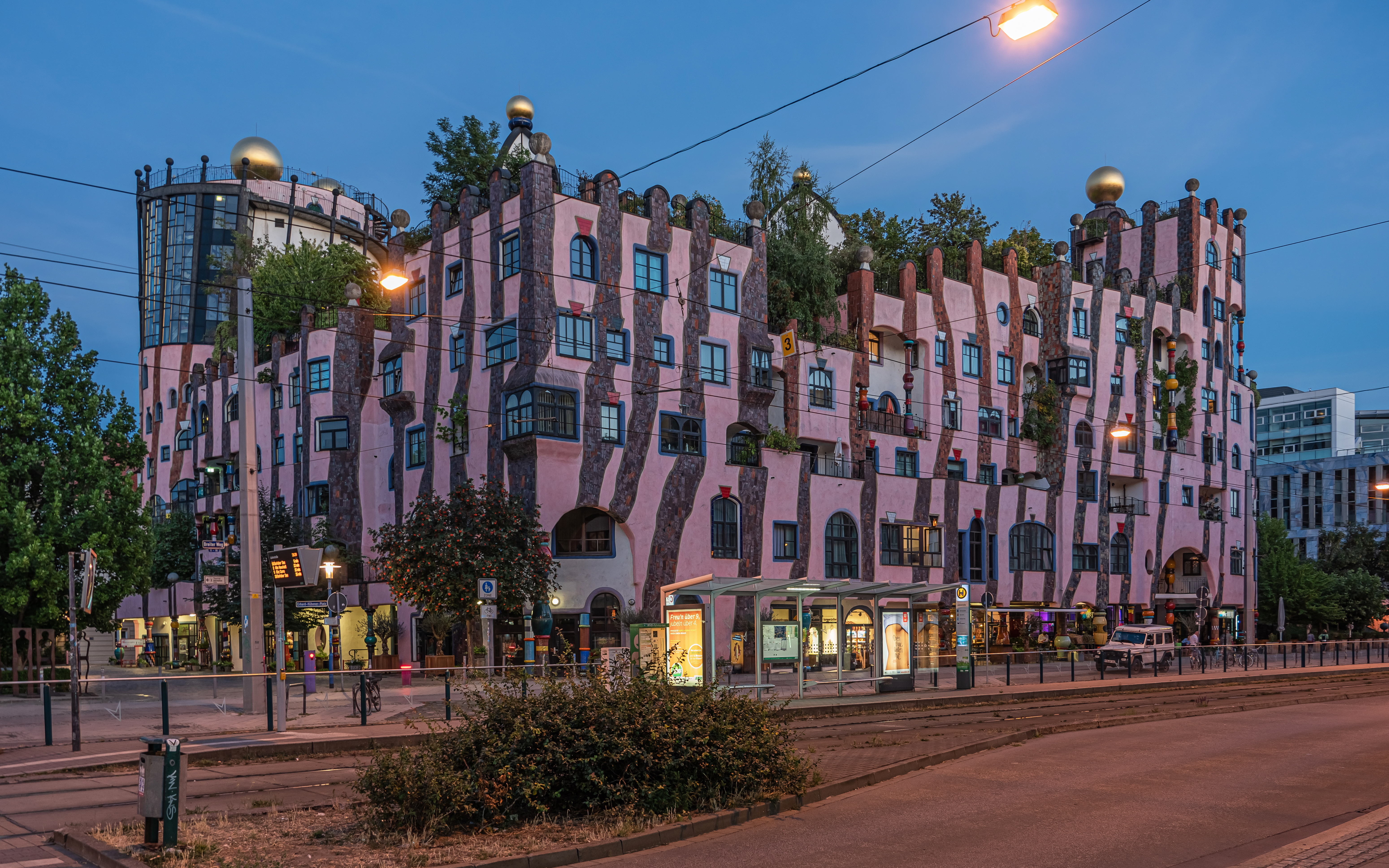
Grüne Zitadelle (Hundertwasserhaus) von 2005

Nach dem Ende der DDR erlebte die wieder als Breiter Weg benannte Straße erneut einen Wandel. Zentral im Stadtzentrum entstanden die Einkaufshäuser Allee-Center und Ulrichshaus. Auf Höhe des Domplatzes wurden Neubauten einer Bank und die von Friedensreich Hundertwasser entworfene Grüne Zitadelle von Magdeburg errichtet. Zwischen Domplatz und Hasselbachplatz wurden 2014 die Plattenbauten aus der DDR-Ära abgerissen, um sie durch neue Gebäude zu ersetzen. Während zu DDR-Zeiten der Bereich kurz hinter dem Hasselbachplatz bis zur Ernst-Reuter-Allee als eine der Hauptmagistralen vollständig zweispurig befahrbar war, wurde er in den folgenden Jahren teilweise verkehrsberuhigt und hauptsächlich zu Gunsten von Parkplätzen auf eine Fahrspur eingeschränkt. Im touristisch relevanten Bereich wurden Fahrradbügel installiert.
Ab den 2000er Jahren wurden am Breiten Weg diverse Stolpersteine, zum Gedenken an die Opfer der nationalsozialistischen Gewaltherrschaft, verlegt. Am 20. Dezember 2024 war der Bereich des Breiten Wegs zwischen Ernst-Reuter-Allee und Altem Markt Teil des Tatorts des Anschlags auf den Magdeburger Weihnachtsmarkt.
2025 wurde am Nordabschnitt mit dem MWG-Forum ein weiteres Hochhaus fertiggestellt.

## Sagen

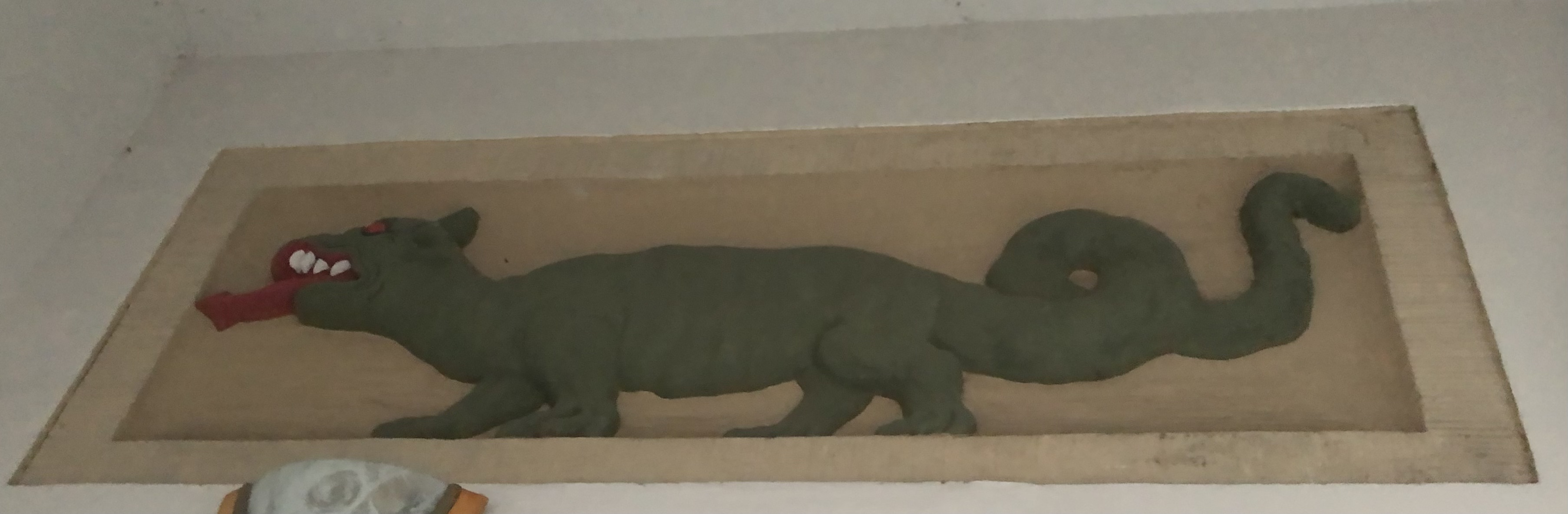
Alter Hausstein des Hauses Zum Lindwurm

Für den Breiten Weg und seine Häuser bestehen mehrere Sagen.
- Die Sage vom weißen Roß

Darunter die für das Haus Zum weißen Roß (Breiter Weg 19), wonach ein Pferd die Treppen hoch zum Dachgeschoss des Hauses gelaufen ist und aus dem Dachfenster wieherte, um den Hausherren davon zu überzeugen, dass seine totgeglaubte Frau lebend an der Haustür stand und um Einlass bat.
- Die eifersüchtigen Bauherren

Nach dieser Sage wetteiferten zwei Bauherren darum, wer das prächtigere Haus habe und beobachten daher mit einem Fernrohr die Bauarbeiten am jeweils anderen Haus. Auf dem Haus Zum güldenen Kreuz befand sich zur Erinnerung hieran eine Figur mit Fernrohr die in Richtung des anderen Hauses schaute.
- Die silbernen Läuse

Die Sage Die silbernen Läuse, in der sich zwei junge Leute über ihren Vormund lustig machen, spielt zum Teil im damals als Ratskeller genutzten Haus Zur Lauenburg.
- Dr. Faustus in Magdeburg

Nach der Sage Dr. Faustus in Magdeburg verschlang Dr. Faustus 1521 im Wirtshaus Zum goldenen Löwen einen Jungen, der jedoch unbeschadet hinter dem Ofen der Gaststube wieder auftauchte.
- Schatz von Apenburg

Einer Sage nach soll das Brauhaus Zur lüttken Lauenburg (Breiter Weg 83) mit Finanzmitteln aus einem Schatz errichtet worden sein, den man in Apenburg gefunden hatte.
- Sage vom goldenen Pflugeisen

Im Jahr 1207 hielt Erzbischof Albrecht II. mit einem Festzug Einzug in Magdeburg. Zu den Besuchern gehörte auch Kaspar, ein armer junger Bursche, der in einer Ledertasche ein Pflugeisen mit sich herumtrug. Nach dem Ende des Festzuges verließ er die Stadt nach Norden und kehrte in einer Herberge vor dem Tor ein. Er trank einen Krug Bier, musste dann jedoch feststellen, dass er kein Geld mehr dabei hatte. Während er überlegte, was er nun tun sollte, öffnete sich gegenüber seinem Platz eine Tür, aus der ein schönes Mädchen namens Brigitte heraustrat. Sie rief dem Wirtsknecht Kaspar zu, dass er ihr in den Keller leuchten solle. Daraufhin sprang der junge Bursche Kaspar auf, nahm ihr die Leuchte aus der Hand und bot seine Hilfe an. Er gestand ihr seine Not, worauf sie ihm Essen und ein Nachtquartier gab. Er gab ihr am nächsten Morgen das von seinen Vorfahren geerbte Pflugeisen, auf dem ein Segen liegen sollte und bat sie es aufzubewahren, bis er von seiner Reise in die weite Welt zurückkehren würde.
Es folgten schwere Zeiten für die Stadt mit Kämpfen und Verwüstungen, bei der insbesondere auch die Siedlung nördlich vor dem Tor zerstört wurde. Bei der Rückkehr fanden die Bewohner die Herberge lediglich geplündert, aber noch stehend vor. In Brigittes Kammer stand noch das Pflugeisen. Nach dem Tod von Brigittes Vater musste sie mit ihrer Mutter alleine die Herberge führen. Brigitte lehnte trotzdem alle Hochzeitswerber ab, da sie auf Kaspars Rückkehr wartete.
Nach einigen Jahren kehrte er als schmucker Reiter zurück. Sie erzählten bis in die Nacht, bis Kaspar sich verabschiedete und seine Wiederkehr für den nächsten Morgen ankündigte. Brigitte nahm so am nächsten Morgen das Pflugeisen mit in den Gastraum und wartete auf Kaspar, der jedoch nicht erschien. Das in der Gaststube stehende Pflugeisen erregte die Aufmerksamkeit der Gäste. Ein Waffenschmied bot einen Preis, ein Goldschmied erhöhte das Kaufgebot. Brigitte lehnte jedoch einen Verkauf ab. Der Waffen- und der Goldschmied stritten nun häufiger über das Pflugeisen. Gerade in einem solchen Moment betrat Kaspar den Raum und entschuldigte sich bei Brigitte für sein spätes Kommen. Da betrat ein Fremder den Raum. Er betrachtete das Pflugeisen, ritzte daran und stellte fest, dass es unter der äußeren Schicht aus Gold war. Er bot 1000 Goldgulden für das Pflugeisen. Kaspar willigte ein. Brigitte und Kaspar heirateten und bauten die Herberge neu. Zur Erinnerung wurde am Haus (Breiter Weg 86) als Hauszeichen ein Pflugeisen angebracht.
- Das eingemauerte Kind am Krökentor

Nach der Sage Das eingemauerte Kind am Krökentor wurde beim Bau des Tores ein Kind lebendig eingemauert, um so die Standfestigkeit des Bauwerks zu sichern. Das Kind wurde von Vögeln gefüttert und soll erst als alter Mann gestorben sein.
- Rothensee und der Lindwurm

Nach dieser Sage befand sich an der Stelle des Hauses Zum Lindwurm eine Burg, an der zur Erinnerung an einen bei Rothensee getöteten Lindwurm, ein entsprechender Hausstein befestigt worden war.
- Haus Zum 10. Mai

Nach der Sage des Hauses Zum 10. Mai wurde das Haus bei der Zerstörung der Stadt im Jahr 1631 vor Plünderungen bewahrt, da der Eigentümer Johann Alemann, auf der Seite der kaiserlichen Angreifer gestanden hätte. Auch andere bekannte Magdeburger hätten sich hierher geflüchtet und so überlebt.
- Mathilde von Heideck. Die Wiederkehr aus der Gruft

Die Sage über Mathilde von Heideck thematisiert den Scheintod der im Magdeburger Dom beigesetzten Hausherrin der Heideckerei, die letztlich nach Hause zurückkehrt.
- Der schwarze Bock

Nach der Sage Der schwarze Bock gelang es dem Sonntagskind Peter Wacker mit Hilfe der Schlachtung eines schwarzen Bocks einen verwunschenen Schatz zu heben.
- Zum Himmelreich

Die Sage zum Himmelreich berichtet vom Schicksal des prußischen Heerführers Heinrich Monte.

## Hausnummerierung
Bei der Einführung straßenweise vergebener Hausnummern in Magdeburg im Jahr 1807 begann man mit der Zählung auf der Ostseite des südlichen Endes der Straße und zählte dann entgegen dem Uhrzeigersinn. Die Nummern verliefen so dann von der Nummer 1 (an der nördlichen Ecke Breiter Weg/Domstraße) aufsteigend auf der Ostseite, wobei die Gebäude, die den direkten südlichen Abschluss bildeten nicht zum Breiten Weg, sondern zur Domstraße gezählt wurden. Am nördlichen Ende der Ostseite, am Krökentor, befand sich die Nummer 104. Auf der Westseite verlief die Nummerierung dann beginnend mit der Nummer 105 weiter aufsteigend wieder nach Süden, um mit der Nummer 213a am Alten Sudenburger Tor zu enden. Mit der in den 1870er Jahren erfolgten Stadterweiterung wurde der Breite Weg nach Süden bis zum Neuen Sudenburger Tor verlängert. Die bisherige Nummerierung wurde jedoch beibehalten, so dass nun auf der Westseite nach der Nummer 213a die Hausnummern weiter aufsteigend nach Süden bis zur Nummer 237a fortgesetzt wurden. Beginnend mit der Nummer 238 lief die Nummerierung dann auf der Ostseite wieder hoch, bis zur höchsten Nummer 273. Das nächste Haus nördlich hiervon, das zum Breiten Weg gehörte, war dann wieder die Nummer 1. Es trat so durch die Stadterweiterung die kuriose Situation ein, dass die Häuser mit der kleinsten und der größten Nummer in räumlicher Nähe zueinander standen. Kleine Veränderungen an der Nummerierung ergaben sich im Zuge von Straßenverbreiterungen und Umbauten/Zusammenlegung von Gebäuden.
Mit der Ausgliederung von Hallischer Straße und Hasselbachplatz aus dem Breiten Weg im Jahr 1934, fielen die entsprechenden Nummern des Breiten Wegs weg, so dass die Nummerierung am südlichen Ende seit dem von 232a auf der Westseite zur 249 auf der Ostseite springt.
Die grundlegenden Veränderungen im Zuge des Wiederaufbaus nach dem Zweiten Weltkrieg führten auch zu erheblichen Veränderungen in der Nummerierung. Allerdings wurden für bestehen gebliebene Gebäude die bisherigen Hausnummern weiter genutzt, so dass sich, bei der durch die Errichtung großer Blöcke insgesamt deutlich geringeren Anzahl an Gebäuden und Grundstücken, große Sprünge in der Nummerierung ergeben. Statt mit der Nummer 104 endet die Ostseite im Norden heute mit der Nummer 41. Die nächste Hausnummer auf der Westseite ist die erhalten gebliebene Nummer 109, so dass die Zählung hier 67 Nummern überspringt. Weitere Sprünge finden sich auch an anderen Stellen. Die Nummerierung im Bereich nördlich des Hasselbachplatzes blieb jedoch unverändert. Höchste aktuell vergebene Nummer ist die 267, die sich auch weiterhin im Straßenverlauf, wie seit der Stadterweiterung üblich, nahe des Beginns der Zählung befindet.
Zu den genauen historischen und aktuellen Hausnummern siehe unten unter Bebauung und Bewohner.

## Bebauung und Bewohner
Nachfolgend werden die Grundstücke des Breiten Wegs tabellarisch aufgeführt. Dabei werden sowohl die aktuellen Grundstücke als auch ggf. davon abweichende historische Grundstücke benannt. Soweit diese sich überschneiden, sind sie ungefähr räumlich zugeordnet, wobei das jeweils räumlich zuvor beginnende Grundstück oder Element auch zuvor eingeordnet ist. Die historischen Elemente befinden sich so tatsächlich zwischen dem Beginn des vorherigen und des nachherigen heutigen Grundstücks. Historische Grundstücksnummern sind dabei mit (alt) gekennzeichnet. Darüber hinaus werden Straßeneinmündungen eingeordnet. Nicht mehr bestehende Straßen sind mit (historisch) gekennzeichnet. Aktuelle Hausnummern sind fett geschrieben. In den Bemerkungen wird auf jeweils zu beachtende Bewohner der Grundstücke verwiesen.
| Hausnummer                                                             | Name                                                                         | Bemerkungen | Bild                                          |
| ---------------------------------------------------------------------- | ---------------------------------------------------------------------------- | --- | --------------------------------------------- |
| Domstraße 1 (alt) heute: auf dem Breiten Weg                           | Lilienströmsches Haus                                                        | Das Haus stand auf dem heutigen Breiten Weg und bildete seinen südlichen Abschluss; siehe Hauptartikel. | 1870 · 1873                                   |
| 1                                                                      | Dommuseum Ottonianum Magdeburg                                               | ehemalige Alte Reichsbank; siehe Hauptartikel | 2025                                          |
|                                                                        | Einmündung Domstraße                                                         | | 2025                                          |
| 1 (alt)                                                                |                                                                              | Bis 1707 war die Fläche, wie die Umgebung auch, unbebaut. Die Dompropstei Magdeburg trat dann in diesem Jahr die Flächen südlich der Propstei an den Staat ab, der am Domplatz das Zeughaus Magdeburg errichtete. Im Gegenzug erhielt die Propstei Flächen am Sudenburger Tor, die der Dompropst Heinrich von Barby dem Tracteur Franz Wieskowski zur Bebauung zuwies. Wieskowski errichtete zwei Häuser, die 1723 fertiggestellt waren und der Gerichtsbarkeit der Dompropstei unterstanden. Über die Gerichtsbarkeit hatte es einen Streit mit der Möllenvogtei gegeben, die von König Friedrich Wilhelm I. zugunsten der Propstei entschieden worden war. Der König erteilte Wieskowski auch die Erlaubnis im Breiten Weg 1 Wein und fremde Getränke auszuschenken. Auf Wieskowski folgte seine Witwe Anastasia, geborene von Fellenberg, von der Großkaufmann Heinrich Wilhelm Bachmann die Häuser 1767 erwarb. 1772 wurde der Kattunfabrikant Joh. Christian Haase als Eigentümer geführt, der 1796 verstarb. Sein Sohn Heinrich Haase erwarb das Anwesen von den Erben. Er beantragte in Berlin eine Genehmigung den Gasthof wieder eröffnen zu dürfen, die er auch erhielt. 1799 kommt es jedoch zur Zwangsversteigerung des hoch verschuldeten Grundstücks, bei der sich der Fabrikant Abraham Wilh. Steinemann durchsetzte. Er richtete in den Nebengebäuden eine Tabakfabrik ein und erreichte für sich eine Erlaubnis auf dem Neuen Markt bürgerliche Nahrung zu betreiben. Als Grundzins waren vier Taler an die Dompropstei zu entrichten. | Breiter Weg 1, 1929 · 2024                    |
| Domplatz 11a, 12                                                       |                                                                              | | 2024                                          |
| 2 (alt) heute: Domplatz 12                                             |                                                                              | Auch dieses Grundstück gehörte wie die Nummer 1 (siehe dort) zunächst Franz Wieskowski und dann seiner Witwe. Die Nummer 2 verkaufte sie jedoch bereits 1755 an Heinrich Wilhelm Bachmann, der 1777 verstarb. Für 1795 Taler erwarb Dr. Benjamin Friedr. Blümler das Haus. Nachdem er 1798 verstarb, wurde die Ehefrau des Abtes des Klosters Berge, Charlotte Resewitz, geborene Godefroy Eigentümerin. Mit Vertrag vom 27. Februar 1807 erwarb es Dr. Justus Viselius für 3500 Taler. |                                               |
| 3a (alt) heute: Domplatz 12                                            |                                                                              | Vermutlich wurde das Haus auf Befehl von Friedrich I. auf einer bis dahin unbebauten Fläche errichtet. 1719 wurde es als neues Haus bezeichnet und gehörte dem Oberforstmeister und Kammerherrn Achaz Joachim von Mörner. 1729 veräußerte er das Haus für 2100 Taler an die Frau Postmeister Katharine Konrad, Ehefrau des Postmeisters August Heinrich Konrad. Der Taxwert des Gebäudes betrug 5883 Taler. Postmeister Konrad nutzte es als Kaution für sein Amt. In der Zeit um 1750 erwarb es der Kriegsrat Leckeney. Er vererbte es an Margarete Christiane von Boden, geborene Goßler. Sie war in erster Ehe mit Leckeney verheiratet. Von ihr erwarb es 1765 Baron Ludwig von Hahn, auf den Generalleutnant Otto Ludwig von Stutterheim folgte. Von Stutterheim verkaufte es mitsamt der prunkvollen Einrichtung 1778 an den Großunternehmer und Geheimen Kriegsrat Abraham Gansauge für 7000 Taler. Nach seinem Tod im Jahr 1794 erbte es seine Witwe Anna Elisabeth von Gansauge. Das Gebäude erbten letztendlich ihre drei Kinder Kanonikus Albrecht Ernst von Gansauge-Bahrendorf, Kanonikus Albrecht Ernst von Gansauge-Brachstedt und Rosa Eleonore Gräfin von Chasot, geborene von Gansauge. Letztere übernahm es dann gemeinsam mit ihrem Ehemann, Major von Chasot, allein. 1803 gehörte es von Schlieben, 1845 Bode und 1864 sowie 1870 dem Gastwirt A. Mirre. Das Vorderhaus wurde von Mirre um zwei Etagen aufgestockt. Außerdem errichtete er Seitenflügel. Im Jahr 1873 kaufte das Grundstück Christoph Feller. Es folgten mehrere Umbauten. Noch bis in die 1930er Jahre blieb Haus im Eigentum der Familie Feller. 1940 gehörte es dann dem Kaufmann C. Kaiser. Beim Luftangriff auf Magdeburg vom 16. Januar 1945 wurde das viergeschossige Eckhaus schwer zerstört. Es blieben nur Mauerreste des Erdgeschosses erhalten. Am 22. und 23. August 1946 wurden die Reste abgerissen. An Kosten entstanden hierfür 37,02 Reichsmark. |                                               |
|                                                                        | Einmündung Breite Straße (aktuell unbenannt)                                 | | 2023                                          |
| Domplatz 10, 11                                                        |                                                                              | | 2022                                          |
| Domplatz 10 (alt)                                                      | Dompropstei Magdeburg                                                        | Westflügel der Dompropstei, später Lazarett bzw. Zoll-Lehranstalt; siehe Hauptartikel |                                               |
| 3b (alt) heute: Domplatz 10                                            |                                                                              | Bis ins 19. Jahrhundert gehörte das Grundstück zur Dompropstei Magdeburg und wurde vermutlich 1846 abgetrennt. Im Jahr 1870 wurde Regierungsrat Gerber als Eigentümer geführt. Das Wohn- und Geschäftshaus war viergeschossig, die Fassade zum Breiten Weg fünfachsig. Bekrönt wurde es von einem breiten Dreiecksgiebel. Im Jahr 1871 befand sich vor dem Haus noch eine Freitreppe und am ersten Obergeschoss ein Balkon. Beides wurde später entfernt. Das mittlere Fenster war von zwei ionischen Säulen gerahmt, die einen Segmentbogen als Überdachung trugen. Zwischen erstem und zweitem Obergeschoss befanden sich links und rechts der Mitte jeweils ein Fries. Die Friese zierten ursprünglich das benachbarte Haus Breiter Weg 4 und wurden wohl nach dessen Abriss in der Mitte der 1880er umgesetzt. Eigentümer war August Baensch und nach ihm bis 1945 die Baensch‘schen Erben. Im Haus befand sich das Bettenhaus Bruno Paris, das sich auch auf die Nummer 4 erstreckte. Im Zweiten Weltkrieg wurde das Haus zerstört. | vor 1884                                      |
| 4 (alt) heute: Domplatz 10 und Verkehrsfläche der Arthur-Ruppin-Straße |                                                                              | Im Jahr 1642 wurde die Stätte von Dr. Georg Adam Brunner bewohnt, der seit 1610 Syndicus des Domkapitels Magdeburg war. 1656 wurde der Prokurator der Dompropstei Magdeburg, Mauritius Kusterius (auch Küster), vom Dompropst Franz Herzog von Lothringen mit dem Grundstück belehnt. Kusterius errichtete hier ein Haus. Bis 1702 fügte er noch ein zweites, kleineres Haus hinzu. Propst Herzog Heinrich von Sachsen-Barby bestätigte den Erben von Kusterius das Lehen. Die Häuser blieben beim Neubau der Dompropstei zwischen 1706 und 1713 erhalten. Im Jahr 1711 wohnte Joh. August Küster, Enkel von Kusterius, im Haus. Herzog Heinrich erwarb das Grundstück 1712 für 800 Taler. 1715 gehörte das Grundstück dann Joh. Friedrich Schwartz, dem Oberamtmann der Dompropstei. Er erhielt die Erlaubnis den hinter dem Haus befindlichen Andreas-Kapellenplatz der Nikolaikirche zu bebauen. Die Andreaskapelle war wohl 1631 zerstört worden. Für die neue Nutzung stellte das Nikolaistift einen Lehnsbrief aus. Schwartz hatte einen Erbzins von 16 Groschen zu zahlen. Die Familie Schwartz blieb Eigentümer, bis 1782 Hofrat Schwartz-Rothensee verstarb. Er vererbte es an seine Witwe und seine Tochter. Noch im gleichen Jahr wurde es an Konduktor Joh. Daniel Scabel für 1400 Taler verkauft. Im Jahr 1803 erwarb es Kammerfiskal Gustav Friedrich von Schlicht und dessen Ehefrau Marie Magdalene, geborene von Münchhausen. 1845 war Elbthal Eigentümer, 1870 der Kaufmann Baensch (auch Bänsch). 1884/1885 ließ August Bänsch das zweigeschossige Gebäude abreißen. Es entstand ein viergeschossiger Neubau im Stil des Historismus. Im April 1919 wurde die Schaufenster des Hauses bei Unruhen zerschossen. Am 7. April 1938 brach im Dachstuhl des Hauses ein Brand aus. Es folgte ein Neuaufbau des Dachs, wobei ein zuvor bestehender straßenseitiger Giebel entfernt wurde. Das Haus blieb bis 1945 im Eigentum der Baensch‘schen Erben, wurde dann jedoch im Zweiten Weltkrieg zerstört. Im Januar 1946 wurde die erhaltene Fassade wegen Einsturzgefahr gesprengt. Als Kosten wurden 12,77 Reichsmark abgerechnet. | vor 1884                                      |
|                                                                        | Einmündung Arthur-Ruppin-Straße                                              | | 2024                                          |
| 8 bis 10                                                               | Grüne Zitadelle von Magdeburg                                                | siehe Hauptartikel | 2010                                          |
|                                                                        | Einmündung der Kreuzgangstraße (historisch)                                  | |                                               |
| 5 (alt)                                                                |                                                                              | Im Jahr 1401 veräußerte Joh. von Eimbeck, Propst zu Salzwedel und Domherr zu Magdeburg, den hier gegenüber dem Dominikanerkloster befindlichen Klosterhof des Domkapitels an den Domvikar Johann Poteritz. 1424 erwarb Joh. Hordorp, Kanonikus von Sankt Nikolaus, den Klosterhof für 50 Mark Silber, möglicherweise auf Lebenszeit, vom Domkapitel. Im Jahr 1504 überließ das Domkapitel den Hof auf Lebenszeit für 71 Mark Silber an Hans Smet, Bürger von Perleberg und seine Ehefrau Dorothea. Der Hof wurde dabei als Hof am Breiten Wege gegenüber dem Predigerkloster, hinter dem Schlafhause von St. Nicolai, in dem der Domherr Albrecht von Arnstedt gewohnt hat, beschrieben. 1620 erhielt Johann von der Asseburg ein auf dem Grundstück stehendes Wohnhaus vom Domkapitel im Rahmen eines Zeitkaufs. Nach 1631 fiel die wohl infolge der Zerstörung Magdeburgs von 1631 wüste Stätte an seine Söhne Achaz und Ludwig von der Asseburg. 1681 wurde die noch immer wüste Stätte vom Domkapitel den beiden für weitere 99 Jahre übertragen. Im Jahr 1695 mahnte das Domkapitel an, die Stelle zu bebauen, da sie sonst, entsprechend des kurfürstlichen Edikts, an einwandernde Menschen aus Mannheim oder Frankreich abgegeben werden müsste. Die von der Asseburgs bebauten jedoch nicht, sondern verkauften an den Rat Friedrich Wilhelm Leyser. Auf ihn folgte die Witwe des Amtsverwesers der Domvogtei, Rosine Timme, geborene Wildvogel. Im Jahr 1702 vergab das Domkapitel die immer noch nicht bebaute Hausstelle an Ehrengard Marie von Alvensleben, geborene von der Schulenburg. Sie war die Witwe des Domherren Karl August von Alvensleben und vereinigte das Grundstück mit einer Hausstätte des Nikolaistiftes. Vorheriger Eigentümer des hinzugenommenen Grundstücks war 1642 und 1668 der Kanonikus von Sankt Nikolai, Johann Heintze. Die Witwe von Alvensleben heiratete neu und hieß dann von Hagen. 1717 überließ sie das Grundstück an Oberforstmeister Kurt von Börstel. Er war ein Bruder des ehemaligen Stadtkommandanten Heinrich von Börstel. Er vererbte es an seine Witwe Sophie Luise von Börstel, geborene von der Osten und ihrem Sohn, Kurt Gottlieb von Börstel. Im Jahr 1766 übernahm die Witwe für 4765 Taler das alleinige Eigentum am Haus. Am 16. Mai 1778 verfasste sie ein Testament, in welchem sie die deutsch-reformierte Kirche Magdeburgs als Erbin des Hauses einsetzte. Nach ihrem Tod übernahm die Kirchengemeinde im Jahr 1780 das Haus und verkaufte es 1782 für 4200 Taler an Kriegs- und Domänenrat Joh. Gottlieb Lewin Diederichs. Der königliche Kammerherr Joh. Friedrich von Alvensleben erwarb das Grundstück im Jahr 1784 für 5500 Taler. 1788 erwarb es der Domherr Wilhelm Friedrich Philipp von Münchhausen für 6500 Taler. 1803 aber auch 1845 und 1870 gehörte es der Familie Coqui. 1887 wurde das auf dem Grundstück befindliche zweigeschossige Haus abgerissen. Es hatte eine siebenachsige Fassade mit dreiachsigem Mittelrisalit. Zum Dach hin bestand eine Attika. 1887 wurde ein neues viergeschossiges Haus für den Stadtrat Wilhelm Hauswaldt errichtet. Es verfügte auch über Ladenlokale. Die Ecke zur südlich einmündenden Kreuzgangstraße war abgestumpft. Zwischen Erd- und erstem Obergeschoss war ein Zwischengeschoss angeordnet. 1914 und auch noch 1925 gehörte es dem Fabrikbesitzer G. Hauswaldt. Später, zumindest ab 1938, war das Haus Sitz der Handwerkskammer Magdeburg, die auch Eigentümerin war. Im Zweiten Weltkrieg wurde das Haus schwer zerstört, diente jedoch trotzdem nach 1945 zunächst noch als Wohnung. 1949 wurde eine weitere Wohnnutzung aus baulichen Gründen untersagt und die Ruine noch im gleichen Jahr abgerissen.                                                                                             | 1927 oder früher                              |
| 6 (alt)                                                                |                                                                              | 1556 lebte der Vikar des Nikolaistiftes, Steffan, auf dem Grundstück, 1585 der Stiftsherr Konrad Alemann. Im Jahr 1631 und 1642 wohnte hier der Stiftsherr und Kanonikus von Sankt Nikolai, Joh. Döring. Die Stätte war, wohl infolge der Zerstörung der Stadt von 1631, verwüstet. In einer kleinen Hütte lebte auch der Arzt Gregor Praetorius auf dem Grundstück. Die Brandstätte wurde 1673 vom Nikolaistift an den Churfürstlich Brandenburgischen Rat Anton Bollmeyer veräußert. Er erhielt zugleich die Genehmigung das Grundstück gegen einen Grundzins von 10 Talern zu bebauen. Im Jahr 1701 erwarb der Domherr Hieronymus August von der Asseburg das Grundstück für 1725 Taler. Etwa 1731 wurde ein neues zweigeschossiges Haus errichtet. In der Zeit um 1740 gehörte es dem Oberforstmeister von Lüderitz, um 1750 dann der Witwe Christiane Gosler. Sie veräußerte es 1774 für 3150 Taler an den Major Karl Friedrich von Dyherr. Die Witwe des Majors, Hermine Amalie, geborene Boehm, übernahm 1785 die Immobilie. Frau von Dyherr verkaufte mit Vertrag vom 6. Oktober 1789 dann für 5000 Taler an den Kaufmann Joh. Erdmann Theophil Pieschel. Von ihm erwarb es 1796 Frau Domherr Magdalene Elisabeth von Münchhausen, geborene Clausius, für 8500 Taler. Sie vererbte es an ihre Tochter Johanne Marie von Schlicht, geborene von Münchhausen. In der Zeit um das Jahr 1842 kaufte der Fabersche Verlag das Anwesen, das 1864 umgebaut wurde. Das Haus war nun viergeschossig, mit neunachsiger Fassade. In den drei Obergeschossen des Wohn- und Geschäftshauses bestanden rundbogige Fensteröffnungen. Noch 1914 gehörte es den Faberschen Erben, später bis zur Zerstörung im Jahr 1945 dem Kaufmann Herm. Saalfeld. Im August und Oktober 1946 wurde die einsturzgefährdete Fassade abgerissen. Die Kosten hierfür betrugen 283,56 Reichsmark. | 1937                                          |
| 7 (alt)                                                                |                                                                              | Im Jahr 1565 wurde das Anwesen vom Nikolaistift an Dietrich von Quitzow, Georgs Sohn, für 2000 Taler verkauft. 1585 gehörte es seinen Söhnen Achaz, Henning, Dietrich und Philipp. 1631 bezeichnete Otto von Guericke die Stätte auf seinem Plan als Quitzowscher Hof. In der Zeit kurz vor der Zerstörung der Stadt lebten auf dem Hof Flüchtlinge, darunter auch Magister Herzogk von Halle, danach war die Fläche über 30 Jahre hinweg wüst. 1668 machten mehrere Familien Ansprüche geltend, so die von Kotzes aus Germersleben, Familie von Hahn auf Seeburg, die Familie von Bodenhausen sowie der 0ffizial der Möllenvogtei, Dr. Kühn. Letztlich gelangte das Grundstück dann wohl nach einem Vergleich an die Familie von Kotze, zumindest ließ nach 1668 eine Witwe von Kotze hier etwas aufräumen. Bereits in der Zeit um 1670 erlangte jedoch Gertrud, die Witwe des Vollrats von Krosigk auf Rathmannsdorf Eigentum. Sie überließ es dem stiftisch hildesheimischen Schatzrat Christoph von Wrisberg. Er schloss 1698 in Wolfenbüttel einen Kaufvertrag, in dem er das in Freiheit des Nicolaistiftes gelegene Grundstück für 2600 Taler an den braunschweigischen Geheimen Rat Friedrich von Alvensleben veräußerte. Das Gebäude wurde dabei als Krosigksches Haus bezeichnet, das durch Gertrud von Krosigk, Geborene von Wrisberg neu hatte errichten lassen. Frau Kammerherr Agnes Sophie von Alvensleben auf Erxleben verkaufte im Jahr 1746 das Haus für 3200 Taler an den Domherren Hilmar von Münchhausen. Zum Grundstück gehörten dabei auch Hintergebäude an der Poststraße sowie ein Gartenhaus. Außerdem wurde festgelegt, dass jährlich acht Taler für laufendes Röhrenwasser zu zahlen war. 1751 wurde das Haus durch die Erben des Domherrn von Münchhausen, dem Domkapitular und Erbherrn auf Alt-Leitzkau von Münchhausen sowie Gertrud von Hagen, Geborene von Münchhausen, für 4000 Taler an den Geheimen Rat und Magdeburgischen Kammerdirektor Ernst Gottlieb Kautius verkauft. Er verstarb 1783. Von seiner Witwe erwarb es dann für 6500 Taler die Magdeburgische Ressourcengesellschaft. Sie richtete im Haus ein Heim ein. Nach dem Ende der Gesellschaft befand sich ab 1817 der Gasthof zur Stadt London, der bis in die Zeit um 1867 bestand. Das Grundstück wurde dann an die Magdeburger Feuerversicherung veräußert. Andere Angaben geben als Zeitpunkt des Abrisses des alten Hauses durch die Magdeburger Feuerversicherung das Jahr 1864 an. Es entstand ein neues fünfgeschossiges Haus, das auch das benachbarte Grundstück Nummer 8 mit umfasste. Am nördlichen und südlichen befanden sich Ecktürme, zwischen ihnen bestand eine Attika. Zum Grundstück gab es auch Zufahrten von der Post- und der Kreuzgangstraße. Ab 1938 wurde das Haus Standort einer Luftschutzsirene. Beim Luftangriff am 16. Januar 1945 wurde das Gebäude weitgehend zerstört. Die vom Einsturz bedrohte Fassade wurde am 21. und 22. August 1946 abgerissen. Die Kosten hierfür wurden mit 74,87 Reichsmark angegeben. |                                               |
| 8 (alt)                                                                |                                                                              | Auf dem Grundstück bestand eine Domherrenkurie. Im Jahr 1580 wohnte der Senior Franz von Königsmarck im Haus, der 1585 verstarb. Auf ihn folgte bis 1615 der Domherr Christoph von Hünecke. In der Zeit um 1631 war der Domherr Kuno von Alvensleben Besitzer des Grundstücks, bei dem 1631 der Oberstleutnant Jacob Boye einquartiert war. Kuno von Alvensleben war noch 1642 Besitzer, des dann allerdings, wohl infolge der Zerstörung der Stadt im Jahr 1631, wüsten Grundstücks. Auch 1685/1687 war es noch wüst und wurde weiterhin als Alvenslebensche Stätte bezeichnet. Auf dem Grundstück befand sich über die Fläche der späteren Poststraße bis zur Steinstraße ausdehnender großer Garten und die bereits 1160 erwähnte Kurienkapelle St. Blasius. Spätestens 1686 wurde die Stätte durch Zeitkauf von Domherrn Baron Georg Rudolf von Schweinitz erworben. Er überließ 1686 einen 20 Ellen langen Teil des Gartens im Bereich der Poststraße dem Glockengießer Jakob Wentzel, der hier über neun Jahre hinweg für jährlich acht Taler eine Gießhütte betrieb. Unter anderem wurde hier 1690 die Domglocke Apostolica umgegossen. Wentzel erhielt von von Schweinitz 1686 auch die Erlaubnis, von seinem Haus Zur Jagd (Steinstraße 1) einen Zugang zum Gießplatz anzulegen. Mit Vertrag vom 18. Juni 1698 veräußerte das Domkapitel die Kurienstätte, auf der sich mehrere zinspflichtige kleine Häuser sowie der Garten befanden, an Simon Friedrich Wolfhard, den Abt des Klosters Berge, für 800 Taler. Wolfhard errichtete hier ein neues Wohnhaus. Seine Witwe verkaufte das Anwesen an den Kammerrat Jakob Gottfried Schrader, der 1747 verstarb. Er wurde von seinen Töchtern Anna Christine, verwitwete Schartau und Katharina Luise Magnus beerbt. Die beiden behielten das Recht von den Häusern im Bereich der Poststraße, dem ehemaligen Alvenslebischen Kurienbesitz, den Grundzins einzuziehen. Im Jahr 1780 gehörte das Anwesen der Frau Kammerrat von Alvensleben. Zum Grundstück gehörten auch mehrere Hinterhäuser im Winkel an der Poststraße, vermutlich die Grundstücke Poststraße 13 bis 16. 1782 erwarb der Maurergeselle Daniel Behrens eines der kleinen Häuser. Das zwangsversteigerte Haupthaus am Breiten Weg erwarb 1783 Frau Regierungsrat Sophie Wilhelmine von Biedersee, geborene von Börstel für 5000 Taler, von der es später für 7500 Taler der Kaufmann Christian Wilhelm Jäger kaufte. 1794 erwarb es Frau von Biedersee für 12125 Taler zurück. Der Kaufmann Friedrich Wilhelm Dihm von der Firma Pieschel & Jäger erwarb es 1808 von ihren Erben für 12005 Taler. 1845 gehörte es einem Eichel. In der Zeit um 1865 erwarb die Magdeburger Feuerversicherung das Grundstück. Sie ließ die alte Bebauung abreißen und errichtete hier und auf der benachbarten Nummer 7 ein Haus (siehe dort). |                                               |
|                                                                        | Erhard-Hübener-Platz                                                         | | Erhard-Hübener-Platz, 2025                    |
| 9 (alt)                                                                | Zum goldenen Hufeisen                                                        | Zwischen der Nummer 8 und der Nummer 9 verlief die Grenze zwischen der Stiftsfreiheit und der Altstadt. Auf dem Grundstück befand sich eine Schmiede. 1631 gehörte das Grundstück vermutlich Jakob Eckhart, dann Peter Albrecht (auch Albert bzw. in Magdeburger Mundart Alwart). Die Stätte gelangte an die Kämmerei. Im Jahr 1635 veräußerte die Stadt die Fläche an den Grobschmied Joachim Germershausen Senior für 400 Taler. Er bebaute das Grundstück bis 1640 neu mit einem Haus. 1651 war seine Witwe Eigentümerin, von der es der Grobschmied Joachim Germershausen erbte, der 1687 starb. Seine Erben veräußerten das Haus 1705 für 1350 Taler an den Hufschmied Johann Christof Rennert, der bis 1732 Eigentümer blieb. 1803 gehörte das Haus einem Scheibe, 1845 Ballerstedt, 1864 und 1870 dem Banquier Meyer, 1876 der Schmelzermeister Ernst Roterberg und 1883 Maurermeister H. Dittmer. Das Wohn- und Geschäftshaus war viergeschossig mit fünfachsiger Fassade. In der von Lisenen flankierten mittleren Achse war das Portal angeordnet. Bekrönt wurde die Achse von einem eingeschossigen Zwerchhaus. 1883 baute Dittmer das Haus um. Es wurde um ein Geschoss aufgestockt und die Fassade üppig im Geschmack der Zeit verziert und mit einer Attika als Dachabschluss versehen. Ab Ende des 19. Jahrhunderts befand sich im Haus die Pelzwarenfabrik Engel, Eigentümer war der Fabrikant Robert Naumann. Auf ihn folgten die Naumann‘schen Erben. |                                               |
| 10 (alt)                                                               |                                                                              | Das Haus befand sich am Kornmarkt genannten Teil des Breiten Wegs. 1631 war ein Joachim R Eigentümer. Als weitere Eigentümer wurden Joachim Giese und dann Hans Pape sowie Peter Albrecht genannt. Letzterer veräußerte 1634 die Stätte für 175 Taler an den Sattler Mathias Krause, der das Grundstück in der Zeit bis 1640 neu bebaute. Zuletzt wurde er 1653 erwähnt. Das Anwesen wurde innerhalb der Familie vererbt, so war 1691 und auch 1698 Georg Krause Eigentümer. 1705 und dann bis 1742 gehörte es dem Seiler Andreas Aßmann. 1803 gehörte das Haus Mügge, 1835 dann dem Seilermeister Mügge, der Umbauten vornahm. 1845 und auch 1867 war der Kunsthändler Kägelmann Eigentümer, 1870 dann Frau Kaegelmann, geborene Graf. 1881 und 1886 war M. Porrée Eigentümer. Spätestens 1889 gehörte das Gebäude der jüdischen Familie Blumenthal, zeitweise der Witwe Jenny Blumenthal. Das Wohn- und Geschäftshaus verfügte über fünfeinhalb Geschosse und eine dreiachsige Fassade. Im Haus befand sich das Musikgeschäft von Heinrich Silbermann. Es wurde 1938 während der Reichspogromnacht geplündert. 1939 wurde das Haus der Stadt Magdeburg zum Kauf für 40.000 Reichsmark, bei einem Einheitswert von 51.700 Reichsmark, wohl im Zuge der Verfolgung jüdischer Bürger in der Zeit der nationalsozialistischen Gewaltherrschaft angeboten. |                                               |
| 11 bis 16                                                              | Ladenstraße                                                                  | siehe Hauptartikel | Breiter Weg 11 bis 16 im Jahr 2025            |
| 11 (alt)                                                               |                                                                              | Im Jahr 1631 gehörte das Brauhaus dem Brauer Adrian Gentz (auch Gentzsch). Für kurze Zeit wurde die Stätte dann geteilt. Eigentümer des südlichen Teils war 1635 Hans Georg Bendel, dann 1642/1645 der Kannengießer Andreas Bartels der Jüngere. Der nördliche Teil hingegen gehörte 1638 Gentz, der sie 1642 für 150 Taler an den Kaufmann Hans Kramer veräußerte. Von Kramer erwarb sie für 250 Taler im Jahr 1645 der kaiserliche Leutnant Martin Bartels. Später war er Rittmeister und Ratskämmerer. Vermutlich erhielt er von seinen Verwandten den südlichen Teil wieder hinzu. 1651 baute er ein Haus auf dem Grundstück. Zuletzt wurde er 1683 erwähnt. Auf ihn folgte seine Witwe, die 1687 und 1694 als Eigentümerin geführt wurde, dann seine Erben. Ihnen gehörte das Anwesen 1704, sie verkauften das Haus 1724. 1803 war Kahlenberg Eigentümer, 1845 die Witwe Kahlenberg. Im Jahr 1866 wurde das Haus vom Particulier A. Offenhammer um zwei Geschosse aufgestockt. Nach dem Umbauten war das Haus viereinhalbgeschossig, mit einer siebenachsigen Fassade. Das Eingangsportal befand sich in der mittleren Achse und war mit einem Balkon bekrönt. Auch die Fensterverdachungen dieser Achse waren aufwendig gestaltet. Im Jahr 1907 war Frau Landgerichtspräsidentin Nessel aus Allenstein in Ostpreußen Eigentümerin, 1914 dann Landgerichtspräsident M. Neßel selbst, dem es auch 1925 noch gehörte. 1938 und auch 1940 war Mohl aus Bremen Eigentümer. |                                               |
| Steinstraße 1 (alt)                                                    | Zur Jagd                                                                     | siehe Hauptartikel | Steinstraße 1                                 |
|                                                                        | Einmündung Steinstraße (historisch)                                          | |                                               |
| 12 (alt)                                                               | Zum Turm                                                                     | siehe Hauptartikel | 1887 oder früher                              |
| 13 (alt)                                                               | Zu den drei weißen Lilien                                                    | Bis 1639 bestanden auf der Fläche zwei Grundstücke. Der südliche Teil gehörte 1631 Hans Bünemann und dann Gregor Dhuis. Letzterer vermachte die Stätte im Jahr 1635 seinen Schwestern Elisabet Alemann, geborene Dhuis und Witwe von Johann Alemann sowie Margarete Bünemann, geborene Dhuis. 1639 erwarb der Nachbar in der Nummer 12, Haselich, die Stätte für 400 Taler von den beiden. Er ließ hier durch Zimmermann Peter Schwan und dann Michael Hahn ein Kornhaus errichten. Dieser Bereich des Breiten Weg gehörte zum als Kornmarkt bezeichneten Teil der Straße. Der so entstandene Schuppen wurde dann mit zur Nummer 12 gezählt. Auf Haselich folgte Nolte, der den Schuppen dann für 400 Taler 1688 an den Handelsmann Johann Heinrich Hellmuth verkaufte. Er war auch Eigentümer des nördlichen Teils, so dass seit dem beide Grundstücke vereint sind. Der nördliche Teil gehörte 1631/1639 Bernd Knop (auch Knopf). 1648 und 1670 war der Gastwirt Michael Österreich (auch Michael der Österreicher) Eigentümer, er war ein Schwager von Arnd Köpke. Für den Ausbau des Anwesens lieh Köpke ihm 1659 Geld. Das von Michael Österreich geführte Wappen zeigte drei Lilien, die sich auch als Hauszeichen fanden und so zum Namen des Hauses führten. 1679 gehörte der nördliche Teil Johann Diederichs (auch Dierks), 1688 Johann Heinrich Hellmuth, der im Haus ein Tuchgeschäft führte. Nachdem unter Hellmuth die Grundstücksteile vereint waren, ging das Grundstück spätestens 1699 an seine Erben. Sie verkauften 1718 für 4500 Taler das Brauhaus und das Schankhaus an den Kaufmann Johann Christian Hellmuth, der bis 1743 Eigentümer blieb. 1803 gehörte das Haus Nitze und um 1823 Johann Heinrich Nitze, der einen Korn- und Sämereihandel betrieb und als Geldwechsler tätig war. Er war auch Assessor beim Eichamt in der Fürstenwallstraße 10 und Hauptmann der Bürgergarde. 1845 wurde ein Rennau und 1870 der Arzt Potten-Rennau als Eigentümer genannt. 1889 war das Gebäude zweigeschossig und wurde später, vermutlich Ende des 19./Anfang des 20. Jahrhunderts, zu einem viergeschossigen Bau. Die Fassade des vierten Obergeschosses war durch ein Gesims von den unteren Geschossen getrennt. Vor der mittleren Achse des Hauses befand sich ein trapezförmiger Erker. Später wurden im Erdgeschoss Ladengeschäfte und große Schaufenster eingebaut. Die Fensteröffnungen beiderseits des Erkers waren jeweils zu Dreiergruppen zusammengefasst. An den Außenkanten befanden sich Kolossalpilaster. Den Abschluss zum Dach bildete eine mit vier Figuren geschmückte Attika. Die Figuren wurden jedoch zwischen 1937 und 1941 abgenommen. Die Witwe C. Möhring war 1914 Eigentümerin, 1925 der Kaufmann G. Methner aus Quasnitz bei Leipzig. Auch 1942/1943 gehörte es einem Kaufmann Methner, nun wohnhaft in Lützschena bei Leipzig. Er blieb bis Zerstörung 1945 Eigentümer des Hauses. Über das Schicksal des Hauszeichens liegen keine Informationen vor. |                                               |
| 14 (alt)                                                               |                                                                              | In der Zeit vor 1631 gehörte das Brauhaus Peter Schrader, er war seit 1622 städtischer Münzmeister. Zum Grundstück gehörte als Hinterhaus die Bärstraße 1a. Nach der Zerstörung der Stadt im Jahr 1631 baute Schrader das Haus bereits 1634 wieder auf. Er blieb bis zu seinem Tod 1654 Eigentümer, dann erbte sein Sohn, der Brauer Peter Schrader das Haus bis 1658. 1659 und 1670 gehörte es seiner Witwe, dann Christian Schrader. Schraders Witwe heiratete in der Zeit bis 1679 Otto Melchior von Syburg. Sie verwitwete ein zweites Mal und verstarb 1701 dann selbst. Ihre Erben waren Christian und Peter Schrader sowie Albrecht von Syburg. 1718 und dann noch bis 1736 war Peter Schrader Alleineigentümer. Er vererbte es an seinen Schwiegersohn Ernst Gottlieb Bauer. 1803 gehörte es Wolff, 1845 Joseph Wolff und 1870 einem Kaufmann Wolff. Im Jahr 1914 wurde der Rentner Th. Dutzschky als Eigentümer geführt, 1925 die Schiffsfrachten Kontor GmbH und 1938 die Hamburg-Amerika-Linie (Hapag). 1940 gehörte es dem Kaufmann F. Lippe. Das Wohn- und Geschäftshaus war fünfeinhalbgeschossig mit einer schlichten fünfachsigen Fassade und von einem flachen Satteldach bedeckt. 1945 wurde das Gebäude zerstört. |                                               |
| 15 (alt)                                                               |                                                                              | Das Brauhaus wurde als Eckstätte am Kornmarkt bezeichnet und gehörte Christoph Schincke, auf den sein Sohn, der Brauer Erasmus Schincke folgte, der 1620 als Eigentümer geführt wurde. Er verstarb vor 1631. Auf ihn folgte sein Sohn Johann, der 1632 verstarb. Seine Erben waren bis 1644 Eigentümer, dann folgte der Apotheker Johann Schincke. Die Familie führte einen Schinken im Wappen. Er veräußerte die Stätte jedoch bereits 1645 an den Brauer Zacharias Schlüter für 350 Taler. Er bebaute die Fläche 1647 neu und verkaufte das Haus 1673 für 2600 Taler an den Brauer Henning Hauswolf. 1679 war der Schiffer Josias Mörder Eigentümer. Er blieb es bis 1718, dann folgte bis 1728 seine Witwe. 1803 und auch 1845 war ein Lepper Eigentümer, 1870 dann eine Frau Pöwe, geborene Hoffmann. Anfang des 20. Jahrhunderts war das Grundstück mit einem fünfeinhalbgeschossigen Wohn- und Geschäftshaus bebaut, das vermutlich in der zweiten Hälfte des 19. Jahrhunderts entstanden war. Zum Breiten Weg hin war die Fassade vierachsig. Sowohl in den Brüstungsfeldern des zweiten Obergeschosses als auch am Dachgeschoss war das Haus mit Friesen verziert. Vermutlich erfolgten auch Umbauten. Eigentümer war der Arzt Dr. med. Dankworth, auf ihn folgte seine Witwe. 1945 wurde das Haus zerstört, die Reste 1949 abgerissen. |                                               |
|                                                                        | Einmündung Bärstraße und Bärbogen                                            | |                                               |
| 17 bis 19                                                              | Ladenstraße                                                                  | siehe Hauptartikel | Breiter Weg 17 bis 19 im Jahr 2025            |
| 16 (alt)                                                               |                                                                              | Bis 1631 standen auf dem Grundstück drei Häuser. Das direkt an der Ecke zur Bärstraße gelegene Haus gehörte Andreas Ulrich, das zweite Johann Hennings. Eigentümer des dritten Hauses war Martin Brandt, auf den bis 1623 der Kantor Heinrich Grimm folgte. In der Zeit bis 1644 gehörte es dem Apotheker Ulrich von Döhren, der die Stätte dann an die Erben Grimms abtrat, die es noch im gleichen Jahr für 180 Taler an den Brauer Kurt Richard (auch Richert, Reichert oder Reichard) veräußerten. Richard kaufte die beiden anderen Stätten hinzu und baute dann 1647 ein Haus auf dem so vereinten Grundstück. Zuletzt wurde er 1668 als Eigentümer erwähnt. Erbe war sein Sohn, der Brauer Johann Richard, der erstmalig 1673 genannt wurde. Ihm gehörte das Brauhaus bis 1682, von da an dann dem Handelsmann Nikolaus Penzholt (auch Penzholz). 1716 erwarb es von seinen Erben Johann Heinrich Hellmuth für 4250 Taler. Er blieb bis 1728 Eigentümer. 1803 gehörte es Siegfried, 1845 Siegmund. Das Gebäude war eingeschossig und verfügte über mehrere Gauben. Nach rechts versetzt befand sich ein großes Zwerchhaus. Zumindest in der Zeit um 1830 war hier die Konditorei von Zuany ansässig. 1852 erfolgte ein Neubau. Es entstand ein fünfeinhalbgeschossiges Wohn- und Geschäftshaus mit einer siebenachsigen Fassade zum Breiten Weg. Die drei mittleren Achsen waren als Mittelrisalit ausgebildet. In der mittleren Achse befanden sich drei Figuren. Die Geschosse waren durch durchlaufende Gesimse unterteilt. Später erfolgten Umbauten. 1870 gehörte das Haus Dankwortt. Im Jahr 1899 war der Zahnarzt Robert Kempfe Eigentümer des Hauses, in das 1911 ein Aufzug eingebaut wurde. Seit Ende des 19. Jahrhunderts befand sich im Haus das Bijouterie- und Luxuswarengeschäft Louis Behne. 1914 gehörte das Gebäude der Witwe E. Kempfe. In den 1920er Jahren gehörte das Haus zu den im Zuge des Neuen Bauens farbig gestalteten. 1925 und dann bis zur Zerstörung des Hauses am 16. Januar 1945 war der Kaufmann W. Held Eigentümer. Die Reste des Hauses wurden am 23. und 24. August 1946 abgerissen. An Kosten entstanden hierfür 46,34 Reichsmark. | Zeichnung, vor 1900                           |
| 17 (alt)                                                               |                                                                              | Im Jahr 1631 gehörte das Haus Esaias Richter, der auch noch 1644 Eigentümer war. Auf ihn folgte der Handelsmann Otto Richter der 1650 und auch 1686 als Eigentümer geführt wurde. Richter bebaute das Grundstück neu. Das Bestehen des Hauses wurde erstmalig 1672 erwähnt. 1686 wurde es als Branntweinhaus bezeichnet. Der Kammersekretär Christian Schartau erwarb das Haus im Jahr 1698 für 2505 Taler von Richters Erben. Er veräußerte es 1727 für 2200 Taler an den Apotheker Johann Christoph Schilling, der im Haus eine Apotheke einrichtete. Das Haus gehörte später dann dem jeweiligen Apotheker. Dies war 1817 und 1823 Wilhelm Friedrich Christian Faber und auch sonst in der ersten Hälfte des 19. Jahrhunderts ein Faber, danach bis zur Zerstörung im Jahr 1945 ein Dankwortt. Ab ungefähr 1924 gehörten Apotheke und Haus Dr. W. Dankwortt. Von ihm erbte seine Witwe Aglaé Dankwortt, die die Sonnenapotheke auch 1941/1943 noch führte. Das Wohn- und Geschäftshaus war vermutlich Anfang des 19. Jahrhunderts errichtet worden. Es war dreigeschossig und verfügte über eine fünfachsige Fassade, wobei die Fenster der jeweils äußeren Achsen als Paar angeordnet waren. Die Fensteröffnungen waren gerahmt. Am ersten Obergeschoss hatten die Fensteröffnungen eine Verdachung. Oberhalb des Erdgeschosses bestand ein Fries, die einzelnen Geschosse waren durch Gesimse voneinander getrennt. Bekrönt wurde die Fassade von einem eingeschossigen, dreiachsigen breiten Zwerchhaus, das von einem Dreiecksgiebel abgeschlossen wurde. Am 24. August und 17. September 1946 wurde die einsturzgefährdete Fassade abgerissen, wofür Kosten in Höhe von 93,26 Reichsmark entstanden. Das Haus- und Apothekenzeichen war aus Metall und konnte nach der Zerstörung nicht geborgen werden. |                                               |
| 18 (alt)                                                               | Zur goldenen Kringel                                                         | 1631 gehörte das Haus Joachim Wegner. Im Zuge der Zerstörung der Stadt am 10. Mai 1631 ist überliefert, das „eine Frau, so zur gulden Krengel gewohnt, mit einem Pfahl durch den Leib geschlagen“. In der Zeit nach 1631 war der Kaufmann Jakob Knake Eigentümer. Seine Kinder veräußerten die Brandstätte 1650 für 330 Taler an den Handelsmann Otto Richter, dem die benachbarte Nummer 17 gehörte. Eine andere Angabe gibt als Voreigentümer Richters König an. 1686 erwarb der Schmiedemeister Lorenz Schrader die Stätte von Richter. Schrader errichtete ein Haus. 1717 und dann noch bis 1724 war der Sattler Christoph Heinrich Gerber Eigentümer. 1803 gehörte es Krämer, 1845 J. Isaak und 1870 eine Frau Isaak, geborene Fließ. 1914 war der Juwelier Walter Binder Eigentümer, 1925 dann der Bankier M. Maier. Spätestens ab 1932 gehörte das Gebäude den Inhaberinnen der Schirmfabrik M. und H. Laue. In diesem Jahr wurde das Wohn- und Geschäftshaus umgebaute. Das schmale nur dreiachsige Gebäude war viergeschossig und hatte dann keinen Fassadenschmuck mehr. Die mittlere Achse war als flacher Mittelrisalit ausgebildet. Das Satteldach erhielt eine breite Gaube. Am 16. Januar 1945 wurde das Haus zerstört. Die Reste wurden am 23. August 1946 abgerissen, wofür Kosten in Höhe von 83,64 Reichsmark entstanden. |                                               |
| 19 (alt)                                                               | Zum weißen Roß                                                               | siehe Hauptartikel |                                               |
| 20 (alt)                                                               | Zum Türmchen                                                                 | siehe Hauptartikel | 1891                                          |
|                                                                        | Einmündung der Schildergasse (aktuell unbenannt)                             | |                                               |
| Goldschmiedebrücke 19                                                  | Goldschmiedebrücke 19                                                        | siehe Hauptartikel | 1966 · 2025                                   |
| 21 (alt)                                                               |                                                                              | 1631 und auch 1645 war der Stellmacher Mathias Juch (auch Jeuch) Eigentümer. Für das Jahr 1645 wurde zum Zustand des Grundstücks angegeben, dass kein Mauerwerk mehr vorhanden war. 1651 und 1693 wurde der Barbier Nikolaus Kregel (auch Krechel oder Krevel) als Eigentümer geführt. Zumindest ab 1667 bestand wieder ein Haus. Kurz vor dem Jahr 1679 errichtete er an der angrenzenden Schildergasse ein Hinterhaus, das er bereits 1679 wieder veräußerte. Das Hinterhaus erwarb 1693 der Handelsmann Johann Ernst Kregel. Vermutlich gehörte das Hinterhaus ab diesem Zeitpunkt dauerhaft mit zur Nummer 21, die ebenfalls Kregel gehörte. 1705 gehörte es dann dem Chirurg Johann Kaspar Schmidt, dem es wohl als Erbe zugefallen war. Er blieb bis zu seinem Tod 1711 Eigentümer. Seine Erben vermieteten es 1711 für 50 Taler jährlich an den Miterben, den Schwiegersohn Chirurg Johann August Schwartze. Dabei wurde eine Barbierstubengerechtigkeit mit 1000 Talern für die Erbschaft gerechnet wurde. 1715 kaufte Schwarte dann das Haus für 1500 Taler. Es wird angenommen das 1852 bei Neu- oder Umbauten eine Vereinigung mit dem Nachbargrundstück Nummer 22 erfolgte. Es entstand ein viergeschossiges Wohn- und Geschäftshaus mit einer dreiachsigen Fassade. Bekrönt wurde die Fassade von einem Dreiecksgiebel, in dem sich eine Darstellung von Fabelwesen befand. Im Jahr 1870 gehörte das Haus dem Photographen Pohlmann, 1895 dem Königlichen Hof-Uhrmacher F. O. Gasser, 1914 dem Königlichen Hof-Uhrmacher O. Gasser. 1925 und 1938 wurden die Gasserchen Erben als Eigentümer geführt. Im Jahr 1940 waren Direktor R. Rottmann und Frau E. Seibt Eigentümer. Beide lebten in Berlin. |                                               |
| 22 (alt)                                                               |                                                                              | Das Haus war ein Lehn des Klosters Unser Lieben Frauen. Im Jahr 1631 besaß es Peter Schrader. Auf ihn folgte Elias Borchard und dann Gorries Reiße (auch Rieß). Er veräußerte 1642 die Stätte für 200 Taler an den Hufschmied Hans Germershausen junior, der das Grundstück bis 1645 bebaute. 1675 verkaufte er das Grundstück für 900 Taler an den Grobschmied Lorenz Schrader. Von seinen Erben übernahm es 1705 für 1600 Taler sein Sohn, der Schmied Rudolf Schrader. Ihm gehörte das Haus bis 1718, danach seiner Witwe, die 1719 und 1721 erwähnt wurde. Zeitweise gehörten zum Gebäude auch die benachbarten Grundstücke Schildergasse 3 und 4. Vermutlich ab 1852 gemeinsam mit der Nummer 21 geführt (siehe dort). |                                               |
| 23 (alt)                                                               | Zur schwarzen Lilie                                                          | Brauhaus und Gasthof waren ein Lehn des Klosters Unser Lieben Frauen. In der Zeit vor 1631 besaß es Joachim Bernd (auch Behrend). Seine Witwe heiratete den Brauer Joachim Kamrath, der dann auch Eigentümer des Hauses war. Er war auch 1631 und 1644 Eigentümer, 1646 und 1653 dann seine Witwe. 1667 wurde erstmalig wieder ein Haus für das Grundstück erwähnt. Im Jahr 1675 wurde Heinrich Zarnitz als Eigentümer geführt. 1682 gehörte das Haus dem Barbier Michael Zernitz, der es 1684 an den Hausschlächter und späteren Gastwirt Kaspar Amhoff für 730 Taler veräußerte. Er wurde zuletzt im Jahr 1705 erwähnt. Von ihm erbte es seine Witwe, die es an Karl Peter Amhoff vererbte, dem es 1709 und dann bis 1719 gehörte. Auf ihn folgte seine Witwe Dorothee Abigail, geborene Gebhard. Sie war die Tochter des Scharfrichters und blieb bis 1721 Eigentümerin. Der Wert des Hauses wurde mit 5000 Talern eingeschätzt. Noch bis ins 19. Jahrhundert gehörte zum Haus die Berliner Straße 1a. Im 19. Jahrhundert war die Familie Wedermeier (auch Wedermeyers) Eigentümer des Hauses, die 1803 und auch 1845 genannt wurden. Der Gastwirt Christian Wederneier war 1817 und der Kaufmann Wedermeyer 1870 Eigentümer. 1891 gehörte es dem Kaufmann Löhr. Das Wohn- und Geschäftshaus war zu diesem Zeitpunkt viergeschossig, mit einer vierachsigen zum Breiten Weg ausgerichteten Fassade. Sowohl 1914 als auch 1925 gehörte es dem Kaufmann Bernhard Münzer, 1938 Frau A. Münzer. Bereits seit 1923 lebte die jüdische Familie Wolff im Haus (Eingang Berliner Straße III). Die Eltern Ludwig und Selma Wolff sowie der 1907 geborene Sohn Gerhard wurden 1942 in das Ghetto Warschau verschleppt und ermordet. Der Sohn Walter, geboren 1910, gilt als verschollen. Vier 2021 gesetzte Stolpersteine erinnern an ihr Schicksal. Im Jahr 1940 wurde der Kaufmann W. Oehlmann als Eigentümer geführt. Im Zweiten Weltkrieg wurde das Gebäude zerstört. 1948 gehörte das in Trümmern liegende Grundstück der Firma Wolter Söhne. Das Haus war bis auf die Grundmauern des Erdgeschosses zerstört. |                                               |
|                                                                        | Einmündung Berliner Straße (historisch)                                      | |                                               |
| 24 (alt)                                                               |                                                                              | Bis 1631 standen auf dem Grundstück zwei Häuser. Das direkte Eckhaus zur Kuhstraße bzw. der späteren Berliner Straße gehörte 1631 den Erben von Daniel Döhrens. Auf ihn folgte Dr. Franz Barkey und dann der Kaufmann Stephan Döhren, der es 1643 bebaute. 1644 erwarb er den nördlichen Teil hinzu. Der Nordteil gehörte 1631 Stephan Hebeker (auch Heveker). 1644 veräußerte seine Tochter Magdalene, verheiratete Ercker, diesen Teil für 190 Taler an Stephan Döhren, so dass beide Teile seit dem vereint waren. Döhren verstarb 1645. Im Jahr 1648 und auch 1654 gehörte es dem Materialisten Johann Meißner, der wohl Miterbe war. Bis 1671 waren die Geschwister Döhren gemeinschaftlich Eigentümer. Eines der Geschwister war Christine, verwitwete Syborg, verehelichte Bock. Im Jahr 1671 erwarb der Handelsmann Gregor Bock, vermutlich der Ehemann von Christine, das Haus für 1200 Taler von den Erben. Er errichtete 1672 auf dem zugehörigen Grundstück Berliner Straße 33 ein Nebenhaus. Dieses Grundstück hatte wohl bereits ursprünglich zum Eckgrundstück gehört. Bock wurde zuletzt 1686 erwähnt. 1695 wurde Daniel Wirtz genannt, wobei unklar ist, ob er vielleicht Mieter oder Miterbe war. Im Jahr 1716 veräußerten Bocks Erben das Haus für 4500 Taler an den Handelsmann Sebastian Öhler (auch Ehlers). Er verstarb 1717. Seine Witwe verkaufte es für 3000 Taler im Jahr 1728. Die Gebrüder Tägtmeier wurden 1803 als Eigentümer geführt, 1817 der Brauer Georg Tegtmeyer und 1845 Hacke. Im Jahr 1848 bebaute die Magdeburger Feuerversicherung das Grundstück mit einem Direktionsgebäude. 1864/1865 verzog die Versicherung in das dann neu errichtete Haus Breiter Weg 7/8, sie war jedoch auch noch 1870 Eigentümer der Nummer 24. Das Wohn- und Geschäftshaus war fünfgeschossig mit sechsachsiger Fassade und gehörte 1887 Julius Wertheimer und Hugo Dresel (auch Drevel), 1905 dann einer Frau Meffert auf die spätestens ab 1914 die Meffertschen folgten, die bis zur Zerstörung 1945 Eigentümer blieben. Eine beantragte Baugenehmigung für einen provisorischen Wiederaufbau wurde im September 1946 abgelehnt. Auch ein erneuter Bauantrag im Jahr 1948 wurde nicht bewilligt. |                                               |
| 25 (alt)                                                               | Zu den drei roten Rosen                                                      | Im Jahr 1631 gehörte das Haus der Witwe des Wandbereiters Michael Wellmann. 1643 und dann bis 1654 war Michael Wellmann, vermutlich ein Sohn des Seniors, Eigentümer. Ab 1654 war sein Sohn, der Ratsschreiber Joachim Wellmann Eigentümer, der das Grundstück in der Zeit bis 1675 bebaute. 1695 erwarb es für 840 Taler der Advokat Joachim Wellmann. Später war der Amtsverwalter Samuel Meyer und 1716 dann der Bürgermeister und Handelsmann Peter Sandrart Eigentümer. 1803 gehörte es Wilhelmine Holfelder, 1845 den Gebrüdern Kriegsmann und 1855 und auch noch 1870 dem Uhrmachermeister Kuhbaus. Das fünfgeschossige Haus wurde dann 1880 umgebaut, wobei die Fassade im Stil des Historismus gestaltet wurde. 1914 war Kaufmann Ph. Meyer junior Eigentümer, 1925 Kaufmann R. Hermann und 1938 und 1940 Hildegard Tittel. |                                               |
| 26 (alt)                                                               |                                                                              | 1631 gehörte das Haus dem Kaufmann Joachim Jordan, 1643 und dann bis 1649 seinen Erben, die die Stätte 1643 an den Grobschmied Jakob Schultze für zwölf Taler jährlich vermieteten. Schultze errichtete ein Haus, das die Erben 1649 für 235 Taler an den Hufschmied Hermann Gunkel (auch Kunkel) veräußerten. Gunkel hatte die Witwe von Schultze geheiratet. Sie überlebte auch ihren dritten Ehemann und verstarb 1665. Im Jahr 1679 und dann bis zu seinem Tod 1703 war der Hufschmied Jakob Sölling Eigentümer. Sein Schwiegersohn, der Hufschmied Christoph Kleingärtner, erbte es dann für 1000 Taler. Er verkaufte es an den Kaufmann Wilhelm Schmager im Jahr 1716 für 2000 Taler. Schmager errichtete ein neues Haus. Eine andere Angabe nennt einen Neubau im Stil des Rokoko für die Zeit nach 1748. Es bestand ein dreigeschossiges Doppelhaus mit sieben Achsen. Die oberen Geschosse waren durch korinthische Eckpilaster gerahmt. Die mittleren Achsen waren jeweils als fache Risalite gestaltet und wurden von einachsigen Zwerchhäusern bekrönt. Im 19. Jahrhundert gehörte das Haus der Familie Burchardt. 1803 We. Burchardt, 1845 Burchards Erben und 1870 dem Kaufmann Burchardt. Im Jahr 1873 erfolgten Umbauten, später eine Erweiterung der im Erdgeschoss befindlichen Läden. 1895 wurde das Doppelhaus um ein Stockwerk erhöht. Im Zuge des Neuen Bauens wurde die Fassade Anfang der 1920er Jahre farbig gestaltet. 1914 gehörte das Haus dem Rentier W. Cohn, 1919 und 1925 dem Kaufmann Ernst Dankworth und 1938 und 1940 dem Kaufmann R. Lindemann. |                                               |
|                                                                        | Einmündung Goldschmiedebrücke                                                | | 2025                                          |
| 27 (alt)                                                               | Zum langen Stall                                                             | Im Jahr 1631 war Jakob Meyer Eigentümer des Hauses, 1643 Christoph Schnobel (auch Schnobbel), 1644 der Kaufmann Klaus Lüders. Lüders beabsichtigte zu bauen, was jedoch wohl scheiterte, so dass die Stätte vermutlich an Schnobel zurückfiel. Zumindest war Schnobel 1649 wieder Eigentümer. In der Zeit bis 1651 ging das Grundstück von den Erben Schnobels an Jakob Köppe über. Er nutzte die Stätte als Kornhaus. Von ihm erwarb sie 1653 der Goldschmied Johann Adam Böttiger, dem auch die benachbarte Nummer 28 gehörte. Bis 1693 blieb die Stätte wüst und mit der Nummer 28 vereint. Frau von Exter veräußerte die Stätte in diesem Jahr dann für 220 Taler an den Riemer Christian Sporberg (auch Sporwerk), der das Grundstück bebaute. Von ihm kaufte der Riemer Gottfried Alter das Haus im Jahr 1719 für 1200 Taler. In der ersten Hälfte des 19. Jahrhunderts war ein Goldstein Eigentümer des Hauses, 1853 dann der Kaufmann Ludwig Philipson, 1854 und auch 1870 dann dem Kaufmann Bieber. Er veranlasste 1855 einen Neu- bzw. weitgehenden Umbau. Es entstand so ein schmales viergeschossiges Wohn- und Geschäftshaus mit einer zweiachsigen Fassade. Weitere Umbauten erfolgten im Jahr 1900 durch Simon Müller. Der Kaufmann A. W. Godehardt war 1914 Eigentümer, die Witwe Helga Hoepner spätestens ab 1925. 1933 fand eine Umgestaltung der Fassade statt. Im Zweiten Weltkrieg wurde das Gebäude zerstört. Die Sprengung der Ruine fand Ende August/September 1946 statt. Eigentümer des Grundstücks war 1947 die Firma Schreiber & Sundermann. |                                               |
| 28 (alt)                                                               |                                                                              | Eigentümer des Hauses war 1631 Christoph Mönig. 1644 gehörte die Fläche J. A. Böttcher, der sie in der Zeit bis 1651 neu bebaute. Er erwarb 1653 das benachbarte Grundstück Nummer 27 hinzu. 1674 und auch 1679 gehörte das Anwesen seiner Witwe. Deren Erben veräußerten das Haus im Jahr 1685 für 1000 Taler an die Witwe des Goldschmieds Johann David Böttcher. Sie hatte 1685 neu geheiratet und war die Ehefrau des Goldschmieds Georg Bertram, der bis zu seinem Tod Ende 1691 Eigentümer blieb. Er verstarb kinderlos. Dann gehörte es wieder seiner Witwe. Im Jahr 1693 veräußerte es Elisabeth von Exter, geborene Pöckel, Ehefrau des Kammerdieners von Exter (auch Eickster oder Höxter) an den Handelsmann Nikolaus Wernicke. Es wird angenommen, dass die Verkäuferin identisch mit der Witwe Bötticher bzw. Bertram ist. Im Jahr 1697 erwarb der Seiler Hieronymus David Teich das Gebäude. Er blieb bis 1730 Eigentümer. Der Goldschmied und Silberarbeiter A. Dufour war in der ersten Hälfte des 19. Jahrhunderts Eigentümer. 1857 und 1870 gehörte das Haus dem Juwelier Chevalier, 1884 dem Juwelier Krieghoff. Krieghoff veranlasste Umbauten und eine Neugestaltung der Fassade. Im Jahr 1914 war der Juwelier A. Hoepner Eigentümer. Das Wohn- und Geschäftshaus war dreigeschossig und hatte eine dreiachsige Fassade. Spätestens ab 1921 gehörte es der Witwe Hoepners, Helga Hoepner. Im Zweiten Weltkrieg wurde das Gebäude zerstört. Die Sprengung der Ruine erfolgte Ende August/September 1946. Eigentümer des Grundstücks war 1947 die Firma Schreiber & Sundermann. |                                               |
| 29 (alt)                                                               | Zu den drei Kleeblättern                                                     | siehe Hauptartikel | 1890                                          |
| Ernst-Reuter-Allee 11                                                  | Allee-Center                                                                 | siehe Hauptartikel | 2025                                          |
|                                                                        | Einmündung Judengasse (historisch)                                           | | 1890                                          |
| 30 (alt)                                                               | Zum güldenen Kreuz                                                           | siehe Hauptartikel | 1890                                          |
| 31 (alt)                                                               | Zum Zuckerhut                                                                | In der Zeit vor 1631 gehörte es Bertram, 1631 dann seiner Tochter, der Witwe von Peter Dhuis (auch Düse). Ihre Tochter heiratete 1634 den Kaufmann Johann Dencker, der das Grundstück 1635 bebaute. Er nahm das Grundstück Tischlerbrücke 29 als Hinterstätte hinzu und blieb bis 1670 Eigentümer. Auf ihn folgte 1673 Martin Dencker als Eigentümer, dann 1679 der Kaufmann Valentin Nuland, der 1682 verstarb. Von seinen Erben erwarb es 1694 der Schwiegersohn Nulands, der Brauer Christian Lutteroth, für 1900 Taler. Er verkaufte 1715 für 3025 Taler an den Handelsmann Henning Heinrich Wiegel, der es 1718 für 3550 Taler an den Zitronenkrämer Johann Markus Leckeny weiterverkaufte. Es wird angenommen, dass er dem Haus den Namen Zum Zuckerhut gab. Das Haus hatte Braurecht. Das Gebäude hatte später drei Geschosse und eine vierachsige Fassade. Der Giebel war mit Figuren bekrönt. Die Bauzeit des Hauses ist unbekannt. 1803 gehörte es Lekeny, 1817 und 1845 einem Fräulein Leckeny (auch Leekeny) und 1870 der Kaufmann Jockusch. 1914 wurde es umgebaut und dabei im Inneren mit dem Nachbarhaus Breiter Weg 32/33 verbunden. Eigentümer war 1914 und auch 1925 der Kaufmann C. Römer, 1938 und 1940 der Witwe A. Römer. |                                               |
| 32 (alt)                                                               |                                                                              | 1631 gehörte das kleine Häuslein dem Kaufmann Zacharias Schlüter, dann bis 1654 seinen Erben. Um 1651 wurde das Haus wiedererrichtet und dann von den Erben an den Barbier Johann Grosse vermietet. Auf ihn folgte der Zinngießer Paul Becker als Mieter, der es 1654 für 400 Taler erwarb. Er war auch 1671 Eigentümer, 1679 dann seine Witwe und darauf die Erben. Als Eigentümer folgte der Goldschmied Gerhard Oberdieck. Von ihm erwarb es 1689 der Sattler Konrad Keilhacke für 480 Taler. Keilhacke verkaufte 1707 für 1500 Taler an Leckeny. Spätestens im 19. Jahrhundert wurde das Grundstück mit der benachbarten Nummer 33 zusammengelegt und einheitlich bebaut. 1803 gehörten die beiden Grundstücke von Maybom, 1845 Meibom, 1870 dann einer von Meibom, geborene Leekeny. Im Jahr 1886 errichtete der Buckauer Bauunternehmer Hentrich ein fünfgeschossiges Wohn- und Geschäftshaus mit einer sechsachsigen Fassade. Vor dem zweiten bis vierten Obergeschoss befand sich ein zweiachsiger Mittelerker, der von einem kleinen Volutengiebel bekrönt wurde. 1914 und 1925 gehörte das Haus dem Kaufmann C. Römer. Im Zuge der Unruhen im April 1919 wurden die Schaufenster des Geschäfts Römer & Pien zerschossen. 1938 und 1940 wurde die Witwe A. Römer als Eigentümerin geführt. |                                               |
| 33 (alt)                                                               |                                                                              | Im Jahr 1631 gehörte das Haus Hans Pohlmann junior, danach Stephan Pape. Pape veräußerte die Stätte 1639 für 245 Taler an den Schlosser Martin Linke. Er bebaute sie neu und wurde zuletzt 1670 erwähnt. 1676 verkaufte der Schmiedeinnungsmeister Hans Germershausen senior das Gebäude für 550 Taler an den Schornsteinfeger Asmus Dose. Der Bortenwirker Heinrich Müller erwarb es von Dose im Jahr 1689 für 450 Taler. Müller veräußerte es 1718 für 1460 Taler an den Böttcher Gottfried Bölcker. Der überließ es 1726 zum gleichen Preis seinem Schwiegersohn Johann Aßmann. Im 19. Jahrhundert wurde das Grundstück mit der benachbarten Nummer 32 vereint (siehe dort). |                                               |
| 34 (alt)                                                               | Richard-Wagner-Haus                                                          | 1631 gehörte das Haus Hans Schobert, 1639 Valentin Rade, 1651 dann seine Witwe. 1654 war der Stellmacher Ulrich Bönnecker (auch Benecke) Eigentümer. In der Zeit bis 1662 war das Grundstück wieder bebaut. Bönnecker war auch noch 1671 Eigentümer. 1678 erwarb Valentin Rades junior die Stelle für 300 Taler vermutlich zurück. Von 1689 bis 1712 gehörte das Haus jedoch dem Schwiegersohn Bönneckers, dem Stellmacher Joachim Düngel. 1715 war seine Witwe Eigentümerin, noch 1715 und auch 1720 dann ihr Sohn, der Stellmacher Joachim Asmus Düngel. 1803 gehörte das Haus Schlick. In den Jahren 1835/1836 wohnte Richard Wagner im Haus. 1845 war Knevels Eigentümer, 1870 der Hoflieferanten Hoffgraef. Maurermeister A. Stirnus nahm 1883 Umbauten vor. Dabei wurde auch ein Erker angebracht, der das Erscheinungsbild des Hauses nachteilig beeinflusste. Ein weiterer Umbau erfolgte 1914 durch den damaligen Eigentümer, den Kaufmann H. Levy. 1925 gehörte es dem Juwelier K. Lucke, 1938 dem Fleischermeister Otto Schumburg und 1940 erneut Lucke. |                                               |
| 35 (alt)                                                               | Zum Moseskopf                                                                | 1627 und 1631 gehörte das Haus dem Gewandschneider Mathias Burmester (auch hochdeutsch Pauermeister). Bis 1651 wurde das Grundstück nach der Zerstörung der Stadt im Jahr 1631 wieder neu bebaut. 1651 und 1654 wurde seine Witwe als Eigentümerin geführt. Im Haus lebte zu diesem Zeitpunkt auch ihr Sohn Hartwig Rührup. In erster Ehe war sie mit Hartwig Rührup (auch Ruhrop) verheiratet. Die Witwe des Sohns heiratete den Goldschmied Mathias Meerheim, der 1662 Eigentümer war. Seiner Witwe gehörte das Haus dann 1663 und 1671. Auf sie folgte der Sattler Hartwig Balthasar Rührup, der 1678 und 1681 als Eigentümer geführt wurde. Für die Zeit von 1645 bis 1715 wird für das Haus ein Gewandschnittladen, zunächst noch unter dem Namen Pauermeister, geführt. Es ist jedoch nicht sicher, ob der Laden in der Realität bestand oder nur ein altes Recht hierauf fortgeschrieben wurde. Im Jahr 1684 gehörte das Haus der Witwe des Büchsenschäfters Karl Wolf Hausherr, der es wohl geerbt hatte. 1695 gehörte es Pastor Mag. Nikolaus Hausherr. Von ihm erwarb es 1712 für 1300 Taler der Riemer Christian Sporberg. 1803 war ein Meyer Eigentümer des Hauses. Um 1823 betrieb A. A. Jordan auf dem Grundstück eine Lederhandschuhfabrik. 1845 gehörte es Stüber junior. Eine Aufstockung um ein viertes und fünftes Geschoss erfolgte 1859. Im Jahr 1870 gehörte es dem Kaufmann Stüber, 1894 dem Rentier Oskar Stüber, 1914 dem Rentier G. Radestock, 1925 dem Stahlwarenhändler Heinrich Günand und 1938, 1940 und auch noch 1942/1943 dem Kaufmann R. Demmer. Ein den Moseskopf darstellendes Medaillonbild sowie eine steinerne Inschriftentafel mit dem Schriftzug Zum Moses Kopf befand sich noch in den 1930er Jahren am Haus. In der Zeit nach 1944/1945 wurden beide Teile jedoch nicht mehr gefunden. |                                               |
| 36 (alt)                                                               |                                                                              | Im Jahr 1631 war der Kämmerer Hermann Körber (auch Körver) als Eigentümer des Hauses eingetragen. In der Zeit bis 1651 folgten dann seine Erben. Sein Sohn, der Brauer Hans Körber veräußerte die Stätte dann 1651 für 400 Taler an den Kaufmann Valentin Schlacke (auch Schlag). Sie wurde, wohl infolge der Zerstörung der Stadt Magdeburg im Jahr 1631, als ganz ohne Mauerwerk beschrieben. Schlacke bebaute das Grundstück neu, musste das Haus jedoch 1677 seinen Gläubigern überlassen, die es 1678 für 1400 Taler an den Handelsmann Andreas Kramer verkauften. Kramers Witwe gehörte es 1712 und 1716. Bis 1742 war Martin Krahmer Eigentümer. Im Jahr 1803 gehörte es Coqui. Das Grundstück reichte hinten bis zur Tischlerbrücke 24. Frdr. Müller war 1845 Eigentümer. 1860 nahm der Seifenfabrikant Müller Umbauten oder einen Neubau vor. Die Fassade des viereinhalbgeschossigen, aber nur drei Achsen breite Hauses, war reich mit Pilastern, Friesen und Plastiken verziert. Bekrönt wurde es von einem Volutengiebel. Müller war auch noch 1870 Eigentümer. Seine Seifenfabrik befand sich auf dem Grundstück in den Hinterhäusern und bestand dort bis ungefähr 1908. Im Jahr 1914 gehörte das Anwesen dem Fabrikanten Albert Unger, spätestens ab 1925 der Witwe E. Behrendsen. | 1890                                          |
| 37 (alt)                                                               |                                                                              | 1631 gehörte das Haus Hans Schaper, der das Grundstück nach der Zerstörung von 1631 bis 1650 neu bebaute. Er war auch noch 1661 Eigentümer und vererbte es an den Grobschmied Hans Germershausen junior. Nikolaus Schäffer, vermutlich der Sohn von Hans Schaper, gab sein Erbteil 1680 an Germershausen, der von 1678 bis 1697 als Eigentümer geführt wurde. Von seinen Erben erwarb es 1716 der Tuchhändler Johann Mitteldorf (auch Middeldorf) für 1770 Taler. Ihm gehörte es bis 1724. 1803 und 1845 waren die Conditoren Nirrnheim und Steffens Eigentümer, 1870 ein Conditor Nirrnheim allein. Auf dem Grundstück stand ein viergeschossiges, schmales, nur drei Achsen umfassendes Haus. Es verfügte über zwei Fledermausgauben. Die Bauzeit des Gebäudes ist jedoch unbekannt. Umbauten erfolgten 1890 und 1902. Im Jahr 1914 gehörte es dem Kürschnermeister J. C. Albrecht, spätestens ab 1925 der Pelzwarenfabrik A. Wolter Söhne. 1925 und 1930 wurden wieder Umbauten vorgenommen. Im Zweiten Weltkrieg wurde das Haus zerstört, wobei jedoch die im Keller befindliche Anlage zur Pelzkonservierung und die Heizung erhalten blieben. Ein Bauantrag des Unternehmens zum Wiederaufbau wurde abgelehnt, so dass das Pelzhaus in den Breiten Weg 145 verzog. |                                               |
| 38 (alt)                                                               |                                                                              | In der Zeit vor 1631 gehörte das Haus der Witwe von Mathias Rickmann, 1631 und dann bis 1659 Jakob Stettin. Er errichtete auf der Fläche als geringe Gebäude bezeichnete Bauten. 1659 verkaufte er das Anwesen für 350 Taler an den Fähramtsschreiber Simon Stettin. Von Stettin erwarb die dann als Haus bezeichnete Immobilie 1661 der Schwertfeger Wilhelm Giepson für 470 Taler. 1672 gehörte es wohl Jakob Stettin (vermutlich junior). 1679 wurde dann wieder Giepson als Eigentümer geführt. Seine Erben veräußerten 1697 für 1000 Taler an Giepsons Schwiegersohn, den Goldschmied Johann Müller. 1716 war dann der Zitronenkrämer Peter Görlitz Eigentümer, 1719 und 1726 Johann Görlitz. 1803 gehörte es einem Krüger, 1845 F. Dankwarth. In der Mitte des 19. Jahrhunderts gelangte das Haus an die Familie Mittelstraß. 1870 gehörte es dem Particulier Mittelstraß, 1914 dem Kaufmann C. Mittelstraß, 1925 und auch 1938 dem Diplom-Optiker B. Mittelstraß und 1940 den Gebrüdern Mittelstraß, Diplom-Optiker. Das Wohn- und Geschäftshaus war viergeschossig und hatte eine vierachsige Fassade. Die Bauzeit ist unbekannt. 1945 wurde es im Zweiten Weltkrieg zerstört. |                                               |
| 39 (alt)                                                               | Zum schwarzen Mohr                                                           | 1631 gehörte das Haus Klaus Wrede (auch Frede). Auf ihn folgte sein Sohn Johann Wrede. Von ihm erwarb 1637 Ernst Baumgarten die Stätte für 200 Taler, der sie 1643 an den Schuster Georg Lehmann veräußerte. Lehmann errichtete ein Haus und vermietete es an zwei Familien. Zuletzt wurde er 1661 erwähnt. Sein Sohn Wilhelm wurde 1679/1680 als Eigentümer geführt. Er verstarb in der Zeit bis 1684. Im Jahr 1697 richtete Barthold Hörnicke einen Gasthof ein. 1720 verkaufte er das Haus für 3550 Taler an den Kaufmann Johann Markus Leckeny. Als Hinterhaus gehörte die Tischlerbrücke 21 zum Grundstück. 1803 und auch 1845 gehörte das Haus einem Zuckschwert. Im Jahr 1870 wurde auf dem Grundstück von Kaufmann Prevôt ein viereinhalbgeschossiges Gebäude errichtet. Die Fassade war fünfachsig ausgeführt. Vor der Mittelachse befand sich im ersten und zweiten Obergeschoss ein Erker, der mit einem Balkon bekrönt war. Auf dem Dach befand sich über der Mittelachse eine Figurengruppe. Ein Umbau im unteren Teil des Hauses fand 1890 statt. 1920 wurde die Fassade umgestaltet, 1932 erneut einnUmbsu im unteren Bereich vorgenommen. 1914 und 1925 gehörte es den Cohn‘schen Erben, 1938 und 1940 Sternberg, Maizner und Ehrlichs Erben. |                                               |
| 40 (alt)                                                               | Zur steinernen Kanne                                                         | In der Zeit vor 1631 befanden sich auf dem Grundstück zwei Häuser. Das südliche Haus gehörte Peter Rißleben senior, das nördliche den Erben von Johann Pohlmann. In der Zeit bis 1637 kaufte Stephan Lübecke die beiden Stätten, die er notdürftig bebaute. Für 1652/1653 ist belegt, dass der Einwohner Valentin Schlag die Grundsteuer entrichtete. Lüdecke veräußerte die Fläche dann, wobei die Stätten 1654 wieder als Brandstätte bezeichnet wurden. 1660 erwarb sie der Handelsmann Valentin Schöne für 675 Taler, der hier ein Haus errichtete. Er wurde zuletzt 1667 erwähnt. 1679 war der Kannengießer Ludwig Bartels Eigentümer. Er gab dem Haus seinen Namen. Auf ihn folgte seine Witwe, die 1684 geführt wurde und dann ihre Erben. Zu denen gehörte 1710 Marie Engelhart, geborene Bartels und Anna Marie Gönner (auch Gennert), die das Haus 1724 veräußerte. In der ersten Hälfte des 19. Jahrhunderts ist ein Nathan als Eigentümer belegt. Der Goldarbeiter Ferchland führte 1852 einen Umbau durch und ließ das Gebäude aufstocken. 1870 gehörte es den Kaufleuten Kronbein & Greiffenhagen. Ein Umbau des Erdgeschosses folgte 1888, des ersten Obergeschosses 1896. 1914 und 1925 waren die Kaufleute W. Heinemann und N. Simon Eigentümer. Durch Wurmfraß kam es am 5. Oktober 1932 zu einem Einsturz des nördlichen Gebäudeteils. Im Zuge der anschließenden Reparatur wurden zierende Fassadenelemente wie Pilaster, Friese und ein vorspringender Dreiecksgiebel entfernt und durch eine einfache verputzte Fassade ersetzt. Eigentümerin war 1938 und 1940 die Stadtsparkasse Magdeburg. |                                               |
| 41 (alt)                                                               |                                                                              | 1631 gehörte das Haus dem Seidensticker Thiard (auch Diehard) Friese. Er war auch noch 1660 Eigentümer. Seine Witwe veräußerte 1662 die Stätte für 650 Taler an den Handelsmann Bendix Pape, von dem es 1704 für 1800 Taler der Handelsmann Johann Ernst Martens erwarb. Er blieb bis 1730 Eigentümer. 1803 gehörte es der Witwe Coqui, 1845 Rosenthal und 1870 dem Kaufmann Wolff. 1914 war der Kürschnermeister A. Wolter Eigentümer, der jedoch an der Adresse Breiter Weg 270 wohnte. 1925 gehörte das Haus dem Schirmfabrikanten C. Beutler, der im Haus auch ein Geschäft betrieb. Spätestens ab 1938 gehörte es den Beutlerschen Erben. | vor 1945                                      |
|                                                                        | Einmündung Königshofstraße (historisch)                                      | | vor 1945                                      |
| 42 (alt)                                                               |                                                                              | Bis 1631 befanden sich auf dem Grundstück zwei Häuser. Eines nahm die Fläche zum Breiten Weg ein und gehörte 1631 Andreas Döring. Das andere befand sich nach hinten in der Königshofstraße. Eigentümerin war 1631 die Witwe von Ulrich Ritte (auch Reit). Nach der Zerstörung Magdeburgs im Jahr 1631 war das Grundstück eine Brandstätte. Sie wurde von Georg Kühlewein erworben, der sie 1651 an den Seidenkramer Joachim Dreyer abtrat. Dreyer bebaute das Eckgrundstück neu und veräußerte das Haus sowie die verbliebene Brandstätte im Jahr 1657 für 600 Taler an den Seidenkramer Georg Giese. Giese bebaute die beiden Teilflächen neu mit einem Haus. Zum Grundstück gehörte als Hinterhaus auch die Königshofstraße 10. 1694 veräußerte Giese das Haus für 1000 Taler an den Handelsmann Jean Destinon. Zwischen Giese und Destinon ergab sich danach ein Rechtsstreit, da Giese meinte, er habe nur den Breiten Weg 42 verkauft. Giese konnte sich vor dem Altstädter Gericht durchsetzen. Da Destinon sich weigerte die Königshofstraße 10 zu räumen, sollte eine Räumung durch eine Kommission erfolgen. Destinon wehrte die Kommission durch Steinwürfe. Letztlich blieb er tatsächlich auch Eigentümer der Nummer 10. Destinon wurde auch noch 1706 erwähnt. 1803 war Senff Eigentümer, 1870 der Particulier Gericke. Zumindest ab 1914 gehörte es den Kaufleuten Josef Maizner und Sigismund Sternberg. Für einen geplanten Ost-West-Durchbruch erwarb die Stadt Magdeburg das Haus von den jüdischen, in Berlin wohnenden Eigentümern. Ob der Kauf in der Zeit der nationalsozialistischen Gewaltherrschaft rechtsstaatlichen Verhältnissen entsprach, dürfte zweifelhaft sein. Letztlich wurde nach der Zerstörung des Hauses im Zweiten Weltkrieg, in der Zeit der DDR hier mit der Wilhelm-Pieck-Allee, der heutigen Ernst-Reuter-Allee, tatsächlich eine West-Ost-Achse angelegt. | vor 1945                                      |
|                                                                        | Einmündung Ernst-Reuter-Allee (Ostseite)                                     | | 2025                                          |
| 43 (alt)                                                               |                                                                              | 1631 gehörte das Haus Peter Eichhorn, später seiner Witwe. Sie bebaute das Grundstück nach der Zerstörung von 1631 bis zum Jahr 1650 wieder mit einem Haus. Sie vermietete das Gebäude an Johann Gottschalk, dem Pfarrer der Heilig-Geist-Kirche und musste daher keine Steuern zahlen. Witwe Eichhorn wurde zuletzt 1671 erwähnt. Als ihre Erbin bestimmte sie Elisabeth, die Tochter Gottschalks, ein. Sie war die Witwe des Vikars Gottfried Pöttich. Sie war von 1679 bis 1706 Eigentümerin. Die Witwe von Andreas Lüddicke gehörte das Haus 1720 und dann bis 1730. 1803 gehörte es Kratsch, 1870 dem Kaufmann Biermann. 1914 und 1925 war P. Voigt Eigentümer, 1938 und 1940 der Inhaber der Kaffee-Rösterei, der Kaufmann A. Müller. Das Wohn- und Geschäftshaus war viergeschossig mit einer dreiachsigen Fassade, die von einem zweigeschossigen Volutengiebel bekrönt war. |                                               |
| 44 (alt)                                                               | Zum Walfisch oder Zum Schulterblatt                                          | Auf dem Grundstück befanden sich zunächst drei Häuser. Eines gehörte 1631 Benedikt Starke. Seine Erben waren unbekannt, so dass der Rat das wohl infolge der Zerstörung der Stadt von 1631 nur als Brandstätte bestehende Grundstück 1650 für 130 Taler an Wichard Zecheldorf, dem bereits das Nachbargrundstück gehörte. Dieses Nachbargrundstück hatte in der Zeit vor 1631 dem Barbier Thomas Grentze gehört, dann, ebenfalls noch vor 1631, dem Schuster Joachim Wagenführer. Er blieb bis 1646 Eigentümer. Sodann erwarb der Kämmerer Hermann Körber die Fläche und veräußerte sie sofort für 207 Taler an Wichard Zecheldorf. Zecheldorf bebaute das Grundstücke 1647 und erwarb das erstere Grundstück hinzu. Seine Witwe wurde 1661 als Eigentümerin genannt. Nach ihr folgten die Erben von Joachim Stilke, die das Haus 1686 an den Kaufmann Franz Jakob Martens für 900 Taler verkaufte, dem auch das dritte Haus gehörte. Das dritte Haus gehörte 1631 und dann bis 1636 Peter Hamel, auf den der Buchbinder Johann Naumann (auch Buchführer Johann Niemann) folgte. Seine Witwe veräußerte diese Stätte 1646 für 137 Taler an Johann Braun. Im Jahr 1650 gehörte das Grundstück dem Seidenkrämer Nikolaus Franke, der sie in diesem Jahr auch bebaute. Er wurde zuletzt 1665 erwähnt. 1679 gehörte es Martens, der es vermutlich 1676 von seiner Mutter geerbt hatte, die möglicherweise eine Erbin Frankes war. Martens hatte damit alle drei Grundstücke vereint. Außerdem hatte er auch die benachbarte Nummer 45 geerbt. 1698 wurde das vereinte Grundstück für 1415 Taler an den Seidenhändler Johann David Steinacker, dem es bis 1720 gehörte. Der Name ging vermutlich auf einen großen Walknochen zurück, der sich entweder im Original oder als Bild am Haus befand. 1803 war J. Ahrend, 1870 der Kaufmann Ahrend und 1914 und 1925 der Schirmfabrikant O. Jacob Eigentümer. 1938 und 1940 wurde der Kaufmann als Eigentümer des viergeschossigen Wohn- und Geschäftshauses geführt. Die Fassade war fünfachsig ausgeführt. Es wurde im Zweiten Weltkrieg 1945 zerstört. |                                               |
| 45 (alt)                                                               |                                                                              | Eine erste urkundliche Erwähnung erfolgte erst 1676. Es wird angenommen, dass das Grundstück zuvor zur Nummer 44, dem dortigen dritten Grundstück, gehörte. Franz Jakob Martens erbte das Haus 1676, vermutlich gemeinsam mit einem Teil der 44. Die Nummer 45 veräußerte er 1688 für 647 Taler an den Kannengießer Georg Soldmann (auch Soltmann), der 1692 das benachbarte Grundstück Breiter Weg 46 hinzu erwarb und auf beiden Flächen ein Haus errichtete. In der Zeit bis 1750 wurden dann zwei getrennte Häuser errichtet. 1803 gehörte das Haus Nummer 45 Wedekind, 1845 ein Damman. Der Kaufmann Isaac Loewenthal erwarb das Grundstück am 8. Januar 1859 vom Kleidermacher Weil. 1863 ließ er einen Neubau errichten. 1885 und 1896 gehörte das Haus dem Kunstdrechsler Kjäer, 1898 Ernst Riecke und W. Möhring. 1906 wurde das Haus abgerissen und dann in den Neubau Breiter Weg 45–47 einbezogen. Das zur Schuhbrücke gelegene Hinterhaus wurde 1913 umgebaut. 1914 und 1925 waren H. Esders & Co. Eigentümer. 1930 und 1932 folgten weitere Umbauten. Im Jahr 1936 wurde im Zuge eines neuerlichen Umbaus das Haus Breiter Weg 48 mit einbezogen. 1938 und 1940 gehörte das Haus Esders & Dyckhoff. Das Gebäude wurde im Zweiten Weltkrieg 1945 zerstört. Ein Antrag zum Wiederaufbau vom 12. April 1946 wurde letztendlich am 18. Januar 1950 abgelehnt. |                                               |
| 20 bis 22                                                              |                                                                              | In den 1950er Jahren als Teil der Bebauung des Zentralen Platzes errichtet. In den 1960er Jahren wurde am Haus Breiter Weg 20 eine Kopie des Haussteins Zu den drei Ähren (Breiter Weg 82) angebracht. | 2025                                          |
| 46 (alt)                                                               |                                                                              | 1631 und 1646 war der Hutstaffierer Peter Hieronymus (auch Peter Hoyer) Eigentümer. Die Tochter von Peters, Barbara, veräußerte die Stätte 1647 für 200 Taler an den aus Aken (Elbe) zugezogenen Materialisten Blasius Göcking, der ein Haus errichtete. Seine Witwe wurde erstmalig 1659 genannt und veräußerte das Haus 1669 an Hans Becker, der es noch im gleichen Jahr für 350 Taler an den Schuster Eckart Wirth weiterverkaufte. Nach seinem Tod 1681 veräußerten seine Söhne 1692 das baufällige Gebäude für 524 Taler an den Kannengießer Soldmann, dem auch das benachbarte Haus Nummer 45 gehörte. Er errichtete auf beiden Grundstücken ein Haus und war noch 1720 Eigentümer. Bis in die Zeit um 1750 wurden dann zwei Häuser gebaut. 1803, 1829 und 1838 gehörte es dem Kaufmann Meyer. 1838 wurde das Haus aufgestockt. 1845 war Petsche, 1867 der Kaufmann Löwenthal Eigentümer, Otto Kjäer 1880 und 1896 der Kunstdrechsler Kjäer. Im Jahr 1906 wurde das Haus abgerissen und dann in den Neubau Breiter Weg 45–47 einbezogen (siehe Nummer 45). |                                               |
| 47 (alt)                                                               |                                                                              | Im Jahr 1631 gehörte das Haus dem wohlhabenden Kaufmann Bartholomeus Schöler (auch Schüler). Nach der Zerstörung Magdeburgs 1631 floh er zunächst nach Hamburg, dann nach Lübeck. Scheinbar kehrte er nicht nach Magdeburg zurück. 1647 gehörte das möglicherweise bereits wieder mit einem Haus bebaute Grundstück dem Kaufmann Heinrich Vollrath. Er veräußerte das Haus im Jahr 1651 für 700 Taler an Gotthard Bauer, der es jedoch noch im gleichen Jahr für 800 Taler an den Gastwirt und Eisenhändler Heinrich Zernitz weiter verkaufte. Von ihm erwarb es 1659 für 700 Taler der Brauer Ernst Kramer. Von seinen Erben erwarb es 1688 für 300 Taler der Sattler Peter Baumgarten. In der Zeit zwischen 1712 und 1716 erbte es sein Sohn, der Sattler Johann Ernst Baumgarten. Baumgarten errichtete ein neues Haus. 1803, 1832 und 1838 gehörte das Haus dem Kaufmann Ahrend, 1845 Petsche, 1866 und 1870 dem Kaufmann Falkenstein. In den Jahren 1871 und 1885 wurde Louis Merzfeld, 1896 dann der Hutfabrikant Hupe als Eigentümer geführt. 1902 gehörte es Otto Klavehn, der ab 1903 einen Abriss des Hauses plante, der dann 1904 erfolgte. 1906 wurde das Grundstück in den Neubau des Hauses Breiter Weg 45–47 einbezogen (siehe Breiter Weg 45). |                                               |
| 48 (alt)                                                               |                                                                              | 1631 gehörte das Haus Bartholomeus Schöler, dem auch die benachbarte Nummer 47 gehörte. Auf ihn folgte Heinrich Vollrath, der das Grundstück bis 1651 wieder mit einem Haus bebaute. Zuletzt wurde Vollrath 1660 erwähnt. 1679 gehörte es, vermutlich als Erbe, dem Handelsmann Johann Wolf Kühn. 1688 veräußerten Vollraths Erben das Haus für 1000 Taler an den Handelsmann Joachim Friedrich Vollrath, der bis 1722 Eigentümer blieb. 1803, 1836, 1845 und 1852 wurde ein M. Simon als Eigentümer geführt. Er ließ 1836 um ein Geschoss auf drei Etage aufstocken. Der Kaufmann August Rusche war dann 1858, 1866, 1870 und auch 1889 Eigentümer. 1870 wurden nach einem Brand im Dachbereich ehemalige Fachwerkwände in massiver Bauweise erneuert. Es folgte 1896 und 1908 der Landrichter und spätere Stettiner Landgerichtspräsident Ernst Rusche. Im Jahr 1915, Eigentümer war der Kaufmann Wilhelm Plagemann, wurde das Haus abgerissen und ein Neu- bzw. Umbau errichtet. 1925 war neben Wilhelm Plagemann auch der Kaufmann G. Werner Eigentümer. 1936 fand ein weiterer Umbau, bei dem das Haus mit dem Gebäude Breiter Weg 45 bis 47 vereinigt wurde. 1938 und 1940 wurden Kaufmann G. Plagemann und Witwe I. Plagemann als Eigentümer geführt. Nach Zerstörungen im Zweiten Weltkrieg wurde am 17. April 1947 Teile der straßenseitigen Fassade und der Brandgiebel im dritten Obergeschoss abgerissen, wofür Kosten in Höhe von 456,30 Reichsmark entstanden. |                                               |
| 49 (alt)                                                               | Zum Huhn                                                                     | 1524 besaß Adelheid, die Witwe von Kurt Hogewegs, das Haus. Es handelte sich um ein Lehn des Klosters Unser Lieben Frauen. Das Haus ragte in den Breiten Weg hinein. In der Zeit bis 1631 befand sich auf beiden Seiten des Hauses jeweils eine enge Gasse, die sogenannten Hühnerschlippen. Aus der Benennung wird geschlussfolgert, dass dieses Gebäude das Haus Zum Huhn war. Der Name war später in Vergessenheit geraten und nur schwer zuordnenbar. Die südliche Hühnerschlippe war 1648 noch vorhanden, wurde um 1650 jedoch verbaut, die nördliche wurde zur Schuhgasse. 1631 gehörte das Haus Barthel Schöler. Im Zeitraum bis 1645 wurde das Grundstück vom Barbier Heinrich Helmer bebaut. Er hatte bei der Zerstörung der Stadt im Jahr 1631 acht Verletzungen erlitten und war schwer verletzt aus der Stadt gebracht worden und letztlich nach Lübeck geflohen. Auf Anordnung des Rates musste beim Neubau des Hauses die Häuserflucht der benachbarten Grundstücke nun beachtet werden und das Haus so zurückversetzt gebaut werden. Als Entschädigung erhielt Helmer auf der Rückseite ein Stück der Brandstätte Schuhbrücke 18. Helmers Witwe verstarb 1669. Noch im gleichen Jahr übernahm es ihr Sohn, der Chirurg Heinrich Helmer für 700 Taler. Er wurde zuletzt 1688 erwähnt, seine Witwe 1694. Im Jahr 1712 gehörte es dem Ratsbarbier Gabriel Wolf, der bis 1726 Eigentümer blieb. 1803 gehörte es Ertelt, 1845 Ertel, 1870 dem Hoflieferanten Kaufmann. 1881 und 1891 wurden Umbauten am Haus vorgenommen. Im Jahr 1914 war der Kaufmann S. Kaufmann Eigentümer, 1925 dann die Kaufmannschen Erben. 1927 erhielt die Fassade eine hellgelbe Verputzung. Fensterverdachungen und Gesimse wurden hellgrau abgesetzt. Ein Umbau des ersten Obergeschosses wurde 1934 durchgeführt. 1938 und 1940 die Salamander AG. Im Zweiten Weltkrieg wurde das Haus zerstört. Die einsturzgefährdete Fassade wurde vom 10. bis 19. September 1946 abgerissen. Es entstanden Kosten in Höhe von 499,87 Reichsmark. |                                               |
|                                                                        | Einmündung Schuhgasse (historisch)                                           | |                                               |
| 50 (alt)                                                               | tom torneken                                                                 | Der Name mit der Bedeutung „Zum Türmchen“ war wohl bereits in der Zeit vor 1631 in Vergessenheit geraten. 1631 und auch 1653 gehörte das Grundstück Mathias Stellmacher. Nach der Zerstörung der Stadt von 1631 wurde dem Schuster Jakob Braun die Erlaubnis erteilt, sich auf der Brandstätte einzurichten. 1646 musste er dann jedoch die Fläche wieder räumen, da der Eigentümer Stellmacher, wieder ein Haus errichten wollte. Tatsächlich baute er dann in der Zeit bis 1653. Er vererbte es 1671 an den Handelsmann Johann Stellmacher, der es bis zu seinem Tod 1676 besaß. Seine Witwe heiratete dann bis 1679 den Kaufmann Joachim Beust (auch Buß), der durch die Heirat Eigentümer wurde. 1706 wurde die Witwe des Kaufmanns Christian Lorenz Rosch als Eigentümerin geführt. Im Jahr 1718 veräußerten ihre Erben das Haus für 1375 Taler an den Goldschmied Franz Heinrich Hannover. 1803 gehörte es Jonemann, 1845 Jonemanns Erben, 1870 dem Tapetenhändler Schreiner und 1890 dann dem Kaufmann Frank, der in diesem Jahr einen Umbau veranlasste, bei dem auch die Fassade verändert wurde. 1914 und auch noch 1925 waren die Frankschen Erben Eigentümer. 1938 und 1940 gehörte es dem jüdischen Kaufmann W. Rosenthal. Im Zweiten Weltkrieg wurde es zerstört. Die einsturzgefährdete Fassade wurde am 17. Juli 1946 abgerissen. Hierfür entstanden Kosten in Höhe von 188,66 Reichsmark. |                                               |
| 51 (alt)                                                               | Zur Lauenburg                                                                | siehe Hauptartikel | vor 1872                                      |
| 52 (alt)                                                               | Zur goldenen Bibel                                                           | siehe Hauptartikel | vor 1872                                      |
| 53 (alt)                                                               | Zum grünen Tiger                                                             | siehe Hauptartikel | vor 1872                                      |
|                                                                        | Zugang zum Alten Markt                                                       | | vor 1945 · 2025                               |
| 23                                                                     |                                                                              | | Breiter Weg 23, 2025                          |
| 54 (alt)                                                               |                                                                              | 1631 gehörte das Haus Andreas Lawe (auch Laue). Auf ihn folgte Andreas Rohrberg, der noch vor 1642 verstarb. Für das Jahr 1651 ist belegt, dass Johann Arnd auf der Stätte einen Laden hatte. Später wurde die Fläche von Daniel Sebastian Lange erworben, der das Grundstück bebaute. 1676 veräußerte er das Haus an Salomon Schröder. Der Apotheker Johann Adam Tuchscherer erwarb das Haus 1681 und richtete hier die Garnisonsapotheke ein, für die er im gleichen Jahr vom Kurfürsten das Privileg erhalten hatte. Er verstarb 1702. Sein Sohn August Tuchscherer führte die Apotheke bis zu seinem Tod 1726 weiter. Sie wurde von seinem jüngeren Bruder, Dr. med. Anton Tuchscherer weitergeführt. Mit ihm starb 1763 die Familie aus. Die Apotheke wurde wieder eingezogen. Eigentümer des Hauses war 1803 und 1845 Friedenthal. 1851 wurde das Haus ausgebaut und um zwei Geschosse aufgestockt. 1870 gehörte es dem Rentier Rosenthal. Im Haus war lange das Geschäft für Kleiderstoffe und Teppiche des Carl Friedrich, bis es 1897 nach fast 40 Jahren altersbedingt aufgelöst wurde. Im 20. Jahrhundert war hier dann die Kaffeerösterei Herm. Hirte ansässig. 1903/1904 erfolgten Umbauten. H. Hirte war 1914 und auch noch 1925 Eigentümer des Hauses. In den 1920er Jahren erhielt das Haus im Zuge der Initiative des Stadtbaurats Bruno Taut einen bunten Anstrich. Ein weiterer Umbau erfolgte 1927. Hierbei wurde das Haus mit dem benachbarten Gebäude Alter Markt 31 vereinigt. 1938/1940 war dann der Kaufmann W. Hirte Eigentümer. |                                               |
| 55a (alt)                                                              | Brodscharrn                                                                  | siehe Hauptartikel | Brotscharrn, Ende des 19. Jahrhunderts        |
| 55 (alt)                                                               | Zum goldenen Löwen                                                           | siehe Hauptartikel | Zum goldenen Löwen, Ende des 19. Jahrhunderts |
| 56 (alt)                                                               | Zur goldenen Tonne                                                           | 1631 und 1652 wurde Anna Goldmann, geborene Persicke, Witwe von Johann Goldmann (auch Koltzmann), als Eigentümerin geführt. Sie bebaute das Grundstück vor 1651. Ihre Erbinnen, die Töchter des Leutnants Askan Hellwig, veräußerten das Haus 1675 für 660 Taler an den Schwager, den Handelsmann Christian Hinze (auch Hinzsche). Nach seinem Tod 1709 wurde Anna Katharine Hellwig Erbin. Sie war die Ehefrau von Johann Martin Arend (auch Arndt). Sie blieb bis 1723 Eigentümerin. 1803, 1845 und 1870 gehörte das Anwesen einem Erfurt, 1880 der Witwe Emilie Harbordt und 1881 dann Schütte. Schütte führte dann einen bereits geplanten Umbau durch, bei dem das Gebäude auch aufgestockt wurde. Dabei wurde auch ein verschütteter Keller mit Wandmalereien freigelegt. Es gibt Vermutungen, dass es sich hierbei um Storms Keller gehandelt habe, der allerdings sonst dem Nachbarhaus Breiter Weg 55 zugeordnet wird. 1914 war der Optiker Carl Schmidt Eigentümer, dem es auch 1925 gehörte. Ein weiterer Umbau erfolgte 1919, 1929 dann ein Ausbau des Dachgeschosses. Die Witwe E. Schmidt war zumindest 1938 und 1940 Eigentümerin. |                                               |
| 57 (alt)                                                               | Zur güldenen Rose                                                            | siehe Hauptartikel | vor 1943                                      |
| 58 (alt)                                                               | Zum goldenen Tempel Marientempel                                             | Um 1524 gehörte das Haus dem Bürgermeister Ludwig Alemann, der 1543 verstarb. 1524 floh der Franziskanermönch Johannes Fritzhans, der für Martin Luther gepredigt hatte, vor der Rache seiner Ordensbrüder aus dem nahegelegenen Franziskanerkloster, in das Haus. 1631 gehörte das Haus dem Gewandschneider und späteren Bürgermeister Stephan Lentke. 1644 wurde das Grundstück noch, wohl infolge der Zerstörung Magdeburgs von 1631, als Brandstätte bezeichnet, in der folgenden Zeit dann jedoch wieder bebaut. Lentke blieb bis zu seinem Tod 1684 Eigentümer. Erbe wurde 1684 sein Schwiegersohn der Amtmann (auch als Kaufmann bezeichnet) Klemens Peters (auch Petersen), der es 1687 für 475 Taler an den Böttcher Peter Barner (auch Börner) veräußerte. 1707 verkaufte es die Witwe von Engelhart Balthorn, der auch die benachbarte Nummer 57 gehörte, für 1575 Taler an den Buchhändler Christoph Seidel. Er verstarb 1725. 1803 gehörte das Haus einem Laube, 1817 dem Handschuhfabrikanten Anton Laube. Um 1823 wurde J. J. Laube junior als Eigentümer geführt, der hier ebenfalls noch eine Lederhandschuhfabrik betrieb, die er von seinem Vater J. Laube übernommen haben soll. 1845 wurde dann Laube senior und 1851 der Partukulier A. Laube genannt. Die Familie Laube waren als französische Glaubensflüchtlinge nach Magdeburg gekommen. 1851 erfolgte eine Aufstockung des bis dahin zweigeschossigen Hauses. Im Jahr 1870 hatte das Gebäude viereinhalb Geschosse und eine sechsachsige Fassade. Eigentümer war der Kaufmann Wittler, 1871 Friedrich Ruff und 1885 der Kaufmann Paul Ruff. 1889 und auch 1904 gehörte es Siegfried Cohn, 1907 Eugen Petzall, der dann Inhaber der Firma Siegfried Cohn. Petzall plante ab 1907 einen Um- bzw. Neubau der Grundstücke Breiter Weg 58 und 59. Tatsächlich wurde der Um- bzw. Neubau, der die Grundstücke 58 bis 60 umfasste, dann 1910/1911 durchgeführt. Es entstand so ein asymmetrisches, viergeschossiges Warenhaus mit einem Mansarddach unter der Firma Siegfried Cohn. Dabei wurde ein neuer deutlich veränderter Hausstein hoch am Gebäude angebracht, während der alte Hausstein ins Kaiser-Friedrich-Museum gekommen sein soll. Der alte Hausstein zeigt eine Abbildung der Französisch-Reformierten Kirche in Schwedt/Oder. Auch 1914 und 1925 war der Kaufmann und spätere Stadtrat Petzall Eigentümer. 1938 und 1940 gehörte das Objekt der Magdeburger Grundwert AG. Zum Grundstück gehörten als Hinterhäuser die Häuser Schwertfegerstraße 18 und 19. Der neue Hausstein wurde 1944/1945 mit dem Gebäude zerstört. Nach anderen Angaben befand sich der alte Hausstein Zum Marientempel bis 1944/1945 noch nicht im Museum, sondern am benachbarten Haus Zur güldenen Rose (Breiter Weg 57). Dieser Stein wurde in der Zeit um 1946 von einem Team unter Leitung des Heimatforschers Werner Priegnitz geborgen. Nach einer Restaurierung wurde dieser Stein Bestandteil der Hauszeichenwand am Alten Markt. | Kaufhaus Breiter Weg 58 bis 60                |
| 59 (alt)                                                               | Zum goldenen Stern                                                           | 1631 gehörte das Haus der Witwe von Stephan Lentke senior. Zum Grundstück gehörte auch die benachbarte Nummer 60. Der Stiftsherr an St. Nikolai, Friedrich Schwarzlose, erbte über seine Ehefrau die Stätte und veräußerte sie 1661 für 300 Taler an den Landkutscher Mathias Mänel (auch Männlein und später Mendel). Er bebaute die Fläche und blieb bis zu seinem Tod im Jahr 1708 Eigentümer. Seine Erben teilten das Grundstück und verkauften die abgetrennte nördliche Fläche (Nummer 60) 1710 an den Böttcher Johann Heinrich Schlue. (Möglicherweise erwarb er jedoch die Nummer 59, da für die Nummer 60 auch ein anderer Käufer genannt wird.) 1803 gehörte das Haus Dreyer, 1825 dem Secretair Senf und 1834 dem Steinmetzmeister Dreyer. In der Zeit von 1841 bis 1870 wurde der Kürschnermeister Walther als Eigentümer geführt, der 1853 das dreigeschossige Gebäude um anderthalb Geschosse aufstocken wollte. Der geplante Umbau wurde jedoch nicht ausgeführt. Vermutlich 1870 erwarb der Kaufmann Heinemann das Haus, 1881 und 1888 gehörte es Kaufmann Schlesinger, der 1886 Umbauten veranlasste. Das viergeschossige Haus mit einer Attika als Abschluss des Daches verfügte über eine fünfachsige Fassade und gehörte 1892 und auch 1899 dem Kaufmann Isakowitz. 1899 war Otto Salomon Eigentümer, 1902 Ferdinand Dabelow und 1907 dann Eugen Petzall. Petzall gliederte es bei einem Um- bzw. Neubau 1910/1911 in ein die Häuser 58 bis 60 umfassendes Warenhaus ein (siehe Nummer 58). Als Hinterhaus gehörte das Gebäude Schwertfegerstraße 17 zum Grundstück. | Kaufhaus Breiter Weg 58 bis 60                |
| 60 (alt)                                                               |                                                                              | Bis zum Jahr 1710 bildete das Grundstück mit der benachbarten Nummer 59 eine Einheit, dann erwarb es von den Erben Mänels der Advokat Johann Friedrich Schröder für 730 Taler. Als Nachbesitzer wird auch Jacques de Villars genannt, möglicherweise erwarb es Schröder für ihn. Eine andere Angabe nennt, vermutlich versehentlich, den Böttcher Johann Heinrich Schlue als Erwerber. Bis 1732 gehörte das Haus dann später Michael Friedrich Rietz. Sowohl 1803 als auch 1832 und 1845 war jeweils ein Faber Eigentümer. 1854, 1870 und 1881 gehörte es dem Kaufmann und Waffenfabrikanten Paul, 1885 und 1897 Gemsjäger. Gemsjäger veranlasste 1885 einen Umbau. Im Jahr 1901, das Haus war viergeschossig und verfügte über eine vierachsige Fassade, war der Kaufmann Cohn Eigentümer, 1909 dann der Kaufmann Eugen Petzall. Er integrierte das Gebäude 1910/1911 in das die Gebäude 58 bis 60 umfassende Kaufhaus (siehe Nummer 58). | Kaufhaus Breiter Weg 58 bis 60                |
| 61 (alt)                                                               | Zum Rosenkranz oder Zum Rautenkranz                                          | 1631 gehörte das Haus Hans Richard, 1645 war die Witwe von Hans Haselich Eigentümer eines wieder bestehenden Hauses. Bei ihr wohnte der Stadtsyndikus Dr. Walter und die Witwe des Bürgermeisters und Schöffenstuhlssessors Dr. Stephan Olvenstedt. 1651 und 1659 gehörte das Haus dem Gewandschneider und Sozius der Witwe Haselich im Gewandhandel, Barthold Macke (auch Make). Später war Dietrich Nolte, zweiter Ehemann der Witwe Haselich, Eigentümer, dann Christoph Haselich und sodann 1673 seine Witwe. Sie war dreimal verheiratet, zunächst mit David Nolte, dann mit Christoph Haselich und dann mit dem Advokaten David Cuno. Sie veräußerte das Haus 1679 für 2000 Taler an ihren Schwiegersohn, den Handelsmann Johann David Isaacssohn. 1687 heiratete seine Witwe den Handelsmann Sebastian Scheller. Ihm gehörte das Haus bis 1719, dann erwarb es der Hauptmann Johann Heinrich Müller für 4000 Taler. 1803 und auch 1845 war Freise senior Eigentümer und 1870 der Kaufmann Freise. 1914 gehörte es Raphael Wittkowski, der auch Inhaber der Hamburger Engroslager GmbH war. Das Wohn- und Geschäftshaus war viergeschossig und verfügte über eine fünfachsige Fassade. Im Jahr 1922 wurde das Haus umgebaut. 1925 war dann M. J. Emden Söhne, ansässig in Hamburg, Eigentümer, 1938 die Deutsche Hypotheken Bank Meiningen und 1940 der Handschuhfabrikant E. Eisele. Ein weiterer Umbau war 1935/1936 erfolgt. Hierbei wurden die Verzierungen der Fassade entfernt. Erhalten blieb jedoch eine zwischen den Fenstern im Giebel angeordnete Skulptur. Während des Zweiten Weltkriegs erlitt der Bau nur geringe Schäden. Noch 1950 war Eisele Eigentümer. Im Rahmen der Neubebauung des Nordabschnitts des Breiten Wegs wurde das Gebäude am 19. Dezember 1963 gesprengt. Als Hinterhaus gehörte das Gebäude Schwertfegerstraße 16 zum Grundstück. |                                               |
| 62 (alt)                                                               | Zum schwarzen Adler                                                          | 1631 gehörte das Haus dem Viertelsherrn Martin Parmann, danach 1638 und auch 1651 Johann Bünemann. Das Grundstück war, wohl infolge der Zerstörung der Stadt im Jahr 1631, lange wüst. Erst 1674 wurde wieder ein Haus erwähnt. Eigentümerin war dann die Parmannsche Jungfer. Sie ist möglicherweise identisch mit der Witwe von Hermann Peters. Sie veräußerte 1674 das mit dem Haus verbundene Recht auf Gewandschnitt und Betrieb eines Tuchladens an den Gewandschneider Christian Witte für 55 Taler, der es auf seinen Laden Alter Markt 33 übertrug. Das Recht war noch 1671 für Hans Bünemann erwähnt worden. Zum Grundstück gehörten als Hinterhäuser die Gebäude Schwertfegerstraße 14 und 15. Die Nummer 15 galt dabei 1683 als Vorderhaus und wurde ebenfalls als „swarten arnen“, gelegen am Alten Markt bezeichnet. 1690 musste die Witwe Peters das Haus an Gläubiger, die Erben des Bürgermeisters Stephan Lentke, abtreten. Für die Erben verkaufte es 1690 der Subsenior Stephan Lentke für 300 Taler an den Riemer Heinrich Julius Jordan, der das Grundstück neu bebaute. Er war noch 1720 Eigentümer. 1803 gehörte es der Witwe Seligmann. Die Uhrenhändler Boré & Berger waren dann ab Mitte des 19. Jahrhunderts Eigentümer, so 1845 ein Boré, 1870 eine Boré, geborene Strack und 1900 die Witwe Auguste Berger, geborene Boré. In der Zeit nach 1900 wurde das Grundstück mit einem viergeschossigen Neubau im Stil des Historismus bebaut. Der Bau umfasste auch das benachbarte Grundstück Nummer 63. Im Jahr 1914 war der Kaufmann W. Berger Eigentümer, 1925 neben ihm auch der Arzt Dr. W. Berger. Noch 1938 gehörte es dem Privatmann W. Berger, 1940 dann den Bergerschen Erben. Im Zweiten Weltkrieg wurde das Gebäude schwer beschädigt und blieb nur als Ruine bestehen. Im Jahr 1954 wurde es zur Eisdiele ausgebaut. Eigentümer war Dr. W. Berger. |                                               |
| 63 (alt)                                                               |                                                                              | Im Jahr 1631 gehörte das Haus Heinrich Pfeifer (auch Piper), dessen Witwe heiratete den Handelsmann Barthel Bernsdorf (auch Barnsdorf). Ihm gehörte 1651/1653 das Gebäude, dessen Eigentümer dann 1663 seine Witwe war. Ihr gehörte das Anwesen bis zu ihrem Tod im Jahr 1680. Es wurde dann vom Eigentümer der benachbarten Nummer 64, wohl einem Lilie, gekauft und mit dem Nachbargrundstück vereinigt (siehe dort). Erst im 18. Jahrhundert erfolgte wieder eine Trennung der Grundstücke. 1803 gehörte es der Witwe Genthe, 1835 Bendix Levy und 1845 Jakob Levy. Im Jahr 1870 war der Kaufmann Wertz und 1902 der Kaufmann Willy Berger Eigentümer. In der Zeit nach 1900 wurde das Grundstück mit einem viergeschossigen Neubau im Stil des Historismus bebaut. Der Bau umfasste auch das benachbarte Grundstück Nummer 62 (siehe dort). Als Hinterhaus gehörte das Gebäude Schwertfegerstraße 13 zum Grundstück. |                                               |
| 25                                                                     | MWG-Forum                                                                    | siehe Hauptartikel | 2025                                          |
| 64 (alt)                                                               | Zur goldenen Kanne                                                           | Das Haus gehörte 1631 der Witwe von Jobst Beckmann (auch Böckmann). Sie heiratete Christoph Drechsler (auch Treßler), er verstarb vor 1643. In der Zeit bis 1652 bebaute die Witwe das Grundstück mit einem Haus, das sie dann an den Rat vermietete. Der Rat brachte hier Lehrer des altstädtischen Gymnasiums unter. Zuletzt wurde die Witwe 1658 erwähnt. 1690 gehört das Haus Axel Lilie. Er erwarb vermutlich die benachbarte Nummer 63 hinzu und errichtete dann auf beiden Grundstücken ein Haus. 1692 und 1716 wurde der Handelsmann Ernst Lilie als Eigentümer geführt. Auf ihn folgte Daniel Friedrich Anger. 1803 gehörte es Gröper, 1845 Looff, 1870 dem Kaufmann Looff senior und 1897 dann Fräulein Th. Looff. Das dreigeschossige Wohn- und Geschäftshaus verfügte über eine dreiachsige Fassade. Fräulein Looff veranlasste den Einbau eines neuen Schaufensters im Erdgeschoss. Im Jahr 1902 wurde dann durch den neuen Eigentümer Droz ein neues Gebäude errichtet. Der Neubau verfügte über vier Geschosse. 1914 gehörte es F. Droz, Zentralheizungen und 1925 der Rentnerin A. Droz. 1938 und 1940 war die Drozsche Erbengemeinschaft Eigentümer. Im Zweiten Weltkrieg erlitt das Gebäude Schäden. Sowohl der Dachstuhl als auch die Holzbalkendecken der oberen Geschosse wurden dabei zerstört. 1947/1950 wurde das Gebäude zum Teil wieder hergestellt. Die Drozschen Erben waren auch noch 1950 Eigentümer. |                                               |
|                                                                        | Einmündung Julius-Bremer-Straße (Ostseite)                                   | |                                               |
| 65 (alt)                                                               | Zu den drei Kugeln                                                           | Bis 1658 gehörte das Grundstück mit zur benachbarten Nummer 64 (siehe auch dort). Das Haus wurde 1643 neu errichtet. Bei der Witwe Drechsler wohnte hier ihr Schwiegersohn, der Seidenkrämer Hans Ohage. 1663 gehörte es Heinrich Rixleben. Im Jahr 1683 erwarb es der Holzhändler Raban Gebhard Tielebein. Er teilte das Grundstück und veräußerte den nördlichen Teil, die Nummer 66 (siehe dort). 1696 gehörte die Nummer 65 seinen Erben, 1705 dann allein seinem Schwiegersohn, der auch 1709 Eigentümer war. 1716 wurde seine Witwe als Eigentümerin geführt. Sie heiratete Friedrich Arnold, der noch 1720 Eigentümer war. 1803 und 1825 gehörte das Haus einem Laute. Die Stifterin Maria Catharina Tismar lebte zumindest um 1823 im Haus. 1845 und 1851 war Krull Eigentümer und 1870/1871 der Rentier Palis. Palis baute das Haus um. Es war viergeschossig und verfügte über eine sechsachsige Fassade. 1889, 1902 und 1907 gehörte es dem Kürschnermeister Johannes Albrecht. Am 4. März 1907 brannte das Wohn- und Geschäftshaus aus. Im Zuge des Wiederaufbaus wurde die Fassade verändert, sie war nun asymmetrisch und verfügte vor dem zweiten und dritten Obergeschoss über einen Mittelerker und einen nach rechts versetzten Giebel. Die Kaufleute B. und W. Schröder waren 1914 und 1925 Eigentümer, 1938 und 1940 dann der Zahnarzt Dr. B. Schröder und Frau H. Hamel. Im Zweiten Weltkrieg erlitt das Haus schwere Schäden. 1945/1946 erfolgten Arbeiten zur Beseitigung von Gefahren. Ein Antrag zum Ausbau des Hauses vom September 1945 wurde abgelehnt. Ein neuerlicher Bauantrag im Jahr 1946 wurde zwar genehmigt aber letztlich, möglicherweise wegen fehlender Baumaterialien, nicht umgesetzt. Noch 1950 gehörte das Haus den Schröderschen Erben. |                                               |
| 66 (alt)                                                               | Zu den drei Kugeln                                                           | Bis 1686 gehörte das Grundstück mit zur Nummer 65 (siehe dort). In diesem Jahr es für 350 Taler der Schneider Gündel. Zum Grundstück gehörte eine Fläche, die als wüste Stätte voller Schutt beschrieben wurde. Gündel veräußerte diesen Teil 1688 an den Nachbarn in der Schwertfegerstraße 10 (siehe dort). Zuletzt wurde Gündel 1706 als Eigentümer genannt. Im Jahr 1711 erwarb Georg Leißner das Gebäude. 1719 und dann bis 1725 gehörte es dem Seiler Johann Andreas Schrader. Im 19. Jahrhundert war die Familie Perschmann Eigentümer. Eine Inschrift unterhalb einer Figurengruppe zum Breiten Weg hin verwies auf das Jahr 1888. Vermutlich wurde das fünfgeschossige Wohn- und Geschäftshaus in diesem Jahr errichtet oder umgebaut. Der Bau nahm auch die Südseite des Ratswaageplatzes ein. 1914 und 1925 gehörte das Haus Eugenie Tiedke, 1938 und 1940 dem Fabrikbesitzer A. Böhmer. |                                               |
|                                                                        | Ratswaageplatz                                                               | | 2025                                          |
| 67 (alt)                                                               | Ratswaage                                                                    | siehe Hauptartikel | Ratswaage                                     |
| ohne Nummer                                                            | Erich-Weinert-Denkmal                                                        | von 1969 bis in die 1990er Jahre hier bestehendes Denkmal, siehe Hauptartikel | 1978                                          |
| 27 bis 30a                                                             |                                                                              | Am in der Zeit der DDR in Plattenbauweise errichteten neungeschossigen Wohn- und Geschäftshaus befindet sich das denkmalgeschützte Hauszeichen des Brauhauses Zum roten oder braunen Adler. | 2025                                          |
| 68 (alt)                                                               | Zum goldenen Strumpf                                                         | 1651 und 1666 war der Fleischer und Hutstaffierer Hans Arnd (auch Ahrens). Er bebaute das Grundstück und erwarb eine benachbarte Stätte, die ursprünglich Valentin Beyer gehört hatte, hinzu, dass dann den Ostteil des späteren Gebäudes an der Nordseite des Ratswaageplatzes ausmacht. 1662 war dieser Teil noch wüst und wurde dann erst später von Arnd bebaut. Späterer Eigentümer war Johann Pape, der bis 1685 verstarb. 1697 veräußerten seine Erben das Haus für 1400 Taler an den Handelsmann Johann Pape. Er veräußerte das Haus zum selben Preis im Jahr 1707 an Kaspar Lehnhof (auch Lenhoff), der bis 1722 Eigentümer blieb. 1803 und auch 1845 gehörte es einem Brauns. In der Zeit zwischen 1866 und 1888 verhandelte die Stadt Magdeburg mit dem Grundstückseigentümer über eine Neufestlegung der Straßenflucht. Ob es zu einem Ergebnis und etwaigen Umbauten kam, ist unklar. 1914 war H. Schmidt Eigentümer. Anlässlich der Unruhen in der Nacht vom 4. auf den 5. Februar 1919 wurde das im Haus befindliche Geschäft Schmidt geplündert. 1925 und 1938 gehörte das Haus dann den Schmidtschen Erben. Der Name des Hauses entstand wohl erst im 20. Jahrhundert. Während der 1920er oder 1930er Jahre wurde die Fassade des fünfeinhalbgeschossigen Wohn- und Geschäftshauses verändert. Verzierungen der Fassade, wie Simse und Fensterverdachungen wurden beseitigt. 1940 war der Privatmann H. Pfüller aus Zeulenroda Eigentümer. |                                               |
| 69 (alt)                                                               |                                                                              | Im Jahr 1651 wurde die Fläche als Stätte bezeichnet und gehörte dem Sattler Mathias Krause. Er war auch noch 1666 Eigentümer, zu diesem Zeitpunkt bestand wieder ein Haus. Mieter war der Schneider Heinrich Ernst. Krause veräußerte das Haus 1666 an Ernst für 250 Taler. Die Erben von Ernst veräußerten das Anwesen im Jahr 1685 für 360 Taler an den Materialisten Andreas Stegmann. Im Jahr 1697 war Andreas Schäfer Eigentümer, er blieb es bis 1742. 1803 gehörte das Haus Kirchhoff, 1845 Kirchhoff senior und 1870 dann dem Particulier Jacobi. In der Zeit zwischen 1866 und 1888 verhandelte die Stadt Magdeburg mit dem Grundstückseigentümer über eine Neufestlegung der Straßenflucht. Ob es zu einem Ergebnis und etwaigen Umbauten kam, ist unklar. Im Jahr 1914 war der Glasermeister W. Duchrow Eigentümer, spätestens ab 1925 dann die Duchrowschen Erben. Das viergeschossige Wohn- und Geschäftshaus verfügte über eine Fassade im Stil des Historismus und wurde im Zweiten Weltkrieg 1945 zerstört. |                                               |
| 70 (alt)                                                               |                                                                              | 1651 gehörte die Fläche Liborius Stroofe (auch Stropp). Seine Tochter, die Witwe von Heinrich Koch, veräußerte die Stätte im Jahr 1660 für 125 Taler an den Seiler Andreas Bachmann. Bachmann bebaute die Stätte 1662. Er erhielt die Erlaubnis an der Nordseite in der Scharrnstraße über drei Scharrn hinweg zu bauen. Die Witwe Bachmanns heiratete den Seiler Hans Martin Habermann, der 1666 und 1685 als Nachbar genannt wurde. Für 30 Taler erwarb er 1675 von Jakob Peters den Eckscharrn. Peters hatte ihn zuvor 1674 vom Fleischer Leonhard Walter für eine Schuldforderung abgetreten bekommen. Die Scharrn wurden dann auf Dauer in die Bebauung einbezogen, was dazu führte, dass das Haus noch in den 1930er Jahren auf der Südseite der Scharrnstraße aus der sonstigen Fluchtlinie hervortrat. Bis 1727 war Johann Ulrich Eigentümer. 1803 gehörte das Haus Wennhacke, 1845 der Witwe Helmke. Spätestens ab 1870 gehörten die Häuser 69 und 70 dem gleichen Eigentümer. In der Zeit zwischen 1866 und 1888 verhandelte die Stadt Magdeburg mit dem Grundstückseigentümer über eine Neufestlegung der Straßenfluchten. Ob es in diesem Zusammenhang zu einem Ergebnis und etwaigen Umbauten kam, ist unklar. Später waren die Häuser 69 und 70 jedoch baulich vereint (siehe Nummer 69). |                                               |
|                                                                        | Einmündung Scharrnstraße (historisch)                                        | |                                               |
| 71 (alt)                                                               | Zum roten oder braunen Adler                                                 | siehe Hauptartikel |                                               |
| 72 (alt)                                                               | Zum steinernen Gezelt                                                        | 1631 und auch 1682 (?) war der Brauer Adam Schröder (auch Schröter) Eigentümer. Zum Teil wird das Haus als Brauhaus bezeichnet. In der Zeit bis 1667 wird, nach der Zerstörung von 1631, das Haus von Samuel Witte neu errichtet, der es wohl anfangs mietete. 1687 gehörte es Wittes Erben, danach nur noch einem der Erben, dem Bürgermeister Dr. Sebastian Heinrich Trescho, bis er am 3. März 1690 verstarb. Er war in erster Ehe mit einer geborenen Witte verheiratet. Die Kinder aus dieser Ehe vermieteten das Haus in der Zeit bis 1692 für 40 Taler jährlich an ihre Stiefmutter Elisabeth Katharine, geborene Kampferbach. Sie erwarb es dann 1692 für 800 Taler. Sie heiratete Johann Konrad von Kalm und veräußerte dann 1705 das Haus für 1000 Taler an ihren bisherigen Mieter, den Chirurgen Johann Georg Schreiber, der bis 1740 Eigentümer blieb. 1764 erwarb es Nikolaus Fritze für 2360 Taler, der es dann mit der benachbarten Nummer 71 vereinte (siehe dort). |                                               |
| 73 (alt)                                                               | Zum blauen Sattel                                                            | Nach der Zerstörung Magdeburgs im Jahr 1631 wurde das Haus in der Zeit vor 1641 wieder errichtet. Eigentümerin war die Ehefrau von des Schusters Hans Rusche (auch Hochdeutsch Rausche). 1650 und 1653 wurde dann ihr Mann als Eigentümer geführt. Als Einwohner des Hauses wurde 1652 Johann Rixleben und 1653 Heinrich Biest genannt. Die Witwe des Brauers Hans Rausche veräußerte das Haus 1687 für 700 Taler an den Sattler Jakob Schmidt. Von Schmidt erwarb es 1693 für 330 Taler der Sattler Johann Blume. Es musste wohl auf Grund eines hälftigen Erbteils nur der halbe Preis gezahlt werden. Blume blieb bis 1731 Eigentümer. Der Name nahm wohl auf den Beruf des Sattlers der Eigentümer Bezug. 1803 und 1845 war Schröder Eigentümer, 1870 die Gebrüder Korte. Spätestens ab 1907 war der Brauereibesitzer Friedrich bzw. Fritz Korte Eigentümer. Er blieb es bis zur Zerstörung 1945. Während der Unruhen in der Nacht vom 4. auf den 5. Februar 1919 wurde das im Haus befindliche Geschäft Matthes geplündert. Zu einem nicht klaren Zeitpunkt wurden die Häuser 73 und 74 vereint. |                                               |
| 74 (alt)                                                               | Zur Hühnerburg                                                               | 1631 gehörte das Haus Georg Rasche, dessen Erben die kleine, voll mit Schutt gelegene Brandstätte im Jahr 1650 für 140 Taler an den Schneider Nikolaus Bülzing (auch Pilzing) verkauften. Bülzing bebaute das Grundstück 1651 neu. Von seinen Erben erwarb es 1672 Christian Friedrich Weber. Weber veräußerte es 1675 für 330 Taler an den Handelsmann Christian Zecheldorf. 1690 verkaufte Zecheldorf das Grundstück gemeinsam mit der benachbarten Nummer 75 für 500 Taler an die Erben von Albert Staphorst, die noch im gleichen Jahr beide Häuser für 515 Taler an den Handelsmann Kasper Lehnhof weiterverkauften. 1708 wurden die Häuser wieder getrennt. Lehnhof veräußerte in diesem Jahr die Nummer 74 für 500 Taler an den Hutmacher Paul Wellhausen. 1803 waren die Geschwister Müller Eigentümer, 1845 dann Su. Müller. Spätestens ab 1870 gehörte das Haus dem selben Eigentümer wie die benachbarte Nummer 73 (siehe dort). |                                               |
| 75 (alt)                                                               |                                                                              | Für 1631 wird als Eigentümer der Hutmacher Christoph Mörling vermutet. 1650/1652 gehörte es Paul Riese (hochdeutsch auch Reise), dann ab 1652 dem Hutmacher Hans Bornemann, der auf dem Grundstück „etwas“ baute. Von ihm erwarb das Haus 1662 der Nachbar Bülzing für 150 Taler. Bis 1708 bestand das gemeinsame Eigentum an den beiden Grundstücken fort. 1709 veräußerte Lehnhof die Nummer 75 an den Seiler Hans Schmidt. Er blieb bis 1724 Eigentümer. Spätestens ab 1803 gehörte das Eckhaus der Familie Korte. Um 1823 Johann Christian Friedrich Korte, der hier eine Seilerei und eine Brauerei betrieb. Außerdem war er als Heringshändler tätig. Auch 1845 wurde eine Witwe Korte als Eigentümerin geführt. Von den Söhne Kortes, Friedrich und Heinrich, wurde das Haus 1861 erneuert. Zur weiteren Geschichte siehe Nummer 73. |                                               |
| 76 (alt)                                                               | Zum blauen Sattel                                                            | 1631 gehörte das Brauhaus dem Kämmerer Georg Schlüter (hochdeutsch auch Schließer). Die Familie führte eine Hand mit einem Schlüssel als Wappen. Seine Erben veräußerten 1648 die Braustätte für 581 Taler an den Sattler Nikolaus Krause (auch Kruse). Zu diesem Zeitpunkt standen die Mauern des Hauses noch ein Stockwerk hoch, auch war noch ein Giebel vorhanden. Krause baute 1651 ein Haus, für das 1662 seine Witwe als Eigentümerin geführt wurde. 1680 gehörte es seinem Sohn, dem Sattler Johann Krause, 1694 dann dessen Witwe. Zum Grundstück gehörte auch drei Brandstätte auf dem benachbarten Grundstück Margarethenstraße 1. 1699 verkaufte die Witwe Krause das Haus und eine wüste Stätte für 3000 Taler an den Sattler Christian Bandau. Möglicherweise war es ihr Sohn aus erster Ehe. Er blieb bis 1732 Eigentümer. Schon 1803 wurde das Grundstück als Einheit mit der Nummer 75 geführt (siehe dort). Der Hausstein Zum blauen Sattel wurde im 19. Jahrhundert vom Haus Nummer 73 hierher umgesetzt und war über dem Sitznischenportal befestigt. Außerdem bestand eine Inschriftentafel. Friedrich Korte betrieb hier die Gaststätte Zum Sattelbräu. Nach 1945 konnte weder der Hausstein noch die Inschriftentafel aufgefunden werden. |                                               |
|                                                                        | Einmündung Margarethenstraße (historisch)                                    | |                                               |
| 77 (alt)                                                               |                                                                              | Das Grundstück gehörte bereits in der Zeit vor 1631 mit zur benachbarten Nummer 78. Obwohl zum Breiten Weg gehörig lag es völlig in der Margarethenstraße, während die Nummer 78 das eigentliche Eckhaus bildete. Während die beiden Grundstücke zunächst auch als ein einheitliches Grundstück geführt wurde, nahm der Eigentümer 1716 eine Teilung vor. Die Nummer 77 wurde dann als Brauhaus geführt (siehe Nummer 78). Am 26. Dezember 1847 brach auf dem Grundstück wohl aus Unachtsamkeit in einem hölzerner Stall gegen 20.00 Uhr ein Feuer aus. Im Schuppen befand sich das für die Bäckerei Niemann in der benachbarten Nummer 78 gelagerte Winterholz sowie Stroh. |                                               |
| 78 (alt)                                                               | Zur goldenen Semmel                                                          | 1631 gehörte das Backhaus der Witwe von Joachim Stölting. Von ihr erwarb Kaspar Reute-Krusefürer die Backstätte im Jahr 1632. Er richtete wieder eine Bäckerei ein, die er 1639 für 210 Taler an den Bäcker Daniel Moritz veräußerte. Zuletzt wurde Moritz 1648 erwähnt. 1651 wurde Stephan Lüdecke als Eigentümer geführt. Lüdecke war jedoch selbst kein Bäcker und verpachtete so die Bäckerei an den Bäcker Jakob Köhns (auch Kenns). 1653 erwarb der Bäcker Peter Balstorf (auch Balsdorf) das Haus für 650 Taler von Lüdecke. Balstorf vererbte es mit einem Wert von 710 Taler an Christian Balstorf, von diesem erbte es 1688 die Witwe von Hans Rotermund für 600 Taler. 1690 und dann bis 1723 gehörte es dem Bäcker Andreas Kühnemann, der mit einer geborenen Balstorf verheiratet war. Möglicherweise war sie die Witwe Rotermund. Er bebaute das Grundstück neu. Das dazugehörende Nachbargrundstück Nummer 77 wurde als Brauhaus eingerichtet. Im 19. und 20. Jahrhundert gehörte das Haus der Familie Niemann. 1866 wurde ein fünfgeschossiges Wohn- und Geschäftshaus mit einer vierachsigen Fassade neu errichtet. Bis zur Zerstörung des Hauses während des Zweiten Weltkriegs im Jahr 1945 befand sich hier eine Bäckerei. |                                               |
| 79 (alt)                                                               |                                                                              | Bei dem Gebäude handelte es sich um ein Backhaus. 1631 gehörte es Thomas Krüger (fälschlich auch Knütter). Von ihm erwarb 1633 der Bäcker Hans Betge (auch Bethge) die Backstätte für 200 Taler. Er bebaute das Grundstück 1651 wieder mit einem Haus und verpachtete die Bäckerei an Peter Balsdorf, dem auch das angrenzende Gebäude Schopenstraße 1 gehörte. Balsdorf wurde zuletzt 1660 erwähnt. 1679 besaß es der Bäcker Samuel Betge, auf ihn folgte der Handelsmann Christian Zecheldorf. Von ihm erwarb es 1683 für 1000 Taler der Bäcker Hans Ulrich, dem es bis 1728 gehörte. 1803 gehörte es Reisner, 1845 Gassner und 1870 dem Handelsmann Saalfeld. Im 20. Jahrhundert war das Unternehmen Bolms & Hey ansässig, das Bekleidung, insbesondere Hemden und Schürzen herstellte. Eigentümer des Hauses waren die Kaufleute Hey. |                                               |
|                                                                        | Einmündung Schopenstraße und Katharinenportal                                | |                                               |
|                                                                        | Katharinenkirche heute Katharinenturm                                        | siehe Hauptartikel | 1927 · Katharinenturm, 2025                   |
| 31                                                                     |                                                                              | Zum Katharinenturm gehörendes Nebengebäude, siehe dort. | 2025                                          |
|                                                                        | Einmündung Katharinenstraße (historisch)                                     | |                                               |
| 32 bis 37                                                              |                                                                              | | 2025                                          |
| 80 (alt)                                                               |                                                                              | 1631 gehörte das Backhaus dem Bäcker Andreas Knake. Im Jahr 1632 erwarb er von seinem Nachbarn Stephan Knop (auch Knopf oder Knauf) ein Teil des benachbarten Grundstücks Katharinenstraße 13 hinzu. Er bebaute wohl auch notdürftig neu, zumindest wurde die Stätte 1648 als Haus bezeichnet. Seine Erben müssen das Grundstück dem Gläubiger Blees Seldenweiß abtreten, der die Stätte 1661 für 232 Taler dem Bäcker Hans Dürrenbach (auch Dornbach) verkaufte. Dürrenbach errichtete 1663 ein neues Haus. 1667 gehörte es seiner Witwe, 1672 Benjamin Rose, 1679 der Witwe von Karl Quittenbaum und 1681 Stephan Dürrenbach. Dürrenbachs Witwe heiratete den Bäcker Andreas Friebe, der zuletzt 1688 erwähnt wurde. 1701 war seine Witwe Eigentümerin. Ihre Tochter veräußerte das Anwesen 1709 für 1700 Taler an den Bäcker Andreas Popperoth (auch Popperode). Von diesem erwarb es 1711 der Bäcker Samuel Nicolai für 1750 Taler. Seine Witwe veräußerte es 1712 für 2000 Taler an Popperoth, der bis 1724 Eigentümer blieb. 1803 gehörte es der Witwe Fröde, 1845 ein Faulbaum und 1870 eine Frau Hornemann, geborene Laborde. Möglicherweise wurde in den 1850er oder 1860er Jahren ein neues Haus errichtet, dass dann die Nummern 80 und 81 umfasste. Das viergeschossige Wohn- und Geschäftshaus verfügte über eine sechsachsige Fassade. Während der Unruhen in der Nacht vom 4. auf den 5. Februar 1919 wurde der Bewohner Friedrich Waldmann durch einen Gewehrschuss am linken Oberarm verletzt. Das Haus gehörte 1925, 1938 und 1940 dem Bauunternehmer P. Geimer. Im Haus lebte seit 1919 die jüdische Familie Kreisel. Während der nationalsozialistischen Gewaltherrschaft wurde der Vater Abraham Mattes 1939 inhaftiert, in das KZ Buchenwald verschleppt und dort ermordet. Die Mutter Ronie Masche Kreisel erlag 1940 einem Schlaganfall, die erst 1926 geborene Ilse Kreisel wurde 1942 in Bełżyce ermordet. Ihren Geschwistern Cäcilie und Trude Gusta entkamen 1939 mit einem Kindertransport nach England der Ermordung. 2015 wurden fünf Stolpersteine zur Erinnerung an ihr Schicksal gelegt. 1945 wurde das Haus zerstört. |                                               |
| 81 (alt)                                                               |                                                                              | Das Backhaus gehörte 1631 dem Bäcker Hans Brockmüller (auch Bruchmüller), 1648 und 1651 Anton Busse. Dabei wurde das Grundstück bereits 1648 wieder als Backhaus erwähnt, später jedoch wieder als wüst geführt. 1651 und auch 1661 war die Bäckerei an Daniel Wilterstorf verpachtet. Eigentümer war 1654 und 1663 der Bäcker Hans Brockmüller. Ob es sich um den ursprünglichen Eigentümer oder seinen Sohn handelt ist offen. In der Zeit kurz vor 1679 erwarb der Bäcker Nikolaus Brockmüller die Stätte für 500 Taler. Er bebaute sie neu, verstarb jedoch bereits 1681. Im Jahr 1684 veräußerten seine Erben das Haus an den Bäcker Jakob Batge (auch Batke), der es 1714 für 1257 an den Bäcker Christian Wiggert verkaufte. 1803 gehörte es Wunderling, 1845 Zimmermann. Dann wurde das Grundstück mit dem benachbarten Grundstück 80 vereint (siehe dort). |                                               |
| 82 (alt)                                                               | Zum Zelt auch Zu den drei Ähren oder Zur Weizenähre                          | Im Jahr 1631 gehörte das Brauhaus Martin Blees, 1632 Dominikus Blees, 1640 dann deren Erben. Zu denen gehörte Heinrich Matthias, der seinen Anteil an Joachim Finke abtrat. Finke baute 1650 das Haus wieder auf. Er wurde zuletzt 1653 erwähnt. Auf ihn folgte seine 1664 genannte Witwe. 1679 gehörte es dann dem Kaufmann Adam Schröder, dessen Erben das Gebäude 1702 für 3000 Taler an seinen Schwiegersohn, den Konrektor und späteren Rektoren des altstädtischen Gymnasiums Gottfried Bergner. Bergner vermietet das Haus für jährlich 120 Taler. 1710 veräußerte er es für 3000 Taler an den Cracauer Pastor und geistlichen Inspektor Andreas Matthias Arnd. Noch in den 1930er Jahren befand sich ein Hausstein am Haus. Er zeigte drei Ähren, war jedoch hinter einem Firmenschild verborgen. 1803 gehörte es Jokusch. Im Jahr 1823 betrieb hier Isaac Jockusch eine Essigfabrik und Branntweinbrennerei. 1845 wurde Wichmann und 1870 und 1877 der Brauereibesitzer Huth als Eigentümer geführt. 1889 entstand durch den Bauunternehmer F. Haertel ein fünfgeschossiger Bau im Stil des Historismus. 1925 war Frau E. Giesecke und 1938, 1940 und 1942/1943 der Kaufmann Johannes Pevestorff Eigentümer. In der Nacht vom 17. zum 18. April 1941 wurde das Haus bei einem britischen Luftangriff getroffen, dann jedoch bis November 1941 zunächst wieder aufgebaut. Im Haus lebte die Familie Klemm, deren Mutter Klara jüdischer Abstammung war. Sie wurde 1943 verhaftet und in das KZ Auschwitz deportiert, wo sie noch im gleichen Jahr ermordet wurde. An sie erinnert eine 2015 befestigte Gedenktafel. Außerdem lebte im Haus das jüdische Ehepaar und Claire Sahra Zauderer. Sie flohen vor der nationalsozialistischen Gewaltherrschaft nach Belgien, wurden jedoch 1942 nach Auschwitz verschleppt und dort 1942 bzw. 1943 ermordet. 2013 wurden für sie zwei Stolpersteine verlegt. Noch 1944/1945 befand sich ein Hausstein am Gebäude, der jedoch zum Teil durch ein Firmenschild verdeckt war. Der Stein zeigt drei Ähren und wurde nach 1946 von Mitarbeitern der Stadt aus den Trümmern geborgen. Der schlechte Zustand ließ aber eine Restaurierung nicht zu. Durch die Firma Paul Schuster wurde eine Kopie aus Betonguss hergestellt. Der farbig gestaltete Betonstein wurde in den 1960er Jahren in die Fassade des Neubaus Breiter Weg 20 integriert. | Kopie des Haussteins Zu den drei Ähren, 2025  |
|                                                                        | Einmündung Venedische Straße (historisch)                                    | |                                               |
| 83 (alt)                                                               | Zur lüttken Lauenburg                                                        | Im 16. Jahrhundert befand sich das Haus im Besitz der Familie Apenburg. Einer Sage nach wurde das Haus mit Finanzmitteln aus einem Schatz errichtet, den man in Apenburg gefunden hatte, woher die Familie auch stammte. 1631 und 1648 war Gerhard Sonnenschein Eigentümer, 1651 Heinrich Bodenburg. Für das Jahr 1652 ist überliefert, dass Mathias Meyer hier in den Trümmern lebte. Der zuerst im Jahr 1660 erwähnteAbraham Bex (auch Pex oder Bax) bebaute die Stätte wieder. Auf ihn folgte 1669 Christoph von Hausen, der die Witwe von Bex, Anna Sarah, geheiratet hatte. Noch vor 1681 trat von Hausen das Brauhaus an den Amtsschreiber und späteren Amtmann Wolfgang Friedrich Hering (auch Heiring) ab. Hering war auch noch 1710 Eigentümer. Zum Grundstück gehörte auch eine mit einer Bude bebaute Fläche, die von Hausen behielt. Erst 1714 verkaufte er die Bude an Magister Johann Andreas Münch, der bis 1738 Eigentümer blieb. Die Grundstücke wurden bis 1750 wieder vereinigt. Der Name des Hauses ging wohl auf die Verzierung mit Löwenköpfen zurück. Der Zusatz lüttken, im Sinne von kleine, ergab sich in Unterscheidung Zur Lauenburg (Breiter Weg 51). 1803 gehörte das Anwesen Löschnitz, 1845 Jokusch und 1870 Dachenhausen. Das bis zum Zweiten Weltkrieg bestehende dreigeschossige Wohn- und Geschäftshaus war bereits 1837 vorhanden, 1905 erfolgte jedoch ein weitgehender Umbau. Eigentümer waren im 20. Jahrhundert die Streitleinschen Erben. 1926 wurde das Haus als baufällig eingestuft. Bei einem Luftangriff im April 1941 erlitt das Haus Schäden, 1945 wurde es zerstört. |                                               |
| 84 (alt)                                                               |                                                                              | 1627 und 1634 gehörte das Brauhaus dem Pfannenschmied Bonaventur von Döhren, auf den seine Erben folgten. 1648 und 1651 wurde Franz Pfeil als Eigentümer geführt. 1652 erwarb die Witwe des Bürgermeisters Georg Schmidt, der auch die benachbarten Grundstücke 85 und 86 gehörten, die Stätte von Pfeils Gläubigern. Sie veräußerte 1658 für 300 Taler an den Sattler Adolf Ehre, der auch Ähren im Wappen führte. In der Zeit bis 1660 bebaute er das Grundstück. Er blieb bis zu seinem Tod im Jahr 1676 Eigentümer. 1681 veräußerten seine Erben das Haus für 1650 Taler an den Brauer Hieronymus Christian Niesing, der 1683 verstarb. Bis 1686 gehörte es seinen Erben, dann bis 1688 seiner Witwe. Sie heiratete den Handelsmann Johann Friedrich Nebelung. Er erfreite das Gebäude für 1200 Taler, baute dann jedoch neu. Von ihm erwarb es 1716 für 3250 Taler der Oberauditeur Ludwig Christian Schröter (auch Schröder), er blieb bis 1728 Eigentümer. 1803 gehörte das Haus der Witwe Bethge, 1832 den Kaufleuten Bethge & Jordan, 1845 einem Jordan und 1870 Frau Jordan, geborene Bericke. Das dreigeschossige Wohn- und Geschäftshaus wurde 1911 vom Kaufmann Ernst Winkler umgebaut. Er war auch noch 1925 Eigentümer 1938 und 1940 jedoch die Witwe L. Winkler. |                                               |
| 85 (alt)                                                               |                                                                              | Das Grundstück gehörte zumindest bis ins 18. Jahrhundert mit zur Nummer 85 (siehe dort). 1803 gehörte es dann Rauhe, 1845 Schale und 1870 dem Lehrer Siebert. Vermutlich Ende des 19. Jahrhunderts wurde ein fünfeinhalbgeschossiges Wohn- und Geschäftshaus errichtet. Es hatte eine fünfachsige Fassade mit Mittelerker mit einer Attika als Dachabschluss. 1925 gehörte es dem Bankier M. Maier und 1938 und 1940 dem Fleischermeister K. Dänhardt. Im Zweiten Weltkrieg wurde das Haus schwer beschädigt. Vor allem die oberen Geschosse waren zerstört, das Erdgeschoss wurde aber als ausbaubar eingeschätzt. Ein entsprechender Antrag aus dem August 1945 wurde jedoch nicht entschieden. |                                               |
| 86 (alt)                                                               | Zum goldenen Pflugeisen                                                      | 1631 war der Ackerbürger und Bürgermeister Georg Schmidt, Schwager von Otto von Guericke, Eigentümer des hier befindlichen Ackerhofs. Auf ihn geht wohl auch der Name des Anwesens zurück. Eine auf das Jahr 1207 verweisende Haussage erklärt die Bedeutung des Namens (siehe unter Sagen). Nach der Zerstörung der Stadt im Jahr 1631 baute Schmidt den Hof 1637 wieder auf. Um 1649 verlegte er den Hof in die Braunehirschstraße 1 und 2, er blieb jedoch Eigentümer des Goldenen Pflugeisens. Zumindest bis ins 18. Jahrhundert gehörte das benachbarte Haus Nummer 85 mit zum Grundstück. Es bestanden jedoch bereits zwei Häuser, ein Brauhaus und ein Wohnhaus, wobei nicht klar ist, welches der Häuser wo stand. Schmidt erwarb weitere Grundstücke hinzu, so 1639 die Kienstätte des Hauses Zum goldenen Stern (Breiter Weg 91) und erbaute dort eine Scheune. Im gleichen Jahr erwarb er den hinteren Bereich des Grundstücks Nummer 93, so dass sich sein Gelände hinter den Grundstücken von 87 bis 93 erstreckte. Ebenfalls 1639 kaufte er den Hof der Großen Steinernentischstraße 1 und 1640 dann auch den übrigen Teil des Grundstücks. In der Zeit bis 1651 erwarb er die Große Steinernentischstraße 2, so dass er jetzt eine Hinterausfahrt hatte. 1663 gehörte auch das Grundstück Venedische Straße 19 dazu, später auch die Nummern 17 und 18. 1651 war immer noch Georg Schmidt Eigentümer, 1652 dann seine Witwe. Es folgten seine Erben, darunter der 1667 erwähnte Kämmerer Johann Schmidt und 1674 Schmidts Tochter, die Witwe von Pascha Thomas (auch Paschasius Thomasius). Sie veräußerte das Anwesen 1690 für 1700 Taler an den Bürgermeister der Pfälzer Kolonie Robert Bocquet. Bocquets Witwe verkaufte es 1709 für 4800 Taler an den ebenfalls Robert heißenden Bruder ihres Mannes. In der ersten Hälfte des 19. Jahrhunderts, insbesondere um 1823, war der Brauer und Korn- und Sämereihändler Friedrich Luhn Eigentümer, 1870 der Kaufmann Koch. Das Haus war zweigeschossig und verfügte über eine sechsachsige Fassade und einen viergeschossigen Mittelrisalit. Der Risalit wurde von einem Dreiecksgiebel bekrönt. Im 20. Jahrhundert war das Haus auffällig in blauweiß gestrichen. Eigentümerin war die Stadt Magdeburg. Im Haus befanden sich die Wohnungen des Direktors und des Hausmeisters einer hinter dem Haus gelegenen Schule. Die 4. Gemeindeschule wurde als Pflugeisenschule bezeichnet. Außerdem bestanden städtische Büros und zeitweise auch das Büro des 5. Polizeireviers. Im Gebäude war dann auch die Technische Nothilfe sowie ein Büro der NSDAP untergebracht. Der Verbleib des Haussteins nach 1945 ist unbekannt. |                                               |
| 87 (alt)                                                               |                                                                              | Das Brauhaus gehörte 1631 Stephan Sempf (auch Senf), dann seinem Schwiegersohn, dem Brauer Johann Lüders. Er veräußerte die Stätte im Jahr 1640 für 100 Taler an den Bäcker Andreas Bandau. Bandau wollte zwar sofort bauen, konnte diese Absicht aber erst 1647 umsetzen. Von 1640 bis 1697 hatte das Grundstück jeweils den gleichen Eigentümer wie die benachbarte Nummer 88. Bandaus Witwe, eine geborene Bakemönch, erbte 1652 die Häuser. Sie heiratet 1658 den Kaufmann Johann Wolf Kühn (auch Kühne oder Köhne). Zuletzt wurde sie 1673 als Eigentümerin erwähnt. Von ihr erbte ihr Sohn, der Bäcker Andreas Bandau, die Häuser für 2000 Taler. Er wurde zuerst 1684 als Eigentümer genannt. Er verkaufte 1697 die Nummer 88, so dass die Grundstücke dann wieder getrennt waren und verstarb nach 1709. 1711 wurde seine Witwe genannt, die dann 1719 das Brauhaus für 2300 Taler an den Prokurator Johann Friedrich Schröder veräußerte. Er blieb bis 1722 Eigentümer. 1803 war ein Arnstädt Eigentümer, 1845 Radestock und 1870 der Schmelzermeister Töpfer. Das vermutlich Ende des 19. Jahrhunderts durch Um- oder Neubau entstandene Wohn- und Geschäftshaus war dann fünfgeschossig und hatte eine vierachsige, üppig verzierte Fassade. 1914 gehörte es dem Kaufmann C. Buse, 1917 dem Kaufmann Otto Toepfer. Im Zuge von Unruhen wurde am 28. März 1917 die Schaufensterscheibe des Zigarrenhandels Giesecke zerstört. |                                               |
| 88 (alt)                                                               |                                                                              | Das Backhaus gehörte 1631 Stefan Senf, der die Backstätte 1634 für 200 Taler an den Bäcker Andreas Bandau, der bis 1640 neu baut. Ihm gehörte ab 1640 auch die benachbarte Nummer 87. Beide Grundstücke blieben bis 1697 zusammen (siehe unter Nummer 87). 1697 verkaufte Andreas Bandau junior das Backhaus für 1118 Taler an den Bäcker Friedrich Mertsdorf (auch Meßdorf). Er blieb bis 1732 Eigentümer. 1803 gehörte es Steinbrecht, 1817 dem Bäcker Jacob Förster. 1845 war dann wieder ein Steinbrecht Eigentümer. Auch noch 1870 gehörte es einem Bäckermeister Steinbrecht. Spätestens ab 1914 war Bäckermeister Paul Schulze Eigentümer. Das Wohn- und Geschäftshaus war zunächst zweigeschossig, mit einer vierachsigen Fassade mit einem zweigeschossigen Giebel. Es erfolgten mehrere Umbauten. 1934 wurde das Gebäude um drei Etagen aufgestockt. Bis zur Zerstörung 1945 wurde im Haus eine Bäckerei betrieben. Ein im Dezember 1945 gestellter Bauantrag für einen Wiederaufbau wurde im März 1946 abgelehnt. |                                               |
| 89 (alt)                                                               |                                                                              | 1631/1635 war Kaspar Winter Eigentümer, auf den seine Erben folgten. In der Zeit bis 1651 wurde der Schuster Jakob Müller (auch Möller) Eigentümer. Er errichtete 1651 ein Häuschen und wurde zuletzt 1672 erwähnt. 1673 erwarb der Kaufmann Kühn, der in der Nummer 87 lebte, das Grundstück für 50 Taler, das wieder als Stätte bezeichnet wurde und somit wohl erneut unbebaut war. Erst 1697 wurde wieder ein Haus erwähnt, das dann Johann Peters gehörte. 1702 war der Seifensieder Jakob Peters Eigentümer, der das Haus 1715 für 1250 Taler an Merzdorf veräußerte, dem auch die benachbarte Nummer 88 gehörte. 1803 gehörte es Koch, 1845 Fr. Martini, 1870 dem Kaufmann Martini. 1885 ließ Hugo Martini einen fünfgeschossigen Neubau errichten, der auch die benachbarte Nummer 90 mit umfasste. Die Fassade war sechsachsig und in einem historisierenden Stil gehalten. Das Wohn- und Geschäftshaus gehörte 1914 dem Rentier B. Kullmann und spätestens ab 1925 Frau M. Werner. |                                               |
| 90 (alt)                                                               |                                                                              | Für die Eigentumsverhältnisse bis 1651 liegen widersprüchliche Angaben vor. 1631 soll ein Joachim Eigentümer des Hauses gewesen sein, der Nachname ist unklar. An anderer Stelle wurde der Eigentümer als Riemer bezeichnet, wobei damit wohl der Beruf gemeint war. Wieder eine andere Angabe nannte als Eigentümerin vor 1631 die Tochter von Albrecht Krampe, die die Stätte dann 1651 für 100 Taler an den Kapitänleutnant Otto Christian verkauft hätte. Nach anderer Angabe war 1651 die Witwe von Peter Peters, genannt Schumann, geborene Schrader die Eigentümerin der Stätte, die sie dann an Christian übertrug. Vermutlich verhielt es sich letztlich so, dass die Tochter des Sattlers Krampe die Stätte an die Witwe Schumann verkaufte, die dann Christian heiratete und er so Eigentümer wurde. Christian wurde auch noch 1653 als Eigentümer genannt. Im Jahr 1659 war der Fleischer Kaspar Schröder Eigentümer, der vermutlich in der Zeit um 1659 das Grundstück neu bebaute. 1672 veräußerte er das Haus für 500 Taler an seinen Erben, den Seifensieders Jakob Peters. Er wurde zuletzt 1679 genannt. Der Stadtschreiber Nikolaus Fromme veräußerte das Haus 1702 für 440 Taler an den Handelsmann Hermann Stilke. Noch im gleichen Jahr verkaufte er es für 400 Taler an den Brauer Andreas Thomas (auch Thoms). Er verstarb 1705 und wurde von seiner Witwe beerbt, die bis nach 1720 Eigentümerin blieb. 1803 war ein Schubert Eigentümer, 1845 dann ein Zappe oder Zuppe. Spätestens ab 1870 gehörte das Grundstück mit zur benachbarten Nummer 89 (siehe dort). |                                               |
| 91 (alt)                                                               | Zum goldenen Stern                                                           | siehe Hauptartikel | 1927 oder früher                              |
| 92 (alt)                                                               |                                                                              | 1631 und vielleicht auch noch 1638 war Hans Gehre (auch Gere oder Gähre) Eigentümer. 1638 galten die Erben des Grundstücks als verschollen, so dass der Rat die Stätte einzog. Da die Witwe dann jedoch nach Magdeburg zurückkehrte, musste das Grundstück wieder an sie herausgegeben werden. Vermutlich sie wird 1651 als die Görensche als Eigentümerin genannt. Sie tritt das Grundstück 1651 an den Domprediger Reinhard Bake ab. 1657 und 1661 ist der Weißgerber Johann Schelle Eigentümer der Fläche, der sie neu bebaut. Als Eigentümer folgt der Schiffer Joachim Helmstedt, 1677 und 1679 wird der Drechsler Heinrich Leschnitz (auch Löschenitz) genannt. 1683 ist der Sattler Andreas Röber Eigentümer, er hatte die Witwe Leschnitz geheiratet. 1695 gehörte es dann seiner Witwe. Im Jahr 1698 wurde Nikolaus Gerecke erwähnt, vermutlich war er jedoch nur Mieter. Eigentümer war bis zu seinem Tod 1704 der Brauer Christian Leschnitz, der wohl Stiefsohn und Erbe Röbers war. Auf ihn folgten die Erbinnen Katharine und Elisabet Hesse. Elisabet Hesse erwarb es dann 1707 für 2000 Taler. 1712 und dann bis nach 1720 war der Brauer Andreas Röber Eigentümer. Er war möglicherweise ein Sohn des vorherigen Eigentümers gleichen Namens. 1803 gehörte es Bischlager, 1845 Kehse und 1865 und 1870 dem Kaufmann Rößler. 1865 erfolgten Umbauten. 1884 und auch noch 1914 wurde der Kaufmann Richard Görnemann als Eigentümer geführt. In seiner Zeit fanden 1884/1885 weitere Umbauten am dann dreigeschossigen Wohn- und Geschäftshaus statt. Die fünfachsige Fassade war im Stil des Historismus gestaltet. Im Zuge von Unruhen wurde am 28. März 1917 die Schaufensterscheibe zerstört. 1925 und 1938 war F. E. Tangermann Eigentümer. |                                               |
| 93 (alt)                                                               | Zum Regenbogen                                                               | siehe Hauptartikel | vor 1890                                      |
|                                                                        | Einmündung Große Steinernetischstraße                                        | | 2025                                          |
| 94 (alt)                                                               | Zum steinernen Tisch                                                         | siehe Hauptartikel | vor 1890 · 1929                               |
| 38                                                                     |                                                                              | | 2025                                          |
|                                                                        | Einmündung Kleine Steinernetischstraße (historisch)                          | |                                               |
| 95 (alt)                                                               | Zum roten Hufeisen                                                           | 1631 war Joachim Volkreich Eigentümer, 1651 und 1655 Joachim Stein. Für das Jahr 1651 wird für das Grundstück ein Häuslein angegeben, welches vermutlich notdürftig nach der Zerstörung der Stadt 1631 errichtet worden war. Die Erben von Stein veräußerten das Gaus 1669 für 335 Taler an den Hufschmied Hans Busse, der zuletzt 1676 erwähnt wurde. Seine Witwe heiratete den Hufschmied Daniel Kollmer, der 1689 und 1692 als Eigentümer geführt wurde, bis dann 1695 seine Witwe Eigentümerin war. Es folgte, vermutlich als Erbe, der Hufschmied Johann Christoph Böhme, der 1697 und auch 1705 Eigentümer war. In der Zeit, in der das Haus Hufschmieden gehörte, wurde hier auch eine Hufschmiede betrieben, woraus sich der Name ableitete. 1716 veräußerten Kollmers Erben das Gebäude für 500 Taler an den Bürgermeister Friedrich Krüger, der es 1717 an den Nagelschmied Jakob Spörl (auch Spörlle) für 500 Taler verkaufte. Das Gebäude war ein Brauhaus. Noch bis zum Anfang des 18. Jahrhunderts gehörten auch die Grundstücke Kleine Steinernetischstraße 22 und 23 mit zum Grundstück. 1803 gehörte das Haus Naucke, 1845 Tümmler und 1870 dem Kaufmann Loth. Spätestens ab 1898 war Anton Funke Eigentümer. Sowohl 1898 als auch 1904 wurden am Haus Umbauten vorgenommen. Das Wohn- und Geschäftshaus war dann dreigeschossig mit einer dreiachsigen Fassade. Auf Anton Funke folgte seine Witwe E. Funke als Eigentümerin, sie blieb es bis zur Zerstörung des Hauses im Jahr 1945. Die beiden betrieben ein Putz- und Modewarengeschäft. 1937 wurde die Fassade neu gestrichen. Am 18. April 1941 wurde das Haus bei einem Luftangriff durch eine Brandbombe getroffen. |                                               |
| 39 bis 41                                                              |                                                                              | | 2025                                          |
| 96 (alt)                                                               | Zum Kühlfaß                                                                  | Im Jahr 1631 gehörte das Haus dem Dichter Kaspar Rollenhagen, Sohn von Georg Rollenhagen. 1646 und 1662 waren seine Erben, zuletzt der Miterbe Schwiegersohn Bernd Frenzelius. In der Zeit bis 1676 erwarb Stephan Lentke die Stätte, der sie neu bebaute und dann vermietete. 1684 erhalten seine Erben das Haus, das Subsenior Stephan Lentke 1690 für 320 Taler an den Stellmacher Hans Elberling veräußerte. Elberling verkaufte 1692 die Hälfte des Grundstücks für 160 Taler an den Seiler Christian Müller. Die andere Hälfte wurde die Nummer 97 (siehe dort). Müllers Witwe war 1695 Eigentümerin, 1705 und dann bis 1721 der Seiler Johann Nikolaus Bodinus. Er war vermutlich der zweite Ehemann der Witwe Müller. 1803 gehörte es einem Schmidt, um 1823 dem Schmelzer Johann Martin Gottlieb Weinhöbel und 1845 wieder einem Schmidt, 1870 der Handelsmann Wolter. Spätestens im Jahr 1888 waren die Grundstücke Breiter Weg 96 und 97 wieder vereint. Es erfolgte der Neubau eines viereinhalbgeschossigen Wohn- und Geschäftshauses. Die Fassade war fünfachsig. Es bestand ein einachsiger Mittelerker, der von einer Haube bekrönt wird. Die Fensterverdachungen waren im Stil des Neobarocks gestaltet. 1914 gehörte das Haus dem Inhaber einer Möbelhandlung F. Schmidt, 1925 Fr. Schmidt und 1938, 1940 und auch noch 1942/1943 die Witwe eines Pianogroßhändlers O. Schmidt. Noch in den 1930er Jahren befand sich der Hausstein am Gebäude. Der Name des Hauses ergab sich nur über den Stein, in älteren Akten war er nicht enthalten. Das Hauszeichen zeigte einen Destillierapparat, zu dem zur Kühlung auch ein Kühlfass gehörte. Nach 1945 konnte der Stein nicht mehr aufgefunden werden. | 1934 oder früher                              |
| 97 (alt)                                                               |                                                                              | Bis 1692 gehörte das Grundstück mit zur benachbarten Nummer 96 (siehe dort). Elberling veräußerte diesen Teil 1708 für 260 Taler an den Steinsetzer Hans Wackernagel, der bis 1735 Eigentümer blieb. 1803 gehörte es einem Gericke, 1832 Otto Gericke und 1845 und 1870 der Kaufmann Meisch. Spätestens ab 1888 gehörte das Grundstück wieder mit zur Nummer 96 und wurde einheitlich bebaut (siehe dort). |                                               |
| 98 (alt)                                                               | Zum alten Stern zuvor Zur hölzernen Traufe                                   | 1623 und dann bis zu seinem Tod vor 1628 war der Schmied Joachim Koch Eigentümer. 1631 gehörte es Hans Schilling, der vor 1644 als Major verstarb. Seine Erben waren bis nach 1647 unbekannt. Der Büchsenschäfter Karl Wolf Hausherr erhielt daher 1647 vom Rat die Erlaubnis auf der Stätte ein Hüttlein. Dann meldete sich als Erbin seine Nichte, die Ehefrau des Kürschners Peter Gehrmann, eine geborene Lutze. Sie veräußerte die Stätte letztlich 1654 für 100 Taler an den Nutzer Hausherr. 1684 gehörte das Haus seiner Witwe, nach ihr dem Schulkollegen Nikolaus Hausherr. Er veräußerte es 1691 für 500 Taler an den Seiler Martin Schönefeld. Bis 1716 gehörte es seinen Erben, dann übernahm es für 800 Taler seine Witwe, die es 1732 verkauften. 1803 und 1845 war Bender Eigentümer. Im Jahr 1865 wurde auf dem Grundstück ein viergeschossiges Wohn- und Geschäftshaus mit einer fünfachsigen Fassade errichtet. 1870 gehörte es dem Kaufmann Hoff, 1872 dem Schmelzermeister Carl Riecke und 1889 dem Bäckermeister Carl Hoyer. 1914 war der Steuerbeamte F. Otto Eigentümer, 1925 die Witwe W. Otto und der Bankbeamte W. Rennert, der 1938 und 1940 alleiniger Eigentümer war. Über viele Jahre befand sich im Haus die Bäckerei Sporleder. |                                               |
| 99 (alt)                                                               |                                                                              | Im Jahr 1631 gehörte das Brauhaus dem Notar Johann Wapenhans (auch Wapenhensch). Bereits 1640 betrieb seine Witwe unter den Trümmern des Hauses wieder die Braunahrung. 1642 veräußerte sie die Braustätte für 220 Taler an ihren Sohn aus erster Ehe, Jakob True (auch Trewe). Er beabsichtigte das Grundstück wieder zu bebauen, konnte das Vorhaben jedoch nicht umsetzen. Die Stätte fiel dann an die Mutter zurück, die einen Neubau ausführte und 1644 das Brauhaus für 475 Taler an den Schuster Hans Rusche (auch Rausche) verkaufte. Er wurde zuletzt 1676 erwähnt, seine Witwe 1686. 1699 wurde sein Sohn, der Bauer Hans Rusche, erstmalig als Eigentümer genannt. Er blieb es bis 1726. 1803 und 1845 gehörte es einem Reinecke, 1870 dem Maurermeister Rühle. Im Jahr 1890 wurde das Gebäude umgebaut. Das viereinhalbgeschossige Wohn- und Geschäftshaus verfügte dann über eine achtachsige Fassade im Stil des Historismus. Im zweiten Obergeschoss befanden sich Säulen am Erker, die Fensterverdachungen waren aufwendig gestaltet. 1914 gehörte es Rittergutsbesitzer E. Fischer. Spätestens ab 1925 und auch noch 1940 wurde der jüdische Kaufmann und Möbelhändler Philipp Biener als Eigentümer geführt. Er lebte auch zeitweise mit seiner Familie im Haus. Die Familie Biener wurde jedoch während der nationalsozialistischen Gewaltherrschaft deportiert. Philipp Biener wurde 1942 im Ghetto Theresienstadt, die Mutter Regina Biener im KZ Auschwitz wohl 1943 und der Sohn Eugen Biener 1941 im KZ Dachau ermordet. Drei 2008 verlegte Stolpersteine erinnern hieran. Im Haus lebte seit 1939 auch das mit den Bieners familiär verbundene jüdische Ehepaar Abraham und Marian Freide Friedler. Beide wurden 1943 in das KZ Auschwitz deportiert und dort ermordet. Für sie wurden 2008 ebenfalls zwei Stolpersteine gesetzt. Zwei weitere Stolpersteine erinnern an Joseph Pinchas Friedler und seine Tochter Gusta Herz, geborene Friedler. Joseph Friedler wurde 1938 für staatenlos erklärt und nach Polen abgeschoben, Gusta Herz, die ab 1939 im Haus lebte, wurde 1942 deportiert. |                                               |
| 100 (alt)                                                              | Zum grauen Wolf                                                              | 1631 gehörte das Brauhaus Hans Bernd (auch Beer), der auch noch 1640 als Eigentümer geführt wurde. 1642 war Maurer Hans Wiesing Eigentümer, der 1646 das Grundstück wieder bebaute. Ihm gehörte das Haus auch noch 1676. Von ihm erbte es seine älteste Tochter Anna. Sie war vermutlich mit dem Sattler Andreas Röber verheiratet. Den Erben Röbers gehörte das Haus 1686, später war Andreas Röber junior Eigentümer. 1803 war ein Schultz Eigentümer, 1845 die Witwe Schulz. Im Jahr 1865 erfolgte der fünfgeschossige Neubau eines Wohn- und Geschäftshauses mit einer achtachsigen Fassade. 1870 war der Particulier Lefebure Eigentümer. Im Jahr 1885 wurden Umbauten vorgenommen und an der Wallstraße Hinterhäuser errichtet. 1914 der Fleischermeister E. Laaß Eigentümer. Spätestens ab 1925 gehörte das Haus der Gothaer Feuer-Versicherungsbank a. G. 1930 fand eine Neugestaltung der Fassade statt. Fensterverdachungen und Gesimse zur Wallstraße hin wurden entfernt, zugleich erhielt die Fassade eine hellen, graugrüne Farbgebung. 1938 kehrte man zum vorherigen dunkelgrünen Anstrich zurück, die Fensterumrahmungen waren graugrün, die Fenster selbst weiß. Zumindest seit 1916 lebte Friederike Winterfeld im Haus. Sie war jüdischer Abstammung und wurde während der nationalsozialistischen Gewaltherrschaft 1942 in das Ghetto Theresienstadt deportiert, wo sie 1943 ermordet wurde. 2022 wurde für sie ein Stolperstein verlegt. 1945 wurde das Gebäude zerstört. |                                               |
|                                                                        | Einmündung Wallstraße (historisch)                                           | |                                               |
| 101 (alt)                                                              |                                                                              | Der Schwarzfärber Andreas Riese (auch Reiß) war bis zu seinem Tod vor dem Jahr 1631 Eigentümer des Brauhauses. Auf ihn folgte seine Witwe, die nach 1631 verstarb, dann die Erben. Sie veräußerten die Stätte 1651 an den Leutnant Kaspar Voigt, der es für 260 Taler 1659 an den Brauer Andreas Otto verkaufte. Bis 1659 bestand das Grundstück aus drei Stätten, zwei wurden zur Nummer 101 vereinigt, eine dritte Stätte, Wallstraße 21, erwarb 1659 der Eigentümer der nördlich angrenzenden Nummern Breiter Weg 102 bis 104. Otto bebaute das Grundstück 101 im Jahr 1663. Ottos Erben veräußerten 1681 das Haus für 1070 Taler an den Brauer Martin Wilkening. Von ihm mietete es der Advokat Alexander Christian von Syburg. 1698 erwarb Andreas Schäfer das Haus für 1600 Taler. Seinen Erben gehörte das Anwesen noch bis 1747. 1803 gehörte es einer Frau Große, 1845 Rohland und 1870 dem Kaufmann Neupert. Im Jahr 1874 wurde das ursprünglich zweigeschossige Haus auf vier Geschosse aufgestockt. 1914 und 1925 gehörte es dem Fleischermeister August Borchert, 1938 den Borchertschen Erben und 1940 dem Fleischermeister K. Borchert. |                                               |
| 102 (alt)                                                              |                                                                              | 1631 gehörte das Brauhaus Peter Helmke, 1648 und 1651 dann Peter Schreiber. 1659 wurde erstmals der Advokat Sebastian Gericke als Eigentümer erwähnt. Er bebaute das Grundstück neu und erwarb 1659 die benachbarten Grundstücke Breiter Weg 194 und Wallstraße 21 hinzu. Nach seinem Tod im Jahr 1681 erbte Nikolaus Gericke das Anwesen. Er verstarb vor 1707. Seine Erben veräußerten im Jahr 1717 die Grundstücke Breiter Weg 102 bis 194 für 3050 Taler an den Advokaten Valentin Joachim Gericke, der bis 1747 Eigentümer blieb. Noch bis Anfang des 19. Jahrhunderts bildete das Haus mit der benachbarten Nummer 103 eine Einheit. Nach der Trennung, die zumindest 1829 bereits vollzogen war, wurden die Häuser als Nummer 102a und 102b geführt. Bei einer späteren Umnummerierung wurde die 192a zur 102. 1803 und 1845 gehörte es jeweils einem Buhtz. Das zweigeschossige Gebäude wurde 1861 um ein drittes Geschoss aufgestockt. 1870 war Frau Buhtz, geborene Lauterscheidt Eigentümerin. Im Jahr 1889 wurde ein neues, viergeschossiges Wohn- und Geschäftshaus durch den Maurermeister Joh. Fr. Meyer errichtet. Es verfügte über eine dreiachsige Fassade. 1914 gehörte es Maurermeister R. Radisch, 1925 Witwe M. Radisch, 1938 Elise Müller und 1940 dann den Radischschen Erben. 1945 wurde das Haus zerstört. |                                               |
| 103 (alt)                                                              |                                                                              | Bis Anfang des 19. Jahrhunderts gehörte das Grundstück mit zur benachbarten Nummer 102 (siehe dort). Spätestens 1829 war die Trennung erfolgt, wobei der nördliche Teil zunächst als 102b geführt wurde. Im Zuge der Verbreiterung des Breiten Wegs Ende des 19. Jahrhunderts erfolgte eine Umnummerierung. Die 102b wurde zur 103, die alte 103 wurde zur 104. Im Jahr 1803 wurde ein Tostmann als Eigentümer geführt, 1845 ein Raucke und 1870 der Musikus Bichtemann. Der Maurermeister W. Liebscher errichtete 1890 auf dem Grundstück ein fünfgeschossiges Wohn- und Geschäftshaus. Anlässlich der Kaiserfeier zur Einweihung des Kaiser-Wilhelm-Denkmals am 25. August 1897 wurde auf dem Gebäudedach eine Tribüne aufgebaut. 1909 wurde das Dachgeschoss umgebaut. Maurermeister W. Liebscher war auch noch 1914 Eigentümer, 1925 die Liebscherschen Erben und 1938 und 1940 Frau P. Wlodasch aus Braunschweig. |                                               |
| 104 (alt)                                                              |                                                                              | 1631 gehörte der Ackerhof Albrecht Wellmer, der auch noch 1651 als Eigentümer geführt wurde. Sebastian Gericke vereinigte 1659 das Grundstück mit der südlich angrenzenden Nummer 102/103 (siehe Nummer 102) Bis ins 18. Jahrhundert blieb das Eigentum vereint. Die Loge Harpokrates war dann 1803 Eigentümerin, wobei das Grundstück nun als Nummer 103 geführt wurde. Im Zuge der Verbreiterung des Breiten Wegs Ende des 19. Jahrhunderts erfolgte eine Umnummerierung. Die 103 wurde zur Nummer 104. 1845, 1870 und auch noch 1914 gehörte es der Casino-Gesellschaft. Spätestens ab 1925 gehörte das Haus der Stadt Magdeburg. 1945 wurde das Haus zerstört. Am 9. und 10. Juli 1946 wurde die einsturzgefährdete Fassade des Hauses abgerissen. Die Kosten hierfür betrugen 120,29 Reichsmark. |                                               |
|                                                                        | Krökentor                                                                    | siehe Hauptartikel |                                               |
| Listemannstraße 6                                                      |                                                                              | | 2025                                          |
|                                                                        | Einmündung auf den Universitätsplatz                                         | | 2025                                          |
| Universitätsplatz 9                                                    | Opernhaus Magdeburg                                                          | | 2025                                          |
| 104 (noch älter)                                                       |                                                                              | Bei dem Haus handelte es sich um die Torbude am Krökentor. Die Bude stand auf der Westseite des Breiten Wegs, auf dem späteren Straßenverlauf vor dem Bereich des später errichteten Theaters. In der Zeit nach 1825 wurde die Bude abgerissen. Andere Angaben vermuten einen Abriss erst nach 1845. Sowohl 1803 als auch 1845 wurde das Gebäude als Magistratshaus geführt. Als Nummer 104 wurde dann eine Zeit lang das letzte Haus auf der Westseite des Breiten Wegs vor dem Krökentor geführt. 1870 gehörte es dem Kleidermacher Wolter, 1883 A. Wolter und 1886 dem Premierleutnant a. D. Richard Faber. 1886 war das Grundstück 129 m² groß. Bebaut war es auf 121 m² mit einem dreigeschossigen Wohn- und Geschäftshaus als Eckgebäude. Sowohl die Fassade als auch der Giebel waren in massiver Bauweise errichtet. Außerdem gab es auf dem Grundstück ein Abtrittsgebäude sowie einen Hof. Im Jahr 1887 befand sich im Haus eine Bäckerei. Im Zuge einer Straßenverbreiterung wurde ein Teil des Grundstücks dem Straßenraum zugeschlagen und das Haus abgerissen. Das verbliebene Restgrundstück gehörte noch 1894 Faber. Auch das restliche Grundstück wurde dann jedoch beräumt. Es erfolgte eine Umnummerierung, bei der die Nummer 104 neu an das auf der Ostseite des Breiten Wegs befindliche bisherige Grundstück Nummer 103 vergeben wurde (siehe 104 (alt)). | Nach der Straßenverbreiterung                 |
| 105 (alt)                                                              | Zum Elefanten                                                                | siehe Hauptartikel | vor 1886                                      |
| 106 (alt)                                                              |                                                                              | 1648 gehörte das Grundstück dem Riemer Peter Ortdorf. Er vererbte es dem Beutler Heinrich Rosenberg, der es 1651 für 60 Taler an den Körber Joachim Reitesel veräußerte. Reitesel bebaute die Stätte neu. Das St. Annen-Stift übernahm als Gläubiger das Haus und verkaufte es im Jahr 1678 an den Schmied Hans Germershausen senior für 150 Taler. Von ihm kaufte es 1681 der Schuster Hans Müller für 230 Taler. Seinen Erben gehörte es dann 1683. Im Jahr 1698 und dann bis 1737 war der Hutmacher Johann Andreas Krüger Eigentümer. 1803 gehörte es einem Köppe, Witwe Köppe stockte das bis dahin zweigeschossige Wohnhaus um ein Stockwerk auf. Auch 1845 gehörte es einem Köppe, 1866 und 1870 dann dem Zigarrenfabrikanten Pistorius. Er führte 1866 weitere Umbauten durch und stockte auf vier Geschosse auf. Spätestens ab 1873 gehörte das Wohn- und Geschäftshaus dem Sattlermeister Karl Neubauer. Das Gebäude war zum Teil in massiver Bauweise, zum Teil als Fachwerkbau errichtet. In der Zeit um 1890 wurde das Haus im Zuge einer Erweiterung der Straße abgerissen. |                                               |
| 107 (alt)                                                              | Zum blauen Schwan                                                            | In den Jahren 1631 und 1663 war Jakob Müller (auch Miller oder Millies) Eigentümer. Zunächst noch als Brandstätte geführt, war das Grundstück dann bis 1678 wieder mit einem Haus bebaut. In diesem Jahr gehörte es der Witwe des Glasers Kaspar Mißke (auch Mische), dann erbte es die Witwe des Kunstpfeifers Bartold Conrad. Sie veräußerte es noch 1678 für 300 Taler an ihren Sohn, den Glaser Hans Conrad. Von ihm erwarb es 1698 der Glaser Andreas Friedrich Altknecht für 411 Taler. Altknecht verkaufte es 1699 für 510 Taler an den Gastwirt Daniel Hund. Hund richtete ein Gasthaus ein, verstarb jedoch unmittelbar danach. 1700 veräußerten es seine Erben an den Fuhr- und Ackermann und späteren Gastwirt Pierre Fournasse. Er führte den Umbau zu Ende und veräußerte das Gebäude im Jahr 1716 für 1400 Taler an den Strumpfweber Pierre Miche. 1718 verkaufte er es für 1750 Taler an den Bäcker Georg Friedrich Merzdorf, dem es bis 1726 gehörte. 1803 war Just senior Eigentümer, 1817 der Brunnenmacher Friedr. Just, 1845 Franz Just und 1870 eine Frau Just, geborene Theune. 1886 gehörte das Grundstück dem Premierleutnant a. D. Richard Faber. Das 271 m² große Grundstück war mit einem dreigeschossigen Wohn- und Geschäftshaus mit siebenachsiger Fassade bebaut, wobei das Haus selbst eine Fläche von 173 m² einnahm und zum Teil als Fachwerk- bzw. Massivbau errichtet war. Außerdem bestanden Nebengebäude. Wohl um 1890 wurde das Haus im Zuge einer Straßenverbreiterung abgerissen und Teile der Grundstücksfläche dem Straßenraum zugeschlagen. Faber war auch noch 1894 Eigentümer der verbliebenen Restfläche. 1904/1905 wurden dann auch die übrigen Bauten des Grundstücks abgerissen. |                                               |
| 108 (alt)                                                              |                                                                              | 1631 und 1648 war Asmus Schof (auch Schoff) Eigentümer. Genannt wurde auch Asmus Kramer, möglicherweise war Asmus Schof Kramer. 1649 gehörte das Grundstück Franz Schof, der die Stätte in diesem Jahr an die Witwe des schwedischen Oberstleutnants Goswin von Anrep, eine geborene Kramer, veräußerte. Von ihr erwarb es 1651 für 375 Taler der Kaufmann Christian Schröder. 1653 wurde als Zahler der Haussteuer Georg Falke erwähnt, der vermutlich Mieter des Hauses war. Im Jahr 1663 veräußerte Christian Schröder senior das Haus für 1950 Taler an seinen Sohn, Christian Schröder junior. Er verstarb in der Zeit bis 1678. Im Jahr 1679 war dann seine unmündige Tochter Eigentümerin. Sie heiratete vermutlich den Arzt Lic. Nikolaus Schulze, der 1687 als Eigentümer geführt wurde. Er verstarb in der Zeit bis 1692. Noch bis 1705 gehörte das Haus seinen Erben. Stud. med. Nikolaus Schultze veräußerte dann seine Hälfte für 1100 Taler an den Schwager, Advokat Dr. Felix Martin Brähme (auch Breme). Noch 1744 gehörte das Haus seinen Erben. 1803 war Prevot Eigentümer und 1836 der Kaufmann und Pelzhändler Gustedt. 1844 und 1845 wurde der Kaufmann Junker (auch Juncker) Eigentümer geführt, wobei noch 1845 auch Faber Eigentümer war. 1870 gehörte es dem Fuhrherrn Faber und 1886 Albert Faber. Das auf dem Grundstück stehende Wohnhaus war zweigeschossig und in massiver Bauweise errichtet. Im Rahmen einer Straßenverbreiterung wurde das Gebäude 1891 abgerissen. Der verbleibende Teil des Grundstücks wurde von der Stadt dann als Depot der Straßenreinigung genutzt. 1904/1905 wurden auch die restlichen Gebäude des Grundstücks abgerissen. |                                               |
| 109                                                                    | Textilkaufhaus Brenninkmeyer vormals Zu den drei goldenen Sternen            | siehe Hauptartikel; heute Sitz der Stadtbibliothek Magdeburg | 2013                                          |
| 110                                                                    | Konservatorium Georg Philipp Telemann                                        | 1631 und dann bis 1674 war der Kürschner Daniel Fölze (auch Fölzke, Fels oder Fälisch) Eigentümer. Im Jahr 1653 war das Grundstück, wohl in der Folge der Zerstörung der Stadt im Jahr 1631, noch wüst. Bis 1674 war dann aber wieder ein Haus errichtet. In diesem Jahr veräußerte Fölze das Gebäude für 150 Taler an den Tuchmacher Andreas Friederich, der bis 1735 Eigentümer blieb. 1803 gehörte das Haus Hauer, 1817 dem Korbmacher Friedrich Hauer und 1845 dem Korbmachermeister Hauer. Im Jahr 1852 beabsichtigte der Sattler und Tapezierer Bennewitz einen Neubau auf dem Grundstück. Ob es dazu kam, ist unklar. 1854 gehörte es einem Laucke, 1870 dem Mechaniker Laucke. Im Jahr 1879 bestand auf dem 505 m² großen Grundstück ein viergeschossiges Wohn- und Geschäftshaus. Es war zum Teil in massiver Bauweise zum Teil als Fachwerkbau ausgeführt und gehörte dem Konditor F. Sachtleben. Der Konditor Adolf Sachtleben veräußerte das Grundstück zum 1. April 1887 an die Stadt Magdeburg. Im Zuge der Straßenverbreiterung wurde das Haus 1891 abgerissen. Zunächst erhaltene Restgebäude wurden 1904/1905 abgerissen. Die Städte-Feuersozietät der Provinz Sachsen errichtete 1909 auf dem neuen Grundstück 110 ein viergeschossiges Wohn- und Geschäftshaus. Markant war die durch eine abgerundete Ecke betonte Ecklage. Bei Unruhen wurde in den Nächten zum 4. und 5. Februar 1919 das im Haus befindliche Frisörgeschäft Oehlstöter geplündert. Im Zweiten Weltkrieg wurde das Haus beschädigt und danach mit verändertem Dachaufbau instand gesetzt. 1950 gehörte das Haus der Versicherungsanstalt Sachsen-Anhalt. Ende des 20. Jahrhunderts wurde das Haus abgerissen. Es entstand ein sechsgeschossiger Neubau, der ebenfalls zur Ecke hin abgerundet ist. | 1927 oder früher · 2004                       |
| 111 (alt)                                                              |                                                                              | Im Jahr 1631 gehörte das Haus dem Handelsmann Wolfgang Bohne, auf ihn folgte sein Erbe, der Handelsmann Johann Lütger. Lütger veräußerte die Stätte für 90 Taler 1648 an den Pantoffler Hans Behne (auch Bein oder Böhne). Behne bebaute die Fläche in der Zeit bis 1651 neu. Zuletzt wurde er 1674 genannt. Sein Schwiegersohn Hans Gutjahr erbte das Haus. Seine Witwe heiratete danach den Pantoffler Christian Eßmann, der von 1699 bis 1701 Eigentümer war. Von ihm erwarb es für 460 Taler der Bäcker Georg Friedrich Merzdorf. 1710 war Merzdorf gemeinsam mit dem Tuchmacher Friedrich Eigentümer. Friedrich gehörte auch die benachbarte Nummer 110. 1715 veräußerten beide Eigentümer das Gebäude für 420 Taler an den Korbmacher Georg Ernst Kegeler, der bis 1737 Eigentümer blieb. 1803 war ein Jantcke Eigentümer, 1845 Schönfeld und 1859 der Böttchermeister Carl Müller. Von ihm erwarb es am 15. Juni 1863 der Kaufmann Ferdinand Ludwig Everth, der es am 4. Oktober 1864 an den Möbelhändler Christian Schmidt veräußerte. Schmidt war auch noch 1886 Eigentümer des dreigeschossigen Wohn- und Geschäftshauses, das zum Teil in massiver Bauweise zum Teil als Fachwerkbau errichtet worden war. 1891 wurde das Haus im Zuge einer Verbreiterung des Breiten Wegs abgerissen. Die Hausnummer 111 wurde dann nicht mehr vergeben. |                                               |
| 112 (alt)                                                              | Zu den drei Lerchen                                                          | 1631 gehörte das Haus Johann Hansen. Es folgten Hans Finke, dann Katharine Finke, die in der Zeit bis 1648 Martin Albrecht heiratete. Der Weißgerber Hans Schelle (auch Scheller) bewohnte die Stätte im Jahr 1651, auf der er ein Hüttlein gebaut hatte. Für das Jahr 1655 ist überliefert, dass Albrecht das wieder als Haus bezeichnete Gebäude für 200 Taler an Schelle veräußerte. Im Jahr 1693 gehörte das Häuschen dem Schuster Andreas Zarries. 1699 veräußerte seine Witwe das Anwesen für 190 Taler an den Riemer Christoph Hoffmann, der bis 1743 Eigentümer blieb. 1803 gehörte es einem Henschke, 1832 dem Seilermeister Henschke, 1845 Hehschke und 1864 dem Fabrikanten Henschke. 1865 und 1886 wurde die Witwe Friederike Behrens, geborene Henschke. 1864/1865 wurde auf dem Grundstück ein viergeschossiges Wohn- und Geschäftshaus mit massiver Fassade errichtet. Der übrige Teil des Hauses entstand in Fachwerkbauweise. Im Zuge der Verbreiterung der Straße wurde das Haus 1891 abgerissen. Deine Neuvergabe der Hausnummer 112 erfolgte nicht. |                                               |
| 113 (alt)                                                              |                                                                              | Der Grobschmied Henning Brauns war 1631 und 1655 Eigentümer. 1651 wurde die Stätte als wüst beschrieben und wurde von Kurt Meyer bewohnt. Im Jahr 1654 bestand ein Häuschen. Weitere Informationen liegen erst wieder ab 1700 vor. Zu diesem Zeitpunkt gehörte das Haus dem Schuster Hans Schultze, der auch noch 1710 Eigentümer war. 1803 gehörte es einem Heintz, 1842 dem Schmiedemeister Böhmer. Für das Jahr 1842 wird als Eigentümer auch Louis Korb genannt. 1845 war Schilling Eigentümer, 1850 und 1870 der Comtorist Arnold, 1876 Renicke und 1886 Heinrich Dube. Das Grundstück war zu diesem Zeitpunkt mit einem viergeschossigen Wohn- und Geschäftshaus mit dreiachsiger Fassade bebaut. Im Rahmen der Verbreiterung des Breiten Wegs wurde das Haus in der Zeit um 1890 abgerissen. Die Hausnummer 113 wurde dann nicht mehr vergeben. |                                               |
| 114 (alt)                                                              |                                                                              | 1631 gehörte das Brauhaus Kaspar Schlüter, 1648 Andreas Schlüter und 1651 dann Kaspar Schlüter. Er bebaute das Grundstück 1652 neu und war auch noch 1667 Eigentümer. Weitere Nachrichten liegen dann erst wieder ab 1700 vor. Zu diesem Zeitpunkt war der Hufschmied Georg Röpke Eigentümer, dem es auch noch 1716 gehörte und der hier eine Hufschmiede betrieb. 1720 veräußerten seine Erben das Haus für 1700 Taler an den Hufschmied Joachim Gottlieb Röpke. 1803 gehörte es Rohde, 1832 Bäckermeister Rohde und 1845 dann der Witwe Rohde. Der Blechschmiedemeister Aug. Klingner war 1851 Eigentümer, 1870 und 1886 der Bäckermeister Louis Rohde. Bebaut war das Grundstück zu diesem Zeitpunkt mit einem dreigeschossigen Wohn- und Geschäftshaus, das zum Breiten Weg eine fünfachsige und zur Zschokkestraße eine sechsachsige Fassade hatte. Im Rahmen einer Verbreiterung des Breiten Wegs wurde das Haus um 1890 abgerissen. 1904/1905 wurden auch die restlichen Gebäude des Grundstücks entfernt. Die Hausnummer 114 wurde seit dem nicht mehr vergeben. | vor 1894                                      |
|                                                                        | Einmündung Am Krökentor                                                      | | 2025                                          |
| 111 bis 113                                                            |                                                                              | | 2025                                          |
| 115 (alt)                                                              |                                                                              | Vor dem Jahr 1631 gehörte das Brauhaus Joachim Schultze. Er veräußerte 1650 die Braustätte für 300 Taler an die Witwe von Hans Kühl, die das Grundstück 1654 neu bebaute. 1660 veräußerte ihr Sohn, der Brauer Hans Kühl, das Haus für 1400 Taler an den Schiffer Joachim Fromme. Er wurde zuletzt 1679 erwähnt. Von 1699 bis 1702 war sein Sohn, der Stadtschreiber Nikolaus Fromme Eigentümer. Auf ihn folgte seine Mutter, die auch noch bis 1715 Eigentümerin blieb. Bis 1722 gehörte es ihren Erben. 1803 war H. Prevot Eigentümer, 1817 der Ökonom und Ackermann Abel Prevot und auch noch 1845 ein Prevot. Im Jahr 1864 erfolgte der Neubau eines viergeschossigen Wohn- und Geschäftshauses, dessen Fassade zum Breiten Weg hin achtachsig angelegt war. Die Ecksituation zur nördlich einmündenden Zschokkestraße war durch einen Eckturm betont. 1870 gehörte das Haus dem Zimmermeister Lindau. Im Jahr 1907 wurden Umbauten vorgenommen, bei denen im ersten Obergeschoss befindliche Wohnräume zu Geschäftsräumen wurden. 1933 wurde dieser Umbau wieder zurückgebaut. Eigentümer war 1914 der Kaufmann P. Storch, 1925 Elisabeth Storch und 1938 und 1940 Frau E. Rettich. 1945 wurde das Haus zerstört. |                                               |
| 116 (alt)                                                              | Zu den drei Äpfeln                                                           | Auf dem Grundstück soll sich der Gasthof Zum Goldenen Adler befunden haben. 1631 gehörte es Thomas Ise (auch Ive oder Usse), 1645 und auch 1667 Simon Ise. 1676 erfolgte ein Neubau des Hauses. Eine noch lange am Portal vorhandene Jahreszahl verwies auf diesen Zeitpunkt. 1690 wurden erstmalig die Erben des Brauers Gottfried Ise als Eigentümer des Brauhauses erwähnt. Die Erben vermieteten das Gebäude für 100 Taler jährlich an ihren Großvater, den Kämmerer Johann Bilzing. 1702 veräußerten es deren Erben für 2420 Taler an den Gastwirt Hans Hermannus, der es 1704 an den Brauer Joachim Dietrich Fahrensdorf (auch Fahnendorf) weiterverkaufte. Er war auch noch 1744 Eigentümer. 1803 war ein Heinrich Eigentümer, um 1823 der Tischlermeister Johann Schrage, der hier auch seine Werkstatt betrieb. 1845 gehörte das Haus H. Heinrich. Dem Handelsmann Thümmler gehörte es 1870, 1883 Richard Peters. 1883 erfolgte ein Umbau, bei dem das alte, vom Vorgängerbau noch vorhandene Portal von 1676 abgerissen wurde. Es hatte an den Seiten Muschelnischen und einen mit flachen Ornamenten und Rosetten verzierten Bogen. 1888 gehörte es dem Maurermeister Otto Eilenstein. 1914 wurde der Rentier M. Köhling als Eigentümer geführt, 1925 der Kaufmann C. Stimmel. Im Jahr 1932 wurde das viergeschossige Wohn- und Geschäftshaus vom Kaufmann Wilhelm Vahle für 113.000 Reichsmark ersteigert. Der sechsachsige Bau wurde noch in diesem Jahr umgebaut. Vahle war auch noch 1940 und 1942/1943 Eigentümer. Der Hausstein befand sich noch 1944/1945 am Gebäude. 1946 wurde der Hausstein unter Leitung des Heimatforschers Werner Priegnitz aus den Trümmern geborgen. Im Jahr 1969 wurde er in die Hauszeichenwand am Alten Markt integriert. | Hauszeichen, 2015                             |
| 117 (alt)                                                              |                                                                              | 1631 gehörte das Haus Johann Öltze, dann den Erben von Hans Winkler. Von diesen erwarb 1634 der Garbräter Thomas Eckstein (auch Eckstedt oder Eickstedt) die Stätte für 100 Taler. Eckstein bebaute die Fläche in der Zeit bis 1647 behelfsmäßig neu. Noch 1690 wurde das Grundstück jedoch weiterhin als Brandstätte geführt. 1690 veräußerte der Töpfer Tobias Bürger, der eine Eckstein geheiratet hatte, das Grundstück für 170 Taler an den Hufschmied Georg Kaiser. Kaiser errichtete ein Haus und blieb bis 1734 Eigentümer. 1803 war Zimmermann Eigentümer, 1817 der Schmied Jacob Brenneke, 1845 dann wieder ein Zimmermann. 1870 gehörte es dem Barbier Holländer, 1914 und auch 1925 dem Posamentenfabrikanten W. Frisch. 1938 und auch 1940 war Fleischermeister B. Kirchner Eigentümer. Das Wohn- und Geschäftshaus hatte vier Geschosse und eine dreiachsige Fassade. |                                               |
| 118 (alt)                                                              | Zum schwarzen Löwen                                                          | In der Zeit vor 1631 gehörte das als Brauhaus und Ackerhof geführte Anwesen einem Mitglied der Familie Alemann, danach der Kämmerei. 1626 veräußerte die Kämmerei das Haus für 1000 Taler an Wolfgang Schlerfer, der die Stätte 1647 für 280 Taler an den Hauptmann Andreas Schirmer (auch Schermer). Er bebaute das Grundstück 1650 neu, verstarb dann jedoch. 1650 und dann bis 1652 war seine Witwe Eigentümerin, 1653 dann Pascha Thomas. 1687 und auch noch 1696 gehörte es den Erben von Thomas, zu denen vermutlich auch der Amtmann Andreas Schirmer gehörte. Er war schon 1691 als Besitzer genannt worden und war auch 1721 Eigentümer. Bis 1740 gehörte es Georg Adam Schirmer. 1803 und auch noch 1845 war ein Engelbrecht Eigentümer, 1870 dann der Hotelbesitzer Zinsenhofer. 1914 gehörte es dem Privatmann H. Biethan, 1925 der Kali-Film GmbH. 1938 und 1940 war die Witwe G. Mest Eigentümerin. Das Wohn- und Geschäftshaus war dreigeschossig und verfügte über eine neunachsige Fassade. Im Haus befand sich das Kino Tonbild-Theater mit 182 Plätzen. Das Hinterhaus lag an der Braunehirschstraße. In den 1930er Jahren war es Teil des benachbarten Grundstücks Breiter Weg 119. |                                               |
| 119 (alt)                                                              | Zum braunen Hirsch                                                           | 1631 gehörte das Brauhaus Hans Rades. Auf ihn folgte Weber, dann dessen Schwiegersohn, der Brauer Martin Wolf. Wolf veräußerte die Stätte im Jahr 1649 für 300 Taler an den Grobschmied Kurt Meyer, der in der Zeit bis 1651 das Grundstück neu bebaute. 1678 veräußerten seine Erben das Haus für 1750 Taler an den Brauer Stephan Mollenhauer. Auf ihn folgte sein Sohn, der Schiffer Dietrich Mollenhauer. Von ihm erwarb es 1687 für 1170 Taler der Zuckersieder Andreas Mörder. Seine Witwe verkaufte 1710 für 2600 Taler an die Frau von Dietrich Mollenhauer, deren Ehemann verschollen war. Sie vermietete an den Advokaten Johann Israel Weber, der bis 1742 Eigentümer blieb. 1803 war ein Heinrich Eigentümer. Im Jahr 1841 wurde auf dem Grundstück ein dreigeschossiges Wohn- und Geschäftshaus neu errichtet. Es verfügte über eine fünfachsige Fassade. 1845 gehörte das Haus Joh. Heinrich, 1870 dem Kaufmann Brandus. 1911 erfolgte ein Umbau des Erdgeschosses. 1914 und auch noch 1925 war die Rentnerin M. Bosüner Eigentümerin. 1938 und auch 1940 wurden die Bosünerschen Erben als Eigentümer geführt. |                                               |
| 114                                                                    |                                                                              | | 2025                                          |
|                                                                        | Einmündung Braunehirschstraße (historisch)                                   | |                                               |
| 120 (alt)                                                              |                                                                              | Im Jahr 1631 gehörte das Haus Henning Sievert, 1649 und auch 1651 wurde dann der Pfarrer Magister Tobias Kunow senior als Eigentümer geführt. In der Zeit bis 1663 bebaute der Seifensieder Peter Müller das Grundstück neu. Er blieb bis 1691 Eigentümer. Auf ihn folgte der Seifensieder Günzel Brünsel, der das Haus noch 1691 für 800 Taler an den Seifensieder Konrad Burchard (auch Burkhard oder Borchert) veräußerte, der mit einer geborenen Brünsel verheiratet war. Er blieb bis 1728 Eigentümer. 1803 gehörte das Haus einem Grubitz, 1817 dem Seifensieders August Grubitz. Auch 1845 war es noch im Besitz der Familie Grubitz, der es über viele Generationen hinweg gehörte. 1868 wurde das Wohn- und Geschäftshaus auf vier Geschosse aufgestockt. Die Fassade war vierachsig. Eigentümer war in diesem Jahr R. Grubitz. 1870 wurde als Eigentümer die Seifenfabrik Jacoby aufgeführt, wobei ein Privatmann Grubitz Mieter war. 1879 wurde der Rentier Rudolph Grubitz als Eigentümer geführt, zumindest zwischen 1914 und 1938 der Drogist Bernhard Grubitz. Bis 1936 lebte und praktizierte der Arzt Otto Josef Schlein mit seiner Familie, darunter seine 1927 geborene Tochter Vera Judith Schlein, im Haus. Die Familie musste dann vor der nationalsozialistischen Gewaltherrschaft nach Amsterdam fliehen. Letztlich wurden er und auch seine Frau und Tochter trotzdem 1944 in das Ghetto Theresienstadt verschleppt und noch im gleichen Jahr im KZ Auschwitz ermordet. 2007 gesetzte Stolpersteine erinnern an sie. Auf Grubitz folgte 1940 als Eigentümerin die Witwe M. Grubitz. Nach der Zerstörung im Zweiten Weltkrieg bestanden im Dezember 1946 Pläne zum Wiederaufbau, die jedoch nicht umgesetzt wurden. |                                               |
| 115 bis 117a                                                           |                                                                              | | 2025                                          |
| 121 (alt)                                                              | Zum Mühlenstein auch Zum Hirsch                                              | In der Zeit vor 1631 gehörte das Haus den Erben von Hans Paul. Seine Schwiegersöhne Hans Feilicke und Wolf Haberland veräußerten die Stätte im Jahr 1649 für 225 Taler an den Seidenkramer Bartel Hase. Hase war zunächst nicht in der Lage, die Haussteuer zu entrichten, da er „ganz nahrlos wohnt“. In der Zeit bis 1656 bebaute er das Grundstück dann jedoch neu. Zuletzt wurde er 1674 erwähnt. 1681 und 1687 gehörte das Haus dem Gewandschneider Joachim Dreyer, 1691 dem Handelsmann Heinrich Hose. 1697 wurde Achaz Christian Klinte (auch Klind) als Eigentümer geführt, der das Haus im Jahr 1704 an den Bierschenk Johann Ulrich Bollinger für 900 Taler veräußerte. Seine Witwe verkaufte 1714 für 1300 Taler an Isaak Favro. 1803 gehörte es Ferchland, um 1823 dem Mechaniker Friedrich Heume, 1845 M. Paulmann und 1870 sowie 1879 dem Mühlenbesitzer und Müllermeister Carl Schmidt. 1889 nahm F. W. Baetz einen Umbau vor, bei dem das viergeschossige Wohn- und Geschäftshaus in einem historisierenden Stil umgestaltet wurde. 1914 war der Privatmann Th. Feuerriegel und der Ingenieur W. Strube Eigentümer. Im Gebäude befand sich die bereits vor 1924 von Eduard Faust betriebene Hirsch-Apotheke. Oberhalb der Eingangstür zur Apotheke befand sich die Skulptur eines auf einem Podest ruhenden Hirschs. Nach 1945 wurde die Figur nicht mehr gefunden. 1925 wurde Fabrikant W. Strube als Eigentümer geführt. Der Kaufmann E. Karliner war 1938 und 1940 Eigentümer, 1942/1943 Fritz Boch, dem dann auch die Apotheke gehörte. |                                               |
| 122 (alt)                                                              | Zur Kölerburg                                                                | Bis 1588 gehörte das Brauhaus Anton Gibbau, der es dann für 900 Taler an Jakob Schrader veräußerte. Von ihm erbte es Johann Ritzleben, der die Stätte 1639 für 300 Taler an Paul Lüderwald senior verkaufte. Dieser bebaute das Grundstück bis 1641 neu. Auf ihn folgte Paul Lüderwald junior, der das Haus 1671 für 1450 Taler an den Brauer Johann Schröder veräußerte. Von ihm erwarb es 1687 für 1400 Taler der Amtmann David Klinte, wobei ein Vorbehalt für einen Rückkauf nach sieben Jahren vereinbart wurde. Tatsächlich erwarb es Schröder 1694 zurück. Seine Erben blieben bis 1735 Eigentümer. 1803 und 1845 gehörte es Nethe Senior, 1870 den Kaufleuten Rennau & Co. Im Jahr 1900 wurde das Haus umgebaut, wobei auch ein Erker angefügt wurde. 1902 wurde der Laden im Erdgeschoss umgebaut. 1914 gehörte es dem Kaufmann R. Görnemann und dem Kaufmann und Möbelhändler Paul Geißler. Das Wohn- und Geschäftshaus war viergeschossig und verfügte über einen kleinen Schmuckgiebel. 1933 erhielt das Gebäude einen neuen Anstrich. Zum Grundstück gehörten auch die Grundstücke Braunehirschstraße 25 und Im Fuchswinkel 1 (alt). Von 1928 bis 1938 lebte die jüdische Familie Auchhisiger im Haus. Sie flohen dann vor der nationalsozialistischen Gewaltherrschaft nach Belgien, wo der Vater Hirsch Auchhisiger verstarb. Mutter Minna und Sohn Isidor wurden im KZ Auschwitz ermordet. Drei 2013 gelegte Stolpersteine erinnern an sie. |                                               |
| 123 (alt)                                                              | Zum Regenbogen                                                               | In der Zeit vor 1631 gehörte das Brauhaus den Töchtern des Brauers Joachim Wetzel. Mieter war 1631 Bartel Siebert junior. 1648 wird Martin Wetzel im Innungskinderbuch als Besitzer genannt. Die Töchter veräußerten die Stätte 1650 für 500 Taler an den schwedischen Kommissar Johann König, der sie 1654 zum gleichen Preis an Oberstwachtmeister Christian Hochkirch verkaufte. Von ihm erwarb sie 1661 für 550 Taler der Seifensieder Martin Müller. Er bebaute das Grundstück neu, starb dann jedoch in der Zeit bis 1664. 1670 verkaufte seine Witwe das Gebäude für 1800 Taler an den Brauer Andreas Thomas. Von ihm erwarb es 1699 der Handelsmann Kaspar Lehnhof für 3575 Taler. Seiner Witwe gehörte es noch bis 1722. 1803 und 1845 war ein Ballerstedt Eigentümer, 1870 der Kaufmann Herrmann. Nach einer am Gebäude befindlichen Jahreszahl 1886 wurde das fünfgeschossige Wohn- und Geschäftshaus wohl in diesem Jahr neu- bzw. zumindest umgebaut. 1914 war der Architekt A. Schmelzer Eigentümer. Spätestens ab 1925 der Gastwirt Hermann Holste. Bis 1934 lebte das jüdische Ehepaar Nathan und Tonie Abosch im Haus. Sie wurden 1944 in Auschwitz-Birkenau ermordet. Zwei 2013 gelegte Stolpersteine erinnern an sie. Bei einem Luftangriff erlitt das Haus am 18. April 1941 zunächst leichte Schäden durch Glasbruch. Später wurde der Bereich schwerer getroffen. |                                               |
| 124 (alt)                                                              | Zur steinernen Kugel später Zur goldenen Kugel                               | Vor 1628 heiratete die Eigentümerin Magdalene Goldmann Hans Friederich, der auch Hans Anklam genannt wurde. Im Jahr 1646 gehörte die Stätte seiner Schwägerin, der Witwe von Georg Nacke, die das Grundstück 1649 für 250 Taler an den Brauer Stephan Mollenhauer veräußerte. Mollenhauer errichtete 1652 ein Haus und wurde zuletzt 1661 erwähnt. Verderbt wurde der Hausname des Brauhauses auch als Zur Kuhle geführt. 1664 und auch 1683 wurde Andreas Mollenhauer als Eigentümer geführt. Seine Witwe heiratete Elias Witte, der 1699 Eigentümer war und es bis zu seinem Tod im Jahr 1706 blieb. Seine Erben gehörte das Haus noch bis 1720, dann veräußerten sie es für 2700 Taler an Andreas Elias Witte. 1803 gehörte es einem Seelheim, 1817 dem Brauer Friedrich Kühne. Im Jahr 1845 wurde wieder ein Seelheim als Eigentümer genannt. 1870 war der Particulier Kuthe senior Eigentümer, 1914 der Kaufmann Th. Pevestorff. Zumindest von 1925 bis 1940 gehörte es dem Gastwirt Hermann Holste, der in der benachbarten Nummer 123 lebte. Das dreigeschossige Wohn- und Geschäftshaus hatte eine fünfachsige Fassade, wobei die mittlere Achse leicht zurückgesetzt war. 1924 wurde das Erdgeschoss umgebaut und 1929 die Fassade in grau Terranova geputzt. Noch in den 1930er Jahren befand sich ein älterer Hausstein auf dem Hof des Anwesens und eine jüngere Kugel über der Haustür. Bei einem Luftangriff erlitt das Haus am 18. April 1941 zunächst leichte Schäden durch Glasbruch. Später wurde der Bereich schwerer getroffen. |                                               |
| 125 (alt)                                                              | Zum grauen Bär                                                               | 1631 gehörte das Brauhaus Christoph Reineke (auch Rennike oder Rönnecke). Im Jahr 1638 war der Marschhändler (ein Holzhändler mit Lager auf dem Stadtmarsch) Johann Kupferschmidt Eigentümer, der das Grundstück in diesem Jahr neu bebaute. Für 1669 wurde das Grundstück doppelt geführt, einmal als Stätte Rönneckes, einmal als Kupferschmidts Brauhaus. Kupferschmidt habe es sich angemaßt und drei andere Stätten hinzugenommen. Für diese anderen Stätten fehlen jedoch Erwähnungen. Kupferschmidt verstarb 1666, worauf sein Sohn Jakob das Haus 1667 für 1500 Taler übernahm. Von ihm erwarb es 1671 der Acciseschreiber David Fränckel für 1700 Taler. Über längere Zeit gehörte das Anwesen dann den Erben gemeinsam, schließlich jedoch dem Miterben David Keller allein, der es 1707 für 1870 Taler an Stephan Germershausen veräußerte. Germershausen blieb bis 1741 Eigentümer. 1803 gehörte es Gustedt, 1817 dem Material- und Gewürzwarenhändler Wilh. Aug. Gustädt senior. 1845 wurde Ludw. Fließ als Eigentümer geführt, 1870 der Buchdruckereibesitzer Fliß und 1881 erneut Ludw. Fließ. 1887 war Max Jänsch Eigentümer. In diesem Jahr wurde das Haus zum Abbruch vorbereitet. 1887/1888 errichtete Emil Dorendorf ein fünfgeschossiges Wohn- und Geschäftshaus im historisierenden Stil, dass auch das benachbarte Grundstück Nummer 126 mit umfasste. 1901 gehörte es dem Maurermeister Max Dorendorf. Das Erdgeschoss wurde 1905 umgebaut. Zu diesem Zeitpunkt war der Kaufmann und spätere Stadtrat Ehrenfried Finke Eigentümer, dem es auch 1925 gehörte. 1938 und auch noch 1940 gehörte es den Finkeschen Erben. Bei einem Luftangriff erlitt das Haus am 18. April 1941 zunächst leichte Schäden durch Glasbruch. Später wurde der Bereich schwerer getroffen. |                                               |
| 126 (alt)                                                              | Zum weißen Stern                                                             | In der Zeit vor 1600 erbte Benedikt Voß das Haus von seinem Vater. 1628 gehörte es dann seinem Schwager Johann Drehne senior. Der kaiserliche Offizier Paul Caraba erhielt 1631 die Braustätte als Dotation. Johann Drehne junior, Arzt, Bürgermeister und Besitzer eines Ladens unter der Magdeburger Börse, musste ihn daher in der Zeit zwischen 1636 und 1643 abfinden. Drehne junior baute 1643 das Haus wieder auf. 1651 erwarb er das Grundstück Schrotdorfer Straße 1 hinzu, worauf er Hinterhäuser errichtete. Drehne verstarb zwischen 1671 und 1676. Seinen Erben gehörte das Haus bis 1686, dann Magdalene Drehne, die auch 1697 Eigentümerin war. 1712 und auch noch 1735 war Balthasar Erich Sondershausen Eigentümer. Zum Grundstück gehörte auch das Haus Schrotdorfer Straße 1a. 1803 gehörte das Haus einem Gustedt, 1845 C. Erich und 1870 einer Frau Bock, geborene Boese. In diesem Jahr wurde das Gebäude umgebaut und aufgestockt. 1887/1888 erfolgte dann jedoch gemeinsam mit dem benachbarten Grundstück Nummer 125 eine Neubebauung. Zur weiteren Geschichte: siehe dort. |                                               |
|                                                                        | Einmündung Schrotdorfer Straße (aktuell unbenannt)                           | | 2025                                          |
| 118                                                                    |                                                                              | | 2025                                          |
| 127 (alt)                                                              | Zum Tannenhirsch                                                             | 1631 gehörte das auch als Zum Dammhirsch bezeichnete Brauhaus Heinrich Angerstein (auch Anckelstein). Vermutlich ging die Stätte dann an seine Witwe, von der sie wohl ihre Tochter, die Witwe des Rechtsanwalts Christian Straube, erbte. Von ihr erwarb die Stätte 1641 Hans Pantzer junior für 400 Taler. Nachdem er 1644 verstorben war, musste die Verkäuferin das Grundstück jedoch zurücknehmen. 1651 gehörte zum Grundstück sowohl eine Brau- als auch eine Budenstätte. In der Zeit bis 1693 wurden noch weitere drei Budenstätten hinzuerworben. Vermutlich handelt es sich dabei um Wohnstätten in der Schrotdorfer Straße die 1631 Andreas Niemann, Barthold Stur, den Erben von Jakob Buchholz und Sebastian Hellwig gehört hatten. Sie gehörten auch noch in den 1930er Jahren mit zum Grundstück. Wohl in der Zeit nach 1653 wurde, vermutlich durch den Klosterschreiber Adam Gremer, ein Haus errichtet. Gremer war auch 1665 Eigentümer. Er verstarb 1686 und vererbte das Haus an seine Witwe. Sie überließ es 1694 an ihren Schwiegersohn, den Handelsmann Reinhard Bake, der 1726 verstarb. 1803 und auch noch 1845 wurde als Eigentümer ein Kühne geführt. 1835 war in einem Seitenhaus eine Brauerei eingerichtet worden. 1870 war die Witwe Wohlgezogen Eigentümerin. 1890 errichteten H. Rusche und Th. Jacobs ein fünfgeschossiges Wohn- und Geschäftshaus. Es verfügte an der nordöstlichen Ecke zur Schrotdorfer Straße hin über einen Eckturm mitsamt Erker. Bedeckt war der Turm durch eine Haube. Am 26. Oktober 1912 kam es zu einem Brand. Der Eigentümer, Kaufmann Bernhard Müller, veranlasste daraufhin 1913 einen Umbau. Ab dem Jahr 1914 saß das Herrenbekleidungsgeschäft Schreiber & Sundermann im Haus, das später auch das Eigentum übernahm. Während Unruhen im Februar 1919 wurden die Schaufensterscheiben des Geschäfts zerstört und die Auslage geplündert. 1945 wurde das Haus zerstört. |                                               |
| 118a bis 120a                                                          |                                                                              | | 2025                                          |
| 128 (alt)                                                              |                                                                              | Im Jahr 1631 gehörte das Brauhaus Bartel Rieke. Nach seinem vor 1638 erfolgten Tod fiel die Stätte an die Kämmerei. Noch im gleichen Jahr gab die Kämmerei das Grundstück als Entschädigung an den Oberstadtschreiber Johann Heyering. Heyering trat nach kurzer Zeit aus dem städtischen Dienst. Er veräußerte die Stätte 1647 für 200 Taler an den Leutnant und späteren Hauptmann Michael Schreiter, der das Grundstück 1649 neu bebaute. 1671 veräußerte seine Witwe das Haus für 1700 Taler an den Brauer Peter Feldmann, der in der Zeit bis 1681 verstarb. Seine Witwe heiratete Peter Wiese, der bis 1689 verstarb. Seine Witwe veräußerte das Haus 1690 für 1442 Taler an den Brauer Christian Kieserling, der bis 1727 Eigentümer blieb. 1803 und 1845 war ein Meyer Eigentümer, 1850 die Meyer & Comp. Am 23. und 24. Januar 1850 kam es durch das Platzen eines Spritbehälters in der Likörniederlage Meyer & Co. zu einem Großfeuer, bei dem auch dieses Gebäude niederbrannte. 1851 wurde durch Maurermeister Friedrich Mesch ein viereinhalbgeschossiger Neubau errichtet. Das Wohn- und Geschäftshaus hatte eine achtachsige Fassade. An der Fassade des Zwischengeschosses stellten Plastiken verschiedene Handwerksberufe dar. Die Familie Mesch, denen auch die Ofenfabrik F. Mesch & Co. gehörte, blieb Eigentümer des Hauses. Während des Zweiten Weltkriegs wurde das Haus zerstört, die Ruine diente in der Nachkriegszeit als Werkstatt und Lagerraum. Noch im Jahr 1950 wurde K. Mesch als Eigentümer geführt. | Breiter Weg 128 (rechts), etwa 1938           |
| 129 (alt)                                                              | Zum goldenen Einhorn                                                         | Das Brauhaus gehörte 1631 Israel Rehm. 1638 wurde Simon Makerey und dann Abraham Kramm als Eigentümer geführt. 1642 übernahm Dietrich Könnecke die Stätte, der sie dann wieder bebaute. 1647 war Burchard Junge Eigentümer. Seine Witwe veräußerte das Haus 1681 an ihren Schwiegersohn, den Brauer Stephan Mollenhauer, für 1600 Taler. Von seinen Erben erwarb es 1689 für 1400 Taler der Obersekretär und spätere Bürgermeister Heinrich Sebastian Wesche. Er war bis 1697 im Amt. Seine Witwe veräußerte das Haus im Jahr 1704 an den Advokaten Hieronymus Georg Betke zu einem Preis von 4055 Talern. Der Verkauf wurde jedoch rückabgewickelt, so dass Wesches Witwe noch 1721 als Eigentümerin geführt wurde. In der Zeit von 1765 bis 1784 befand sich im Haus die vom Apotheker Johann Philipp Becker geführte Einhornapotheke. 1803 und 1845 gehörte das Anwesen einem Meyer, 1850 der Meyer & Comp. Am 23. und 24. Januar 1850 kam es durch das Platzen eines Spritbehälters in der Likörniederlage Meyer & Co. zu einem Großfeuer, bei dem auch dieses Gebäude niederbrannte. Im Zuge des Neuaufbaus wurde südlich des Hauses die Bandstraße angelegt. 1852 entstand ein viereinhalbgeschossiger Neubau. Das Wohn- und Geschäftshaus hatte eine achtachsige Fassade. 1870 gehörte das Haus dem Privatmann Oberbeck, 1890 dem Kaufmann Bernhard Honig. Honig baute 1890 das Erdgeschoss aus und war auch noch 1899 Eigentümer, 1914 F. Honig und 1925 der Berliner Hotelier J. Kitsch. 1938 und 1940 gehörte es dem Steinbruchbesitzer F. Probsthan und Frau Marg. Probsthan. Das Haus erhielt 1939 einen neuen Fassadenanstrich. Im Haus befand sich die Goldschmiedewerkstatt Hübner, die dann von Goldschmied Karl Trimborn geführt wurde. |                                               |
|                                                                        | Einmündung Bandstraße (historisch)                                           | |                                               |
| 130 (alt)                                                              | Zur grünen Tanne                                                             | 1631 gehörte das Brauhaus Pascha Wieprecht, der es nach der Zerstörung der Stadt von 1631 bereits vor 1635 wieder aufgebaut hatte. Er war auch noch 1642 Eigentümer. Ein im Haus befindliches Gewölbe gehörte Peter Alwart (auch Albrecht), der es im Jahr 1635 zum Nutzen der Schule der Kämmerei schenkte. 1648 und 1651 war Dr. Hans Wieprecht Eigentümer, das Grundstück wurde dann wieder als wüst geführt. Pascha Wieprechts Schwiegersohn, der Gastwirt Adam Gaudelitz, war 1659 und auch 1668 Eigentümer, 1681 dann Christoph Schulze, Koch auf dem Brauerhof. Von ihm erwarb es 1685 der Kannengießer Konrad Bartels für 1000 Taler. Er verstarb in der Zeit bis 1696. Seine Witwe heiratete den Brauer Tobias Ulrich, der bis 1713 Eigentümer blieb. Auf ihn folgten seine Erben, die das Haus 1717 an Johann Christoph Bartels verkauften. 1803 gehörte das Haus, zu dem inzwischen auch die benachbarte Nummer 131 gehörte, einem Schwartz, 1845 Ed. Rumpf. Am 25. Mai 1847 kam es gegen 21.30 Uhr in dem fünfgeschossigen in Fachwerkbauweise errichteten Fabrikgebäude der Bandfabrik Schwarz Söhne & Co. von Eduard Rumpff und Philipp Schwarz zu einem Brand. Die Ursache konnte nicht aufgeklärt werden, wobei man jedoch Brandstiftung ausschloss. Am 23. und 24. Januar 1850 kam es durch das Platzen eines Spritbehälters in der Likörniederlage Meyer & Co. zu einem weiteren Feuer, bei dem auch dieses Gebäude niederbrannte. Eigentümer waren zu diesem Zeitpunkt weiterhin Schwarz & Söhne. Im Zuge des Neuaufbaus wurde nördlich des Hauses die Bandstraße angelegt. Ein dann neu errichtetes Wohn- und Geschäftshaus gehörte 1870 dem Gastwirt Marpurg und wurde 1885 aufgestockt und erhielt eine neue Fassade in einem historisierenden Stil. Am ersten Obergeschoss wurde der Schriftzug Stadt Hamburg 1886 angebracht. Darüber befand sich eine Skulptur. 1896 war der Rentier Alb. Thiele Eigentümer, 1914 und auch 1925 der Inhaber einer Möbelfabrik und eines Möbelhauses G. Mook. 1938 und 1940 wurde die Witwe A. Mook als Eigentümerin geführt. 1945 wurde das Haus zerstört. |                                               |
| 131 (alt)                                                              | Zum Zollhof später Zur grünen Heide                                          | Zum Namen des Hauses gibt es unterschiedliche Angaben. Neben Zollhof findet sich auch die Angabe Lollhof. Während Zollhof einen Bezug zur Zollerhebung nahelegen würde, der für das Grundstück unbekannt ist, wäre Lollhof aus Loll abzuleiten, womit ein Tölpel gemeint ist. Dies wäre wohl eher ein Spottname einer böswilligen Nachbarschaft. Das Brauhaus gehörte 1631 dem Notar Andreas Rohr, der auch noch 1652 Eigentümer war. In diesem Jahr baute er das Haus wieder auf. Im Haus lebte der Leutnant Kaspar Voigt. Er war möglicherweise der Schwiegersohn Rohrs, zumindest war er mit einer geborenen Rohr verheiratet war. Er erwarb das Haus dann in der Zeit bis 1654. Im Jahr 1685 veräußerte es seine Witwe dann für 1200 Taler an den Handelsmann Johann Balthasar Heidfeld. Auf ihn könnte der jüngere Name des Hauses zurückgehen. Von seinen Erben erwarb es 1708 für 2700 Taler der Fleischer Christian Schreier, dem es bis 1741 gehörte. Schon 1803 gehörte das Grundstück mit zur benachbarten Nummer 130 (siehe dort). |                                               |
| 122                                                                    |                                                                              | | 2025                                          |
| 132 (alt)                                                              | Zum langen Hals                                                              | 1631 gehörte das Brauhaus Gorries Pilz. Im Gebäude befand sich ein Gasthof. Er war bei der Zerstörung Magdeburgs am 10. Mai 1631 Schauplatz der vom Prediger Christoph Thodänus aufgezeichneten Ereignissen mit plündernden Soldaten. Thodänus war in den Gasthof gerufen wurden, um einem schwerverletzten, auf der Seite Magdeburgs kämpfenden Obristen Trost vor seinem nahen Tod zu spenden. Der Obrist lag auf dem Boden der vorderen Stube und bat den Prediger bei ihm bis zu seinem Tod zu bleiben. Auf dem Breiten Weg erschienen jedoch feindliche Truppen, trieben die Bevölkerung vor sich her und schossen auch in die Menge. Pulverdampf zog ins Haus. Die Frau und Magd des Predigers zerrten ihn aus dem Zimmer in einen Raum zum Hof hin. Feindliche Truppen drangen ins Haus und forderten Geld. Sie schlugen in den Räumen alles auf und schleppten Dinge von Wert weg. Es erschienen zwei weitere Trupps mit gleicher Forderung. Als Thodänus nichts geben konnte, legte ein Soldat seine Muskete auf ihn an. Die Ehefrau des Predigers schlug jedoch die Waffe nach oben, so dass ihn der Schuss verfehlte und hielt dann die Arme des Angreifers fest. Sie schnitt danach die silbernen Häkchen ihres Brustleibchens ab und gab sie dem Soldaten, der sich damit zufrieden gab. Die Gruppe flüchtete dann zwei Treppen hoch in die oberste Dachkammer. Im Haus darunter zerschlugen Soldaten alles intensiv mit Äxten. Schließlich kamen die Angreifer bis auf den Dachboden. Einer schlug Thodänus mit dem Degen auf den Kopf, so dass dieser stark blutete und forderte Geld. Außerdem durchbohrte er mit dem Degen auch die Kleidung der Ehefrau, die jedoch unverletzt blieb. Mit dem Versprechen, ihm Geld zu besorgen, verließ die Gruppe gemeinsam mit dem Soldaten das Haus. Letztlich gelang es ihnen aus der Stadt zu fliehen. Später gehörte das Grundstück dem Münzmeister Peter Schrader, der die Stätte 1647 für 480 Taler an den schwedischen Kapitän Thomas Gastmeister, später unter dem Namen Garstenberg geadelt, veräußerte. Er bebaute das Grundstück 1652 neu und verkaufte das Haus noch im gleichen Jahr an seinen Schwager Stephan Wlöme, Amtmann in Wolmirstedt. Wlöme vermiete das Haus ab 1653 für 75 Taler jährlich an Johann Ritzleben (auch Rüxleben). 1657 gelangte das Haus wieder an Thomas von Garstenberg. In der Zeit bis 1665 erwarb es Ritzleben für 3200 Taler. Im Jahr 1673 gehörte es der Witwe von Heinrich Ritzleben, 1685 dann ihren Erben, später Johann Janentzky. 1708 war der Domvogt Stephan Wlöme Eigentümer, 1711 und dann bis 1721 seinen Erben. 1803 war ein Krause Eigentümer, um 1823 der Fuhrunternehmer Johann Gottfried Krause, 1845 Riecke. Am 23. und 24. Januar 1850 kam es durch das Platzen eines Spritbehälters in der Likörniederlage Meyer & Co. zu einem weiteren Feuer, bei dem auch dieses Gebäude niederbrannte. Eigentümer waren zu diesem Zeitpunkt weiterhin Riecke. Danach wurde ein dreigeschossiges Wohn- und Geschäftshaus mit sechsachsiger Fassade errichtet. 1870 gehörte es dem Kaufmann Ebert. Im Jahr 1890 wurde im Erdgeschoss ein Laden eingebaut. Ein weiterer Umbau fand 1912/1913 statt. 1914 und 1925 wurde der Kaufmann L. Weidlich als Eigentümer geführt. 1937/1938 wurde die Fassade neu gestaltet. Eigentümer waren 1938 und auch noch 1940 die Kaufleute Robert und Willy Weidlich. 1942/1943 wurde der Kaufmann R. Weidlich als Eigentümer genannt. Beim Luftangriff auf Magdeburg am 16. Januar 1945 wurde das Vorderhaus zerstört, die Seitengebäude blieben jedoch zunächst erhalten. Noch im Jahr 1950 wurden Robert und Willy Weidlich als Eigentümer geführt. Am Haus befand sich der Hausstein Zum langen Hals, der jedoch nach der Zerstörung des Hauses im Jahr 1945 nicht mehr aufgefunden werden konnte. |                                               |
| 122a bis 125a                                                          |                                                                              | | 2025                                          |
| 133 (alt)                                                              | Zur goldenen Lilie                                                           | In der Zeit vor 1631 gehörte das Haus Bernd Pöpping, 1631 dann Bernd Werner. 1647 musste er jedoch, vermutlich da er noch keine Zahlung geleistet hatte, die Stätte an Nikolaus Pöpping, Bornschreiber in Halle (Saale) abtreten. Von ihm erwarb sie 1649 für 290 Taler Thomas Gastmeister, dem bereits die benachbarte Nummer 132 gehörte. 1661 und auch 1665 wurde der Amtmann Wlöme als Eigentümer geführt, dann seinen Erben. 1696 veräußerten die Erben des Amtmanns Otto Heinrich Wlöme das Haus für 1200 Taler an den Stadtphysikus Dr. Valentin Kaspar Rupitz. Er hatte zumindest seit 1673 bereits im Gebäude gelebt. Rupitz verstarb jedoch bereits 1697. Im Jahr 1711 übernahm sein Sohn, der Arzt Dr. Kaspar Aretin Rupitz, das Haus für 1500 Taler aus der Erbschaft. Ihm gehörte es noch 1720. Sowohl 1803 als auch 1845 und 1850 wurde ein Meßmer als Eigentümer geführt. In der Zeit um 1823 gehörte das Haus und eine hier befindliche Tabakhandlung Johann Jakob Meßner. Am 23. und 24. Januar 1850 kam es durch das Platzen eines Spritbehälters in der Likörniederlage Meyer & Co. zu einem Feuer, bei dem auch dieses Gebäude niederbrannte. Noch im gleichen Jahr wurde ein Neubau errichtet. 1870 gehörte das Haus einem Kaufmann Meßmer. Der Maurermeister A. Paul baute das Gebäude im Jahr 1889 um. Weitere Umbauten erfolgten 1894, 1912 und 1929. Der Bau war fünfeinhalbgeschossig und hatte vor dem ersten bis dritten Obergeschoss einen Mittelerker. 1894 war der Königlich Geheime Kommerzienrat F. A. Neubauer Eigentümer, 1914 der Inhaber eines Herrenmodegeschäfts H. Casper und 1925 dann die Casperschen Erben. In den Jahren 1938 und 1940 waren die Kaufleute Robert und Willy Weidlich als Eigentümer eingetragen, denen auch die benachbarte 132 gehörte. 1938 wurde eine Sirene auf dem Haus installiert. 1942/1943 war der Nähmaschinenhändler R. Weidlich Eigentümer. Im Zweiten Weltkrieg wurde das Haus zerstört. Noch 1950 wurden Robert und Willy Weidlich als Eigentümer des Trümmergrundstücks geführt. Zum Grundstück gehörte das Haus Dreiengelstraße 1a. Der Hausstein des Gebäudes befand sich am zweiten Obergeschoss auf der Hofseite. Er konnte jedoch nach 1945 nicht mehr festgestellt werden. |                                               |
|                                                                        | Einmündung Dreiengelstraße (historisch)                                      | |                                               |
| 134 (alt)                                                              | Zu den drei Engeln Nationaltheater                                           | siehe Hauptartikel | Zu den drei Engeln, Ende 19. Jahrhundert      |
| 135 (alt)                                                              | Zur goldenen Schlange                                                        | Noch bis ins 16. Jahrhundert gehörte das Haus zum Franziskanerkloster Magdeburg. Am 14. Oktober 1551 wurden die ehemaligen Klostergebäude abgerissen, die nach dem Ende des Klosters als Schulgebäude genutzt worden waren. Danach entstand ein Wohnhaus. 1631 gehörte das Haus dem Gewandschneider Kaspar von Steinbeck, danach seinem gleichnamigen Sohn. Bis zum Jahr 1657 bildete es gemeinsam mit der benachbarten Nummer 136 ein Grundstück. 1659 erwarb den Teil der Nummer 135 der Kutscher Cyriax Düsing für 450 Taler von Kaspar von Steinbeck junior. Düsing bebaute das Grundstück neu. Zum Haus gehörte weiter ein Gewandschnittrecht, das auch noch 1671 bis 1715 bestand. Auf Cyriax Düsing folgte sein gleichnamiger Sohn als Eigentümer, dem es bis 1732 gehörte. 1803 war We. Wilhelm, um 1823 dann der Gastwirt Friedrich Wilhelm Eigentümer, der hier die Gaststätte Zum Prinz von Preußen betrieb. Er war auch Hauptmann der ersten Kompanie der Magdeburger Bürgergarde. 1845 wurde ein Köhler und 1870 Caroline Köhler, geborene Löschnitz als Eigentümer geführt. Das Wohn- und Geschäftshaus war zweigeschossig, mit einer fünfachsigen Fassade. Das Erdgeschoss wurde umgebaut. 1914 und auch noch 1925 war der Kaufmann Ludwig Mirre Eigentümer. 1938 gehörte es der R. Karstadt AG, 1940 und auch noch 1944/1945 der Kepa AG mit Sitz in Berlin. Im Gebäude wurde das Restaurant Ratsklause betrieben. Noch in den 1930er Jahren befand sich der Hausstein über der Toreinfahrt am Gebäude. Er war oberhalb des jüngeren Steins Zum Prinz von Preußen angebracht. |                                               |
| 136 (alt)                                                              |                                                                              | Bis 1657 bildete das Grundstück mit der benachbarten Nummer 135 eine Einheit (siehe dort). Zu diesem Zeitpunkt handelte es sich wohl noch in Folge der Zerstörung Magdeburgs von 1631 um eine Brandstätte. Kaspar von Steinbeck verkaufte die nur 86 m umfassende Nummer 136 dann 1657 für 140 Taler an den Stellmacher Martin Naumann. Naumann verstarb in der Zeit bis 1685. Auf ihn folgte der Stellmacher Hans Naumann als Eigentümer, der 1719 verstarb. In diesem Jahr übernahm der Stellmacher Hans Martin Naumann das Haus für 1200 Taler. 1803 gehörte das Haus Schotte, 1817 dem Zinngießer Simon Schotte und auch 1845 und 1852 einem Zinngießer Schotte. Die Witwe des Zinngießers Simon Gottfried Schotte veräußerte am 2. August 1861 das Haus an den Tuchhändler Louis Schuchardt. Schuchardts Witwe Auguste Schuchardt war 1870, 1877 und auch noch 1884 Eigentümerin. 1899 gehörte es dem Gärtner Carl Rolle. Das dreigeschossige Wohn- und Geschäftshaus hatte eine vierachsige Fassade mit paarweise angeordneten Fenstern sowie zwei Gauben. 1907 veranlasste der Kaufmann S. Moses, Inhaber eines Herrenmodengeschäfts, den Neubau eines Gebäudes. Das neue Geschäftshaus war wiederum dreigeschossig. Moses war auch noch 1925 Eigentümer. Seine Witwe Hertha oder Hedwig Moses wurde 1938 und auch noch 1940 als Eigentümerin geführt. Aufgrund ihrer jüdischen Herkunft wurde sie 1940 gezwungen aus ihrer Wohnung in der Franseckystraße 5 in das sogenannte Judenhaus in der Brandenburger Straße 2a zu ziehen. 1942 wurde sie in das KZ Auschwitz deportiert. Das Modegeschäft war zwangsweise arisiert worden und wurde dann als Simon & Co. fortgeführt. Im Zweiten Weltkrieg wurde das Haus 1945 zum Teil zerstört. Schon bis Oktober 1945 erfolgte ein teilweiser Wiederaufbau, bei dem das Erdgeschoss und das erste Obergeschoss wieder ausgebaut wurde. Es folgte ein Ausbau des zweiten Obergeschosses, diesmal allerdings ohne Baugenehmigung, wofür eine Strafe von 20 Reichsmark gegen den Besitzer Otto Simon und den Bauunternehmer Hans Albers verhängt wurde. Während Simon die Strafe hinnahm legte Albers erfolgreich Einspruch ein und erreichte die Umwandlung in eine Verwarnung. 1950/1951 wurde das Grundstück als Eigentum des Volks geführt. |                                               |
| 137 (alt)                                                              |                                                                              | Bis ins 16. Jahrhundert gehörte das Grundstück zum Franziskanerkloster Magdeburg, das ab 1529 als evangelische Stadtschule genutzt wurde. Am 14. Oktober 1551 wurden die Klostergebäude abgerissen und dann ein Wohnhaus errichtet. 1631 gehörte das Haus der Witwe von Johann Küster, dann wurde es wohl von Heinrich Hasenband zur benachbarten Nummer 138 hinzu erworben. 1652 veräußerten seine Erben die Stätte für 300 Taler an den Tischler Simon Hoffbauer, der sie 1662 bebaute. Hoffbauers Erben veräußerten das Haus 1686 für 425 Taler an den Seiler Andreas Albert Teig (auch Teich). Teig verstarb 1697. Seine Witwe heiratete den Maler Johann Christoph Hohnstein, der für 600 Taler das Haus übernahm. 1715 wurde es von seinen Erben an Johann Christoph Koch für 1100 Taler verkauft. 1803 und auch 1845 gehörte das Haus Seeger, 1870 dem Dr. med. und späteren Geheimen Sanitätsrat Werner Hagedorn. Er ließ das Haus 1888 aufstocken. Im Jahr 1899 wurde der Kaufmann Paul Gruhler als Eigentümer geführt. Gruhler führte Umbauten durch. 1914 gehörte das Haus der Witwe J. Gruhler, 1925 dem Zeitungsverlag J. F. Eilers, 1938 und auch 1940 der R. Karstadt AG. |                                               |
| 138 (alt)                                                              | Neidkopf                                                                     | Bis ins 16. Jahrhundert gehörte das Grundstück zum Franziskanerkloster Magdeburg, das ab 1529 als evangelische Stadtschule genutzt wurde. Am 14. Oktober 1551 wurden die Klostergebäude abgerissen und dann ein Wohnhaus errichtet. Im Jahr 1631 war der Kaufmann Heinrich Hasenband Eigentümer des Hauses, 1637 dann bereits seine Erben. Die Erben veräußerten die Brandstätte 1651 an den Miterben, den Brauer Elias Richter für 375 Taler. Zu diesem Zeitpunkt war das Grundstück mit einem Hüttlein bebaut. Richter bebaute das Grundstück 1652 neu. 1655 veräußerte Richter das Haus für 1300 Taler an den Handelsmann Jakob Witte, der zuletzt 1662 erwähnt wurde. 1685 wurde der Ratskämmerer Georg Söldener als Eigentümer geführt, 1699 dann seine Witwe. Von ihren Erben erwarb 1708 der Handelsmann Henning Teutte das Haus für 1800 Taler. Er blieb bis 1727 Eigentümer. 1803 gehörte das Haus Nindel, 1823 A. F. Nindel, der eine Mobilienhandlung betrieb und unter anderem mit Wiener Fortepianos handelte. Auch 1845 gehörte das Haus einem Nindel, 1870 dem Kaufmann Tiede. Im Jahr 1875 wurde das Wohn- und Geschäftshaus ausgebaut und auf fünf Geschosse aufgestockt. 1914 und auch noch 1925 war der Rentner A. Jacobi Eigentümer, 1938 und auch 1940 der Kaufmann Herrmann Brockmann. Brockmann wurde auch noch 1946 und 1950 als Eigentümer des Grundstücks genannt. Die Grundstücksfläche betrug 261 m². Noch 1944/1945 befand sich das Hauszeichen Neidkopf am Gebäude. Der Neidkopf sollte Neider abschrecken, die möglicherweise Böses im Sinn hatten. Nach 1946 wurde das Hauszeichen vom Heimatforscher Werner Priegnitz geborgen und skizziert. Nach einer Restaurierung durch den Bildhauer Eberhard Roßdeutscher wurde der Stein Ende 1969 Teil der Hauszeichenwand am Alten Markt. |                                               |
| 139 (alt)                                                              |                                                                              | Bis ins 16. Jahrhundert gehörte das Grundstück zum Franziskanerkloster Magdeburg, das ab 1529 als evangelische Stadtschule genutzt wurde. Am 14. Oktober 1551 wurden die Klostergebäude abgerissen und dann ein Wohnhaus errichtet. In der Zeit vor 1631 gehörte das Haus dem Buchhändler Johann Francke, der als Nachdrucker bekannt war. 1631 und auch noch 1637 wurde seine Witwe Anna, geborene Trams als Eigentümerin geführt. Sie war nach der Zerstörung Magdeburgs im Jahr 1631 nach Leipzig geflüchtet. Sie meldete sich auf den Aufruf des Rats aus dem Jahr 1636, in dem zur Rückkehr nach Magdeburg aufgerufen wurde. Sie lehnte eine Rückkehr ab, zeigte sich jedoch bereit in besseren Zeiten in Magdeburg wieder eine Buchhandlung zu eröffnen. Ihr gehörten insgesamt vier Stätten in der Stadt. Letztlich blieb die Buchhandlung jedoch in Leipzig. Im Jahr 1650 veräußerten Franckes Erben durch den Buchführer Samuel Scheibe die Stätte für 300 Taler an den Gastwirt Christoph Mumme, dem auch die benachbarte Nummer 140 gehörte. Er bebaute das Grundstück bis 1655 neu. Noch bis 1710 blieb es beim gemeinsamen Eigentum mit der Nummer 140. 1710 teilten die Erben Bauers das Grundstück wieder. Die Nummer 139 ging an Agnese Martha, geborene Bauer. Sie war die Ehefrau des Syndikus der herzoglich-magdeburgischen Landstände Lic. Christian Möschel. Frau Möschel blieb bis 1740 Eigentümerin. 1803, 1845, 1858 und 1870 wurde ein Haase bzw. Kaufmann Haase als Eigentümer geführt, 1871 dann ein Stendel. Stendel errichtete 1872 einen Neubau. 1887 war der Architekt Georg Banse Eigentümer des viergeschossigen Wohn- und Geschäftshauses. Es erfolgte eine Vereinigung mit der benachbarten Nummer 140. Er veranlasste 1893 einen Umbau, bei der die abgestumpfte Ecke zur Großen Schulstraße durch einen Runderker mit Turmspitze umgebaut wurde. Drei zum Breiten Weg ausgerichtete Fensterachsen wurden durch neobarocke Giebel, Erker und Balkone betont. Im Haus befand sich das bekannte Café Hohenzollern. Ab 1914 gehörte das Haus dem Cafétier Wilhelm Kröpcke. Während der Novemberrevolution scheiterte am 8. November 1918 eine Plünderung des Cafés. Im September 1919 verstarb Kröpcke. 1925 war der Cafétier C. Schmülling und F. H. Schmülling Eigentümer, 1938 die R. Karstadt AG und 1940 die Kepa AG aus Berlin. Im Zweiten Weltkrieg wurde das Haus zerstört. Anfang Februar 1949 musste im Rahmen der Gefahrenabwehr loses Mauerwerk für 67,50 DM entfernt werden. |                                               |
| 126                                                                    |                                                                              | | 2025                                          |
| 140 (alt)                                                              | Zu den heiligen drei Königen auch Mummenhof bzw. Männerhof                   | Bis ins 16. Jahrhundert gehörte das Grundstück zum Franziskanerkloster Magdeburg, das ab 1529 als evangelische Stadtschule genutzt wurde. Am 14. Oktober 1551 wurden die Klostergebäude abgerissen und dann ein Wohnhaus errichtet. 1631 gehörte der Gasthof Peter Albrecht, 1639 dann seiner Witwe und ihrem Schwiegersohn, dem Gastwirt Christoph Mumme, auf den der Name Mummenhof, verderbt Männerhof zurückgeht. Mumme bebaute das Grundstück bis 1651 neu. Zuletzt wurde er 1657 erwähnt. Vermutlich wurde das Haus in der Folgezeit vererbt, konkrete Nachrichten fehlen. 1683 gehörte das Haus den Erben des Arztes Konrad Fischer. Sie verpachteten den Gasthof bis 1685 an den Gastwirt Hans Neidge, dann an den Schwiegersohn der Fischers, den Gastwirt Joachim Andreas Pinckernell. Auch 1686 wurden noch die Erben Fischers als Eigentümer geführt. Im Jahr 1708 war die Witwe des Kaufmanns Leonhard Bauer Eigentümerin. 1710 erfolgte eine Erbteilung. Das Haus ging für 5500 Taler an Johann Leonhard Bauer und Ernst Gottlieb Bauer. Letzterer übernahm es 1720 in Alleineigentum. Im 18. Jahrhundert befanden sich zwei Häuser auf dem Grundstück, bis zum Ende des Jahrhunderts waren die Häuser dann wieder vereint. Am Erdgeschoss des Hauses befand sich eine dicke, unregelmäßige Mauer. Der Gouverneur Fürst Leopold von Anhalt-Dessau wollte die Mauer ansehnlicher und gerade gestalten. Die Unregelmäßigkeiten wurden daher mit Schwarzpulver abgesprengt. Es bestanden Befürchtungen um die Sicherheit des Hauses, das die ungewöhnliche Maßnahme jedoch überstand. 1803 war C. Aßmann Eigentümer, 1832 und 1841 der Gastwirt Aßmann. 1842 und auch 1845 gehörte es der Witwe C. Aßmann. 1849 wurde ein Wiedero (auch Wiederow) als Eigentümer geführt, 1873 und 1880 R. Vocke. Im Jahr 1883 war der Hotelier Ron (möglicherweise auch Ronhs). Dann wurde das Grundstück mit der benachbarten Nummer 139 vereinigt (siehe dort). |                                               |
|                                                                        | Julius-Bremer-Straße (Westseite) vormals Schulstraße, dann Große Schulstraße | | 2025                                          |
| 141 (alt)                                                              | Zum Lindwurm                                                                 | siehe Hauptartikel | vor 1877 · vor 1945                           |
| 128                                                                    | GALERIA Magdeburg                                                            | siehe Hauptartikel | 2016                                          |
| 142 (alt)                                                              | Zur Bleckenburg                                                              | 1631 gehörte das Haus der Witwe des Kämmerers Johann Lentke, später ihre Erben. Letzte Erbin war die Witwe von Albrecht Friedrich von Syborg, eine geborene Lentke. Sie trat die Stätte an den Gläubiger, den Richter Johann Mylius ab. Von ihm erwarb 1679 der Advokat und städtische Obersekretär David Cuno die Stätte für 300 Taler. Cuno bebaute die Stätte dann und richtete ein Schenkhaus. Er blieb bis 1716 Eigentümer, seine Witwe dann bis 1739. Die Herkunft und Bedeutung des Hausnamens und ein etwaiger Bezug zur Bleckenburg in Buckau ist unklar. 1803 und 1845 gehörte das Haus Bennewitz, 1870 Dr. med. Everth. Ab 1870 wurde es dann gemeinsam mit der benachbarten Nummer 143 geführt. In den 1880er Jahren befand sich im Haus das Konfektionsgeschäft Groß. Die Nummer 142 war ein dreigeschossiges Wohn- und Geschäftshaus, mit einer fünfachsigen Fassade. Es bestand ein Mittelrisalit mit einem Balkon vor dem ersten Obergeschoss. Bedeckt war der Bau mit einem Satteldach. Wann exakt die gemeinsame Bebauung der Grundstücke 142 und 143 erfolgte, ist unklar. Es entstand ein fünfeinhalbgeschossiges Wohn- und Geschäftshaus mit siebenachsiger Fassade. In den Jahren 1891 und 1900 wurde das Gebäude zum Warenhaus umgebaut. Ab dem 20. September 1891 befand sich im Haus 142/143 und in der benachbarten 141 das Damen- und Kinder-Konfektionsgeschäft Otto Klavehn. Ab 1921 gehörte das Haus dem Kaufmann und Rittergutsbesitzer Werner Klavehn. Im Jahr 1928 wurde die Fassade verändert und eine einheitliche Gestaltung der Nummern 141 bis 143 vorgenommen. Es entstand eine durchgehende Fassade aus Thüringer Muschelkalkstein mit hervortretenden Fenstergruppen aus Hartholz oder Bronze. Mittig über der 142/143 befand sich ein Reklameaufbau aus Glas und Stahl mit dem Firmenschriftzug KLAVEHN. 1936/1937 fanden erneut Umbauten statt. Im Zweiten Weltkrieg wurden die Gebäude zerstört. Im März und April 1948 wurde ein Giebel abgerissen, wofür Kosten in Höhe von 2210,05 Reichsmark entstanden. |                                               |
| 143 (alt)                                                              | Zum schwarzen Bock                                                           | Seit dem Jahr 1623 gehörte das Haus dem Bürgermeister Askan Lutteroth. 1652 wurde die Stätte von seinen Erben für 300 Taler an den Seiler Hans Leißnicke (später auch Leißner, Leisener oder Leischner) veräußert, der das Grundstück dann neu bebaute. Er blieb bis 1684 Eigentümer. Seine Witwe heiratete den Seiler Andreas Albert Teich, der das Gebäude 1685 an den Handelsmann Kaspar Apollo Antoni für 780 Taler veräußerte. Antoni wurde zuletzt 1702 erwähnt. 1712 gehörte es Christian Köppe. Zum Anwesen gehörte ein Hinterhaus. 1803 gehörte es Kramer, 1817 dem Branntweinbrenner Joh. Kramer, 1820 dem Kaufmann Kramer und 1845 der Witwe Kramer. Das viergeschossige Wohn- und Geschäftshaus hatte eine fünfachsige Fassade, wobei die äußeren Achsen paarweise angeordnet waren. Bedeckt war der Bau mit einem Satteldach bedeckt. Ab 1870 wurde es gemeinsam mit der benachbarten Nummer 142 geführt (siehe dort). | Inneneinrichtung, 1927 oder früher            |
| 144 (alt)                                                              | Zum grauen Wolf                                                              | 1631 gehörte das Haus dem Gewandschneider Martin Parmann. Er veräußerte die Brandstätte im Jahr 1633 für 300 Taler an den Gewandschneider Stephan Lentke, der 1639 das Grundstück gemeinsam mit der benachbarten Nummer 145 mit einem Haus bebaute. Die so vereinten Grundstücke wurden dann länger als Zu den beiden grauen Wölfen bezeichnet. Um 1650 wurde das Gebäude zum Brauhaus, da Lentke das Braurecht von der ihm ebenfalls gehörenden Nummer 146 auf die Nummer 144 übertrug. Noch 1671 wurde das zum Haus außerdem gehörende Gewandschnittrecht unter dem Namen Parmann geführt. Lentke blieb bis zu seinem Tod im Jahr 1684 Eigentümer des Hauses. 1686 veräußerten seine Erben das Haus für 800 Taler. Der Tuchladen wurde für 1430 Taler an den Gewandschneider Andreas Pape verkauft, der zuletzt 1701 erwähnt wurde. Seine Witwe wurde erstmalig 1710 als Eigentümerin genannt. Ihre Erben teilten die beiden Grundstücke wieder, wobei die Nummer 144 im Jahr 1715 seitens der Erben an Karl Christian Uhle veräußert wurde. Er blieb bis 1742 Eigentümer. 1803 gehörte es der Witwe Lemme, 1817 dem Inhaber einer Tuchhandlung Gottl. Lemme. 1834 wurde ein Neubau errichtet. Als Eigentümer wurde 1845 Wilh. Wolff und 1870 der Kaufmann Riehle genannt. Das viergeschossige Wohn- und Geschäftshaus hatte eine vierachsige Fassade und war mit einem Satteldach bedeckt und mit Fledermausgauben versehen. 1906/1907 erfolgte eine Verbindung des Hauses mit einem nebenan errichteten Neubau. Außerdem wurde das Ladengeschäft im Erdgeschoss umgebaut. 1914 gehörte das Haus dem Kaufmann F. Riehle. 1925, 1938 und auch noch 1940 wurde die Eisenwarenhandlung F. W. Wolff als Eigentümer geführt. 1945 wurde das Haus zerstört. Das Erdgeschoss konnte jedoch wieder hergerichtet werden. Pläne zum Wiederaufbau wurden jedoch letztlich nicht verwirklicht. Noch 1950 war J. W. Wolff, Inhaber der Eisenwarenhandlung, Eigentümer des Grundstücks. |                                               |
| 145 (alt)                                                              | Zum grauen Wolf                                                              | In der Zeit vor 1631 gehörte zum Grundstück ein Hinterhaus, für das als Eigentümer Thomas Bartels genannt wurde. Im Jahr 1631 gehörte das Haus vermutlich der Witwe von Thomas Bartels. Die Stätte wurde dann zu einem nicht bekannten Zeitpunkt von Gewandschneider Stephan Lentke erworben, dem auch die benachbarte Nummer 144 gehörte. Bis in die Zeit um 1700 blieben beide Grundstücke vereint (siehe dort). Dann wurde die Nummer 145 an die Witwe des Sattlers Martin Konrad Kielhacke veräußert, die zuerst im Jahr 1709 erwähnt wurde. Sie errichtete ein Haus, das sie 1715 für 1310 Taler an den Täschner Johann Christian Glasebach veräußerte. Er blieb bis 1727 Eigentümer. 1803, 1833 und auch 1845 war ein Salomon Eigentümer, 1870 eine Frau Salomon, geborene Weigersheim. Das viergeschossige Wohn- und Geschäftshaus hatte eine dreiachsige Fassade und war mit einem Satteldach mit zwei Gauben bedeckt. 1906 gehörte das Haus Franz Riehle. Er ließ es in diesem Jahr abreißen. Als Neubau entstand ein viergeschossiges Wohn- und Geschäftshaus. Es war ebenfalls dreiachsig und wurde von einem Mansarddach bekrönt. Im Zuge des Umbaus erfolgte wieder eine Verbindung mit der benachbarten Nummer 144. Zur weiteren Geschichte bis 1945 siehe dort. Im Jahr 1945 brannte das Haus aus. Es erfolgte eine Beseitigung von Schäden und Wiederherrichtung des Gebäudes bis 1949 ein Baustopp angeordnet wurde. Im Gebäude befand sich die Eisenwarenhandlung F. W. Wolff und das Pelzhaus Wolter. Der Abriss des Hauses fand dann in den 1960er Jahren im Zuge der Neubebauung des Nordabschnitts der damaligen Karl-Marx-Straße, des heutigen Breiten Wegs statt. |                                               |
| 146 (alt)                                                              | Zum 10. Mai                                                                  | siehe Hauptartikel |                                               |
| 147 (alt)                                                              | Zu den drei Krebsen                                                          | siehe Hauptartikel | 1890 oder früher                              |
|                                                                        | Einmündung Georgenplatz (historisch)                                         | |                                               |
| 148 (alt)                                                              | Heideckerei                                                                  | siehe Hauptartikel |                                               |
| 149 (alt)                                                              | Zum goldenen Arm                                                             | 1509 gehörte das Haus Markus Schulte, 1631 und auch 1639 wurde Albrecht von Syburg als Eigentümer geführt. Das Haus hatte ein Schankrecht, das jedoch vor 1631 auf dem zum Grundstück gehörenden Hinterhaus Georgenplatz 14 ruhte, dann jedoch auf das Vorderhaus übertragen wurde. 1644 und 1653 war der Gastwirt Albrecht Friedrich von Syburg Eigentümer, 1679 und 1681 seine Witwe. 1685 wurde erstmals der Schneider und Gastwirt Hans Heinrich Tremely (auch Tremelius) als Eigentümer genannt. Er veräußerte 1694 den Gasthof mitsamt Garten und zwei Ausfahrten für 2900 Taler an den Gastwirt Adam Knie, dem es bis 1725 gehörte. 1803 gehörte es Seidel, in der Zeit um 1823 Johannes Müller 1845 Rohde. Im Jahr 1861 wurde das Haus um ein Geschoss auf vier Etagen aufgestockt. Die Fassade des Wohn- und Geschäftshauses war vierachsig. 1870 war der Privatmann Lindekugel Eigentümer. Im 20. Jahrhundert gehörte das Grundstück mit zur benachbarten Nummer 48, so bestand 1907 eine Verbindung im Erdgeschoss. 1921/1922 wurde die Fassade durch Oskar Fischer im Zuge des Neuen Bauens farbig gestaltet. 1924 wurde Theresa Linse als Eigentümerin genannt, wobei das Gebäude eigentlich bereits zum Warenhaus der Gebrüder Barasch gehörte. Zum 1. Juni 1928 war das Gebäude dann jedoch geräumt. Es schloss sich ein Umbau des Gebäudekomplexes Breiter Weg 148 bis 150 an. Zu weiteren Geschichte siehe Breiter Weg 148. In den 1930er Jahren befand sich der Gasthof Zum goldenen Arm wieder im Hinterhaus Georgenplatz 14. Das Hauszeichen zeigte einen rechten Arm, dessen Hand eine Weintraube, als Zeichen das alkoholische Getränke ausgeschenkt werden, hielt. In der Zeit um 1946 konnte der Stein von einer Gruppe um den Heimatforscher Werner Priegnitz geborgen werden. Über den weiteren Verbleib ist jedoch nichts bekannt. |                                               |
| 150 (alt)                                                              | Zum goldenen Ring                                                            | Der Gasthof Zum goldenen Ring bestand bereits im Jahr 1402 und wird auch in der Schöppenchronik erwähnt. Zu diesem Zeitpunkt hatten Kaufleute aus Braunschweig und Leipzig hier Waren eingelagert. Im Zuge der Münzwirren des Jahres 1402 kam es daher zur Plünderung des Hauses, das auch in Brand gesetzt wurde. 1473 gehörte das Haus Hans Müller, der für sich zu diesem Zeitpunkt ein Jahrgedächtnis in der Ulrichskirche stiftete. 1631 gehörte das Haus Georg Sarnow, der im Juli 1631 in Egeln verstarb. Als Eigentümer folgte Joachim Schönhausen, der die Brandstätte für 900 Taler an Johann Pantzer senior, dem auch die benachbarte Nummer 151 gehörte, verkaufte. Er verstarb 1636 und die Stätte ging für 1000 Taler an Pantzers Sohn, den Kaufmann Johann Pantzer junior, der das Grundstück neu bebaute. Zum Gasthof gehörte in dieser Zeit auch eine Badstube sowie ein eiserner Ofen. Pantzer junior verstarb 1644, seine Erbin war die Witwe von Christian Straube. Sie heiratete um 1647 den Gastwirt Emanuel Plettner (auch Blötner). Er veräußerte den Gasthof 1651 für 2000 Taler an den Kaufmann und späteren Gastwirt Georg Götze. Götze verstarb in der Zeit bis 1682. Von seinen Erben erwarb sein Schwiegersohn, der Gastwirt Johann Daniel Alemann, den Gasthof 1686 für 2600 Taler. Auf ihn folgte als Eigentümer der Weinhändler Konrad Rumpf, der es 1703 für 5100 Taler an den Gastwirt Johann Christian Haarhausen veräußerte. Haarhausens Witwe Regine verkaufte es 1709 für 5000 Taler an den Magdeburger Stadtpräsidenten Karl Adolf von Huss, der bis 1725 Eigentümer blieb. 1803 war Hamann Eigentümer, 1845 Wagenführ und 1870 eine Frau Wagenführ, geborene Cremer. Im 20. Jahrhundert befand sich das Anwesen im gleichen Eigentum wie die Nummer 148. Im Haus war die Buch-, Kunst- und Landkartenhandlung Karl Peters ansässig. Das viergeschossige Wohn- und Geschäftshaus verfügte über eine vierachsige Fassade. 1928 wurde das Haus abgerissen und das Grundstück in den Neu- bzw. Umbau der Grundstücke Breiter Weg 148 bis 150 einbezogen. Zur weiteren Geschichte siehe Nummer 148. Zum Anwesen gehörte eine Ausfahrt über das Grundstück Große Münzstraße 1. |                                               |
| 151 (alt)                                                              | Zum roten Schloß                                                             | In der Zeit vor 1631 gehörte das Haus Johann Ludwig, 1631 dann Hans Pantzer senior (fälschlich auch Pentzer). Das Grundstück stand bis 1651 im gleichen Eigentum wie die benachbarte Nummer 150. Im Jahr 1639 machte sich ein Abriss des aufan der Brandstätte erhaltenen alten Giebels erforderlich, da er drohte auf das Nachbargrundstück 150 zu stürzen. 1657 veräußerte Plettner die Stätte im Jahr 1657 für 550 Taler an den Kaufmann Hans Georg Pietsch, der zuletzt 1686 erwähnt wurde. 1703 und auch 1709 wurden die Erben von Joachim Balicke als Eigentümer geführt. 1803 gehörte es Leidloff und 1845 Fr. Betge. Im Jahr 1862 wurde das Dachgeschoss ausgebaut. 1870 gehörte das Haus einer Frau Bethge, geborene Blumenthal. 1889 wurde das Gebäude im Zuge einer Verbreiterung der Großen Münzstraße abgerissen. Noch im gleichen Jahr errichtete die Magdeburger Bau- und Creditbank ein viergeschossiges Warenhaus in einem historisierenden Stil. Prägend war eine rote Sandsteinfassade, auf die dann der Name Zum roten Schloß zurückging. Schon ab 1889 war im Haus das Konfektionsgeschäft Groß (auch Grosz) ansässig. Es spezialisierte sich später auf Damenmode und firmierte auch als Mäntelhaus Rotes Schloß. 1890 gehörte das Haus einem Heim, 1899 dann Pauline Grosz. Anfang des 20. Jahrhunderts war mit dem Herrenausstatter Herrmanns & Froitzheim ein weiteres Modegeschäft jüdischer Eigentümer ansässig. Spätestens ab 1914 war das Grundstück im gleichen Eigentum wie die Nummer 148. Die tatsächliche wirtschaftliche Vereinigung mit dem Gebäudekomplex Breiter Weg 148 bis 150 erfolgte 1932. Zur weiteren Geschichte siehe dort. |                                               |
|                                                                        | Einmündung Große Münzstraße (historisch)                                     | | vor 1945                                      |
| 152 (alt)                                                              | Zum goldenen Horn auch Einhorn                                               | 1631 gehörte das Haus Johann Becker, 1651 dann Christian Becker. Im Jahr 1658 veräußerte Marie Finxius, geborene Becker, Witwe des lic. jur. Paul Finxius in Lübeck, die Stätte für 400 Taler an den Handelsmann Arnd Köpke. Köpke war später Konsul Kurbrandenburgs bei der „Republik“ Magdeburg. Er verstarb 1689. Zunächst erbte seine Witwe das Haus, dann sein ältester Sohn, der Rat Joachim Köpke. Von ihm erwarb es 1727 für 3100 Taler Hans Paul Stilcke. 1803 gehörte das Haus einem Schmidt, 1845 Friedr. Schmidt und 1870 dem Geheimen Kommerzienrat Schmidt. 1898 wurden Pfeiffer & Schmidt und 1900 der Königlische Kommerzienrat Peter Schmidt als Eigentümer geführt. 1905/1906 entstand ein neues Warenhaus für das Modegeschäft Steigerwald & Kaiser. 1914 gehörte das Haus Kommerzienrat K. Kaiser und Kommerzienrat W. Steigerwald, beide wohnhaft in Leipzig. In den Jahren 1928/1929 wurden Um- und Erweiterungsarbeiten vorgenommen, bei denen der Gebäudekomplex Breiter Weg 152 bis 154 vereinigt wurde.1925, 1938 und auch noch 1940 war der Leipziger Kommerzienrat C. Kaiser Eigentümer. Noch in den 1930er Jahren befand sich am Haus die auf Arnd Köpke verweisende Inschrift am 10. Mai 1660 diese Stätte aufzubauen sich erwählet. Im Zweiten Weltkrieg wurde das Gebäude schwer beschädigt, blieb aber in seinen wesentlichen statischen Elementen intakt. Die Wiederherstellung wurde genehmigt. So wurden im Sommer 1946 die Frontspieße abgerissen und der Schutt von den oberen Geschossdecken entfernt. Sodann wurde jedoch die Baugenehmigung zurückgezogen. Noch 1950 war die Erbengemeinschaft Kaiser Eigentümer. | um 1905                                       |
|                                                                        | Einmündung Am Blauen Bock                                                    | | 2025                                          |
| ohne Nummer                                                            | Lied der Arbeit                                                              | zwischen 1972 und 1995 bestehendes Glaskunstwerk, siehe Hauptartikel | 1988                                          |
| 153 (alt)                                                              |                                                                              | Im Jahr 1631 gehörte das Haus Friedrich Bars. Danach gehörte die Stätte zur Jungischen Erbschaft. Einer der Erben war Bartold Lindemann, dem die Stätte dan 1647 und auch noch 1651 gehörte. Für 1652/1653 ist belegt, dass Ernst Junge das wieder als Haus bezeichnete Anwesen versteuerte, das auf einen Wert von 900 Talern geschätzt wurde. 1659 gehörte es Joachim Mattfeld, der 1673 ein neues Haus errichtete. Mattfeld wurde auch noch 1679 als Eigentümer geführt. Im Jahr 1691 veräußerten die Erben des Schiffers Karsten Mattfeld das Haus für 600 Taler an den Advokaten und späteren Bürgermeister Johann Andreas Kinderling. 1803 war Stegmann Eigentümer, 1817 der Nadler und Kurzwarenhändler Heinr. Stegmann. Schon im Jahr 1845 gehörte das Grundstück dann mit zur benachbarten Nummer 152. Zur weiteren Geschichte siehe dort. |                                               |
| 154 (alt)                                                              | Zur goldenen Krone                                                           | siehe Hauptartikel |                                               |
|                                                                        | Blauer Bock                                                                  | siehe Hauptartikel | 2004 · 2021                                   |
| 155 (alt)                                                              | Zur goldenen Leuchte auch: Zur goldenen Laterne später: Preußischer Hof      | Schon 1460 wurde das Gebäude als Haus tor gulden luchten erwähnt. 1480 wurde es als Schenke betrieben. Bis zu seinem Tod im Jahr 1617 war Cyriakus Köns senior Eigentümer des Gebäudes. Seine Witwe heiratete den Ratskämmerer Oswald Mathias, der bis 1646 Eigentümer der Stätte war. Noch 1645 standen die Trümmer des Grundstücks, nach der Zerstörung Magdeburgs im Jahr 1631 noch drei Stockwerke hoch. Zur Stätte gehörten neun Keller. 1646 erbte sein Sohn, Leutnant Oswald Mathias die Stätte, 1649 dann die Frau des Danziger Professors Johann Raue (auch Rauhe), eine geborene Mathias. Sie veräußerte die Stätte 1650 für 1200 Taler an den Kaufmann Christian Otto. Otto erneuerte das Haus, verstarb jedoch bereits im Dezember 1651. Sein Erbe wurde sein Vater, der Leipziger Kaufmann Sebastian Otto. Dessen Erben veräußerten das Haus 1657 für 2800 Taler an den Seidenkramer Joachim Brunau (auch Bruno oder Brunow). 1693 verkauften seine Erben das Anwesen für 3350 Taler an den Handelsmann Franz Jakob Martens (auch Märtens). Von seinen Erben erwarb es 1699 seine Witwe für 4500 Taler. Ihre Erben verkauften das Haus dann 1720 für 8000 Taler an Johanne Marie Martens. 1803 gehörte das zum damaligen Zeitpunkt gerade neu erbaute Haus A. F. Heyroth. Das viergeschossige Wohn- und Geschäftshaus verfügte über eine aufwändig gestaltete 14achsige Fassade. Die jeweils äußeren drei Achsen waren als Eckrisalite gestaltet. Der Dachabschluss war als mit Urnen bekrönte Attika ausgeführt. 1817 war der Möbel- (Meublen-) und Spiegelhändler A. Fr. Heyroth und der Händler für Galanterie-, Porzellan- sowie lackierte Waren im Gebäude ansässig. Im Jahr 1845 wurde die Witwe Heiroth als Eigentümerin geführt. Spätestens ab 1870 gehörte es Kaufmann Mittag und 1904 Louis und Adolf Mittag. Am 4. Dezember 1904 brach gegen 8.00 Uhr morgens ein Brand im Ladengeschäft von Middendorf aus. Der Feuerwehr gelang es, das Feuer auf das Geschäft zu begrenzen und zu löschen. Mehrfach fanden Umbauten der Ladengeschäfte statt, so 1879, 1891, 1926, 1930 und 1932. Das Anwesen blieb im Eigentum der Mittags. 1914 gehörte es dem Kaufmann A. Mittag junior, dem Kaufmann F. Mittag, dem Kaufmann J. Mittag sowie der Witwe C. Mittag. 1922 erhielt die Fassade im Zuge des Neuen Bauens einen bunten Anstrich. Im Jahr 1925 wurde die Heinrich Mittag AG als Eigentümerin genannt 1938 und 1940 dann der Textilwaren-Großhandlung Heinrich Mittag. Zum Haus gehörten die Grundstücke Weinfaßstraße 1, 2 und 3. Es bestanden mehrere Hinter- und Seitenhäuser die in den Jahren 1868, 1904, 1915 und 1933 errichtet worden waren. Die ursprünglich am Haus befindliche Inschrift Zur Leuchte war in den 1930er Jahren am Haus Breiter Weg 183 angebracht. Im Jahr 1945 wurde das Vorderhaus zerstört. Die Aufräumarbeiten wurden im Dezember 1949 abgeschlossen. Die Hinterhäuser waren jedoch nur leicht geschädigt und wurden noch 1945/1946 wieder hergerichtet. Eigentümer war noch 1950 H. Mittag, der in der Weinfaßstraße 3, 4 wohnte. Diese Häuser blieben zunächst weiter stehen und bildeten einen Teil der nördlichen Begrenzung des neu entstandenen Zentralen Platzes. In den 1960er Jahren wurden die Gebäude dann jedoch für den Blauen Bock abgerissen. |                                               |
|                                                                        | Einmündung Weinfaßstraße (historisch)                                        | | vor 1945                                      |
|                                                                        | Einmündung Ernst-Reuter-Allee (Westseite)                                    | | 2025                                          |
| 156 (alt)                                                              | Zum goldenen Weinfaß                                                         | siehe Hauptartikel | vor 1945                                      |
| 157 (alt)                                                              |                                                                              | Zum Grundstück gehörte auch die Weinfaßstraße 11. Im Jahr 1631 war Joachim Zernitz als Eigentümer eingetragen, 1647 dann Hans Hantelmann. Hantelmanns Ehefrau hatte das als Haus bezeichnete Anwesen geerbt. In der Zeit bis 1652 war dann Hantelmanns Witwe Eigentümerin geworden. 1653 und auch 1679 gehörte es dem Ratmann Ernst Kramer, bis 1684 ging es dann für 2000 Taler an seinen Sohn, den Eisenkramer Georg Kramer. Er baute das Haus aus und veräußerte es 1707 an Dr. Martin Felix Brähme. Von Brähme erwarb es 1709 für 1800 Taler der Rauchhändler Andreas Freudemann. Freudemann verkaufte es 1718 für 3000 Taler an den Kürschner Christian Brell (auch Brelle). Er blieb bis 1739 Eigentümer. Sowohl 1803 als auch 1845 war die Witwe Rennau Eigentümerin, 1870 der Tabaksfabrikant Müller, 1883 die Witwe Freyer. Das dreigeschossige Wohn- und Geschäftshaus verfügte über eine dreiachsig ausgeführte Fassade. 1878 und 1883 wurden Umbauten am Erdgeschoss vorgenommen. 1903 fügte mann im ersten Obergeschoss ein markantes halbrundes Schaufenster ein. Zugleich ein entstand ein hoher Dreiecksgiebel auf dessen Spitze eine Eule thronte. 1914 und auch noch 1925 gehörte das Haus dem Zigarrenhändler Valentin Waltz. 1938 und auch 1940 war der Kaufmann Werner Klavehn als Eigentümer eingetragen. | vor 1945                                      |
| 158 (alt)                                                              | Zum grünen Baum auch Zum goldenen Adler                                      | In der Zeit vor 1631 gehörte das Brauhaus Arnd Picht, 1631 dann der Viertelsherr Johann Ludwig. Der Bürgermeister Johann Drehne erwarb die Stätte 1659 von Ludwigs Erben für 1200 Taler. 1662 erwarb der Apotheker Henning Sievert die Stätte und richtete auf dem Grundstück eine zweite städtische Apotheke ein, die ab 1679 als Hofapotheke betrieben wurde. Sievert war jedoch bereits 1676 verstorben. Nach 1679 kam das Haus Weinfaßstraße 10 zum Grundstück. Von Sieverts Erben erwarb der Apotheker Gottfried Henning Sievert 1684 das Haus und die Apotheke für 3100 Taler. Sievert verstarb 1715. Die Apotheke ging an Dr. med. Paul Gottfried Sievert, später an Katharine Elisabet Eltester, geborene Sievert. Sie veräußerte das Anwesen für 10.000 Taler an den Apotheker Thomas Dietrich Oloff, der 1729 an den Apotheker Georg Ludwig Wilhelm für 18.000 Taler verkaufte. 1803 gehörte es Hartmann, 1817 der Apothekerin Elisab. Hartmann. Auch in der Zeit um 1823 wurde die Witwe und Apothekerin Hartmann als Eigentümerin genannt, auch 1845 gehörte es noch einem Hartmann. 1861 wurde das Wohn- und Geschäftshaus um eine vierte Etage aufgestockt. Die verputzte Fassade war sechsachsig, die Fenster paarweise zusammengefasst. 1870 gehörte das Haus dem Apotheker Hartmann und 1914 dem Mediz. Rat Dr. phil G. Hartmann. Im Jahr 1919 und auch 1931 erfolgten Umbauten. 1925 war der Apothekenbesitzer Bernhard Gemm und 1938, 1940 und auch 1942/1943 H. Maaß aus Hannover. Als Inhaber der Hofapotheke wurde 1940 noch Bernhard Gemm genannt. Wohl durch die Benennung als Hofapotheke hatte man oberhalb der Eingangstür einen vergoldeten preußischen Adler angebracht, woraus sich der zweite Hausname ergab. Nach 1944/1945 konnte die Adlerfigur nicht mehr aufgefunden werden. |                                               |
| 172, 173                                                               | Ulrichshaus Magdeburg                                                        | siehe Hauptartikel | 2025                                          |
| 159 (alt)                                                              | Ulrichsbogen und Einmündung der Neuen Ulrichstraße (historisch)              | siehe Hauptartikel |                                               |
| 160 (alt)                                                              | Zur goldenen Gans                                                            | Vor 1629 gehörte das Haus den Erben von Andreas Thiele, von 1629 bis 1647 dann Matthias Lutteroth. Es ist überliefert, dass zwei Kinder Lutteroths, eine Tochter und ein Sohn, nach der Zerstörung Magdeburgs im Jahr 1631 im November 1631 in Lübeck um eine Beisteuer zur Finanzierung einer Reise baten. Die Tochter war mit dem Kapitän und wohl schwedischen Offizier Johann Schultze verheiratet. Sie wollten ihren Ehemann in Schweden suchen. Lutteroth veräußerte die Stätte 1647 für 400 Taler an den Schwertfeger Georg Hoffmann und den Seiler Christian Schwabe. Zum Grundstück gehörte auch die benachbarte Nummer 161. Hoffmann hatte bereits zuvor eine Hütte auf dem Grundstück errichtet. Die beiden teilten dann das Grundstück. Hoffmann übernahm die 160, Schwabe die 161 (siehe dort). Hoffmann wurde zuletzt 1653 erwähnt. Im Jahr 1677 veräußerte Mathias Wrede die Stätte für 350 Taler an den Sattler Joachim Blume, der in der Zeit bis 1685 verstarb. Danach gehörte das Haus dem Sattler Johann Holster. Es wird angenommen, dass er der zweite Ehemann der Witwe Blume war. Von ihm erwarb es 1719 für 800 Taler der Zinngießer Heinrich Kittmann, der bis 1727 Eigentümer blieb. Möglicherweise ist das Haus mit dem als wilde Gans bezeichneten Gebäude identisch. 1803 gehörte das Haus C. Heyroth, um 1823 dem Zinngießer Wilhelm Köpcke, 1832 dem Kaufmann Carl Heyroth. Im Jahr 1832 wurde die dreiachsige Fassade des viereinhalbgeschossigen Gebäudes umgebaut. 1845 wurde die Witwe Barbiér als Eigentümerin geführt. 1870 war der Kaufmann Loewenthal Eigentümer. Bereits in der Zeit vor 1888 wurden die benachbarten Grundstücke 161 und 162 gemeinsam neu bebaut. 1888 kam dann auch das Haus Nummer 160 hinzu. In diesem Zusammenhang wurde die Fassade umgebaut. 1911 erfolgte ein Ladenumbau im Erdgeschoss, 1912/1913 wurde das Gebäude in ein Hotel umgenutzt. 1914 und auch 1925 war der Rentner F. Nagel Eigentümer. Ein erneuter Ladenumbau fand 1932 statt. 1938 und 1940 gehörte das Haus dem Kaffeehausbesitzer F. Nagel, 1942/1943 den Nagelschen Erben. 1945 wurde das Gebäude zerstört. In der Zeit um 1960 wurde eine Kopie des Haussteins angefertigt und am Gebäude Hartstraße 3 angebracht. | Kopie des Hauszeichens an der Hartstraße 3    |
| 161 (alt)                                                              | Zur goldenen Gans                                                            | Bis 1647 gehörte das Grundstück mit zur benachbarten Nummer 160 (siehe dort), dann gehörte es dem Seiler Christian Schwabe. Er verstarb 1674 und wurde von seinem Sohn, dem Seiler Johann Schwabe beerbt. Johann Schwabe veräußerte das Brauhaus für 1110 Taler im Jahr 1736 an Johann Martin Schwabe. 1803 war Hille Eigentümer. Im Jahr 1817 befand sich in den Häusern Nummer 161 und 162 der Gasthof Weißer Schwan, der von der Witwe Schnabel als Gastwirtin betrieben wurde. Eigentümer des Hauses war auch 1845 ein Hille, 1870 der Hotelbesitzer Nagel. Noch vor 1888 wurde eine neue gemeinsame Bebauung der Grundstücke 161 und 162 vorgenommen, 1888 erfolgte auch die Vereinigung mit der Nummer 160 (siehe dort). |                                               |
| 162 (alt)                                                              | Zum weißen Schwan                                                            | In der Zeit vor 1631 standen auf dem Grundstück zwei Häuser. Das nördliche war der eigentliche Gasthof Weißer Schwan und gehörte 1631 Paul Albrecht. Bereits 1637 wurde hier nach der Zerstörung der Stadt von 1631 wieder ein Haus genutzt. Der Fähramtsbediente und Weinschenk Anton Rentorf (auch Rintorf) erwarb das Haus 1637 für 900 Taler. Der Südteil gehörte 1631 und auch 1637 Hans Niemann, dann dem Kaufmann Hans Gerstorf. Im Jahr 1642 erwarb der Eigentümer des nördlichen Teils, Anton Rentorf, den Südteil für 325 Taler als Stätte hinzu, so dass nun beide Grundstücke vereint waren. Rentorfs Schwiegersohn, der Gastwirt Heinrich Schlüter, erbte den Gasthof und wurde zuerst 1678 erwähnt. 1684 gehörte das Anwesen seiner Witwe. Von ihren Erben kaufte es 1695 für 2300 Taler der Gastwirt Konrad Schlüter. Er hatte ihn bereits zuvor ab 1687 für eine Jahrespacht von 90 Talern gepachtet. Von ihm erbte es 1740 für 4000 Taler Johann Konrad Schlüter. Schon im Jahr 1803 gehörten die Nummern 161 und 162 dem selben Eigentümer (siehe bei der Nummer 161). Ab 1888 wurden die Häuser 160, 161 und 162 vereint (siehe Nummer 160). |                                               |
| Alte Ulrichstraße 1 (alt) 163 (älter)                                  |                                                                              | 1631 und dann noch bis 1642 gehörte das Haus der Witwe von iuris utriusque candidati et practici Hans Petz. 1642 übernahm es dann Anton Rentorf, dem die benachbarte Nummer 162 gehörte, die Stätte zu „verwahren und zuzumachen“. Im gleichen Jahr erwarb sie dann der Kämmerer Oswald Mathias, der sie ebenfalls noch 1642 für 300 Taler an den Sattler Adolf Ehre veräußerte. Ehre führte eine Ähre in seinem Wappen. Er verstarb 1676 und vererbte an seinen Sohn, den Sattler Hans Ehre sowie Andreas Lemser. Von den erben erwarb 1685 der Goldschmied Gert Oberdieck das Haus für 575 Taler, der es an seinen Schwiegersohn, den Goldschmied Askan Lutteroth, vererbte. Später gehörte es dem Goldschmied Georg Christoph Fresser, der die Witwe Lutteroths heiratete. Fresser veräußerte das Haus 1716 für 2200 Taler an die Witwe des Kaufmanns Andreas Kramer. 1803 und 1845 gehörte das Haus Köppe, 1870 dem Tapazierer Lyk. Das Wohn- und Geschäftshaus war fünfgeschossig und verfügte über eine dreiachsige Fassade. 1887 wurde das Gebäude im Zuge der Verbreiterung der Alten Ulrichstraße abgerissen. Das Grundstück gelangte dann zur Alten Ulrichstraße 1. 1889 wurde das nun neue Eckgrundstück zum Breiten Weg mit einem Geschäftshaus für Wulsch und Nullmeyer neu bebaut. 1905, 1919 und 1922 wurden Umbauten an den Ladengeschäften vorgenommen. 1914 gehörte das Haus den Nullmeyerschen Erben und der Rentnerin J. Wulsch. Im Jahr 1925 wurde der Kaufmann Werner Klavehn, 1938 und 1940 der Kaufmann G. Eppens sowie die Erben von Wulsch und Nullmeyer erwähnt. | 1903 oder früher, nach 1889                   |
| 164 (alt)                                                              |                                                                              | Im Jahr 1631 und dann bis 1649 gehörte das Brauhaus Hans Picht. 1650 war Henning Sievert senior Eigentümer. Er bebaute das Grundstück noch 1650 neu. Im Haus wohnte dann sein Sohn Henning Sievert junior. 1687 veräußerten die Erben des Apothekers Heinrich (auch Henning) Sievert senior, bei dem es sich wohl um den ursprünglichen junior handelte, das Haus für 1830 Taler an den Schiffer Johann Christoph Block. Block verstarb 1699. Seine Erben veräußerten das Haus für 4650 Taler im Jahr 1709 an die Witwe Blocks, die zwischenzeitlich Dietrich Nolte geheiratet hatte. Von ihr erbte es in der Zeit vor 1715 der Kriegsrat Johann Dietrich Block, der es 1737 an Andreas Fritze veräußerte. 1803 und 1845 gehörte es Curitz, 1870 einer Frau Nullmeyer, geborene Jüling. Das viergeschossige Wohn- und Geschäftshaus hatte zum Breiten Weg hin eine vierachsige Fassade. Im Zuge der Verbreiterung der Alten Ulrichstraße wurde 1887 abgerissen. Das Grundstück wurde Teil des Straßenraums der Alten Ulrichstraße. | vor 1887                                      |
|                                                                        | Einmündung Alte Ulrichstraße (historisch)                                    | | vor 1887 · 1903 oder früher                   |
| 165 (alt)                                                              | Zum warmen Loch                                                              | siehe Hauptartikel |                                               |
| 166 (alt)                                                              | Breiter Weg 166                                                              | siehe Hauptartikel |                                               |
| 167 (alt)                                                              | Zur blauen Lilie                                                             | siehe Hauptartikel |                                               |
| 168 (alt)                                                              | Zum schwarzen Bock                                                           | siehe Hauptartikel | vor 1865                                      |
| 169 (alt)                                                              | Zur schönen Ecke                                                             | siehe Hauptartikel | vor 1865                                      |
|                                                                        | Einmündung Ulrichplatz                                                       | | 2025                                          |
|                                                                        | Einmündung Schöneeckstraße (historisch)                                      | |                                               |
| 170 (alt)                                                              | Zum blauen Stern                                                             | siehe Hauptartikel | vor 1865                                      |
| 174                                                                    | Breiter Weg 174                                                              | siehe Hauptartikel | 2025                                          |
| 171 (alt)                                                              | Zum großen Christoph                                                         | Bis zum Jahr 1631 bestanden zwei Häuser, die zu diesem Zeitpunkt beide Nikolaus Schmidt gehörten. 1644 veräußerten Schmidts Erben beide Stätten an Christian Becker. Von ihm erwarb die Stätten 1646 für 400 Taler der Stadtmajor Balzer Lüderwald. Er war in diesem Jahr, nach Abzug der letzten fremden Truppen, vom Rat zum Kommandeur der Truppe der Republik Magdeburg ernannt worden. 1647 baute er das Haus wieder auf. Er erhielt auch die Erlaubnis zwei Erker an das Gebäude anzufügen. Lüderwald ließ 1648 einen Hausstein anfertigen, der noch in den 1930er Jahren, dort bereits aber stark verwittert, auf dem Hof des Hauses angebracht war. Er zeigte die Figur des Heiligen Christophorus, wie er den Knaben Christus auf den Schultern durch das Wasser trägt und dabei einen eisernen Wanderstab nutzt. Schon 1646 hatte Lüderwald das Grundstück Schöneeckstraße 12 und 1649 dann auch die Schöneeckstraße 11 hinzu erworben. In der Zeit bis 1659 verstarb Lüderwald. Seine Witwe veräußerte das Haus in diesem Jahr für 5000 Taler an den Schiffer Joachim Helmstedt, der 1695 oder 1696 verstarb. Das Haus gehörte dann zunächst seinen Erben, 1698 dann den Erben von Johann Andreas Scheller. Sie vermieteten das Haus an Oberst Ernst Ludwig von Bornstedt. Im Jahr 1699 gehörte das Haus dann der Witwe Helmstedts. Sie teilte das Haus in einen kleineren nördlichen und einen größeren südlichen (Nummer 172, siehe dort) Teil. Den nördlichen Teil erwarb 1699 der Handelsmann Askan Maschau (auch Mascou) für 2750 Taler, der es 1701 für 3000 Taler an seinen Bruder, den Arzt Dr. Friedrich Maschau veräußerte. Von ihm erwarb es 1708 für 1900 Taler der Kaufmann Andreas Mörder, der es noch im gleichen Jahr für 1930 Taler an den Kaufmann Heinrich Adrian Peine weiter verkaufte. Peine verkaufte es 1727 für 1500 Taler an Julius Thielebein. Im Jahr 1800 erwarb der Buchhändler Georg Christian Keil das Haus für 5000 Taler. Ihm gehörte auch die benachbarte Nummer 172, so dass nun beide Grundstücke wieder vereint waren. Spätestens ab 1803 gehörten beide Grundstücke der Familie Heinrichshofen, die über sehr lange Zeit hier eine bekannte Buch-, Kunst-, Musikalien- und Pianoforte-Handlung betrieb. Im Jahr 1878 erfolgte eine Aufstockung des dreigeschossigen Wohn- und Geschäftshauses. 1889 wurden Um- und Erweiterungsbaumaßnahmen vorgenommen. Ein weiterer Umbau erfolgte 1909. Erst 1938 gehörte das Haus dann der R. Karstadt AG, die beabsichtigte, die Häuser Breiter Weg 170 bis 172 für den Neubau eines Warenhauses zu nutzten. Der Plan wurde jedoch nicht umgesetzt. Bereits 1940 gehörte das Haus wieder der Familie Heinrichshofen. 1944/1945 wurde Eva-Maria Heinrichshofen als Eigentümerin genannt. Im Zweiten Weltkrieg wurde das Haus zerstört. Die einsturzgefährdete Fassade wurde in der Zeit vom 31. August bis 4. September 1946 abgerissen, wofür Kosten in Höhe von 258,52 Reichsmark entstanden. Das Geschäft Heinrichshofen bestand zunächst in der Sternstraße 29 und der Leibnitzstraße 32 fort, verzog dann jedoch nach Wilhelmshaven. |                                               |
| 172 (alt)                                                              | Zum großen Christoph                                                         | Bereits seit der Zeit vor 1631 gehörte das Grundstück dem gleichen Eigentümer wie die benachbarte Nummer 171 (siehe dort). 1699 wurde das Grundstück geteilt, die Nummer 172 gehörte weiterhin der Witwe Helmstedt. 1733 veräußerten ihre Erben das Haus für 1760 Taler an Johann Gottfried Stilcke. 1800 erwarb der Buchhändler Georg Christian Keil das Haus für 17.000 Taler. Ihm gehörte auch die benachbarte Nummer 171, so dass beide Grundstücke nun wieder vereint waren. Zur weiteren Geschichte siehe Nummer 171. |                                               |
| 173 (alt)                                                              | Zum goldenen Hirsch                                                          | siehe Hauptartikel |                                               |
| 175 bis 177                                                            |                                                                              | Das viergeschossige Wohn- und Geschäftshaus entstand im Zuge des Wiederaufbaus nach dem Zweiten Weltkrieg. Abweichend von der übrigen Neubebauung erhielt es ein Satteldach und orientierte sich in der Traufhöhe an den südlich angrenzenden erhaltenen Gebäude Breiter Weg 178 und 179. | 2025                                          |
| 174 (alt)                                                              | Franziskaner                                                                 | siehe Hauptartikel |                                               |
| 175 (alt)                                                              | Zu den drei Rosen                                                            | siehe Hauptartikel |                                               |
| 176 (alt)                                                              |                                                                              | 1631 gehörte das Haus Hans Pabst, der auch noch 1645 Eigentümer war. Später wurde sein Schwiegersohn, der Schuster Ambrosius Müller, als Eigentümer geführt. Er wurde zuerst 1661 und zuletzt 1687 erwähnt. 1661 wurde das Grundstück wieder als Haus bezeichnet, 1694 jedoch als Brandstätte. Die Ehefrau Müllers, eine geborene Pabst, veräußerte die Stätte im Jahr 1694 an den Gewandschneider Gottfried Fiedler für 356 Taler. Fiedler bebaute das Grundstück neu. Von ihm erwarb es 1709 der Kammersekretär Christian Schartau für 950 Taler. Noch im gleichen Jahr verkaufte es Schartau für ebenfalls 950 Taler an den Seiler Henning Rademacher. Rademacher blieb bis 1738 Eigentümer. In der Zeit um 1730 war ein neues dreigeschossiges Gebäude errichtet worden. Es war lediglich zwei Achsen breit und verfügte über ein eingeschossiges Zwerchhaus, welches von einem Dreiecksgiebel bekrönt wurde. 1803 und auch noch 1845 gehörte es einem Dahlmann, 1851 dem Kürschnermeister L. Menz. 1870 war der Tabakfabrikant Nathusius Eigentümer. Bei einem Umbau in den Jahren 1906/1907 wurde es in den damaligen Komplex 175 bis 177 einbezogen. Zur weiteren Geschichte siehe Breiter Weg 175. |                                               |
| 177 (alt)                                                              | Zu den drei goldenen Schlüsseln                                              | siehe Hauptartikel |                                               |
| 178                                                                    | Haus des Jakob Cord                                                          | siehe Hauptartikel | 19. Jahrhundert · 2013                        |
| 179                                                                    | Zum Ochsenkopf                                                               | siehe Hauptartikel | 19. Jahrhundert · 2013                        |
| 180                                                                    | Zu den drei goldenen Erkern                                                  | siehe Hauptartikel | vor 1892 · 2013                               |
|                                                                        | Einmündung Himmelreichstraße                                                 | | 2024                                          |
| 181 (alt)                                                              | Zum Himmelreich                                                              | siehe Hauptartikel | vor 1892                                      |
| 188 bis 192                                                            | Ladenstraße                                                                  | siehe Hauptartikel | 2025                                          |
| 182 (alt)                                                              | Zur heiligen Dreifaltigkeit                                                  | 1631 gehörte das Haus Heinrich Siepmann. Seine Erben veräußerten die Stätte im Jahr 1660 für 300 Taler an Peter Kind. Kind errichtete auf dem Grundstück ein neues Haus, das er 1678 für 1400 Taler an den kursächsischen Geleitsmann und späteren Kämmereiassessor Adolf Friedrich Heinitz. Von ihm erwarb das Haus 1693 der reformierte Hofprediger Wilhelm Friedrich Thüllmeyer für 1300 Taler. 1697 kaufte es der Handelsmann Nikolaus Popperoth für 1420 Taler. Bis 1725 war Johann Popperoth Eigentümer. Es wird für möglich gehalten, dass Johann Popperoth mit Nikolaus Popperoth identisch ist. 1803 gehörte das Haus Sintenis, um 1823 Fr. E. Koepke, der hier eine Material- und Getreidehandlung betrieb. Er war außerdem Hauptmann der 3. Kompanie. 1838 und 1845 wurde L. Sintenis als Eigentümer geführt. Im Jahr 1867 wurde der erste Dachboden des dreigeschossigen Wohn- und Geschäftshaus mit dem zweigeschossigen, mit Figuren bekrönten Giebel ausgebaut. Die Fassade war fünfachsig. 1867 und auch noch 1870 war der Polizeisekretär Breitenbach Eigentümer, 1893 Frau Therese Oberbeck. In den Jahren 1893 und 1899 erfolgten Ladenumbauten. 1899 und 1901 gehörte das Haus den Erben Oberbeck. Im Jahr 1908 wurde das Haus abgerissen. Als Neubau entstand ein dreigeschossiges Haus mit Mansarddach, zweigeschossigem Zwerchhaus und Erker. Zu diesem Zeitpunkt wurde auch das benachbarte Haus Nummer 183 umgebaut und beide Häuser dabei vereinigt. 1911/1913 fanden weitere Umbauten statt, wobei die Häuser 181 bis 183 vereint wurden. Um 1924 war Eigentümer wohl die Familie Freise, danach dann bis 1944/1945 Hans und Rolf Freise. Noch 1944/1945 befand sich ein alter Hausstein im Hausflur des Gebäudes. Er trug die Inschrift Dis Haus steht in Gottes Hand - Zur H. Dreifaltikeit wirds genandt. In der Zeit um 1946 konnte der Hausstein durch ein Team um Werner Priegnitz geborgen werden. Das weitere Schicksal des Steins ist nicht bekannt. Zur weiteren Geschichte siehe auch Breiter Weg 181. |                                               |
| 183 (alt)                                                              | Zu den drei Hasen                                                            | Eigentümer des Hauses waren die Erben von Hans Tiele. 1631 gehörte es dem Ratskämmerer Hermann Körber (auch Körver), der das Grundstück 1642 wieder bebaute. Er übertrug das Braurecht seines auf der Rückseite anstoßenden Hauses Himmelreichstraße 22 auf dieses Grundstück. Körbers Wappen befindet sich am Magdeburger Reiter. Im Jahr 1650 erbte sein Sohn Hermann Körber junior das Haus, 1661 gehörte es dann bereits seinen Erben, die Söhne Hans Körbers, der Brauer Johann Jeremias und Hermann Körber. Von ihnen erwarb es der Kaufmann Valentin Ruland. Zunächst 1669 der Anteil von Johann Jeremias für 1110 Taler, dann 1671 Hermanns Anteil für 1250 Taler. Ruland senior verstarb 1682, seinen Erben gehörte das Haus bis 1698. Dann übernahm es für 3000 Taler der Schiffer Valentin Ruland junior, der bis 1723 Eigentümer blieb. 1803 und 1845 war ein Brückner Eigentümer, 1870 eine Frau Brückner, geborene Leekeny. Im Jahr 1901 errichtete der Bankier Friedrich Friese einen viergeschossigen Neubau. Das im historisierenden Stil gebaute Haus verfügte über eine fünfachsige Fassade und einem zweigeschossigen Volutengiebel in neobarockem Stil. 1908 erfolgte ein Umbau, bei dem das Gebäude mit dem zeitgleich neu gebauten Nachbarhaus Nummer 182 vereint wurde. Bei weiteren Umbauten 1911/1913 wurde dann der Gebäudekomplex 181 bis 183 zusammengeführt. Weiteres siehe Nummer 181. In den 1930er Jahren befand sich am Haus als moderne Inschrift Zur goldenen Leuchte, die jedoch eigentlich zum Haus Breiter Weg 155 gehörte. |                                               |
| 184 (alt)                                                              | Zum grünen Lamm                                                              | Von 1601 bis 1624 gehörte das Haus dem braunschweigischen Hofmaler Joachim Nolte, von 1624 bis vor 1631 folgte als Eigentümer Christoph Allermann (auch Aldermann). Nach Allermann war sein Schwiegersohn, der Pfarrer Kaspar Held Eigentümer. 1631 wurde Ludolf Kreyenberg genannt, der jedoch vermutlich nur Mieter war. 1646 veräußerte Kaspar Held die Stätte für 200 Taler an den Kaufmann Kurt Schlüter. Schlüter gehörte das Nachbarhaus Nummer 185. Auf der Nummer 184 errichtete er wohl eine kleine Wohnung oder einen Schuppen. Seine Witwe veräußerte das Grundstück 1669 für 300 Taler an den Handelsmann Hans Schlüter. Schlüter verkaufte das kleine Haus 1675 für 375 Taler an den Sattler Hans Adam Baumgarten, von dem es 1711 für 2100 Taler der Handelsmann Daniel Ermhard erwarb. Ermhard verkaufte 1714 für 2450 Taler an Johann Balthasar Stöbesand. 1803 war ein Prillwitz Eigentümer. Im Jahr 1837 wurde ein Neubau ausgeführt, der 1845 Roch und 1870 dem Lotterie-Einnehmer Roch gehörte. 1873 wurde das Erdgeschoss umgebaut. Weitere Umbauten fanden 1887 und 1917/1918 statt. Dabei wurde auch die aufwändig gestaltete dreiachsige Fassade des viergeschossigen Wohn- und Geschäftshauses verändert. 1914 gehörte es dem Hutfabrikanten E. Hupe und 1925 der Witwe S. Riebe. 1938 und 1940 wurden die Riebeschen Erben als Eigentümer geführt. |                                               |
| 185 (alt)                                                              |                                                                              | 1631 gehörte das Haus Kurt Schlüter senior, 1643, das Grundstück war nach der Zerstörung der Stadt im Jahr 1631 bereits wieder mit einem Haus bebaut, wurde seine Witwe als Eigentümerin geführt. Kurt Schlüter junior war 1646 Eigentümer, 1652/1653 seine Witwe. Sie versteuerte ein neu errichtetes großes Haus. Auf sie folgte bis 1669 Klaus Lüders, ab 1669 dann die Erben von Kurt Schlüter, 1675 und 1689 Hans Schlüter, wobei das Haus 1679 als Haus mit Badstube benannt wurde. 1690 veräußerte seine Witwe das Haus für 1300 Taler an ihren Sohn Konrad Schlüter. In den Jahren 1711 und 1720 war der Gastwirt Bendix Etebeer als Eigentümer verzeichnet. 1803 und 1845 gehörte das Haus Heukenkamp (auch Heuckenkampf), 1870 dem Particulier Neumann. Das Wohn- und Geschäftshaus war viergeschossig mit vierachsiger Fassade, die von einem eingeschossigen Zwerchhaus bekrönt wurde. Im Jahr 1870 erfolgte ein Umbau des Erdgeschosses. 1886 schuf man eine Verbindung zum Nachbarhaus Breiter Weg 186, 1888 wurde der Gewölbekeller des Hauses zu einem zweigeschossigen Keller umgebaut. Der rechte Giebel des Gebäudes wurde 1911 erneuert, zugleich wurde die Fassade im Erdgeschoss und im ersten Obergeschoss verändert. 1914 gehörte das Haus W. Riebe, 1925 der Witwe S. Riebe. 1936 fand ein Ladenumbau statt. 1938 und auch noch 1940 waren die Riebeschen Erben Eigentümer. |                                               |
| 186 (alt)                                                              | Zum goldenen (oder gelben) Löwen                                             | Im Jahr 1631 gehörte das Haus Joachim Baligke (auch Balcke). Baligke war Rottmeister in der Nachbarrotte. 1643 veräußerten seine Kinder die Stätte für 285 Taler an Kurt Schlüter. Seine Witwe veräußerte das Haus 1669 für wohl 1900 Taler an Hans Schlüter. Später gehörte es dem Materialisten Johann Schrader, 1679 dann dem Weißgerber Melchior Weberling. Von Weberlings Witwe erwarb es 1685 für 400 Taler der Handelsmann Johann Kettner, der es 1689 für 450 Taler an den Seiler Christoph Leißner verkaufte. Leißner verstarb 1718. Im Jahr 1719 übernahm es Johann Christoph Leißner für 1800 Taler. 1803 und auch 1845 gehörte das Haus einem Gewert, 1851 dem Restaurateur Adolph Martini. Das dreiachsige Wohn- und Geschäftshaus wurde 1851 umgebaut und aufgestockt. Der Particulier Martini wurde 1870 als Eigentümer genannt. Im Jahr 1886 schuf man eine Verbindung zum benachbarten Haus Nummer 185, 1889 und 1905 folgten weitere Umbauten. Spätestens ab 1914 fiel das Eigentum mit dem Nachbarhaus zusammen. Zur weiteren Geschichte siehe dort. |                                               |
| 187 (alt)                                                              | Zum goldenen Engel zuvor Zum Bauerntanz                                      | In der Zeit vor 1631 gehörte das Brauhaus Magdalene Keck, 1631 dann ihrem zweiten Ehemann cand. jur. Johann Buschow, ab 1634 schließlich ihrem dritten Ehemann, dem Gastwirt Paul Albrecht. Albrecht bebaute das Grundstück 1637 neu. 1638 wurde der Name des Gasthofs von Zum Bauerntanz in Zum goldenen Engel geändert. Nach seinem Tod im Jahr 1645 gehörte der Gasthof seiner Witwe, die 1658 verstarb. Auf sie folgten ihre Kinder aus der dritten Ehe, die das Anwesen 1661 für 2700 Taler an den Gastwirt Johann Rintorf veräußerten, der zuletzt 1689 erwähnt wurde. Seine Witwe verstarb 1712 und wurde von ihrem Neffen, dem Gastwirt Joachim Friedrich Bake (auch Baacke) beerbt, der bis 1729 Eigentümer blieb. 1803 gehörte das Haus einem Neuschäfer, 1817 dem Gastwirt und Wein- und Kornhändler Philipp Neuschäfer. Auch 1845 wurde ein Neuschäfer als Eigentümer geführt, 1860 dann ein Bodenstein. Im Jahr 1860 wurde ein dreigeschossiges Wohn- und Geschäftshaus mit sechsachsiger Fassade errichtet. Die beiden mittleren Achsen waren in Form eines Risaliten betont und von einem Dreiecksgiebel bekrönt. Die Fenster waren von Pilastern gerahmt. 1870 gehörte das Haus einer Frau Bodenstein, geborene Neuschaefer, 1882 und 1890 Ernst Bodenstein. Im Jahr 1890 erfolgte ein Ladenumbau, 1906 der Umbau des ersten Obergeschosses. 1907 und 1914 war die Witwe A. Everth Eigentümerin. Im Jahr 1924 wurde der Eingangsbereich verändert. Als Eigentümer wurden dann 1925 der Bankier H. Albert und der Kaufmann C. Fangmeier junior. 1936 wurde das Gebäude in zwei gelbbraunen Farbtönen neu gestrichen. 1938 und 1940 gehörte es H. Albert allein. Zum Grundstück gehörte auch der Krumme Ellbogen 1. Im Zweiten Weltkrieg wurde das Haus zerstört. 1947 wurde ein Wiederaufbau geplant, in den Seitengebäuden wurden 1948 Werkstätten eingerichtet. Noch 1950 war H. Albert Eigentümer. An das Hauszeichen Zum Bauerntanz wird an der Hauszeichenstele in der Himmelreichstraße erinnert. |                                               |
| 188 (alt)                                                              | Zum weißen Löwen                                                             | 1631 gehörte das Brauhaus Moritz Löde, 1641 dem Brauer Hans Hoppe (auch Hopfe) und danach seinen Erben. Von diesen erwarb der Kaufmann Hans Kramer die Stätte im Jahr 1645 für 475 Taler. Er bebaute das Grundstück 1647. Im Jahr 1679 wurde seine Witwe als Eigentümerin geführt, 1692 der Schiffer Friedrich Krause. Seine Erben veräußerten das Haus für 3100 Taler 1694 an den Gastwirt Hans Hermanns (auch Hermannus). Er richtete einen Gasthof ein und blieb bis 1734 Eigentümer. In der Zeit um 1700 gehörte das Grundstück Krummer Ellbogen 1a mit zum Anwesen. 1803 gehörte es Meitzendorff, 1817 dem Gastwirt Georg Bach. Um 1823 betreibt der Gastwirt Johann Georg Bach hier den Gasthof Zum weißen Löwen. 1845 war wieder ein Meitzendorff Eigentümer, 1870 dann der Particulier Heinrich. Im Jahr 1914 wurden die Heinrichschen Erben als Eigentümer geführt, 1925 dann der Major a. D. G. Heinrich, schließlich 1938, 1940 und dann bis 1944/1945 der Fabrikdirektor W. Mende. Die Fassade des viergeschossigen Wohn- und Geschäftshauses war vierachsig angelegt, mit Rundbogenfenstern im dritten Obergeschoss. 1936 erfolgte eine neue Gestaltung der Fassade. 1945 wurde das Haus zerstört. Noch bis 1944/1945 befand sich als Hausstein eine Löwenfigur am Gebäude. In der Zeit um 1946 wurde die Figur von einem Team um den Heimatforscher Werner Priegnitz geborgen. An das Hauszeichen wird an der Hauszeichenstele in der Himmelreichstraße erinnert. |                                               |
| 189 (alt)                                                              |                                                                              | Das Backhaus gehörte 1631 dem Bäcker Andreas Meißner, 1639 dann seiner Tochter. Von ihr erwarb 1640 der Bäcker Hans Hane (auch Hahn) die Stätte für 300 Taler. Er hatte hier bereits seit 1635 gewohnt und bebaute die Stätte in der Zeit bis 1645. Zuletzt wurde er 1667 erwähnt. Im Jahr 1679 war dann der Bäcker Nikolaus Hahne Eigentümer. Er verstarb in der Zeit zwischen 1685 und 1690. Es folgte ein Prozess zwischen seinen Erben und den Bäcker Joachim Helmke (auch Helmecke) um das Haus. Letztlich werden 1705 gegen eine Zahlung von 550 Talern die Erben Hahnes als Eigentümer anerkannt. Danach gehörte es dem Bäcker Andreas Popperod, der es 1708 für 2010 Taler an Helmke verkaufte, der bis 1728 Eigentümer blieb. 1803 war ein Förster Eigentümer, 1817 der Bäcker August Förster. Auch noch 1845 wurde ein Förster als Eigentümer geführt, 1870 Bäckermeister Foerster und 1873 der Bäckermeister Carl Steinbrecht. Im Jahr 1886 ließ Siegfried Alterthum einen Neubau im historisierenden Stil errichten, der die Grundstücke Nummer 189 und 190 umfasste. 1908/1909 veranlasste Siegfried Alterthum Umbauten. 1914 waren als Eigentümer die Rentiere E. Alterthum und der Kaufmann A. Schreiber ausgewiesen, 1925 der Kaufmann F. Vorreyer. Noch 1937 befanden sich Vorreyers Initialien am Giebel. Das Geschäftshaus war viergeschossig mit fünfachsiger Fassade. 1928 erhielt es einen neuen Anstrich in braunen Farbtönen, wobei die Verblendsteine gelb abgesetzt wurden. 1937 erfolgten Umbauarbeiten, um den Umzug des Möbelhauses Jürgens & Co. zu ermöglichen. Eigentümer war 1938 dann E. Goetze und 1940 Frau E. Jürgens. Im Zweiten Weltkrieg wurde das Haus zerstört. Im Juli 1946 wurde ein Seitenhaus als ausbaufähig bewertet, wobei die Baukosten auf 25.000 Reichsmark geschätzt wurden. |                                               |
| 190 (alt)                                                              | Zu den drei Rosen                                                            | 1631 wurde der Kaufmann Simon Prinz als Eigentümer geführt. Zunächst gehörten zum Grundstück auch Teile von Krummer Ellbogen 1a. Prinz ist vermutlich der Verfasser eines Erlebnisberichts der Zerstörung Magdeburgs im Jahr 1631. Er bebaute das Grundstück in der Zeit vor 1643 neu, konnte dann aber seine Handlung nicht fortführen. Er war auch noch 1647 Eigentümer. Nach seinem Tod gehörte das Haus seiner Witwe, die jedoch 1657 in Konkurs ging. Noch 1657 war dann wohl die Witwe von Thomas Lamb Eigentümerin. Ihr Erbe war Sebastian Müller. Das Haus verfiel jedoch. 1661 wurde es an die Witwe des Apothekers Christoph Schinke für 550 Taler veräußert. In der Folge gehörte es Barbara von Döhren. Ihre Erben verkauften es 1667 für 1500 Taler an den Handelsmann Martin Schiebel. Er verstarb in der Zeit bis 1675 und vererbte es an seine Witwe und dann an Konrad und Alexander Schiebel. 1690 veräußerte der Handelsbediente Konrad Schiebel seinen Anteil für 550 Taler an den Handelsmann Gottfried an den Handelsmann Gottfried Jehne (auch Jähne). Wann er den Anteil Schiebels erwarb ist nicht überliefert. Er blieb bis 1726 Eigentümer des Hauses. 1803 wurde ein Beckmann als Eigentümer geführt, 1817 der Material- und Gewürzwarenhändler Julius Beckmann. Auch 1845 war noch ein Beckmann Eigentümer und 1870 der Kaufmann Grummert. 1886 erfolgte ein Neubau, bei dem die Grundstücke 189 und 190 vereint wurden (siehe Breiter Weg 189). |                                               |
| 191 (alt)                                                              | Zum goldenen Pelikan auch Zum Pelikan                                        | In der Zeit vor 1631 gehörte das Brauhaus dem Ratskämmerer Peter Persicke, dann seiner Witwe. 1640 richtete ihr Schwiegersohn, der Kornhändler und spätere Marktrichter Hans Christoph Tentzer (auch Täntzer), das Haus zunächst notdürftig her. In der Zeit bis 1651 baute er das Haus dann wieder auf und erwarb es 1645 für 600 Taler. Sein Schwiegersohn, der Handelsmann Stephan Döhren, erwarb das Haus 1673 von seinen Erben für 2000 Taler. Döhren verstarb zwischen 1685 und 1690 und vererbte das Haus an seine Witwe, die es 1697 für 3050 Taler an ihren zweiten Mann, den Handelsmann Gottfried Pohlmann veräußerte. Dessen Witwe erbte das Haus 1714. 1803 gehörte es einem Bötticher, 1817 dem Brauer Joh. Andr. Böttcher, um 1823 J. H. Bötticher, der hier ein Getreidegeschäft, eine Essigfabrik und eine Branntweinbrennerei betreibt, und 1845 einem Encke. Im Jahr 1870 wurde der Restaurateur Garnn als Eigentümer geführt. 1874 wurde das Haus ausgebaut und um zwei Etagen aufgestockt, 1882 das Erd- und das erste Obergeschoss umgebaut. Ein am Haus befindlicher Erker wurde 1892 um ein Geschoss erhöht. 1899 war W. A. Pape Eigentümer. Im Jahr 1904 erfolgte ein Ladenumbau. 1914 war der Fabrikant W. A. Pape senior Eigentümer, 1925 die Rentiere Bernhardine Pape und 1938, 1940 und 1942/1943 dann die Papeschen Erben. Das Hauszeichen zeigte einen Pelikan mit seinen Küken und trug die Inschrift Dis Haus stehet in Gotteshand zum Pelikan wird es genannt ANNO 1674. Es befand sich bis 1944/1945 an der Hauswand zum Hof hin. Nach 1945 konnte es nicht mehr aufgefunden werden. An das Hauszeichen wird an der Hauszeichenstele in der Himmelreichstraße erinnert. |                                               |
| 192 (alt)                                                              | Zu den drei (auch acht) goldenen Sternen                                     | Bis zu seinem Tod im Jahr 1625 war der Kaufmann Friedrich Bünger Eigentümer des Hauses, nach ihm seine Witwe. Ihr Schwiegersohn Peter Hamel errichtete auf dem Grundstück 1636 ein Häuslein. Seine Witwe musste es aber wieder aufgeben, da sie nicht in der Lage war einen eigenen Haushalt zu führen. So wurde die Stätte 1648 wieder als wüst geführt. In diesem Jahr erbte die Witwe Hamel die Stätte für 209 Taler und trat sie dann an ihren Schwager, den Brauer Joachim Krüger, ab. Krüger bebaute die Fläche in der Zeit bis 1659 neu und veräußerte das Haus dann 1659 für 450 Taler an seinen Schwager, den Kaufmann Friedrich Bünger junior. Bünger stellte das Haus fertig und wurde zuletzt 1679 erwähnt. Das Haus ging dann an seine Witwe, die 1696 verstarb. Von ihren Erben, dem Schmelzer Henning Schmidt und seiner Ehefrau, einer geborenen Decke (auch Deicke), erwarb 1717 Andreas Krüger das Haus für 2050 Taler. Krüger veräußerte das Haus noch im gleichen Jahr an Johann Ernst Lüders. 1803 und auch 1845 wurde ein Dehneke (auch Dehnecke) als Eigentümer geführt. Im Jahr 1848 folgten Umbauten, bei denen das Wohn- und Geschäftshaus auch aufgestockt wurde. Der Bau war dann viereinhalbgeschossig. Die schlichte, verputzte Fassade war dreiachsig. 1870 gehörte das Haus dem Juwelier Kempfe. Auch 1899 war noch ein Kempfe Eigentümer. 1914 wurde der Kaufmann M. Scharrer, 1925, 1938 und auch 1940 der Juwelier H. Cohn als Eigentümer geführt. |                                               |
| 193                                                                    |                                                                              | | Breiter Weg 193; im Jahr 2025                 |
| 193 (alt)                                                              |                                                                              | 1631 gehörte das Haus Heinrich Schaumberg (auch Schamberger), 1640 und auch 1648 dann seiner Witwe. Auf sie folgte 1651 der Sekretär Andreas Gerhard und 1652 der Barbier Friedrich Horn, der auch noch 1663 Eigentümer war. 1667 und 1674 gehörte es seiner Witwe, die das Haus den Geschwistern Gerhard vererbte. Von diesen erwarb es 1679 für 450 Taler der Barbier Thomas Christoph Korbach, der in der Zeit bis 1693 verstarb. Seine Erben veräußerten es 1699 für 900 Taler an die Ehefrau des Barbiers Johann Dietrich Zandermann (auch Sandermann), der bis 1730 Eigentümer blieb. 1803 gehörte es einem Baumann. Zu diesem Zeitpunkt gehörten die Häuser 193 und 194 zusammen. Auch 1845 gehörte es Baumann, 1869 und 1876 dann Jonas Kühne. Das Wohn- und Geschäftshaus war dreigeschossig, mit einer siebenachsigen Fassade. 1882 erwarb der jüdische Kaufmann Hugo Blumenthal das Haus. Seine Schwester Jenny Blumenthal erhielt 1888 das Nießbrauchsrecht. Hugo Blumenthal blieb jedoch Eigentümer, verzog jedoch spätestens 1901 nach Berlin. Jenny Blumenthal lebte hingegen mit ihrer Familie, sie hatte Wolff Blumenthal geheiratet, im Haus. Hugo Blumenthal verstarb 1930, Jenny Blumenthal 1940. Das Haus gehörte bereits 1939 den Blumenthalschen Erben, wurde jedoch aufgrund der antisemitischen nationalsozialistischen Gesetzgebung bereits „arisch“ von einem A. Roßberg verwaltet. Im Haus lebte Ella Blumenthal, die Tochter der Blumenthals. Sie wurde während der nationalsozialistischen Gewaltherrschaft 1942 in das Warschauer Ghetto deportiert und wohl noch 1942 im KZ Treblinka ermordet. 2012 wurde ein Stolperstein verlegt, der an sie erinnert. Ihre Schwester Dora lebte mit ihrem Ehemann, dem Zahnarzt Dr. Martin Reinhold, spätestens seit 1941 ebenfalls im Haus. Beide wurden 1942 ebenfalls ins Warschauer Ghetto verschleppt und noch im gleichen Jahr auch in Treblinka umgebracht. 2012 wurden auch für die zwei Stolpersteine verlegt. Das Haus erlitt im Zweiten Weltkrieg nur geringe Schäden. Noch 1950/1951 wurden die Blumenthalschen Erben als Eigentümer geführt. Im Zuge der Neubebauung der Leiterstraße wurde das Haus in der Zeit um 1975 abgerissen. |                                               |
| 194 (alt)                                                              |                                                                              | Im Jahr 1631 gehörte das Haus Peter Schütze. Er bebaute das Grundstück in der Zeit vor 1644 neu und wurde auch noch 1653 als Eigentümer genannt. Auf ihn folgte sein Sohn Christoph, der das Haus 1663 für 450 Taler an den Handelsmann Johann Wolf Kühn veräußerte. Kühn überließ es seinem Stiefsohn Hans Bandau, erwarb es aber 1673 für 300 Taler zurück. Von ihm erwarb es 1674 sein Stiefschwiegersohn Mag. Theodor Balthasar Ludwigfür 300 Taler. Ludwig war Pfarrer in Cracau. 1699 wurde seine Ehefrau als Eigentümerin geführt, dann Agnes Dürre, geborene Ludwig, vermutlich eine Tochter von Pfarrer Ludwig. Sie veräußerte es 1711 für 300 Taler an August Meyer, der ebenfalls Pfarrer in Cracau war. 1803 wurde das Grundstück bereits gemeinsam mit der benachbarten Nummer 193 geführt (siehe dort). |                                               |
| 195 (alt)                                                              |                                                                              | 1631 gehörte das Brauhaus Joachim Meinecke, dessen Erben die Stätte 1641 für 250 Taler an Gottfried Steinacker verkauften. Steinacker erhielt die Genehmigung der Stadt zur Zierde an seinem neuen Haus einen runden Erker anzubringen. Den Neubau führte er 1650 aus. Im 17. Jahrhundert gehörte zum Grundstücke auch die Leiterstraße 1b. 1663 gehörte das Haus seiner Witwe, 1670 dem Advokat Melchior Richter, der es im Jahr 1675 an den Handelsmann Christian Balcke veräußerte. 1689 ist er gezwungen das Gebäude an seine Gläubigerin, die Witwe von Johann Kösters, abzutreten. Von ihr erwarb es für 2800 Taler im Jahr 1691 der Handelsmann Jakob Köppe. Er blieb bis 1748 Eigentümer. Südlich des Hauses begann die Stiftsfreiheit, so dass in diesem Bereich auf dem Breiten Weg ein Schlagbaum stand. Noch bis ins 19. Jahrhundert gehörte das Grundstück Leiterstraße 1a mit zum Anwesen. 1803 gehörte es der Witwe Medler, 1817 wurde die Witwe von J. C. Medler genannt, die als Material- und Gewürzhändlerin tätig war. 1845 wurde ein Kote als Eigentümer geführt, 1870 der Juwelier Kniese. 1873 wurde das Haus umgebaut, Eigentümer war 1898 der Rentner Eduard Kniese. 1904 und 1905 fanden Ladenumbauten statt. 1914 gehörte das Haus der Rentiere Th. Kniese, 1925 der Witwe A. Kniese, der Kaufmann M. Kniese und der Regierungsbaurat O. Kniese. 1938 und 1940 war der Kaufmann W. Floß als Eigentümer geführt. Im Jahr 1940 erfolgte erneut ein Ladenumbau. Im Zweiten Weltkrieg erlitt das Gebäude nur geringere Schäden, allerdings brannte das Dach ab. Noch 1950 war W. Floß Eigentümer. Im Rahmen des Umbaus der Leiterstraße wurde das Haus dann in der Zeit um 1975 abgerissen. |                                               |
|                                                                        | Einmündung Leiterstraße                                                      | | Einmündung Leiterstraße, 2025                 |
| 200                                                                    |                                                                              | | Breiter Weg 200; 2025                         |
| 196 (alt)                                                              |                                                                              | In der Zeit bis 1631 war der Magister Andreas Rasche Eigentümer. Es wird spekuliert, dass er mit dem schwedischen geheimen Hof- und Kriegsrat Christoph Ludwig Rasch verwandt war. Ende 1630 lebte im Haus acht Personen. So ein Kapitänleutnant unter Oberst Schneidewind mit zwei Frauen, einem Neffen, einer Dienstmagd, einem Dienstjungen, eine alte Frau und der Schreiber von Augustus Melle. Das Haus war ein Lehen der Dompropstei Magdeburg und unterstand der Gerichtsbarkeit des Domkapitels Magdeburg. 1642 gehörte die wüste Stätte seinen Erben. Im Jahr war das Grundstück wieder mit einer Hütte bebaut, in der Peter Grenze, er hatte die Wilkommensche geheiratet, und Andreas Stamps mit Ehefrau lebte. Im Jahr 1687 wurde der Domvikar Joh. Wilhelm Rost als Besitzer geführt. Er ließ die Stätte wohl wieder bebauen und wurde auch noch 1702 als Besitzer der Stätte genannt. 1724 wurde Regierungssekretär Wippermann als Besitzer geführt. Im Jahr 1733 belehnte Friedrich Wilhelm I., handelnd für seinen unmündigen Sohn Prinz Heinrich als Magdeburger Dompropst, Johanna Sybille Wippermann, Witwe von Pronotarius Wippermann, mit dem Haus. Als Lehnszins war ein Betrag von 10,5 Bauerngroschen festgesetzt. Im Jahr 1757 war Christine Elisabeth Wagner, geborene Wippermann, Tochter der Witwe Wippermann, Besitzerin. 1771 erbte der Aktuar Christian Kestner den Besitz am Haus. Er war Vetter und Testamentserbe der Frau Wagner. Er veräußerte den Besitz im Jahr 1790 für 5300 Taler an den Kauf- und Handelsmann Friedrich August Dietz, der es 1793 für 6000 Taler an die Witwe Johanna Luise Walbe, geborene Degener weiter verkaufte. Im Zuge einer Zwangsversteigerung erwarb 1794 der Zimmermeister Joh. Gottfried Winterstein das Haus für 4000 Taler, 1797 dann für 5500 Taler der Kaufmann Gottfried Wolff. Er erhielt die Berechtigung auf Lebenszeit hier „bürgerliche Nahrung“ zu treiben und wurde verpflichtet, einen Erbzinsbrief der Dompropstei zu lösen. 1803 gehörte das Haus der Witwe Lebrecht. Auch 1845 war ein Lebrecht Eigentümer, 1870 dann Rechtsanwalt Weber. 1877 gehörte es dem Conditor Albrecht (auch Albert) Schultze. In diesem Jahr wurden die Häuser 196 und 197 baulich verbunden. 1898 wurde Albert Rathke als Eigentümer geführt. Im Jahr 1911 wurden die beiden alten Gebäude dann abgerissen. An ihrer Stelle entstand dasKaufhaus Held als fünfgeschossiger Skelettbau. Der zum Breiten Weg weisende Eingang befand sich in der mittleren Achse und war etwas zurückgesetzt. Über ihm thronte im zweiten Obergeschoss ein Balkon. Das Kaufhaus gehörte dem Kaufmann Werner Held und später dem Kaufmann Walter Held. Im Zweiten Weltkrieg erlitt das Gebäude Schäden, war jedoch bis zum zweiten Obergeschoss erhalten geblieben. Es wurde daher auch weiterhin als Kaufhaus genutzt. Zur Gefahrenabwehr fanden im Dezember 1948 Abbrucharbeiten für 1350 DM statt. Auch 1950 gehörte das Haus der Erbengemeinschaft Walter Held. Der Abriss des Gebäudes fand dann im Rahmen der Neubebauung der Leiterstraße in der Zeit um 1975 statt. |                                               |
| 197 (alt)                                                              |                                                                              | Das Haus gehörte bis 1631 den Erben von Joachim Meinecke und unterstand der Gerichtsbarkeit der Möllenvogtei. Ende 1630 lebten im Gebäude vier Personen; Hans Aleman mit seiner Ehefrau, eine Dienstfrau und der Kriegssekretär Hans Jürgen Meder. Auch 1668 gehörte es noch Meineckes Erben, so dass vermutet wird, dass bis dahin die Stätte wüst war. 1678 aber auch noch 1691 und 1702 gehörte das Grundstück dem Domvikar Christoph Müller, in der Zeit um 1720 dann dem Kämmerer Johann Köppe. Die Erben Köppes veräußerten das Grundstück dann für 1200 Taler am 10. Januar 1742 an Frau Katharine Spengler, geborene Neumann. Sie war die Witwe des Salzverwalters von Groß Salze, Georg Christian Spengler. Justizkommissar Christian Spengler übernahm das Haus 1782 von seiner Mutter für 1800 Taler. Aus seinem Nachlass erhielt es 1794 die Witwe Johanna Marie, geborene Boehme. Im Jahr 1804 erbte es Kriegsrat Spengler, der es noch im selben Jahr an den Domvikar Joh. Andreas Matthias und dessen Ehefrau Katharine Dorothea, geborene Aßmann verkaufte. Im Adressbuch von 1803 wurde bereits Dr. Matthias als Eigentümer geführt. 1845 gehörte es dem Lehrer Dreyer, 1867 und 1870 dem Hoflithograph C. Friese. 1876 war dann der Conditor Albert (auch Albrecht) Schultze Eigentümer. Er veranlasste 1877 die bauliche Verbindung mit dem benachbarten, ebenfalls ihm gehörendem Haus Breiter Weg 196 (weitere Geschichte siehe dort). |                                               |
| 198 (alt)                                                              |                                                                              | Im Jahr 1556 erwarb Joachim von Alvensleben-Erxleben das Haus von Michael Lotter. Das Anwesen unterstand der Gerichtsbarkeit des Domkapitels Magdeburg. 1631 war Heinrich Schlüter Eigentümer. Ende 1630 lebten während der Belagerung Magdeburgs 14 Personen im Haus. Neben Heinrich Schlüter und seiner Ehefrau auch eine Magd und ein Junge, vier Gefreite der Leibkompanie, der Schulmeister von Biederitz mit vier Angehörigen sowie eine Dienstmagd. Zum Haus gehörte ein Stall für vier Pferde sowie ein Kornboden. 1642 gehörte das Grundstück dann dem Advokat Christoph Jahn, 1662 dem Senior des Gangolphistifts Balthasar Miehe. Das Anwesen grenzte direkt an die Zufahrt zum Brauhaus des Domkapitels. Der Plan Miehes, die Einfahrt zu überbauen, scheiterte am Widerstand des Domkapitels. Eine Kommission des Kapitels stellte fest, dass der Torweg bereits zur Zeit der von Alvensleben und Christoph Jahns bestand. Im Inneren des Tores befand sich an der Wand ein großes Kruzifix. Die Stätte blieb wüst. Auf Miehe folgte als Eigentümer der Kämmerer Schmieden, auf ihn dann M. Wrede. Letztlich bebaute in der Zeit um 1685 der fürstl. holst. Sekretär H. Knoche, ein Schwager und Erbe Wredes, das Grundstück neu. In der Zeit nach 1702 veräußerten die Erben die Stätte an den Postmeister Schröder. 1724 war der Kanonikus Köppe, nach ihm der Kriegsrat Neumann Eigentümer. Um 1750 entstand ein neues dreigeschossiges Gebäude mit aufwendig gestalteter Fassade. Neumanns Erben veräußerten das Anwesen an den Kaufmann Heinrich Christoph Reitemeyer. Im Jahr 1776 erwarb der Regierungsrat Wilhelm Gottlieb Vangerow das Haus für 7000 Taler. Zum Grundstück gehörte auch ein Garten mit Gartenhäuschen und Statuen. 1803 wurde ein Coqui als Eigentümer geführt, 1816 dann die Stadt Magdeburg, 1826 wieder ein Coqui, möglicherweise der Kaufmann Peter Coqui. Auch 1845 gehörte es einem Coqui. Im Jahr 1856 erfolgte eine Restaurierung des Hauses, bei der auch ein teilweiser Neubau statt fand. 1870 war der Kaufmann Nammelberg Eigentümer. Es folgten Ladenein- und Umbauten in den Jahren 1880, 1888, 1889, 1903 und 1913. Eigentümer war 1888 Richard Vester, 1903 der Kaufmann Franz Dankworth und 1914 Frau J. Dankworth sowie Frau E. Rebling. 1925 und 1938 wurde der Kaufmann F. Dankworth und 1940 die Witwe Marianne Selle, geborene Dankworth geführt. Schon in der Zeit vor dem Zweiten Weltkrieg galt die Balustrade mit ihren Figuren als baufällig. Durch eine Sprengbombe erlitten Dach und Attika des Hauses am 28. September 1944 größere Schäden. 1945 war das Haus dann vollständig ausgebrannt. Nach August 1946 wurde die Fassade des Hauses abgerissen. |                                               |
| 201                                                                    |                                                                              | | 2025                                          |
| 199 (alt)                                                              |                                                                              | Auf dem Grundstück standen 1631 zwei Häuser, die der Gerichtsbarkeit des Domkapitels Magdeburg unterstanden. Direkt nördlich des Grundstücks führte die Einfahrt vom Breiten Weg zur Domvogtei, später zur Luisenschule, entlang. Zum Breiten Weg hin stand das Haus 199a, dahinter die 199b, noch dahinter die Nummer 200, die spätere Luisenschule (heute Leiterstraße 9). Die Nummer 199 gehörte zunächst dem ersten evangelischen Prediger am Magdeburger Dom Dr. Siegfried Saccius (1527–1596). 1631 gehörte das Haus Friedrich Moritz. Ende 1630 lebten während der Belagerung Magdeburgs elf Personen im Haus. Neben Friedrich Moritz, seiner Ehefrau und seinen zwei Kindern auch eine Dienstmagd, Bartelt Heidemüller mit seiner Ehefrau und seinem Dienstjungen sowie der aus Wolmirstedt stammende Hans Kreutterlingk mit seiner Frau und seinem Kind. 1642 war Siegfried Moritz, Domvikar und Stiftsherr von Sankt Gangolphi. In der Zeit um 1590 gehörte das Haus 199b dem Syndikus Nikolaus Gericke, einem Verwandten des späteren Bürgermeisters Otto von Guericke, später der Witwe von Nikolaus Gericke. Ende 1630 lebten während der Belagerung Magdeburgs zehn Personen im Haus. 1631 befand sich hier die Dienstwohnung des Dompredigers Reinhard Bake. Neben Reinhard Bake lebte hier der Marketender mit seiner Ehefrau, ein Kind, eine Dienstmagd, Andreas Vetter und sein Sohn, der Meister Peter Platenfleger sowie drei Soldaten. Im Jahr 1642 wurde die Stätte als wüst bezeichnet. Bake wohnte nun im Dompredigerhaus. Beide Stätten erwarb vor 1670 der Amtsverweser Andreas Timme, eine der Stätten dabei von der Witwe Bakes. Timme vereinigte die beiden Grundstücke 199a und b und bebaute sie mit einem neuen Haus. Die Baugenehmigung erteilte im Namen des Domkapitels der Domdechant von Arnstedt. Die Bebauung konnte danach nach belieben erfolgen, allerdings war die Einfahrt zur Domvogtei freizuhalten, „wie es schon vor dem deutschen Kriege der Fall gewesen sei“. Nach dem Tode Timmes im Jahr 1689 ergab sich ein längerer Streit zwischen der Witwe Timmes und dem Domkapitel, da die Witwe die Einfahrt zur Domvogtei nutzte, um bequem mit einem Gespann auf ihren eigenen Hof zu fahren. Letztlich wird ihr diese Nutzung auf Lebenszeit zugestanden. 1718 wurde ihre Tochter Sybille Luise, Ehefrau des Arztes Dr. Karl Schäffer, Erbin des Anwesens. Die Eheleute Schäffer vererbten es an ihre beiden Töchter, die Kriminalrätin Lorach und Frau Magister Kaletzki. 1763 ging das Eigentum an die Kinder Rosine Kaletzki und den Stadtsekretär von Sandau, Lorsch. 1784 wurde das Haus mitsamt Hinterhaus für 1100 Taler an den Sudenburger Fleischermeister Joh. Samuel Wulff und dessen Ehefrau Susanne Magdalene, geborene Cain, übertragen. Der Verkauf wurde vom Domkapitel mit der Bedingung genehmigt, dass kein Gewerbe (keine „bürgerliche Nahrung“) betrieben werden dürfe. 1802 erhielt Wulff jedoch die Erlaubnis zum Betrieb einer Fleischerei. Das dreigeschossige Wohn- und Geschäftshaus hatte eine fünfachsige Fassade. Ab Anfang des 19. Jahrhunderts gehörte es der Stadt Magdeburg. Ende der 1920er Jahre bestanden Pläne für einen Neubau. Am 17. August 1933 kam es im Hinterhaus zu einem Brand. Ursächlich war ein defekter Schornstein. Während des Zweiten Weltkriegs wurde der nördliche Teil des Hauses zum Teil zerstört. Das baufällige Gebäude wurde im Mai und Juni 1951 abgerissen. |                                               |
| Leiterstraße 9 200 (alt)                                               | Luisenschule                                                                 | siehe Hauptartikel | 2012                                          |
| 201 (alt)                                                              |                                                                              | 1631 gehörte das unter der Gerichtsbarkeit des Domkapitels Magdeburg stehende Grundstück Philipp Hahn als Lehen. Er war der Sohn des gleichnamigen Dompredigers Dr. Philipp Hahn. Nach der Zerstörung von 1631 wurden auf dem Grundstück zwei kleine Häuschen errichtet. Eines konnte von der Witwe von Philipp Hahn auf Lebenszeit genutzt werden, das andere von Konrad Fischer, cannonicus lector am Magdeburger Dom. Im Jahr 1673 wurde die wüste Stätte vom Domkapitel an den Koch Christoph Schulze aus der Magdeburger Altstadt für 70 Jahre übertragen. Dabei bestand die Bedingung, dass das Grundstück zu bebauen und nach Ablauf der 70 Jahre kostenlos an das Domkapitel zurück zu übertragen war. 1702 gehörte das Anwesen dann dem Betreiber des benachbarten Domkellers, Wilhelm Brandt. Die Brandtschen Erben verkauften das Haus 1720 für 700 Taler an den Domprediger und Konsistorialrat Martin Kahle. 1730 übernahm Kahle das Grundstück gänzlich und löste die bis 1743 bestehende Abgabepflicht des Hauses ab. Auf ihn folgte 1756 seine Witwe aus zweiter Ehe das Anwesen. Das Domkapitel nutzte 1765 ein vereinbartes Vorkaufsrecht und erwarb das Grundstück für 2055 Taler zurück. Vom Kapitel erwarb es 1791 der Regierungssekretär Johann Friedrich Jury für 2050 Taler, wobei zuvor ein kleiner Teil des Hofs abgetrennt worden war. 1803 gehörte es Zieme, 1845 der Witwe Zime und 1870 dem Hauptmann a. D. Breitenbach. Ab 1872 war dann die Witwe von Rieben Eigentümerin, die auch noch 1925 genannt wurde. Am 28. Juni 1919 wurde die im Haus befindliche Südfruchthandlung Oliver (Valencia Garden) bei Lebensmittelunruhen geplündert. Auf die Witwe von Rieben folgten die von Riebenschen Erben. Noch in den 1930er Jahren war über der Haustür ein Wappen angebracht. Es zeigte einen springenden Fisch und war das Wappen der Familie von Rieben. Die von Riebenschen Erben wurden noch 1950 als Eigentümer geführt. Das Wohn- und Geschäftshaus war zweigeschossig mit fünfachsiger Fassade. Die mittlere Achse wurde von einem eingeschossigen Zwerchhaus bekrönt. Das Gebäude wurde zwischen 1952 und 1972 abgerissen. |                                               |
| 202                                                                    | Domkeller                                                                    | siehe Hauptartikel |                                               |
| 203 bis 206                                                            | Justizzentrum Eike von Repgow                                                | siehe Hauptartikel; am Gebäude befindet sich die Gedenktafel an die Taufe des Generals Friedrich Wilhelm von Steuben in der Deutsch-reformierten Kirche und die Gedenktafel Ruhm und Ehre für die Opfer des 9. April 1919 | 2017                                          |
| ohne Nummer                                                            | Deutsch-reformierte Kirche                                                   | siehe Hauptartikel | vor 1895                                      |
| 203 (alt)                                                              | Rochsches Haus                                                               | siehe Hauptartikel |                                               |
| 204 (alt)                                                              |                                                                              | Schon im Jahr 1205 wurde die Stätte als Besitz der Dompropstei Magdeburg genannt. Sie unterstand der Gerichtsbarkeit des Domkapitels Magdeburg. Im Jahr 1631 gehörte das Haus der Familie Meyendorf zu Ummendorf, die auch noch 1655 Besitzer der dann wüsten Stätte war. In der Zeit um 1670 gehörte gehörte sie dem Domdechanten Friedrich Ulrich von Hagen genannt Geist. Im Jahr 1693 erwarb der Magdeburger Landrentmeister Heinrich Wilhelm Heuckenroth das Haus. 1716 kaufte das Gouvernement der Festung Magdeburg das Haus und tauschte es mit dem Grundstück Gouvernementsstraße 1 der Witwe des Generalmajors Kaspar Friedrich von Lemath. 1724 waren die Erben der Frau von Lemath Eigentümer, die es 1727 an Frau Dorothea Luise von Hardenberg für 5000 Taler veräußerten. Sie verkaufte es 1749 an ihren Ehemann, Domherren Philipp von Hardenberg, dem auch die benachbarte Göhrensche Kurie gehörte. Nach seinem Tod im Jahr 1761 erbte Georg Ludwig von Hardenberg, Domherr zu Halberstadt. Von diesem erwarb das Anwesen 1764 für 8000 Taler der Oberstwachtmeister Ernst August von Schenck zu Flechtingen. Seine Söhne übernahmen das Erbe 1766, darunter Major Wilhelm von Schenck zu Flechtingen. 1803 wurde das Haus als Königliches Gebäude geführt. 1817 lebte der Regierungs-Assessor Carl Weyhe im Haus. Später entstand auf diesem und dem benachbarten Grundstück Breiter Weg 205 das Oberpostamt Magdeburg, das am 1. April 1839 seine Arbeit im neu errichteten dreigeschossigen Haus auf. Die Fassade war fünfzehnachsig, im Erdgeschoss bestanden Rundbogenfenster. Als Dachabschluss bestand eine Attika. Am Mittelteil befand sich eine Inschrift sowie eine Figurengruppe. Außen waren Greifen angeordnet. Ab 1895 wurde das Gebäude für den Neubau der Hauptpost abgerissen. Zur weiteren Geschichte siehe dort. | vor 1895                                      |
| 205 (alt)                                                              |                                                                              | Im Jahr 1225 wurde das Anwesen als von Hagenscher Hof bezeichnet. In der Zeit vor 1482 lebte Dr. Hiltermann im Haus. In der der Gerichtsbarkeit des Domkapitels unterstehenden Domherrenkurie befand sich die St. Valentins-Kapelle. Von 1482 bis 1500 gehörte die Kurie dem Domherren und Senior Nicolaus von Arnim. Für die Zeit von 1519 bis 1549 ist der Domherr Bertram von Bredow, von 1600 bis 1638 der Domherr Christoph von Göhren (auch Goerne) als Besitzer belegt. 1631 wurde die Kurie jedoch zerstört. Ende 1630 lebte hier neben dem Domherren auch Kapitän Schicke mit zehn Soldaten. Noch 1687 wurde die Stätte als wüst geführt, wobei im Keller der Bettelvogt und in einer Hütte ein Bauknecht lebte. Das Domkapitel vergab die Kurie mitsamt Brunnenanteil und Kapelle dann jedoch am 26. September 1688 an den kurfürstlichen brandenburgischen Oberstleutnant Johann Heinrich von Börstel für 25 Jahre, mit der Auflage, die Stätte neu zu bebauen. Von Börstel überließ das Haus zu Wohnzwecken seinem Bruder, dem Oberforstmeister von Börstel. Das Anwesen wurde dann wieder Domherrenkurie. 1714 gehört sie dem Domherren und preußischen Etatsminister Marquart Ludwig von Printzen, der 1725 verstarb. Auf ihn folgte Lewin Friedrich von Bismarck, dann der Domherr Philipp Adam von Hardenberg. Nächster Eigentümer war der Thesaurarius des Stiftes St. Gangolf, Wilhelm Friedr. Philipp von Münchhausen. Von 1803 bis 1810 war der Domherr August Friedr. Wilhelm von dem Bussche Eigentümer. Im Jahr 1812 wurde im Haus das königliche Postamt eingerichtet, das sich bis dahin in der Kreuzgangstraße 6 befand. Bis 1813 wurde das Postamt als Grenzpostamt des Königreichs Westphalen geführt. Während der Verhandlungen zur Rückgabe der Festung Magdeburg an preußische Truppen, war das Postamt im April und Mai 1814 in Schönebeck (Elbe) untergebracht. Ab dem 1. Januar 1822 wurde das Postamt als Oberpostamt geführt. Es wurde ein neues Gebäude errichtet, wobei dafür das benachbarte Grundstück Breiter Weg 204 mit hinzugenommen wurde. Zur weiteren Geschichte siehe dort. | vor 1895                                      |
| 206 (alt)                                                              |                                                                              | In der Zeit vor 1631 gehörte das der Gerichtsbarkeit des Domkapitels Magdeburg unterstehende Haus dem Domsyndikus Fabian Klee. Im Jahr 1631 war dann der Domprediger Reinhard Bake Eigentümer. Nach der Zerstörung von 1631 wurde die Stätte noch 1655 als wüst geführt. Zu diesem Zeitpunkt lebte lediglich ein Soldat im Keller. Die Witwe von Bake verkaufte die Stätte an Dr. Friedrich Kühne. Er bebaute sie neu und vermietete dann. 1687 und dann bis nach 1702 gehörte das Haus Kühnes Erben. Zum Grundstück gehörte als Hinterhaus das Gebäude Friedhof 2, das jedoch der Gerichtsbarkeit des Sebastianstifts unterstand. Die Witwe Sophie Kühne, verwitwete von Kalm, veräußerte das Anwesen 1745 an Frau Rittmeister von Ehlert, geborene Klein. Von ihr erbten es, da ihr Sohn vorverstorben war, ihre Enkel, darunter Hauptmann von Hoffstedt. Für 4000 Taler gaben es die Enkel 1761 an den Bürger der Pfälzer Kolonie und Branntweinbrenner, Konrad Samuel Wägner (auch Wagener), der bis 1784 Eigentümer blieb. Er richtete in den Hinterhäusern eine Brennerei ein. Noch im gleichen Jahr erwarb es Kaufmann Joh. Friedrich Schlick (auch Schlicke) für 2600 Taler von Wägners Kindern. 1787 kaufte es der aus Sachsen stammende Tabakfabrikant Georg Karl Berbig für 4000 Taler. Da er als Ausländer ein Vermögen von mehr als 11.000 Taler ins Land gebracht hatte, erhielt er das königliche Privileg zur Einrichtung einer Tabakfabrik. Er richtete im Hinterhaus Friedhof 7 eine entsprechende Fabrik ein, in der 20 Personen beschäftigt worden. Nach seinem Tod im Jahr 1806 erbte seine Schwester Johanna Friederike Bracht, geborene Berbig. Ohne festen Kaufpreis überließ sie das Grundstück 1808 dem Kaufmann Christian Gottfried Steinbeck, der ein Privileg erhielt, hier gewerblich tätig sein zu dürfen. Noch 1817 wurde C. G. Steinbeck als Inhaber eines Tabakshandels geführt, allerdings bereits mit der Bemerkung, dass er aufgehört habe. 1845 waren Deutschbeins Erben Eigentümer, 1870 der Restaurateur Wolff. Ab 1895 erfolgte der Abriss des Hauses. Das Grundstück wurde in die neue Hauptpost einbezogen. Zur weiteren Geschichte siehe dort. |                                               |
|                                                                        | Einmündung Günter-Särchen-Straße                                             | | 2024                                          |
| 207 (alt)                                                              |                                                                              | Es wird angenommen, dass sich hier bereits im 16. Jahrhundert die Dienstwohnungen der beiden Kämmerer des Domkapitels Magdeburg befanden. Auf dem Grundstück befanden sich zwei Häuser. Das nördliche gehörte in der Zeit vor 1631 dem Kämmerer Dr. Bollfraß. Auf diesem Grundstück befand sich 1647 nur eine Hütte, in der die Sudenburgerin Margarete Richter, geborene Hintze lebte. Das Häuschen wurde dann instandgesetzt und diente als Wohnung des untersten Schulkollegen des Domgymnasiums Magdeburg. Von 1675 bis 1677 lebte hier Andreas Köcher und von 1677 bis 1697 Johann Kossack. Das südliche Gebäude (207a) wurde vor 1631 von der Witwe des anderen Kämmerers bewohnt und lag dann nach der Zerstörung bis 1655. Das Domkapitel überließ die Stätte dann dem Chordiener David Schroer zur Bebauung und zur Nutzung für 60 Jahre. Die Maße der südlichen Stätte wurden mit 25 Schritt Länge und 9 Schritt Breite angegeben. 1675 lebte hier der Kantor Friedr. Henning, 1685 der Kantor Bilzing, der es der neuen Schule des Neuen Marktes überließ. Beide Häuschen wurden bis 1783 als Wohnungen für die Schulkollegen des Domgymnasiums genutzt. Das südliche Gebäude wurde dabei scheinbar als Amtswohnung des Kantors genutzt, so lebte 1724 Kantor Hoppe und 1750 Kantor Bilzing im Haus. Im Jahr 1783 veräußerte das Domkapitel beide Häuschen zum Abbruch. 1791 wurde dann der Neubau fertiggestellt und als Rektoratswohnung genutzt. Erster Bewohner war der Rektor und Konsistorialrat Gottfried Benedict Funk, der 1814 verstarb. Bis 1872 befand sich hier dann jeweils die Dienstwohnung des Leiters des Domgymnasiums. 1872 war der Schmelzermeister Friedrich Möhring Eigentümer. Bei Umbauten im Jahr 1873 erhielt das Dachgeschoss eine Glasfassade und ein Glasdach. 1890 gehörte es Wiedensee & Co. In diesem Jahr und auch 1920 folgten ein weitere Umbauten. 1909 und 1914 war Hermann Moosmann Eigentümer, 1925 der Kaufmann Kurt Moosmann und 1938 und 1940 Dr. A. Moosmann. Im Zweiten Weltkrieg wurde das Gebäude stark zerstört, lediglich die Hinterfront war bis zur Höhe des zweiten Obergeschosses erhalten, musste jedoch abgerissen werden. Das Propsteipfarramt von St. Sebastian lagerte 1946/1947 verbotenerweise Schutt auf dem Gelände und kam Aufforderungen zur Beseitigung zumindest bis Herbst 1947 nicht nach. Das Grundstück blieb später unbebaut und ist heute Teil der hier als Fußweg angelegten Günter-Särchen-Straße. |                                               |
|                                                                        | St. Sebastian                                                                | siehe Hauptartikel | 2024                                          |
| 208 (alt)                                                              |                                                                              | Im Jahr 1631 wohnte hier Heinrich Meycus mitsamt seiner Ehefrau. Ihnen war das Haus vom Domkapitel Magdeburg auf Lebenszeit überlassen worden. Auch 1642 gehörte ihnen noch die dann allerdings wüste Stätte. Am 13. Juli 1673 veräußerte der Ratmann Martin Bartels die Stätte an den Hauptmann Gerhard Capuni, der sie bebaute. Er leistete einen Erbzins an das Domkapitel. Capuni verstarb 1687 und hinterließ drei Kinder. Deren Vormund verkaufte das Haus 1690 für 410 Taler an den Hauptmann und späteren Kannonikus und Dechanten des Nicolaistiftes Johannes Thile. Er verstarb 1711 und wurde in der Nicolaikirche beigesetzt. Aus der Reihe der Erben, übernahm Demoiselle Marie Elisabeth Thile (auch Thiele) das Anwesen. Sie vermachte es mit Testament von 1764 ihrer Nichte Elisabeth Ernestine Krull, die dann 1773 Eigentümerin wurde. Sie verstarb 1781 und vererbtedas Haus an die Kriminalrätin Charlotte Christiane Braun, geborene Buntebarth. Sie veräußerte es 1788 für 900 Taler an den Schulkollegen Johannes Christian Wunderling. 1795 erwarb es Christiane Scheller, geborene Mevius, für 2000 Taler. 1803 gehörte es der Witwe Kreye, 1845 Kreyes Erben und 1870 dem Maurerpolier Lenze. 1883 veranlasste der neue Eigentümer Herrmann Moosmann einen Umbau des Gebäudes. Die Fassade wurde dabei neu in einem historisierenden Stil gestaltet. Moosmann war auch noch 1914 Eigentümer. 1919 wurde ein Umbau des Erdgeschosses vorgenommen. 1925 wurde der Kaufmann R. Gembalowski als Eigentümer geführt, 1938 und 1940 der Apotheker und Drogist Dr. W. Dähnert. Nach dem Zweiten Weltkrieg blieb das Grundstück unbebaut und wurde Teil einer Grünanlage östlich von St. Sebastian. |                                               |
| 209 (alt)                                                              |                                                                              | In der Zeit vor 1631 gehörte das Grundstück dem Domkapitel Magdeburg und war an Friedrich Christoph von Arnstedt aus Barleben vermietet. Ende 1630 waren während der Belagerung der Stadt Soldaten im Haus einquartiert. Die Stätte war 1642 der Witwe von Arnstedt auf Lebenszeit zur Nutzung übertragen. Die wüste Stätte war um 1680 von einem Schuhflicker bewohnt, der in einer Hütte lebte. Der Syndikatsschreiber Vikar Johann Konrad Braun errichtete letztlich auf dem Grundstück ein neues Haus. 1745 erwarben es der Sekretär Karl Friedrich Müller und seine Ehefrau Anna Elisabeth, geborene Engelke für 750 Taler von der Tochter Brauns, Sophie Christiane Dietz, geborene Braun. Die Witwe Müller verstarb 1796 und wurde von Frau Bürgermeister Sophie Henriette Geistling aus Wanzleben und ihrer Schwester Demoiselle Sophie Katherine Müller beerbt. Frau Geistling veräußerte 1799 ihren Anteil für 2200 Taler an ihre Schwester. Von Fräulein Müller erwarb es dann 1806 für 2230 Taler der Zimmermeister Joh. Christoph Lösche. Andere Angaben nennen 1803 einen Wapler als Eigentümer, was dann auch 1845 und 1870 (Kaufmann Wapler) der Fall war. Im Jahr 1882 wurde das Haus durch A. Schweitzer aufgestockt und umgebaut. Das Wohn- und Geschäftshaus war nun viereinhalbgeschossig mit sechsachsiger Fassade. Neuerliche Umbauten wurden 1906 und 1911 durchgeführt. Eigentümer war 1914 der Kaufmann B. Kroening, auf den die Witwe E. Kroening folgte. Nach dem Zweiten Weltkrieg blieb das Grundstück unbebaut und wurde Teil einer Grünanlage östlich von St. Sebastian. |                                               |
| 210 (alt)                                                              |                                                                              | Bereits seit dem Mittelalter befand sich hier der von einem Torbogen überspannte Zugang zum Friedhof von St. Sebastian. Oberhalb des Torbogens befand sich eine lebensgroße Statue des Heiligen Sebastian. Vermutlich stand beiderseits des Torbogens eine Friedhofsmauer. Im Jahr 1725 bat der Postbote Johann Pape das Sebastianskapitel, ihm den Bereich zu überlassen, an dem der Torbogen gestanden und sich der Eingang befunden hatte. Gegen die Zahlung eines jährlichen Grundzinses von zwei Talern wurde die Erlaubnis erteilt. Pape errichtete daraufhin das Haus. Er hatte die Erlaubnis für den Bau die noch vorhandenen Steine des Torbogens zu nutzen. Die Frontkante des neuen Hauses betrug zwei Ruten und zwei Fuß. Ein kleines Stück des alten Kirchhofes an der Südostecke der Kirche wurde dem neuen Haus als Teil der Hoffläche zugeschlagen. Der Hof des neuen Hauses wurde mit einer Mauer umgeben. Pape veräußerte das Haus 1745 für 700 Taler an den Hauptmann Karl Wilhelm von Alemann und den Hauptmann Joh. Eberhard von Alemann. Die Stieftochter von Joh. Eberhard von Alemann aus seiner ersten Ehe, eine geborene Herzog und verheiratete Müller, erbte das Haus im Jahr 1788. Sie verkaufte es für 1000 Taler an den Aktuar Friedrich Gaudas. 1813 wurde die Witwe Jakobi, geborene Tipky, als Eigentümerin geführt. Im Adressbuch wurde das Grundstück bereits im Jahr 1803 gemeinsam mit der benachbarten Nummer 209 geführt. Zur weiteren Geschichte siehe dort. |                                               |
| 211 (alt)                                                              |                                                                              | An der Ecke von heutiger Max-Josef-Metzger-Straße (ehemals Prälatenstraße) und Breitem Weg befand sich die Kapelle der Heiligen Barbara. Sie gehörte zum Sebastianstift und wurde erstmalig 1378 erwähnt. Auch 1574 wurde sie auf einem Stadtplan verzeichnet. Auf ihrer Ostseite befand sich ein kleiner Turm oder ein Dachreiter. Noch 1702 wurde sie als bestehend angegeben. Außerdem befanden sich auf dem Grundstück zwei kleine Häuschen, die vermutlich an der Prälatenstraße 1 oder am südlichen Ausgang des Friedhofs der St. Sebastian-Kirche lagen. In einem der Häuser lebte 1631 Friedrich Tunder, in dem anderen Johann Eckstedt (auch Echtestein). Nach der Zerstörung von 1631 war die Stätte wüst. 1647 lebte auf dem Grundstück eine Witwe Engel mit ihrer Tochter in einer kleinen Hütte. In der Zeit um 1700 errichtete Albrecht Kalm, Senior des Sebastianstifts, auf dem Grundstück ein größeres Haus, in das die Barbarakapelle einbezogen wurde. Das Anwesen wurde zur Senioratskurie bestimmt. Um 1714 erwarb Hofrat Cortrejus das Grundstück. Auf dem Anwesen wohnte auch Baron von Söhlental. Von den Erben von Cortrejus erwarb das Haus 1728 für 1700 Taler der Regierungssekretär Kestner und seine Ehefrau Johanna Lucie, geborene Hacke. Die beiden veräußerten das Haus 1750 für 2400 Taler an Frau Kriegs- und Domänenrat Anna Dorothea Burghof. Von ihr erwarb es 1766 für 4750 Taler der Kriminalrat Christian Lukas Werner für 4750 Taler, der das Anwesen 1789 an den Garnisonprediger Melchior Samuel Nicolai für 4500 Taler verkaufte. Nicolai war auch Eigentümer eines Hauses in der Großen Klosterstraße. 1803 war ein Michaelis Eigentümer, 1845 die Witwe Michaelis, 1868 und auch 1870 Frau Sanitätsrat Bahrs, geborene Jacoby. Das Wohn- und Geschäftshaus hatte zum Breiten weg hin eine zehnachsige Fassade. 1872 erfolgte ein Umbau und eine Aufstockung des Gebäudes. Weitere Umbauten fanden 1888, 1893, 1906 und 1907 statt. In einem Seitengebäude wurde 1890 ein photographisches Atelier eingerichtet. Spätestens ab 1907 gehörte das Haus der Familie Seyser, die bis 1945 Eigentümer blieb. Im Zweiten Weltkrieg erlitt das Haus bei Luftangriffen am 28. September und 7. Oktober 1944 Schäden. Letztlich wurde am 19. und 21. August 1946 die einsturzgefährdete Hausfassade abgerissen, wofür Kosten in Höhe von 57,81 Reichsmark entstanden. Das Grundstück blieb unbebaut und wurde Teil einer Grünanlage östlich von St. Sebastian. |                                               |
|                                                                        | Einmündung Max-Josef-Metzger-Straße, vormals Prälatenstraße                  | | 2024                                          |
| 212                                                                    | Breiter Weg 212                                                              | siehe Hauptartikel |                                               |
| 212a                                                                   | Breiter Weg 212a                                                             | siehe Hauptartikel |                                               |
| 213, 213a                                                              | Breiter Weg 213, 213a                                                        | Helmut von Moltke, General, lebte zumindest zwischen 1853 und 1855 im Haus Nr. 213. | 2025                                          |
| ohne Nummer                                                            | Altes Sudenburger Tor                                                        | siehe Hauptartikel | 1870 · 2012                                   |
|                                                                        | Einmündung Danzstraße (Westseite), vormals Oranienstraße                     | | 2025                                          |
| 214/215                                                                |                                                                              | Filiale Magdeburg der Deutschen Bundesbank | 2025                                          |
| 214 (alt)                                                              |                                                                              | Um 1874 wurde das Haus im Zuge der Stadterweiterung von Maurermeister J. Menzel errichtet. 1884 erfolgte die Anlegung eines Nebeneingangs im Souterrain von der Danzstraße, der damaligen Oranienstraße her. Im Erdgeschoss wurden 1890 Läden eingebaut. Eigentümer waren 1914 die Bissenschen Erben. Am 28. Juni 1919 wurde bei Lebensmittelunruhen die im Haus befindliche Feinkosthandlung Feldheim geplündert. 1925 und 1938 war das Bankgeschäft Nußbaum & Rothschild Eigentümer, 1940 die Gebrüder Hermecke. Im Zweiten Weltkrieg wurde das Haus zerstört. Zur Verkehrssicherung mussten an der Ruine im Herbst 1946 Sprengarbeiten durchgeführt werden. Nach Juni 1949 erfolgte der Abriss der Reste des Hauses. |                                               |
| 215 (alt)                                                              |                                                                              | In der Zeit um 1874 wurde das Haus im Zuge der Stadterweiterung von Maurermeister J. Menzel errichtet. 1890 und auch noch 1914 war Otto Heller Eigentümer des Hauses. 1925 gehörte es dem Kaufmann H. Seeboldt, 1938 und 1940 dem Major a. D. Kohlrausch. Vor dem Zweiten Weltkrieg befand sich im Haus die Kunstdrechslerei J. W. Kjaer. 1945 wurde das Haus zerstört. |                                               |
| 216 (alt)                                                              |                                                                              | 1878/1879 wurden auf den Grundstücken Breiter Weg 216 und 217 von Maurermeister A. Paul drei Wohn- und Geschäftshäuser erbaut. 1914 war Architekt R. Bahrs Eigentümer, 1925, aber auch 1938 und 1940 die Witwe M. Bahrs. 1945 wurde das Haus zerstört. |                                               |
| 217 (alt)                                                              |                                                                              | 1878/1879 wurden auf den Grundstücken Breiter Weg 216 und 217 von Maurermeister A. Paul drei Wohn- und Geschäftshäuser erbaut. 1890 und auch noch 1914, inzwischen Rentier, gehörte das Haus A. Gorges. Auch in der Folgezeit 1925, 1938 und 1940 wurde jeweils ein A. Gorges als Eigentümer geführt, vermutlich handelte es sich um einen Sohn des ursprünglichen Eigentümers. Umbauten erfolgten 1890, 1914 und 1930. Im Jahr 1932 wurde dann ein Kino eingebaut. Die Passage-Lichtspiele am Dom verfügten über etwa 200 Plätze. 1945 wurde das Haus zerstört. |                                               |
| 218 (alt)                                                              |                                                                              | Der Bäckermeister W. Wischer errichtete 1875 auf dem Grundstück ein fünfeinhalbgeschossiges Wohn- und Geschäftshaus mit sechsachsiger Fassade. Eigentümer war 1887 Kaufmann A. Wittig und 1914 die Witwe H. Wittig. 1925 gehörte es dem Kaufmann E. Amberla, 1938 und 1940 dann den Wittigschen Erben. 1945 wurde das Haus zerstört. |                                               |
| 219 (alt)                                                              |                                                                              | Schmelzermeister Friedrich Riecke errichtete 1875 ein fünfgeschossiges Wohn- und Geschäftshaus mit fünfachsiger zum Breiten Weg ausgerichteten Fassade. Im Keller des Hauses wurde 1876 als eine Schweineschlachterei eingerichtet. Eigentümer war 1914 und 1925 der Fleischermeister M. Riecke, 1938 und 1940 der Fleischermeister E. Kalweit. 1945 wurde das Haus zerstört. |                                               |
|                                                                        | Einmündung Anhaltstraße                                                      | | 2025                                          |
| 221                                                                    |                                                                              | | 2025                                          |
| 220 (alt)                                                              |                                                                              | Das Gebäude wurde wohl um das Jahr 1875 als Eckhaus errichtet. Im 20. Jahrhundert gehörte es der Familie Schaper. O. Schaper betrieb hier ein Motorradgeschäft. 1945 wurde das Haus zerstört. |                                               |
| 221 (alt)                                                              |                                                                              | Das Grundstück wurde 1875 durch Windschild & Diestel bebaut. Umbauten und der Einbau eines Ladens im Erdgeschoss fand 1883 statt. Eigentümer war 1886 Albert Loburg. Weitere Umbauten erfolgten 1886, 1890 und 1899, ein Ladenumbau 1906. Das Haus gehörte 1890 dem Rentier Nebelung, 1899 und auch 1908 dem Privatmann R. Fitze, 1914 der Witwe B. Fitze. 1897 und auch noch 1919 war die Kaffee-Rösterei Herm. Hirte im Haus ansässig, anschließend die Kaffee-Rösterei Otto Willmann. Am 28. Juni 1919 wurde das Geschäft Willmann bei Lebensmittelunruhen geplündert. Im Jahr 1925 wurde die Magdeburger Bank als Eigentümerin geführt. 1938 und 1940 gehörte das Haus der O. Tuchmann KG aus Ilsenburg. 1945 wurde das Haus zerstört. |                                               |
| 222                                                                    |                                                                              | | 2025                                          |
| 222 (alt)                                                              |                                                                              | Der Maurermeister W. Schatz errichtete 1875/1876 ein viereinhalbgeschossiges Wohnhaus. Es verfügte über eine fünfachsige Fassade. Später erfolgte der Einbau von Ladengeschäften. Eigentümer war 1883 und 1891 der Klempnermeister E. Jokusch. 1914 und auch noch 1940 gehörte es der Witwe E. Jokusch. Das Haus wurde im Zweiten Weltkrieg zerstört. Erhalten waren die äußeren Mauern des Vorderhauses bis zum ersten Obergeschoss, die der Seiten- und Hinterhäuser zum Teil bis zum zweiten Obergeschoss. Auch noch 1950 wurde als Eigentümer E. Jokusch genannt. |                                               |
| 223 (alt)                                                              |                                                                              | Das viereinhalbgeschossige Wohnhaus wurde 1875/1876 durch Zimmermeister F. Haertel als Eckhaus auf der Parzelle G des Blocks 21 des Stadterweiterungsgebietes errichtet. Es gehörte 1914 dem Rechtsanwalt und Geheimen Justizrat Bindewald, 1925 dann der Kohlengroßhandlung Pflöger & Hentig GmbH. 1938 und 1940 war dnn die Düngemittelgroßhandlung Raab Karcher-Thyssen GmbH Eigentümer. 1945 wurde das Haus zerstört. |                                               |
|                                                                        | Einmündung Haeckelstraße (Westseite), vormals Scharnhorststraße              | | 2025                                          |
|                                                                        | Friedensplatz, vormals Scharnhorstplatz                                      | | 2025                                          |
|                                                                        | Einmündung Behringstraße, vormals Blücherstraße                              | | 2025                                          |
| 224                                                                    |                                                                              | Im Jahr 1877 errichtete der Bauunternehmer Carl Behne das viereinhalbgeschossige Wohn- und Geschäftshaus als Eckhaus auf der Parzelle M des Blocks 30 des Stadterweiterungsgebiets. Zur Ecke hin ist der Bau abgestumpft und es besteht ein Erker. 1889 folgte der Einbau eines Ladengeschäfts. Eigentümer war in diesem Jahr der Kaufmann F. Schneider. In dem Ecklokal befand sich das Monopol, später das Restaurant Scharnhorst. 1914 gehörte es einem Helmecke, 1925 demKaufmann Alfred Bruck und 1938 den Schulzchen Erben. Im Haus lebte, als Untermieter der jüdischen Familie Bruck, der jüdische Kaufmann und Dachdecker Hans Blumenthal. Er wurde 1938 in das KZ Buchenwald und letztlich 1942 im KZ Sachsenhausen ermordet. 2014 wurde ein Stolperstein verlegt, der an ihn erinnert. Außerdem lebte im Haus auch die jüdische Buchhalterin Hulda Klara Zadeck. Sie wurde 1942 in das Ghetto Theresienstadt deportiert, wo sie 1943 umkam. Für sie wurde 2014 ebenfalls ein Stolperstein verlegt. 1940 wurden der Fleischermeister H. Voigt und 1950 die Witwe B. Voigt als Eigentümerin geführt. Im Mai 1946 wurden Bauteile des Hauses entfernt, die als gefährdend gesehen wurden. Auch die ursprünglich historisierende Fassade verschwand, wobei der Zeitpunkt unklar ist. Zumindest in den 2000er Jahren befand sich im Ecklokal die Mausefalle, aktuell (Stand 2025) das Seoul Garten. | 2025                                          |
| 225                                                                    |                                                                              | Carl Behne errichtete auf der Parzelle I des Blocks 30 des Stadterweiterungsgebiets im Jahr 1877 das viereinhalbgeschossige Wohn- und Geschäftshaus. Die achtachsige Fassade war ursprünglich in einem historisierenden Stil gestaltet. Wann sie entfernt wurde, ist unklar. 1885 baute der damalige Eigentümer, Schuhmachermeister G. Zehle, ein Ladengeschäft ein. 1914 gehörte das Haus dem Klempnermeister Max Eppert und ab 1925 die Kaufleute A. und H. Völker. Im Jahr 1950 war dann A. Völker alleiniger Eigentümer. | 2025                                          |
| 226                                                                    |                                                                              | Das viereinhalbgeschossige Eckhaus entstand vermutlich um 1877. Die Ecke ist abgestumpft und mit einem Erker versehen. Zum Breiten Weg hin besteht ein Mittelrisalit. Die Fassade war ursprünglich in einem historisierenden Stil gestaltet. Wann sie entfernt wurde, ist unklar. Eigentümer war 1877 ein Bock, 1914 die Puffschen Erben, 1925 und 1938 dann der Kaufmann F. Haas aus Wien. 1940 und auch noch 1950 war W. Hünemörder Eigentümer. | 2025                                          |
|                                                                        | Einmündung Keplerstraße, vormals Moltkestraße                                | | 2025                                          |
| 227                                                                    | Breiter Weg 227                                                              | |                                               |
| 228                                                                    | Breiter Weg 228                                                              | | 2014                                          |
| 229, 229a                                                              | Breiter Weg 229, 229a                                                        | siehe Hauptartikel | 2025                                          |
| 230                                                                    | Breiter Weg 230                                                              | siehe Hauptartikel | 2014                                          |
|                                                                        | Einmündung Einsteinstraße (Westseite), vormals Blumenthalstraße              | | 2025                                          |
| 231                                                                    | Breiter Weg 231                                                              | |                                               |
| 232                                                                    | Breiter Weg 232                                                              | | 2014                                          |
| 232a                                                                   | Breiter Weg 232a                                                             | | 2014                                          |
|                                                                        | Einmündung auf den Hasselbachplatz                                           | | 2006                                          |
| 249                                                                    |                                                                              | Zum Grundstück gehörte ursprünglich auch das benachbarte Haus Hasselbachplatz 1. Bebaut wurde das Grundstück Lit. A des Blocks 38 des Stadterweiterungsgebiets im Jahr 1880 durch den Bauunternehmer F. Haertel. Es folgten mehrere Ladenein- und -umbauten. 1888 gehörte das Haus dem Kaufmann Karl Kessler, 1889 dem Privatmann Franz Schlabs. 1903 gehörte es W. Kraft, 1914 der Witwe Kraft, 1925 dann den Kraftschen Erben. Vermutlich 1934 wurde der südliche (rechte) Teil zum Hasselbachplatz 1 umadressiert. Eigentümer war 1938 und auch noch 1940 der Ober-Ingenieur W. Krafft aus Erfurt und 1950 dann die Kraftschen Erben. Das Gebäude Breiter Weg 249 wurde im Zweiten Weltkrieg zum Teil zerstört. In der Zeit von Juli bis September 1945 wurden Abrissarbeiten durchgeführt. Das Erdgeschoss wurde in den 1950er Jahren wieder hergerichtet. Später entstand das heutige Haus Nummer 249, wobei es nur zum Teil auf dem alten Grundstück 249 steht und im übrigen das Grundstück 249a neu bebaute. Die 249a schloss sich nördlich an die 249 an und wurde als Parzelle Lit. B des Blocks 38 geführt. Die Bebauung erfolgte 1880/1882 durch den Bauunternehmer F. Haertel (auch Härtel). Seiten- und Hintergebäude entstanden 1881. Im Jahr 1890 wurde in das Vorderhaus ein Ladengeschäft eingebaut. Eigentümer war in diesem Jahr der Lehrer C. Curths. 1903 und 1914 wurde der Kaufmann Hermann Rauschenbach als Eigentümer geführt, 1925 und 1938 er Kaufmann W. Borchers. 1940 gehörte es der Witwe M. Borchers, 1950 dann B. Borchers. Während des Zweiten Weltkriegs wurde das Vorderhaus zerstört, wohingegen das Hinterhaus erhalten blieb. Das Erdgeschoss des Vorderhauses wurde im Jahr 1947 wieder hergerichtet. Hier war das Eiscafé Italia ansässig. In den 1980er Jahren entstand ein neues Gebäude in Plattenbauweise vom Typ Wohnungsbauserie 86. | 2025                                          |
| 250                                                                    | Breiter Weg 250                                                              | | 2014                                          |
| 251                                                                    |                                                                              | Im Jahr 1882 wurde das fünfgeschossige Gebäude nach einem Entwurf des Zimmermeisters Wilh. Hahn, gemeinsam mit der nördlich angrenzenden Nummer 251a errichtet. Eigentümer war 1882 der Tischlermeister August Koch. Bäckermeister W. ernst ließ 1901im Haus eine Bäckerei einrichten. Er war auch noch 1925 als Bäckermeister und 1938, dann mit dem Bezeichnung Privatmann, als Eigentümer eingetragen. 1940 war Eigentümer wieder Bäckermeister W. Ernst, vermutlich handelte es sich jedoch um den Sohn. Im Jahr 1950 gehörte das Haus Fleischermeister W. Kohlmeister. | 2025                                          |
| 251a                                                                   |                                                                              | 1882 wurde das fünfgeschossige Gebäude nach einem Entwurf des Zimmermeisters Wilh. Hahn, gemeinsam mit der südlich angrenzenden Nummer 251 errichtet. 1882 gehörte es dann auch Wilh. Hahn, 1889 dem Kaufmann A. Wölfel. Im Jahr 1894 wurde der Coditor Ernst Trenkler als Eigentümer geführt, der es auch noch 1925 besaß. Ende des 19. Jahrhunderts erfolgten mehrere Umbauten im Erdgeschoss. Schon vor dem Zweiten Weltkrieg war im Haus die Stern-Apotheke ansässig. 1938 und 1940 war Frau F. Brandenburger und 1950 der Rentner A. Trenkler Eigentümer. | 2025                                          |
| 252                                                                    | Breiter Weg 252                                                              | | 2014                                          |
|                                                                        | Einmündung Einsteinstraße (Ostseite), vormals Blumenthalstraße               | | 2025                                          |
| 253                                                                    | Breiter Weg 253                                                              | | 2014                                          |
| 254                                                                    |                                                                              | Das fünfeinhalbgeschossige Wohn- und Geschäftshaus wurde 1882 von Bauunternehmer F. Hartel auf der Parzelle B des Blocks 33 des Stadterweiterungsgebiets errichtet. Schon 1883 war der Stuhlmacheremeister F. Mebes Eigentümer, dem es auch noch 1890 gehörte. 1905 wurde der Rentier H. Klipp als Eigentümer geführt, 1914 und auch noch 1950 der Fleischermeister G. Böber. | 2025                                          |
| 255                                                                    | Breiter Weg 255                                                              | | 2014                                          |
| 256                                                                    | Breiter Weg 256                                                              | | 2014                                          |
| Keplerstraße 10                                                        | Keplerstraße 10                                                              | siehe Hauptartikel | 2025                                          |
|                                                                        | Einmündung Keplerstraße (Ostseite), vormals Moltkestraße                     | | 2025                                          |
| 257 bis 260a                                                           |                                                                              | | 2025                                          |
| 257 (alt)                                                              |                                                                              | Im Jahr 1880 wurde das zum Block 26 des Stadterweiterungsgebiets gehörende Eckrundstück durch F. Gensicke bebaut. Es entstand ein viereinhalbgeschossiges Wohn- und Geschäftshaus mit einer abgestumpften Ecke. Die Fassade wurde durch Eckrisaliten geprägt. Das Erdgeschoss wurde 1886 und 1907 umgebaut. Eigentümer war 1886 der Kaufmann August Jordan, 1907 dann die Witwe M. Puff, 1914 die Puffschen Erben. Im Jahr 1925 und auch noch 1938 gehörte es dem Wiener Kaufmann F. Haas. 1935 wurde das zweite Obergeschoss umgebaut. 1940 war der Kaufmann O. Warnecke, Inhaber der Küchengeräte-Firma P. Goerke. Im Zweiten Weltkrieg wurde das Haus total zerstört. Ein im Januar 1946 gestellter Antrag auf Wiedereinrichtung einer Verkaufsstelle der Firma Goerke wurde abgelehnt. |                                               |
| 258 (alt)                                                              |                                                                              | 1880 errichtete Zimmermeister Wilh. Hahn ein viereinhalbgeschossiges Wohn- und Geschäftshaus. Die Fassade war zehnachsig und aufwendig im historisierenden Stil gestaltet. Die Fenster waren paarweise gefasst. In der Zeit zwischen 1880 und 1904 wurde das Haus geteilt, 1903/1904 fanden Umbauten statt. Eigentümer war 1914 und auch 1925 der Gymnasiallehrer Ch. Kohlrausch, 1938 und 1940 dann die Witwe Kohlrausch. Das Gebäude wurde während des Zweiten Weltkriegs zerstört. |                                               |
| 259, 259a (alt)                                                        |                                                                              | Das viereinhalbgeschossige Doppelhaus wurde 1880 durch den Maurermeister Heinrich Dittmer errichtet. Im südlichen Teil, der Nummer 259, wurde 1881 eine Bäckerei eingerichtet. Eigentümer des gesamten Hauses war 1914 und auch noch 1925 der Rentner H. Dittmer, vermutlich der Maurermeister. 1938 und 1940 waren der Kaufmann C. Dittmer und der Architekt H. Dittmer Eigentümer der Nummer 259 und Frau H. Geerdtz und Frau A. Richert, beide aus Berlin, Eigentümerinnen der Nummer 259a. Im Zweiten Weltkrieg wurde die Nummer 259 schwer beschädigt, so dass das Vorderhaus nicht bewohnbar war, und die Nummer 259a zerstört, wobei dort das Hinterhaus erhalten blieb. Im Dezember 1945 wurden als gefährlich angesehene Bauteile entfernt. In den Jahren 1946/1947 fanden Instandsetzungsarbeiten statt. Eigentümer waren 1950 der Handelsvertreter K. Dittmer und die Witwe F. Dittmer aus Altenweddingen. Später wurde das Haus abgerissen, wobei das Datum unklar ist. Vermutlich erfolgte dies im Rahmen einer in den 1960er Jahren in der DDR erfolgten Neubebauung. |                                               |
| 260 (alt)                                                              |                                                                              | Die Bebauung erfolgte wohl 1880 durch den Zimmermeister C. Ganzlin. Für das viereinhalbgeschossige Haus lagen von Ganzlin und dem Maurermeister W. Schatz erarbeitete Pläne vor. Das Wohnhaus verfügte über eine siebenacsige Fassade. 1907 wurden Ladengeschäfte eingebaut. Eigentümer in diesem Jahr war der Rentner G. Kopp. Der in der mittleren Achse am ersten Obergeschoss befindliche Balkon wurde 1913 vergrößert. 1914 gehörte das Haus dem Kaufmann P. Kopp, 1925 den Koppschen Erben und 1938 und 1940 dem Kaufmann Marat Ostendorf. Im Zweiten Weltkrieg wurde das Grundstück schwer getroffen. Das Vorderhaus war 1945 vollständig zerstört, das Hinterhaus war noch eingeschossig vorganden. Ostendorf plante einen Wiederaufbau des Hinterhauses, der jedoch nicht umgesetzt wurde. |                                               |
| 261 (alt)                                                              |                                                                              | Die Herren Behne & Lamm ließen 1879 ein viereinhalbgeschossiges Wohnhaus. Spätestens ab 1882 gehörte das Haus der Apothekerfamilie Bell, die im Erdgeschoss die Rats-Apotheke betrieben. Mehrfach erfolgten Ladenumbauten, so 1882, 1889, 1910 und 1939. Im Zweiten Weltkrieg wurde das Haus schwer beschädigt. Der Abriss der einsturzgefähredeten fassade erfolgte am 21. August 1946. Die Kosten hierfür betrugen 23,96 Reichsmark. |                                               |
| 262 (alt)                                                              |                                                                              | 1878 wurden ein fünfeinhalbgeschossiges Wohnhaus errichtet. Bauherr war der Stadt- und Kreisgerichtssekretär R. Dankworth. Im Jahr 1884 erfolgte ein Ladeneinbau, Ladenumbauten fanden 1910 und 1922 statt. 1917 war ein Schweinestall auf dem Grundstück eingerichtet worden. 1910 gehörte das Haus der Witwe A. Dankworth, 1914 und auch noch 1925 dem Kaufmann Ernst Dankworth. Im Haus befand sich das Uhrengeschäft Berghaus. Es wurde bei den Unruhen in den Nächten zum 4. und zum 5. Februar 1919 geplündert. Der Kaufmann M. Höhne war 1938 und 1940 Eigentümer. Im Zweiten Weltkrieg wurde das Haus beschädigt. Der Uhrmacher Bruno Dierich stellte im Juli 1945 einen Bauantrag für einen behelfsmäßigen Ausbau, der jedoch abgelehnt wurde. Für einen behelfsmäßigen Ladenausbau ohne Genehmigung erhielt er eine Strafe von 30 Reichsmark. |                                               |
| 263 (alt)                                                              |                                                                              | Der Bauunternehmer C. Witte ließ das viereinhalbgeschossige Wohnhaus 1877 errichten. Die Ecke zur heutigen Haeckelstraße wurde durch einen Eckrisaliten hervorgehoben. Im Jahr 1889 wurden vier Ladengeschäfte eingebaut. Eigentümer war in diesem Jahr der Fotograf W. Seyser. 1912 wurde das Schaufenster umgebaut. Das Haus gehörte 1914 der Witwe W. Dreyer-Brückner, 1925, 1938 und auch 1940 dem Fabrikbesitzer und späteren Privatmann P. Taentzler. 1933 wurde die Schaufensteranlage erneut umgebaut. |                                               |
|                                                                        | Einmündung Haeckelstraße (Ostseite), vormals Scharnhorststraße               | | 2025                                          |
| 261 bis 267                                                            |                                                                              | | 2025                                          |
| 264 (alt)                                                              |                                                                              | Das Wohnhaus mitsamt Nebengebäuden wurde 1878/1879 auf der Parzelle E und Teilen der Parzelle D des Blocks 19 des Stadterweiterungsgebietes vom Maurermeister W. Diedrich errichtet. 1887 gehörte das Haus dem Zimmermeister W. Baetz. In diesem Jahr wurde auch ein Ladengeschäft in das Haus eingefügt. 1899 war dann der Rentner Albert Lindau Eigentümer, 1909 und 1914 der Rentner W. Wallbaum und 1915 der Kaufmann A. Rose. Rose veranlasste eine Veränderung des Schaufensterbereichs. Als Eigentümer wurde 1925 der Kaufmann O. Rose, 1933 Martha Rose und 1938 und 1940 der Kaufmann W. Liepe geführt. Im Zweiten Weltkrieg wurde das Gebäude schwer beschädigt. Die einsturzgefährdete Fassade wurde am 20. August 1946 abgerissen. Die Kosten hierfür betrugen 105,41 Reichsmark. |                                               |
| 265 (alt)                                                              |                                                                              | Der Maurermeister Fr. Löschbart errichtete 1879 das viereinhalbgeschossige Wohnhaus auf der Parzelle E 1 des Blocks 19 des Stadterweiterungsgebiets. Die Fassade des Hauses war sechsachsig. Von Anfang an war ein Ladenlokal eingerichtet. Das Gebäude gehörte von seiner Errichtung bis nach dem Zweiten Weltkrieg der Familie Löschbart (auch Loeschbart). 1914 und 1929 wurden Umbauten an den Ladengeschäften vorgenommen. Im Gebäude befand sich die Bismarck-Drogerie. Während des Zweiten Weltkriegs wurde das Gebäude schwer zerstört. Vom Vorder- und dem Seitenhaus blieb nur das Erdgeschoss stehen, das Hinterhaus wurde vollständig zerstört. Mit einem provisorischen Dach wurden die Reste des Vorderhauses wieder nutzbar gemacht. Zu einem späteren Zeitpunkt, vermutlich während einer Neubebauung in der Zeit der DDR in den 1960er Jahren, wurden die Ruinen abgerissen. |                                               |
| 266 (alt)                                                              |                                                                              | Im Jahr 1879 errichtete Peter Beck hier ein viereinhalbgeschossiges Wohnhaus mit vierachsiger Fassade. Es war spiegelsymmetrisch zum gleichzeitig von Beck auf dem benachbarten Grundstück Nummer 267 erbauten Haus angelegt. Bedeckt war es durch ein Satteldach. Auch die Anordnung der Hinter- und Seitenhäuser war spiegelbildlich zum Nachbargrundstück. Spätestens ab 1909 gehörte das Haus dem Sattlermeistet Typky, der 1909/1910 einen Ladenumbau veranlasste. Im Zweiter Weltkrieg wurde die Dachwohnung am 28. September 1944 beschädigt. Beim Luftangriff auf Magdeburg am 16. Januar 1945 wurde das Hinterhaus vollständig zerstört. Vorder- und Seitenhaus blieben unbeschädigt. Im Herbst 1945 wurden die geringfügigen Schäden beseitigt. Das Haus wurde weiterhin durch die Sattlermeistet Erich und Albert Typky genutzt. Im Rahmen der Neubebauung des Bereichs in der Zeit der DDR in den 1960er Jahren wurde das Gebäude dann jedoch abgerissen. |                                               |
| 267 (alt)                                                              |                                                                              | 1879 errichtete Peter Beck hier ein viereinhalbgeschossiges Wohnhaus mit vierachsiger Fassade. Es war spiegelsymmetrisch zum gleichzeitig von Beck auf dem südlich angrenzenden Grundstück Nummer 266 erbauten Haus angelegt. Eigentümer war 1881 und 1885 der Sattlermeister Nuthmann, 1914 der Apotheker A. von Borries, 1925 der Kaufmann Willy Kappert und 1938 und 1940 G. Troch. Die jeweiligen Eigentümer veranlassten jeweils Umbauten, vorrangig am Erdgeschoss. |                                               |
| 268 (alt)                                                              |                                                                              | Der Holzhändler Theodor Hitzeroth ließ 1879 auf der Parzelle G des Blocks 19 des Stadterweiterungsgebiets ein viereinhalbgeschossiges Wohnhaus errichten. Es verfügte über eine achtachsige Fassade und war mit einem Satteldach bedeckt. 1898 wurde das Erdgeschoss umgebaut. In diesem Jahr gehörte das Haus dem Rentner Alwin Wernecke. Spätestens ab 1905 war der Konditor M. Borsdorff Eigentümer, der hier auch eine Konditorei betrieb. Wie lange sie bestand ist unklar. Borsdorff war auch noch 1938 und 1940 Eigentümer, wurde jedoch als Privatmann bezeichnet. 1945 wurde das Gebäude zerstört. |                                               |
| 269 (alt)                                                              |                                                                              | In den Jahren 1878/1879 errichtete der Maurermeister Carl Löwe auf der Parzelle H des Blocks 19 des Stadterweiterungsgebiets ein viereinhalbgeschossiges Wohnhaus. Es verfügte über eine sechsachsige Fassade in einer historisierenden Gestaltung. Das Erd- und das erste Obergeschoss wurden 1902/1903 ausgebaut. Eigentümer war 1914 der Kaufmann P. Freyhold, spätestens ab 1925 die Kaffee-Import-Großhandlung Wendt & Röttger AG. In einem Nebengebäude, hin zur Grundstücksgrenze zur Höheren Töchterschule befand sich eine Kaffeerösterei. Im Jahr 1928 wurde das Vorderhaus umgebaut und dabei auch die historisierende Fassade entfernt. Im Zweiten Weltkrieg wurde das Haus schwer beschädigt. Am 14. Februar 1946 wurde die einsturzgefährdete Fassade gesprengt. Die Kosten wurden mit 12,77 Reichsmark angegeben. |                                               |
| 270 (alt)                                                              |                                                                              | Das viereinhalbgeschossige Wohnhaus mit siebenachsiger Fassade wurde 1879 für den Rentier Gustav Chevalier erbaut. 1886 wurden zwei Ladengeschäfte eingerichtet. Eigentümer war 1887 der Rentier A. Teltz und 1892 und 1897 der Schlossermeister Sengebusch. Spätestens ab 1897 gehörte das Haus dem Kürschnermeister August Wolter, später das Unternehmen A. Wolter Söhne, die in der Nummer 37 eine Pelzwarenfabrik betrieben. |                                               |
| 271 (alt)                                                              |                                                                              | Auf der Parzelle K des Blocks 19 des Stadterweiterungsgebiets wurde 1879 vom Maurermeister A. Schweitzer ein fünfeinhalbgeschossiges Wohn- und Geschäftshaus mit sechsachsiger Fassade errichtet. 1888 gehörte es dem Bäckermeister C. Radestock, der Umbauten vornahm. Er war auch noch 1902, nun als Privatmann bezeichnet, Eigentümer. 1912 erfolgte ein Ladenumbau durch die damalige Eigentümerin Elisabeth Keßler. 1925 war Gen.-Ob. Veterinär a. D. Fr. Bierstedt Eigentümer, 1938 und 1940 Frau E. Bierstedt. |                                               |
| 272 (alt)                                                              |                                                                              | 1879 errichtete der Maurermeister A. Schweitzer auf der Parzelle L des Blocks 19 des Stadterweiterungsgebiets ein fünfeinhalbgeschossiges Wohn- und Geschäftshaus mit sechsachsiger Fassade. 1886 und auch 1888 war eine Frau Otto Eigentümerin. Sie veranlasste 1886, 1887 und auch 1888 Ladenumbauten. 1889, Eigentümer war der Kaufmann P. Kruse, folgte ein weiterer Ladenumbau. Das Haus gehörte 1890 dem Rentier Carl Friedrich, 1896 dem Privatmann Richard Kühle und 1901 einem Krüger. 1911 veranlasste der damalige Eigentümer, der Rentner R. Hohlbein aus Schönebeck wiederum einen Ladenumbau. Er wurde auch noch 1925 als Eigentümer genannt. Danach gehörte es den Hohlbeinschen Erben. 1927 fand ein weiterer Ladenumbau statt. |                                               |
| 273 (alt)                                                              |                                                                              | 1879 ließ sich Frau M. Wernecke auf dem markanten Eckgrundstück am Beginn des Stadterweiterungsgebiets ein repräsentativ gestaltetes, zweigeschossiges Wohnhaus errichten. Es war mit einem großen Vorgarten versehen und war in seinen Formen für Dauer Bebauuung des Erweiterungsgebiets untypisch. Zur Straßenecke hin bestand ein runder Eckturm, der mit einem vorkragenden, kreisrunden Balkon und einer Kuppel versehen war. Der Rittmeister und spätere Kommerzienrat G. Wernecke ließ das Haus 1904 umbauen. Er war auch noch 1925 Eigentümer. Im April 1919 wurden bei Unruhen zwei große Spiegelscheiben des Hauses zerschossen. Noch bis zum 31. März 1932 wurde im Haus eine Pension betrieben, auch Mittagstisch anbot. 1938 und 1940 gehörte das Haus Frau L. von Herff und Frau M. Schneider. Im Zweiten Weltkrieg wurde das Haus schwer beschädigt. Die Ruine wurde nach 1949 abgerissen. |                                               |
|                                                                        | Einmündung Danzstraße (Ostseite), vormals Oranienstraße                      | | 2025                                          |

Die namentlich bekannten Häuser Zur Kette und Zum gestrickten Rock befanden sich am Breiten Weg, eine konkrete Zuordnung zu einem bestimmten Grundstück ist jedoch unklar.